# Historia del grabado

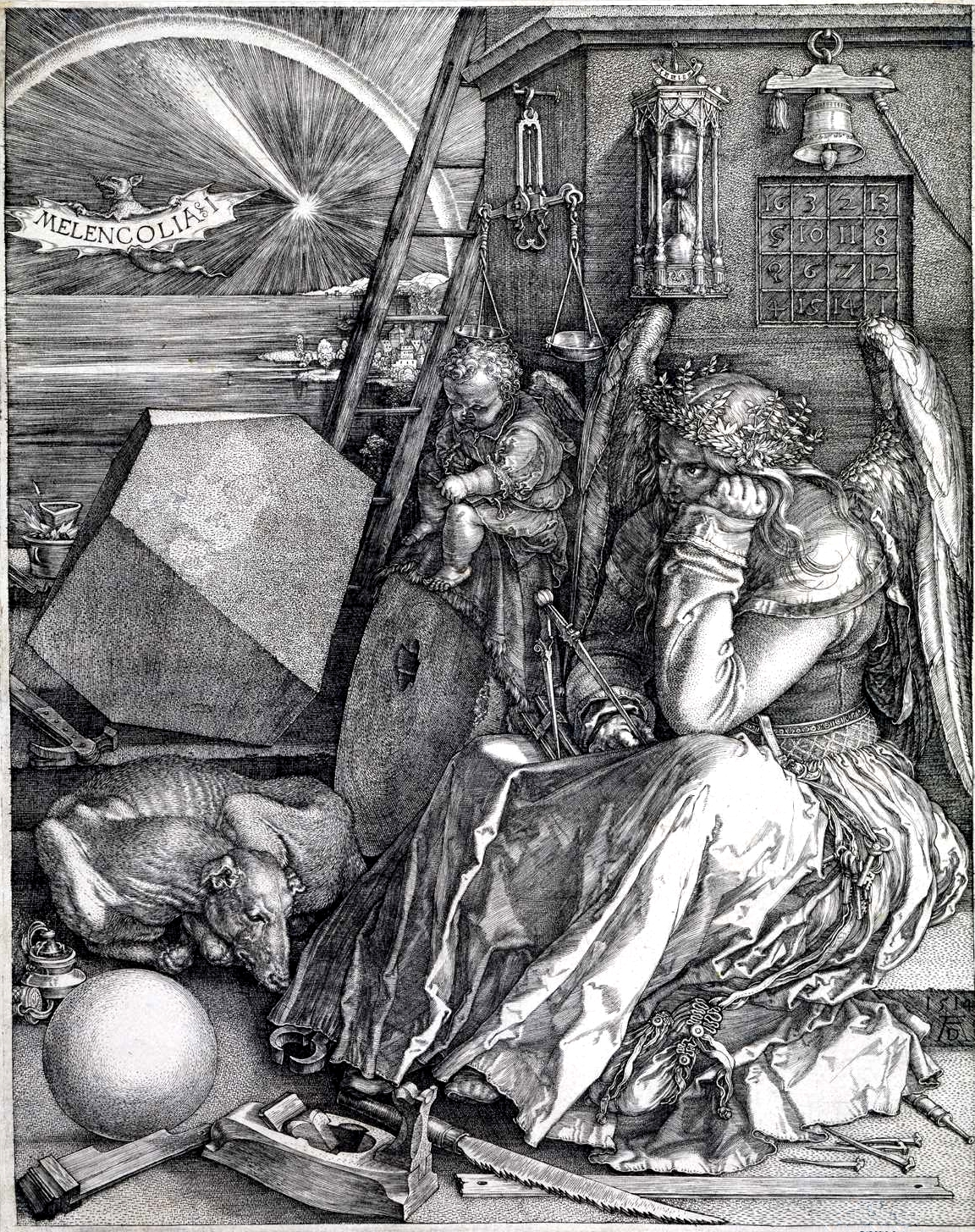
Melancolía I (1514), de Alberto Durero, Galería Nacional de Arte de Karlsruhe

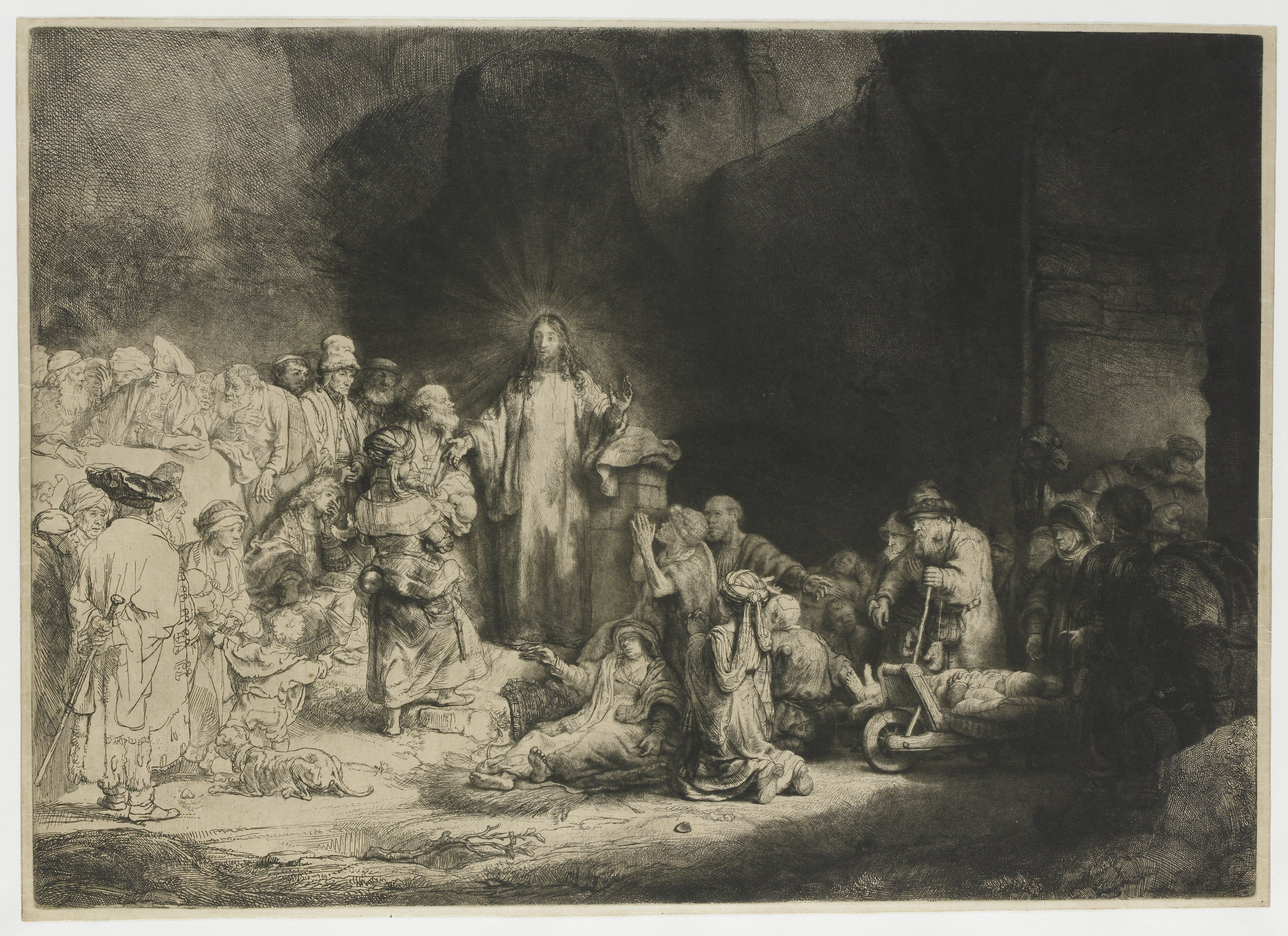
Cristo curando a los enfermos, conocido como el Grabado de los cien florines (c. 1647-1649), de Rembrandt, Rijksmuseum, Ámsterdam

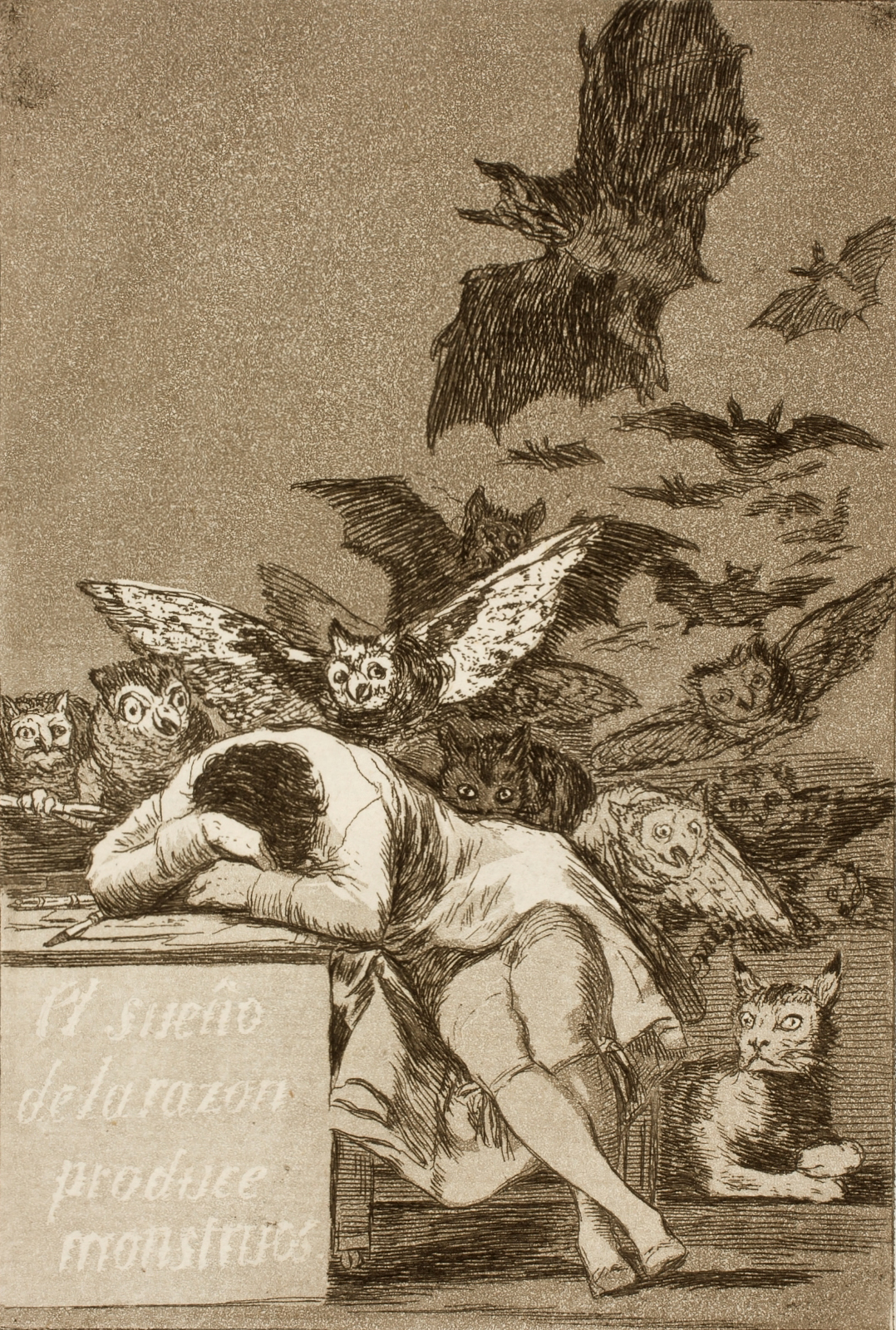
El sueño de la razón produce monstruos, grabado n.º 43 de los Caprichos (1797), de Francisco de Goya, Museo del Prado, Madrid

La historia del grabado se ha desarrollado de forma paralela a la del resto de manifestaciones artísticas, con antecedentes que se remontan hasta la prehistoria, si bien su auge se dio en las edades moderna y contemporánea. El grabado (del griego γράφω, «esculpir, rayar») es un medio de expresión artístico mediante la reproducción mecánica de dibujos o composiciones de carácter estético o comunicativo, utilizando diversas técnicas que permiten la creación de una estampa en una hoja de papel presionada a mano o a máquina contra una matriz entintada. Se suele englobar dentro de las artes gráficas, que a su vez se suelen incluir en las artes decorativas o aplicadas.
Como técnica, el grabado en relieve se emplea en numerosos procedimientos artísticos —especialmente en las artes aplicadas—, como la glíptica, el esmalte, la orfebrería, la numismática y la medallística, pero generalmente se suele considerar el grabado como una forma de impresión de imágenes con tinta en un soporte de papel. La base del grabado es el dibujo, por lo que muestra de forma idónea las capacidades de un artista en ese arte. Por otro lado, como medio de difusión de carácter popular, el grabado ha sido a menudo vehículo de transmisión de ideas políticas y sociales, o bien simplemente poéticas y estéticas, y ha ayudado en gran medida a la difusión de la obra de los artistas. También ha coadyuvado a la difusión gráfica de conocimientos científicos, mediante la elaboración de grabados anatómicos, topológicos, arqueológicos, zoológicos, botánicos o similares.
Por etimología, «grabado» es tanto el arte de trazar composiciones por incisión en la superficie de un material como el resultado de ese arte, es decir, la impresión en una hoja de esa incisión, también llamada «estampa». En el proceso de producción de un grabado pueden intervenir varias personas, generalmente un artista que realiza la composición y un artesano que elabora el proceso técnico, aunque en ocasiones pueden coincidir. Generalmente, el dibujante firma en el ángulo inferior izquierdo con la fórmula delin. (de delineavit, «dibujó») y el grabador en el derecho con sculps. (de sculpsit, «grabó»). Cabe diferenciar entre composiciones realizadas por artistas para ser grabadas, llamadas «grabados originales», y la reproducción de cuadros de artistas famosos elaboradas por otros grabadores, denominadas «reproducciones».
Si bien existen diversos procedimientos cercanos al grabado empleados desde la prehistoria, se suele considerar la xilografía (grabado en madera) como el método más antiguo, con exponentes que se encuentran ya en el siglo IX en el arte chino. En Europa se difundió a partir de la Edad Media, no solo en grabados sino también en tejidos y naipes. La plancha más antigua que se conserva procede de Dijon (Francia), datada en torno a 1370, mientras que el primer grabado xilográfico que se conserva es un San Cristóbal de 1423 custodiado en la John Rylands Library de Mánchester. Hacia 1430 apareció la calcografía (grabado en cobre), técnica de la que la primera obra fechada que se conserva es de 1446. En el siglo XV el grabado se generalizó y popularizó en toda Europa, ya que su reproducción seriada permitía un coste económico accesible a mucha mayor población que la pintura, reservada a menudo a la burguesía, clero y aristocracia. En los siglos xvi y xvii el método más utilizado fue el aguafuerte, mientras que en el siglo XVIII apareció la litografía. En Japón se desarrolló en el siglo XVII la serigrafía, que llegó a Europa en el siglo XIX.
Existen diversos procedimientos de grabado, con los que se elabora una estampa obtenida mediante una plancha o matriz. Entre ellos cabe distinguir tres técnicas principales, según si son en relieve (xilografía), en hueco (calcografía) o en plano (litografía).
- Xilografía: grabado en madera (generalmente cerezo o boj), realizado sobre un boceto calcado sobre la plancha de madera y tallado con cuchillo, gubia, formón o buril, vaciando de madera los blancos y dejando en relieve los negros; a continuación, se entinta con un rodillo y se estampa, bien a mano o bien con el tórculo.

- Calcografía: grabado sobre cobre realizado en hueco, en diversas técnicas: aguafuerte, técnica de grabado consistente en tratar las partes de la plancha de metal no protegidas por un barniz con «agua fuerte» (ácido nítrico diluido en agua); aguatinta, técnica proveniente de una plancha de metal cubierta con resina, que una vez calentada se adhiere a la superficie de la plancha, dibujando posteriormente sobre esta superficie con un tipo de tinta especial, llamada aguatinta; grabado a buril, se realiza sobre plancha de cobre, con un buril, con el que se perfila el dibujo, rellenando los surcos con tinta; grabado a punta seca, en esta técnica la plancha se trabaja directamente con una punta de acero, diamante o rubí, sin recurrir a barnices ni ácidos, con lo que se obtienen unas líneas ásperas llamadas «rebabas», diferentes según la presión y el ángulo de incisión, que a diferencia del buril no corta el metal, sino que lo araña; grabado a media tinta (mezzotinta), se trabaja la plancha con un rascador de varias puntas (rocker o berceau), obteniendo un graneado uniforme por entrecruzamiento de líneas, con lo que se distinguen tonos claros y oscuros.

- Litografía: es un grabado sobre piedra caliza, que se hace tratando la superficie con un lápiz de materia grasa para delimitar el dibujo y realizando el grabado según dos procedimientos: bañando con ácido, para corroer la parte no engrasada y dejar el dibujo en relieve; o aplicando dos clases de tinta acuosa y grasa, fijándose la primera en el fondo y cubriendo la segunda las líneas dibujadas a lápiz. Fue inventado por Aloys Senefelder en 1796.

También cabe señalar el linograbado, una técnica de grabado en relieve similar a la xilografía, pero utilizando linóleo en vez de madera; y la serigrafía, una técnica por la cual se obtienen impresiones filtrando los colores por una trama de seda —o, actualmente, nailon—, recubriendo con cola las partes que no deben filtrarse para impermeabilizarlas. Existen otras técnicas menos utilizadas, como el grabado electrolítico, el grabado leucográfico, el pirograbado, la monotipia y la cromolitografía, mientras que ya en época contemporánea han surgido métodos de impresión como el ófset, la flexografía, el huecograbado y la impresión digital.

La historia de las estampas no es, como mucha gente parece pensar, la de una forma de arte menor, sino la de un poderosísimo método de comunicación entre los hombres y la de sus efectos sobre el pensamiento y la civilización de la Europa occidental.
William Ivins Jr.

## Antecedentes

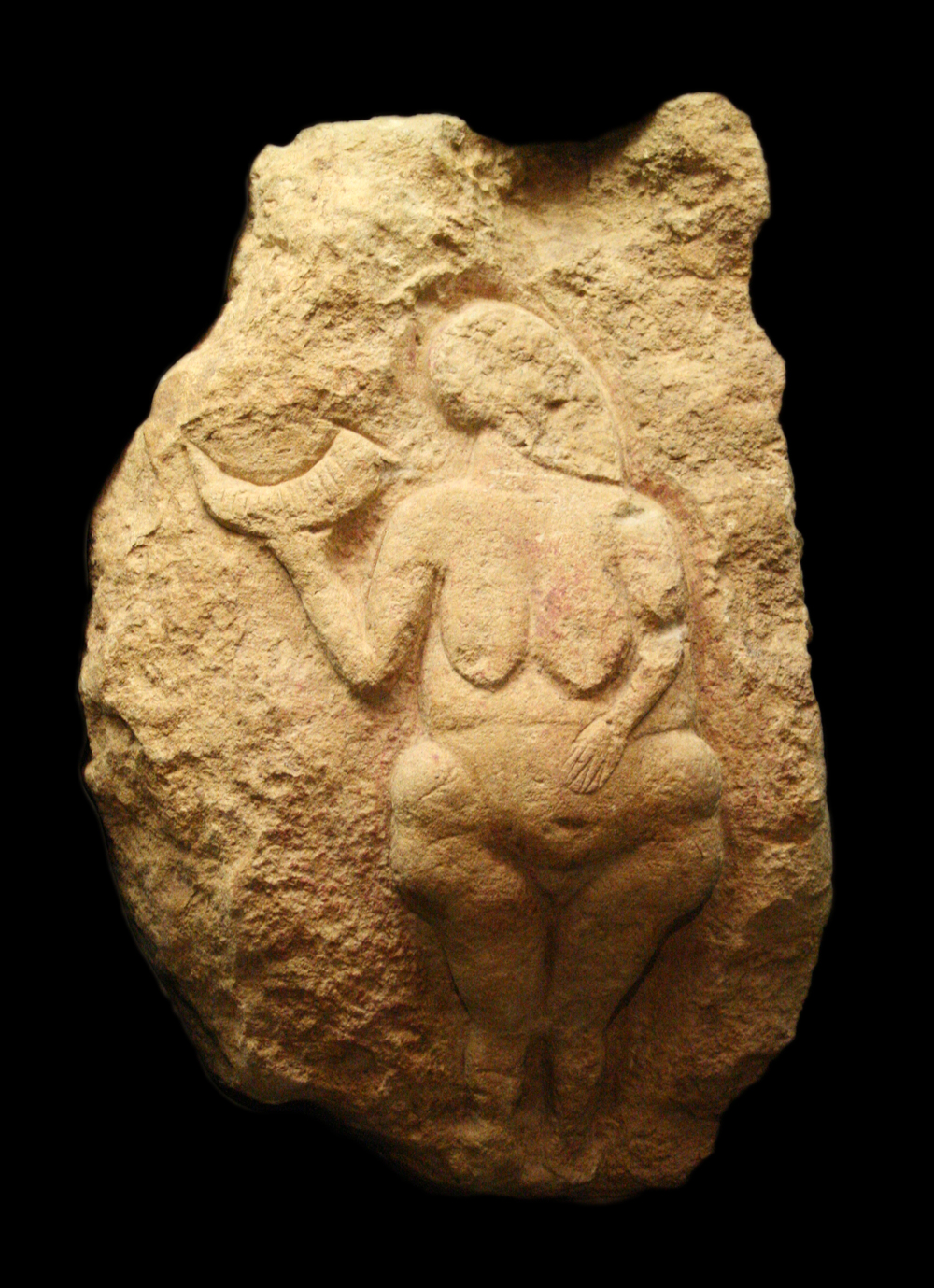
Venus de Laussel, realizada en relieve grabado sobre piedra caliza, hallada en Marquay (Dordoña) y conservada en el Museo de Aquitania en Burdeos (datación incierta)

Los antecedentes del grabado se encuentran en la técnica del relieve por incisión, de la que existen vestigios desde la prehistoria. En el 
arte prehistórico se dieron las primeras manifestaciones que se pueden considerar como artísticas por parte del ser humano. Probablemente, una de las primeras técnicas artísticas empleadas por los humanos prehistóricos fue el relieve en hueco practicado sobre superficies duras con instrumentos como el pedernal, o bien el grabado en relieve aprovechando las irregularidades y abultamientos de la roca, en ocasiones mediante extracción de materia como ayuda adicional para obtener el resultado deseado. Este relieve escultórico era propicio para dar a la materia las formas que el incipiente artista quería expresar, creando una silueta que luego podía ser coloreada. Más adelante se practicó esta incisión en madera, metal u otros materiales (hueso, marfil), y los dibujos evolucionaron desde formas naturalistas hasta signos y formas abstractas de diversa simbología, que con el tiempo dieron origen igualmente a la escritura.
Entre las diversas manifestaciones del arte rupestre paleolítico conviene recordar las de la cueva de la Peña de Candamo (Asturias), Altamira (Cantabria), Morella la Vella (Castellón), Cogul (Lérida), Lorthet (Altos Pirineos) y las cuevas de Dordoña (Combarelles, Font de Gaume, Limeuil, Madeleine). Manifestaciones de arte rupestre por parte del ser humano primitivo se encuentran igualmente en todos los continentes, desde Australia y África hasta América. Se han encontrado vestigios de relevancia en el norte de África, como en el oasis de Djebel Ouénat, entre Libia y Sudán, o en Ain Safsaf (Orán). Ya en el neolítico preponderó el pulimento de la piedra, especialmente en monumentos megalíticos como dólmenes y menhires, donde destacó la decoración geométrica (círculos, espirales, líneas, cuadrados, triángulos, zigzags). Con la aparición de la cerámica la incisión grabada tuvo una especial relevancia para decorar las piezas elaboradas, por lo general con los mismos motivos geométricos. También se decoraban piezas metálicas como fíbulas, brazaletes, armas y otros utensilios.
Ya en época histórica, iniciada con la aparición de la escritura, se desarrolló el llamado arte antiguo, que tuvo sus primeras manifestaciones en las grandes civilizaciones del Próximo Oriente (Egipto y Mesopotamia), así como en las zonas del Indo y el río Amarillo en China. En estas culturas el grabado en relieve se dio en cerámica, glíptica, artes del metal y otras artes menores y decorativas, tanto de tipo geométrico como figurativo. En Egipto eran habituales las entallas en forma de escarabajo, utilizadas como amuletos, que a menudo llevaban grabadas el nombre del propietario y algún tipo de oración o fórmula mágica. En Caldea eran habituales los sellos cilíndricos tallados, que se aplicaban sobre cera o barro para dejar su impronta grabada. Se decoraban por lo general con motivos religiosos y zodiacales, así como inscripciones cuneiformes, y era habitual enterrarlos con sus propietarios. Esta tradición fue recogida por los asirios, quienes la expandieron por las tierras circundantes. El rey Asurbanipal poseía una biblioteca de piezas de arcilla de gran relevancia. En Persia estos sellos se realizaban con forma plana, decorados con figuras animales y de escenas cotidianas. Esta cultura se expandió por otros pueblos del entorno, como los hititas, licios, frigios, fenicios y hebreos. Otros objetos grabados eran joyas, vidrios y metales.
En Oriente se desarrollaron también prósperas civilizaciones que desarrollaron sus propias técnicas y estilos de grabado, realizados generalmente en piedra, madera, cerámica y objetos de metalurgia. En la India brahmánica eran frecuentes las representaciones naturalistas, mientras que con la llegada del budismo se impusieron los motivos religiosos. China recibió el influjo del arte búdico, adaptado a la estética propia de esa nación, basada en la imitación de la naturaleza —más evocadora que realista—, mientras que Japón fue heredera en sus inicios de la cultura china.
Como colofón de la Edad Antigua se desarrollaron las civilizaciones griega y romana, englobadas estilísticamente en el llamado arte clásico, que puso los cimientos del arte occidental. Sus adelantos tanto científicos como materiales y de orden estético aportaron a la historia del arte un estilo basado en la naturaleza y en el ser humano, donde preponderaba la armonía y el equilibrio, la racionalidad de las formas y los volúmenes, y un sentido de imitación (mímesis) de la naturaleza, de tal forma que la recurrencia a las formas clásicas ha sido constante a lo largo de la historia en la civilización occidental.
Con unos antecedentes en las culturas minoica y micénica, el arte griego arcaico se inspiró tanto en la forma humana como animal y vegetal, además de motivos como espirales, rosetas y arcos de círculo, así como hachas, cuernos y otros objetos, presentes tanto en objetos de cerámica como metalurgia, glíptica, monedas y orfebrería. Todo ello evolucionó hacia las fases clásica y helenística del arte griego, en que fue cobrando importancia la figura humana y la representación de escenas de la mitología griega. El arte romano fue heredero en buena medida del griego, cuya cultura asimilaron tras la conquista de su territorio. En la antigua Roma tuvo una gran importancia el sello grabado, y se crearon auténticas colecciones de entallas en gabinetes denominados «dactilotecas». Con una cultura más mundana, los romanos preferían las escenas costumbristas y de la vida real antes que las imágenes mitológicas y las grandes epopeyas de los griegos. Estos sellos se fueron convirtiendo desde el siglo II d. C. en talismanes tallados con motivos cabalísticos, que con la llegada del cristianismo fueron convertidos en imágenes religiosas. En época romana hay también testimonios que relatan la elaboración de retratos en pergamino que se producían en serie con una técnica desconocida actualmente, cuya invención se atribuye a Marco Terencio Varrón, quien poseía una colección de setecientos de estos retratos. Hay que destacar igualmente en este período la elaboración de libros, realizados en papel o pergamino, que junto al texto incluían a menudo imágenes, antecedentes de los posteriores grabados impresos.

## Inicios del grabado: China

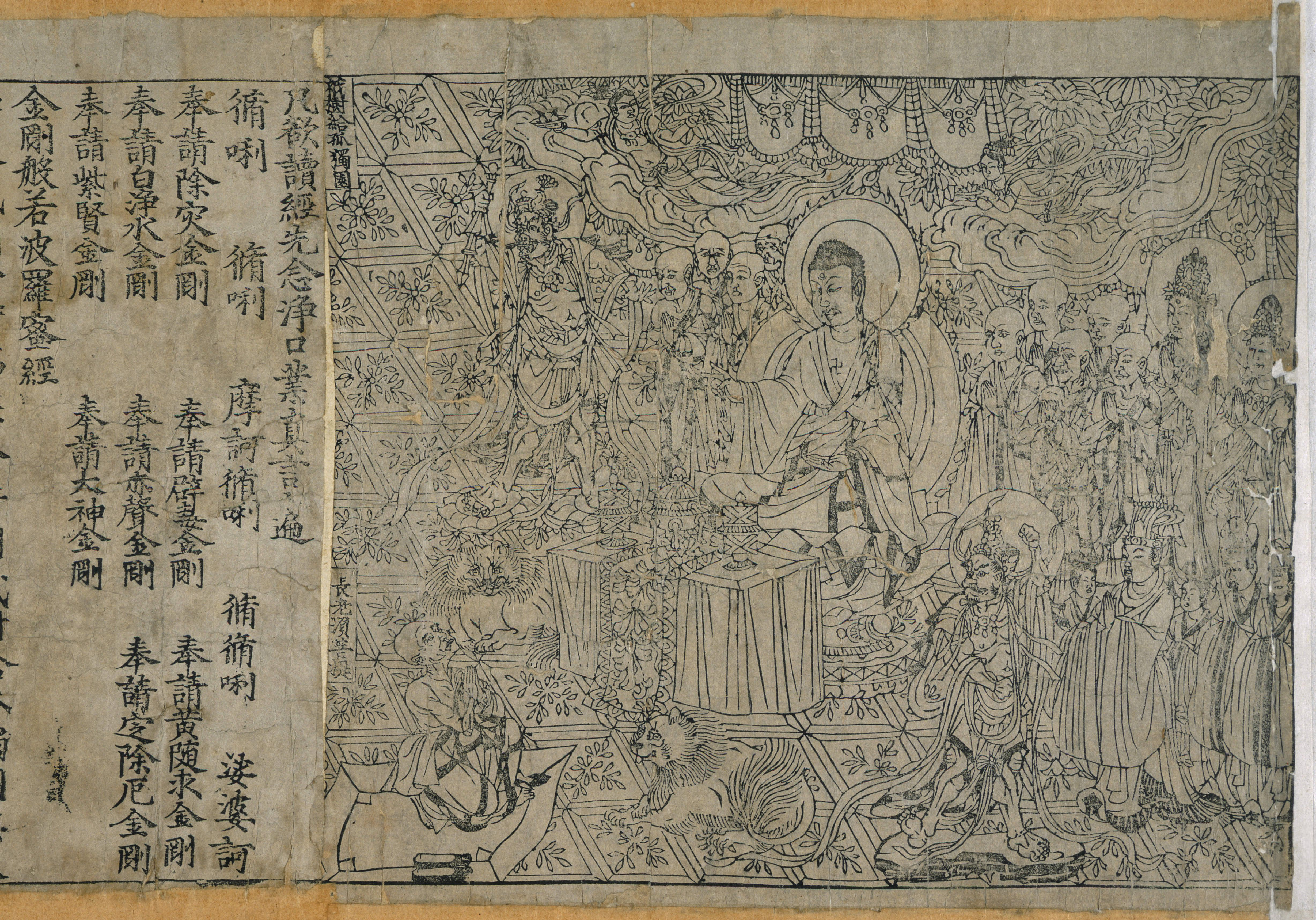
Sutra del diamante (868), el libro impreso completo y fechado más antiguo conocido del mundo, British Library, Londres

En China comenzó la elaboración de estampas durante la dinastía Tang (618-907), ligada a la introducción de la imprenta. Ya desde época Han los eruditos confucianos utilizaban placas de piedra para grabar textos y, ocasionalmente, imágenes. Posteriormente fueron los budistas los que empezaron a utilizar la madera para estampar imágenes —generalmente Budas—, mediante bloques entintados y aplicados sobre papel húmedo, lo que supone el inicio de la xilografía. Solían efectuar grandes tiradas de estas imágenes, que se utilizaban como amuletos. Mediante la impresión de bloques grabados sobre papel los chinos se adelantaron en cinco o seis siglos a la imprenta europea.
La capital de la impresión fue Chengdu, donde se imprimió la primera edición de los nueve clásicos (953), el Tripitaka budista (983) y el Canon taoísta. En las cuevas de Mogao, en Dunhuang, el arqueólogo Marc Aurel Stein descubrió el libro impreso completo y fechado más antiguo que se conserva, el Sutra del diamante (British Library, Londres), que lleva impresa la fecha en que fue creado: «este libro ha sido impreso el 11 de marzo de 868, por Wang Shish, para ser distribuido gratuitamente, como obsequio, a fin de perpetuar la memoria de sus padres». Desde entonces numerosos poetas y eruditos encargaron la impresión de sus obras, que se generalizó durante la dinastía Song (960-1279).
La xilografía china era generalmente religiosa, imágenes devotas para el culto en los templos. No se consideraba que tuviese un valor artístico, sino que se entendía como un instrumento de propaganda. Se solía realizar en negro sobre blanco y a veces se coloreaba a mano. En ocasiones se empleaba tinta azul o roja en vez de negra. La estampa creó una industria próspera, que evolucionó desde las imágenes religiosas a la reproducción de pinturas —generalmente retratos o paisajes— o imágenes para abanicos o biombos.

## Orígenes del grabado occidental: el Medievo

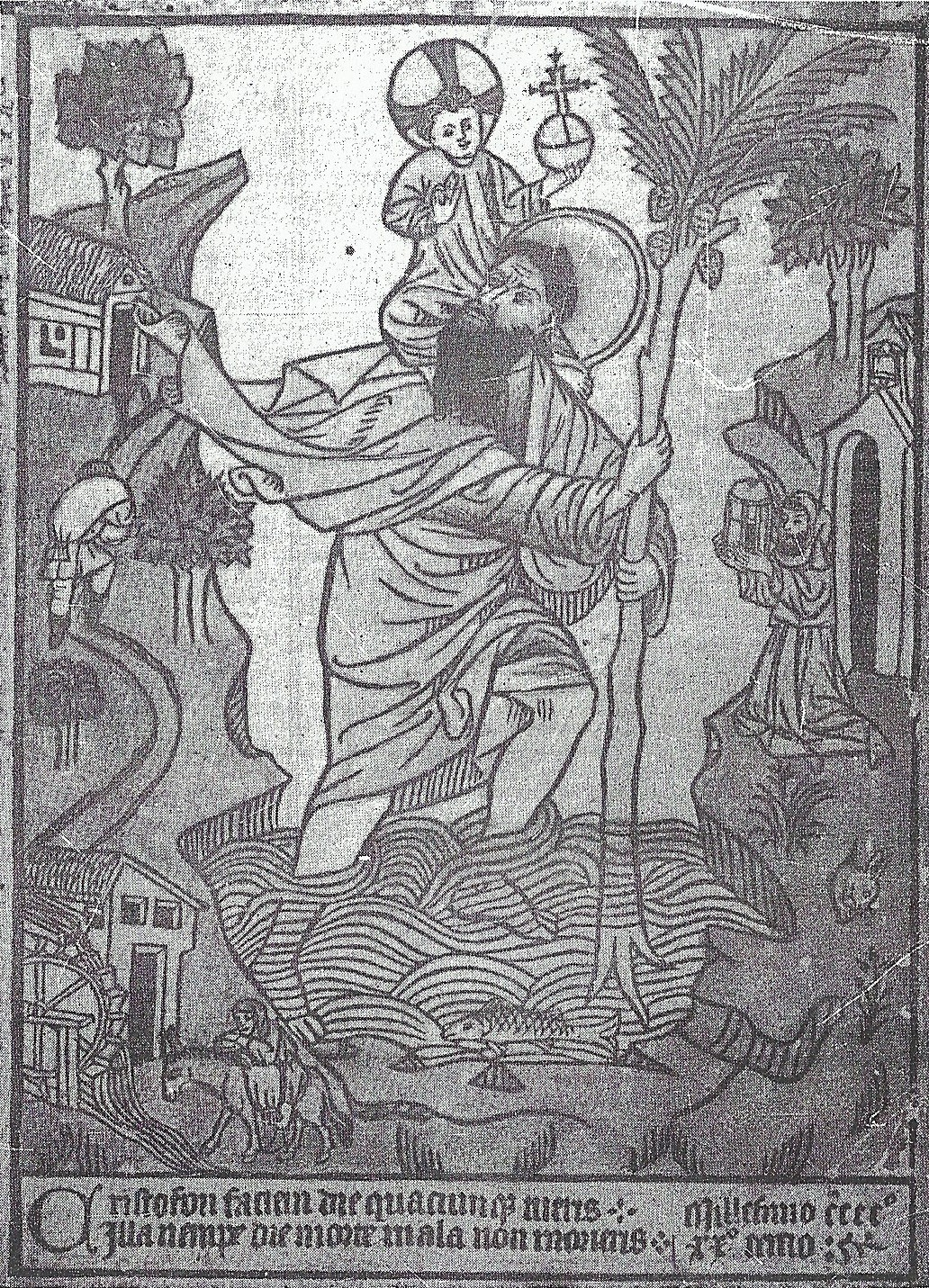
San Cristóbal (1423), John Rylands Library, Mánchester, considerado el primer grabado xilográfico que se conserva

Los orígenes del grabado occidental se produjeron en la Edad Media. Fue una época marcada por la feudalización de todos los territorios anteriormente administrados por el Imperio romano. Las nuevas culturas dominantes —de origen germánico— reinterpretaron el arte clásico, mientras que la nueva religión, el cristianismo, impregnó la mayor parte de la producción artística medieval. Las principales manifestaciones artísticas de este período fueron el arte románico y el gótico.

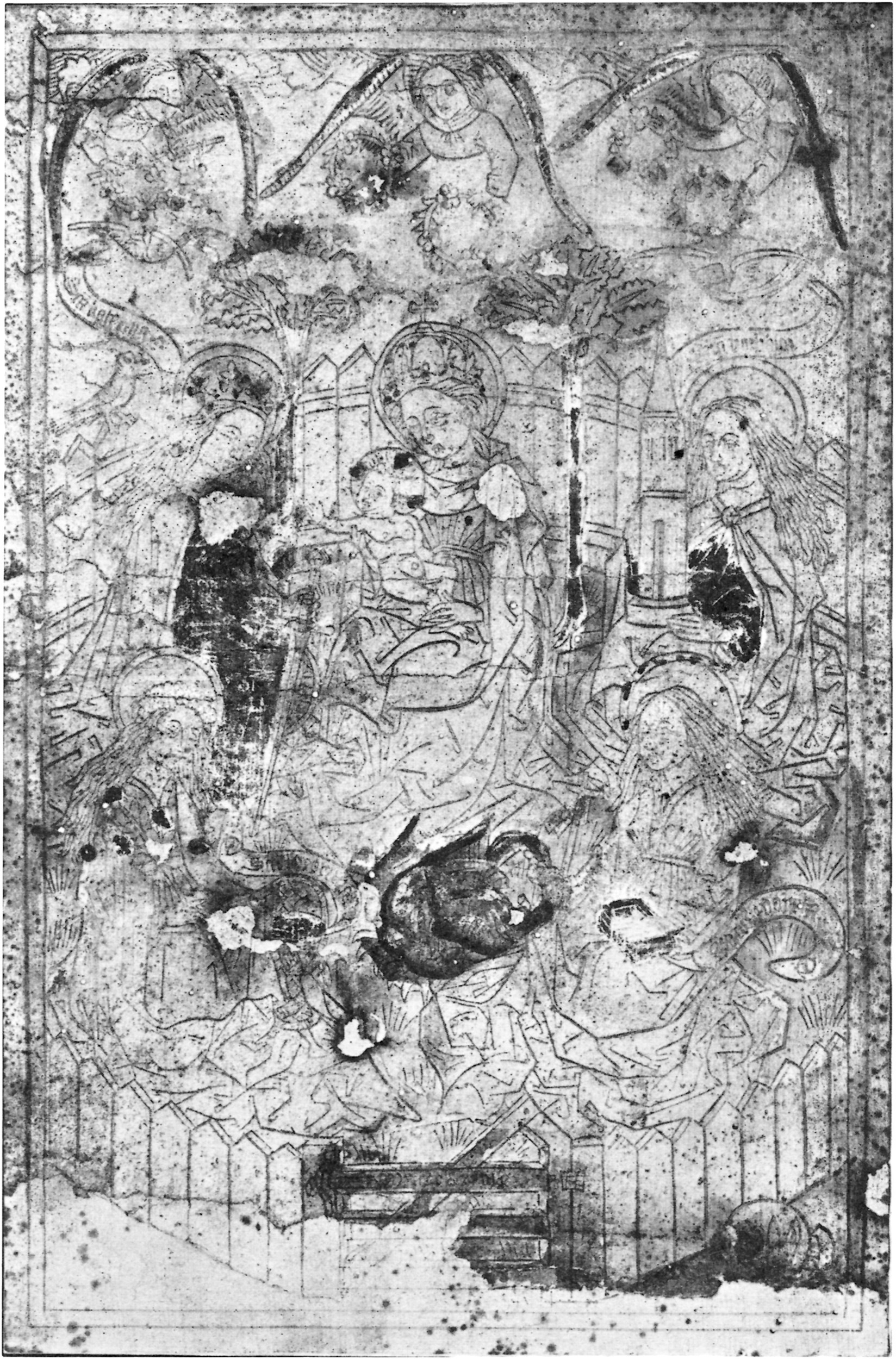
Virgen de Bruselas, Biblioteca Real de Bélgica. Inicialmente datada en 1418, se consideraba el grabado más antiguo que se conservaba, aunque posteriormente se dató en torno a 1460

La aparición del grabado es de fecha y lugar de origen inciertos. Podría derivar probablemente de la confección de naipes, cuya elaboración evolucionó desde la manufactura hasta el empleo de patrones y su estampación mediante moldes ajustados de madera. Ello inspiró probablemente la elaboración de imágenes a imitación de la miniatura iluminada, mediante varios tacos de colores que se ajustaban en una pieza y se estampaban de una vez, procedimiento conocido como camaïeu. Estos experimentos dieron lugar a la xilografía, practicada por primera vez seguramente a principios del siglo XV en las tierras del Rhin. Hacia 1440, la invención de la imprenta de tipos móviles por Johannes Gutenberg ayudó a mecanizar y difundir los procedimientos de grabado.
En la Baja Edad Media comenzó a popularizarse el grabado en Europa: a mediados del siglo XIV se comenzó a aprovechar los desechos del lino para fabricar papel en Italia —principalmente Treviso, Padua y Fabriano—, lo que proporcionó un soporte útil y barato para las estampas. Al mismo tiempo, empezó a difundirse la técnica de la xilografía y comenzó la distribución de estampas, generalmente imágenes bíblicas y de santos, elaboradas en monasterios por artesanos anónimos. El grabado más antiguo que se conserva es un San Cristóbal elaborado en la Cartuja de Buxheim (Alemania) en 1423, conservado en la John Rylands Library de Mánchester. La Virgen de Bruselas (Biblioteca Real de Bélgica), inicialmente datada en 1418, se consideraba el grabado más antiguo, aunque posteriormente se dató en torno a 1460. Muestra a la Virgen María y al Niño Jesús con las cuatro santas vírgenes mártires (Catalina de Alejandría, Bárbara, Margarita de Antioquía y Dorotea) en un hortus conclusus.

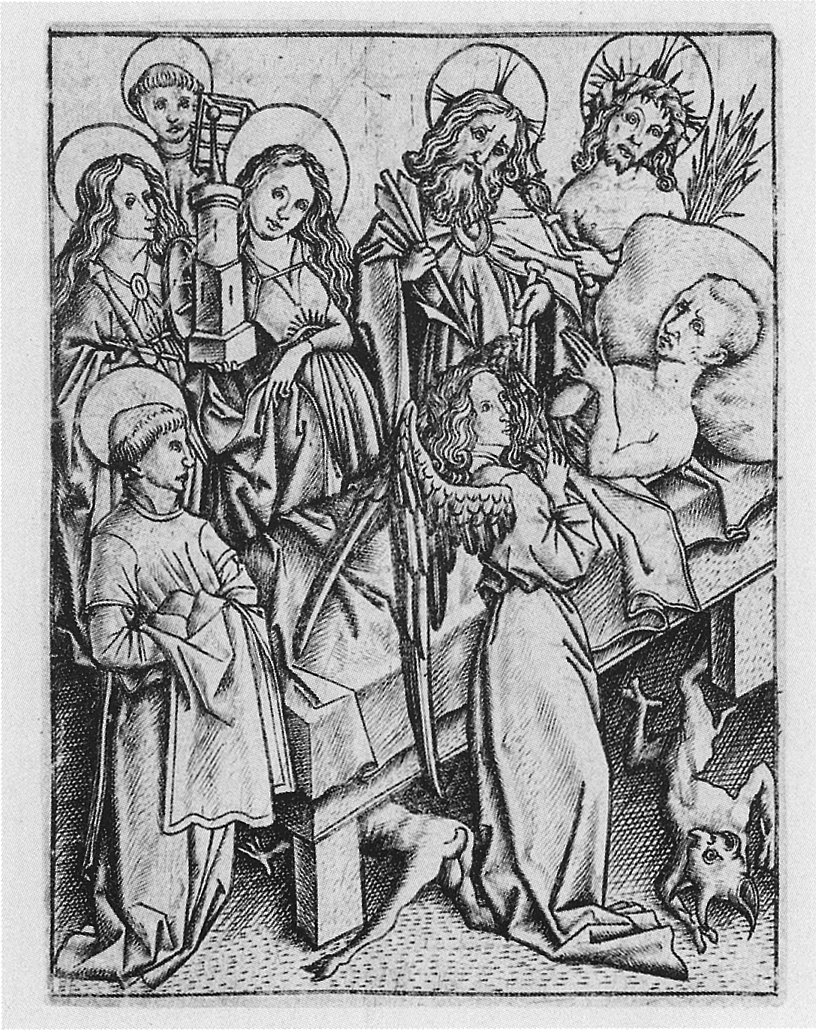
Estampa del Ars moriendi (c. 1450), del Maestro E. S., Museo Ashmolean, Oxford

La producción de imágenes religiosas de pequeño tamaño fue evolucionando hacia la creación de estampas de gran tamaño destinadas a los altares o a la ilustración de libros, como la Biblia pauperum, el Speculum Humanæ Salvationis y el Ars moriendi. Estas imágenes eran de escasa calidad por lo que respecta al dibujo, desproporcionadas, de trazo ancho y duro y sin matices de claroscuro, pero su candidez denotaba una cierta ingenuidad que las hacía atractivas, como los dibujos infantiles.

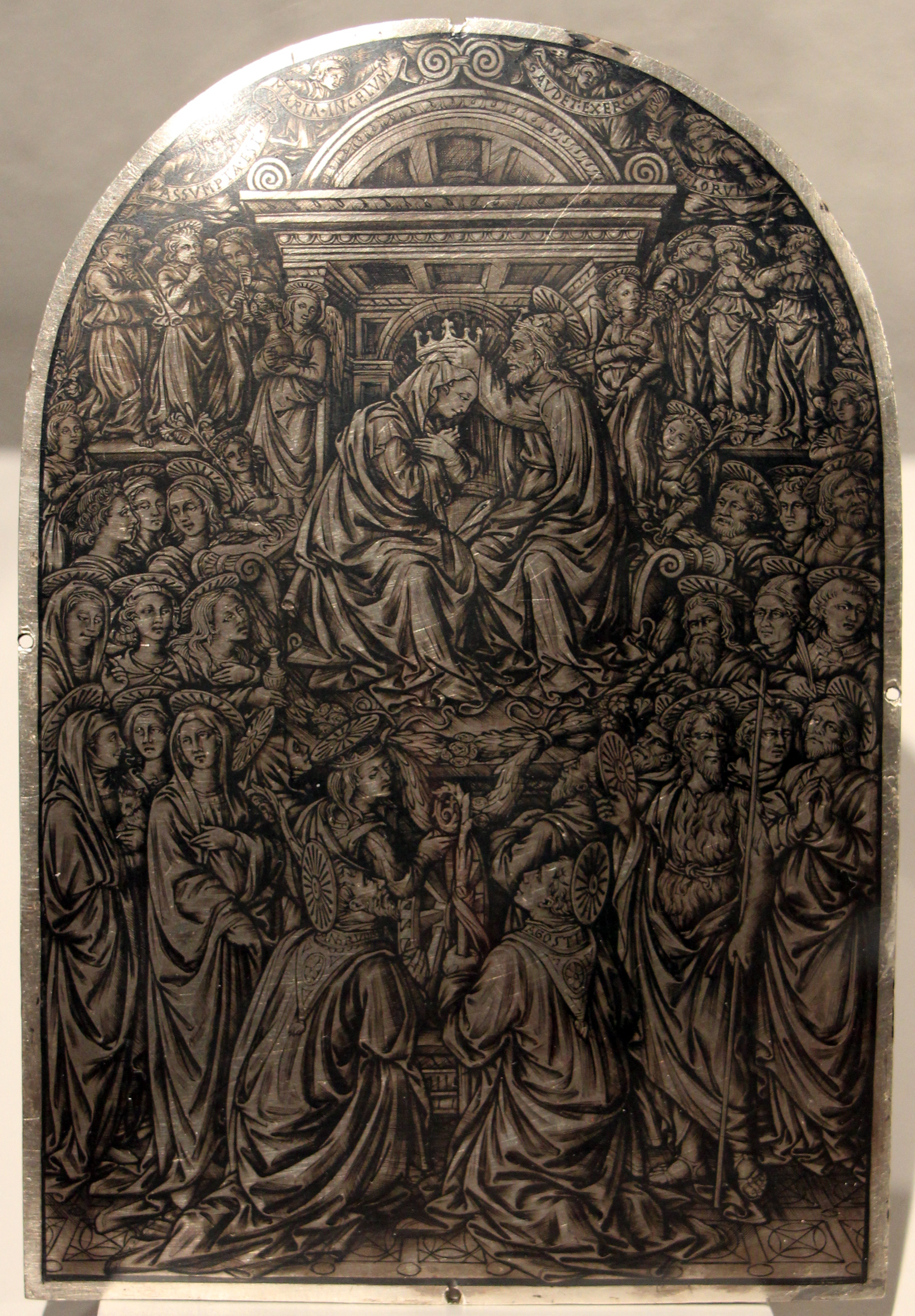
Coronación de la Virgen (1452), de Maso Finiguerra, Museo del Bargello, Florencia

A mediados del siglo XV surgió el grabado en metal, en fecha y lugar inciertos, al igual que la madera. Se suele atribuir al trabajo de los orfebres y existen diversas tradiciones indocumentadas sobre su origen: en Alemania se atribuye su invención a Martin Schoen, de Baviera, o a Israel Mecheln, de Westfalia; en Italia se adjudica a Maso Finiguerra, un platero florentino que en 1452 realizó una plancha de plata de la Coronación de la Virgen para el baptisterio de San Juan (actualmente en el Museo del Bargello). Es probable que la impresión de estos nielados fueran pruebas de los trabajos de los orfebres para ver el resultado final, al tiempo de material de instrucción para los aprendices, y que el objetivo final fuese el esmalte; sin embargo, pronto se darían cuenta de las posibilidades de la estampación mediante dicha técnica.
El centro de producción del grabado medieval se encontraba en Alemania, Flandes y Borgoña, así como en menor medida Italia. En sus inicios la técnica flamenca era superior a la italiana. Esta se desarrolló en las tierras del Rhin, desde los Países Bajos hasta Basilea (Suiza), donde destacó la labor de varios maestros conocidos hoy día como el Maestro de los Naipes, el Maestro del 1446 (por una Flagelación suya fechada en ese año), el Maestro E. S. o el Maestro del Gabinete de Ámsterdam.

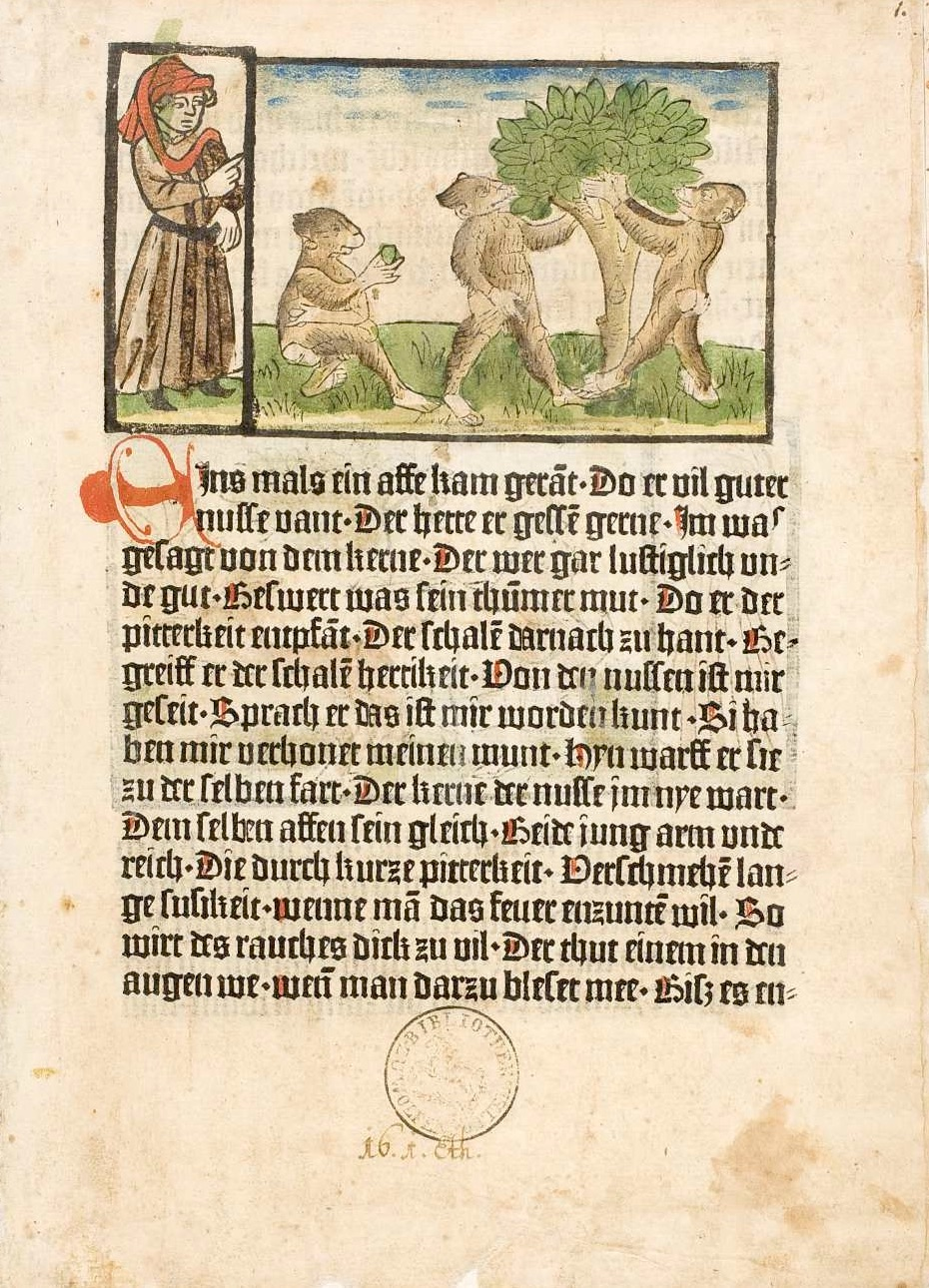
Página de La piedra preciosa de Ulrich Boner, primer libro impreso con imágenes (1461)

A principios del siglo XV se introdujo en Alemania y Países Bajos la técnica del grabado al buril, realizada generalmente por orfebres. Con el buril se grababa una matriz de cobre, se entintaban las partes cóncavas y se metía una hoja de papel humedecida en los surcos entintados. La marca del buril y la interpretación del artista permitían más que con la xilografía conferir un carácter estilístico a los grabados calcográficos. El más antiguo que se conserva es una Flagelación de 1466, conservada en Berlín.
Un gran impulso al grabado se dio con la creación de la imprenta tipográfica por parte de Johannes Gutenberg, que permitió la edición seriada de textos e imágenes sobre papel, tela u otros materiales. La primera obra impresa por Gutenberg fue una Biblia (Maguncia, 1449); en 1457, los socios de Gutenberg, Johann Fust y Peter Schöffer, publicaron el Salterio de Maguncia, que incluía por primera vez letras iniciales grabadas en madera; en 1461 se publicó por primera vez un libro con imágenes, La piedra preciosa de Ulrich Boner, editado en Bamberg por el impresor Albrecht Pfister, que incluía ciento una ilustraciones; y en 1476 se editó el primer libro con frontispicio —un lugar adecuado para la colocación de imágenes—, el Calendario de Regiomontano, editado en Venecia por el impresor Erhard Ratdolt.
En Países Bajos y Flandes, relacionados culturalmente, se dio en aquella época una escuela pictórica de gran relevancia —el llamado gótico flamenco—, marcada por la obra de los hermanos Jan y Hubert van Eyck. Haarlem fue uno de los primeros centros productores, con obras de gran calidad como el Speculum Humanæ Salvationis. También en esta zona se desarrolló el grabado en metal, especialmente con la obra de Jacob Cornelisz. van Oostsanen y los llamados «Grabador de 1480» y «Maestro de la navette».

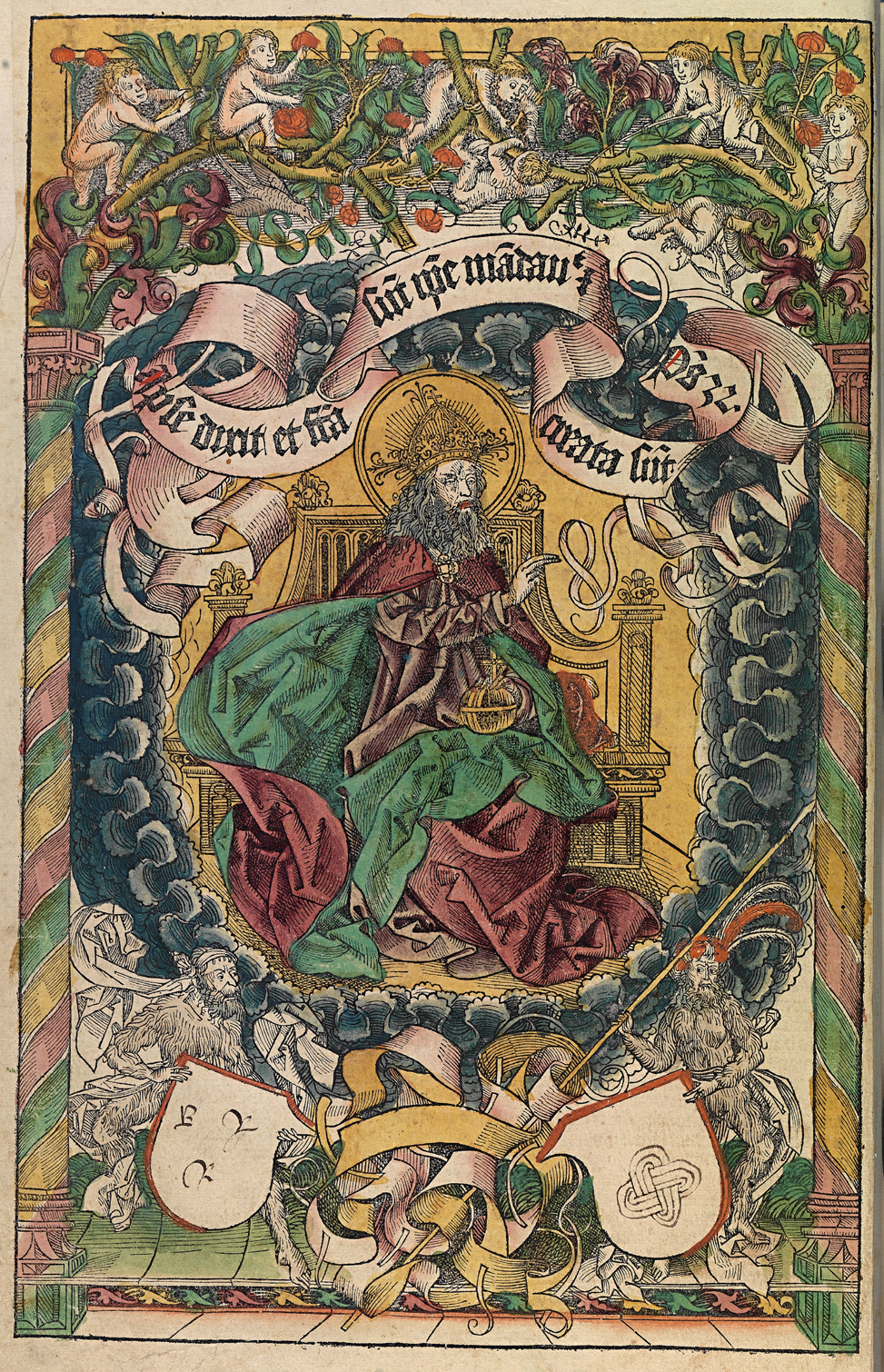
Dios creando el mundo, de las Crónicas de Núremberg (1493), obra de Hartmann Schedel, editado por Anton Koberger e lustrado por Michael Wolgemut y Wilhelm Pleydenwurff

En Alemania, el grabado tuvo una amplia aceptación y difusión por su carácter científico, analítico, realista, basado en el estudio y la observación, al tiempo que las posibilidades del dibujo eran más aptas a su moral religiosa. Estuvo además bastante relacionado con el libro impreso, como denotan la Biblia de Colonia (1480), la Biblia de Lübeck (1484), la guía Peregrinatio in Terram Sanctam (1486, Bernardo de Breidenbach), el Tesoro de la Salud Eterna (1491) y las Crónicas de Núremberg (1493, de Hartmann Schedel, editado por Anton Koberger e lustrado por Michael Wolgemut y Wilhelm Pleydenwurff). También se desarrolló notablemente el grabado en cobre, con autores como el llamado «Maestro del juego de cartas», el «Maestro de 1464 o de las banderolas» y el Maestro E. S., este último uno de los primeros grabadores de renombre, autor de grabados como la Adoración de los Magos, la Virgen de la Media Luna, el Niño Jesús en el baño, Sansón vencedor del león y la Virgen de Einsiedeln, con un estilo naturalista y emotivo, de gusto por el detalle y virtuosismo técnico. Fue el maestro de Martin Schongauer, uno de los primeros nombres conocidos de artistas dedicados al grabado, quien mejoró notablemente el grabado en hueco, con un gran dominio del buril y una impresión regular y de gran perfección técnica, con tallas sistemáticas y de gran variedad, y un sentido del espacio que preludia los efectos renacentistas. Se dedicó especialmente a temas religiosos: Adoración de los Reyes, Muerte de la Virgen, La tentación de san Antonio, La Pasión de Cristo, Los apóstoles, La Anunciación, Huida a Egipto; también realizó algunas obras costumbristas, como Salida al mercado y Grupo de aldeanos jugando. Tuvo varios discípulos y seguidores, como el «Maestro del monograma B. S.», Wenzel von Olmütz, Albrecht Glockendon e Israhel van Meckenem.

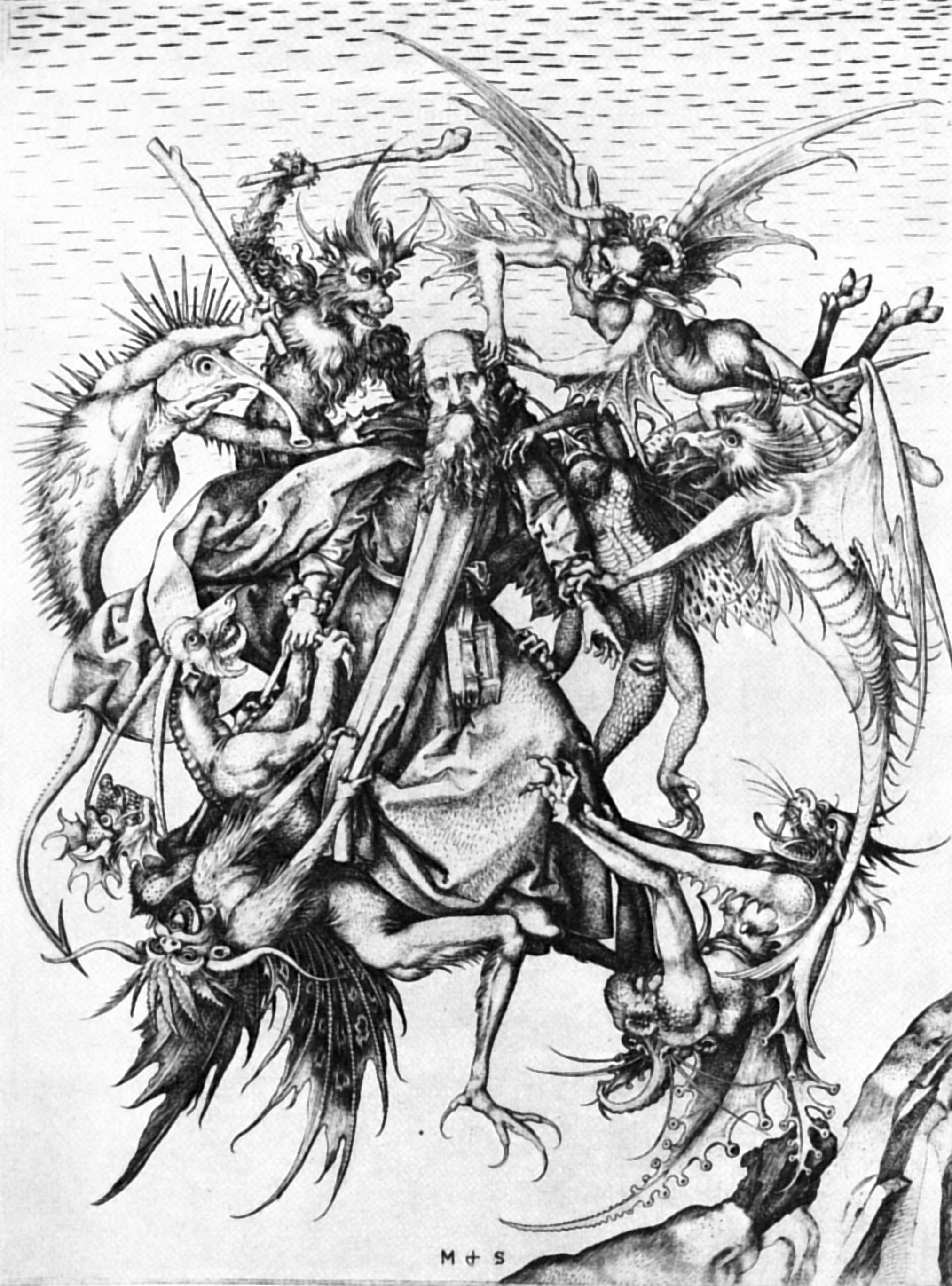
La tentación de San Antonio (Martin Schongauer, MET) (c. 1470-1475), de Martin Schongauer, Museo Metropolitano de Arte, Nueva York

En Francia, el principal centro productor fue Lyon, donde se habían instalado varios grabadores de origen germano. Un primer exponente fue Le Miroir de la Rédention Humaine (1478), un libro con grabados en madera de clara filiación germánica. Posteriormente el grabado se extendió a localidades como París, Nantes y Angulema, donde se produjeron obras a imitación de la miniatura, con gran relevancia de las letras iniciales, a veces realizadas a mano. La principal especialidad elaborada en la época eran los «libros de horas», en cuya producción destacaron Simon Vostre y los talleres Pigouchet. Otras obras de relevancia fueron Le Roman de Fierabras (1480), el Missel de Verdun (1481), Belial ou la Consolation des pauvres pêcheurs (1484), la Danse macabre (1485), el Calendrier des Bergers (1491) y La Mer des Histoires (1488-1489 y 1491).
En Italia, el grabado en metal apareció de forma casi simultánea al de madera, y ambos estuvieron estrechamente unidos al libro impreso. El primer libro ilustrado fue Meditationes reverendissimi patris domini Johannis de Turrecremata, editado en Roma en 1467. En Florencia se prefería el grabado calcográfico, como en el Predica dell'arte del ben morire de Girolamo Savonarola (1496). Por lo general, el grabado en metal fue practicado por los nieladores, como Baccio Baldini y Pellegrino da Cesena. Baldini publicó en 1481 en Florencia la Divina Comedia de Dante, con dibujos de Sandro Botticelli. Numerosos artistas italianos practicaron también el grabado, pero situados ya estilísticamente en el Renacimiento.
En España, el grabado estuvo en sus inicios ligado a la edición de libros. En 1480 se publicó el primer libro con ilustraciones en grabado, el Fasciculus temporum de Werner Rolevinck, impreso en Sevilla, con xilografías de artista anónimo. Le siguió al año siguiente el Arte de bien morir, impreso en Zaragoza, con once xilografías de tendencia germánica. Otros ejemplos fueron: Trabajos de Hércules de Enrique de Villena (1483), las Fábulas de Esopo (1489), el Arbol Scientiae de Ramon Llull (1489), Tirant lo Blanch de Joanot Martorell (1490), el Espejo de la vida humana de Rodrigo Sánchez de Arévalo (1491), Cárcel de amor de Diego de San Pedro (1493), el Thesoro de la Passión de Andrés de Li (1494), Las Décadas de Tito Livio (1497), el Viaje de la Tierra Santa (1498) y De octo partibus orationis (1498); todas ellas son de artista anónimo. En la estampa individual se conservan escasos ejemplos: de artista anónimo, se conservan en la Biblioteca Nacional de España La rueda de la fortuna y El árbol de la vida; de posible origen catalán se conserva un retrato del Príncipe de Viana, fechado en torno a 1461. Solo se conservan dos estampas de autor conocido: el fraile dominico Francisco Doménech, autor de la calcografía La Mare de Déu del Roser, els Misteris del Rosari, els sants dominics i el «miracle del Cavaller de Colunya» (1488); y el mallorquín Francisco Descós, autor de un retrato de Ramon Llull (1493), en xilografía.

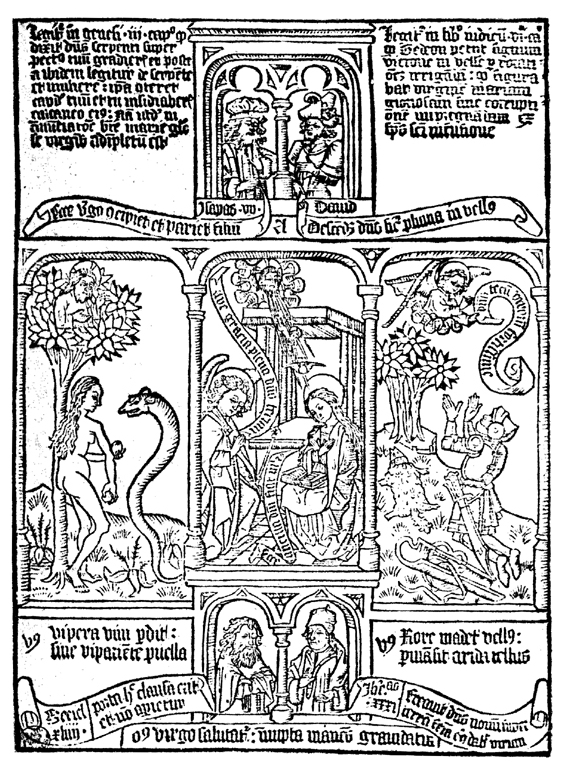
Ilustración de la Biblia pauperum
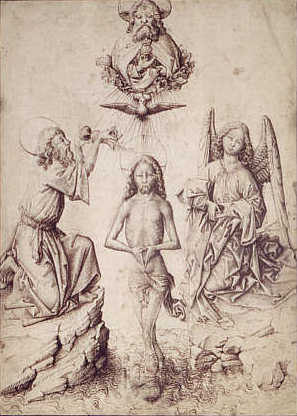
Bautismo de Cristo (c. 1450), del Maestro E. S., Museo del Louvre, París
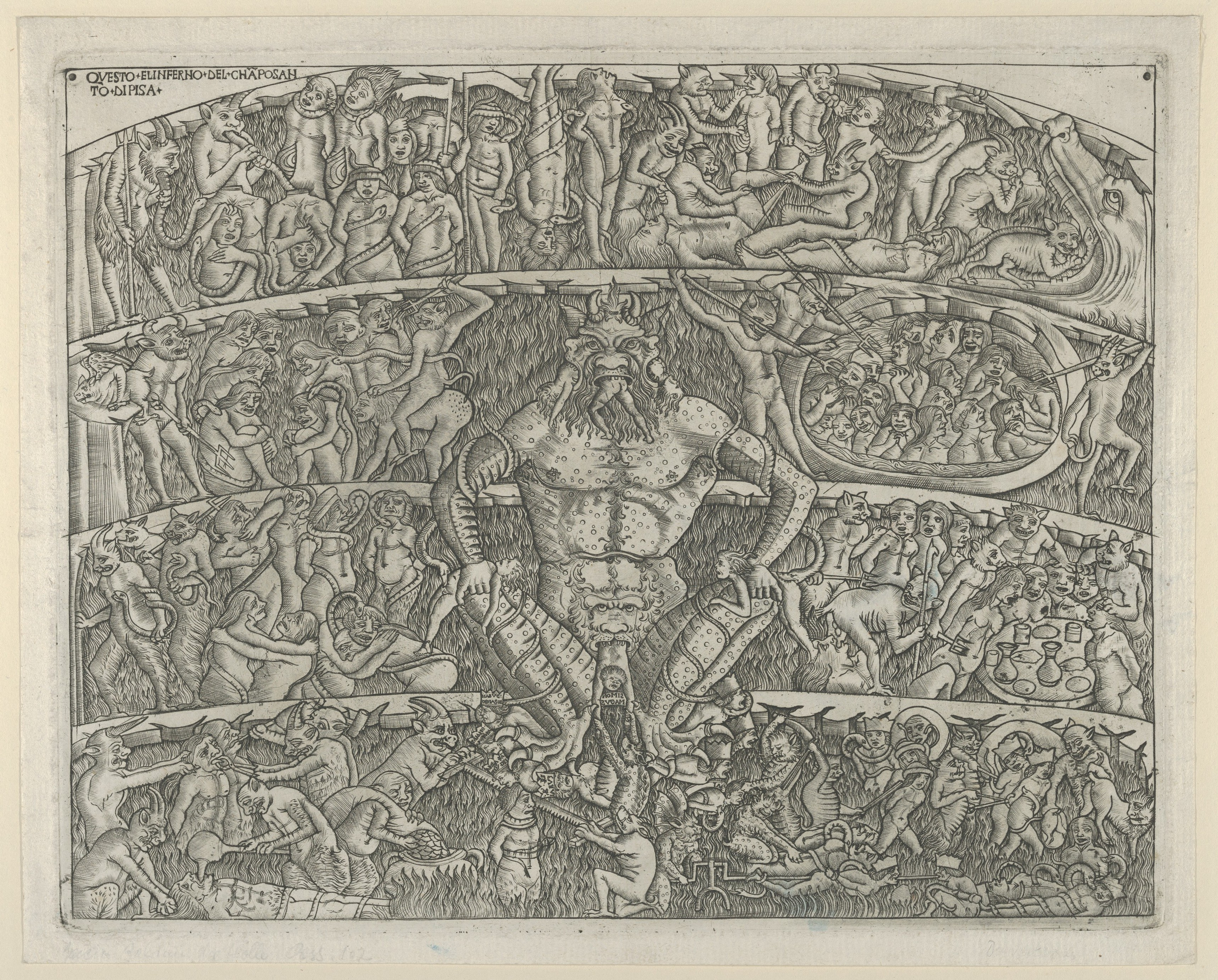
El infierno, ilustración de la Divina Comedia (1481), de Baccio Baldini, Museo Metropolitano de Arte, Nueva York
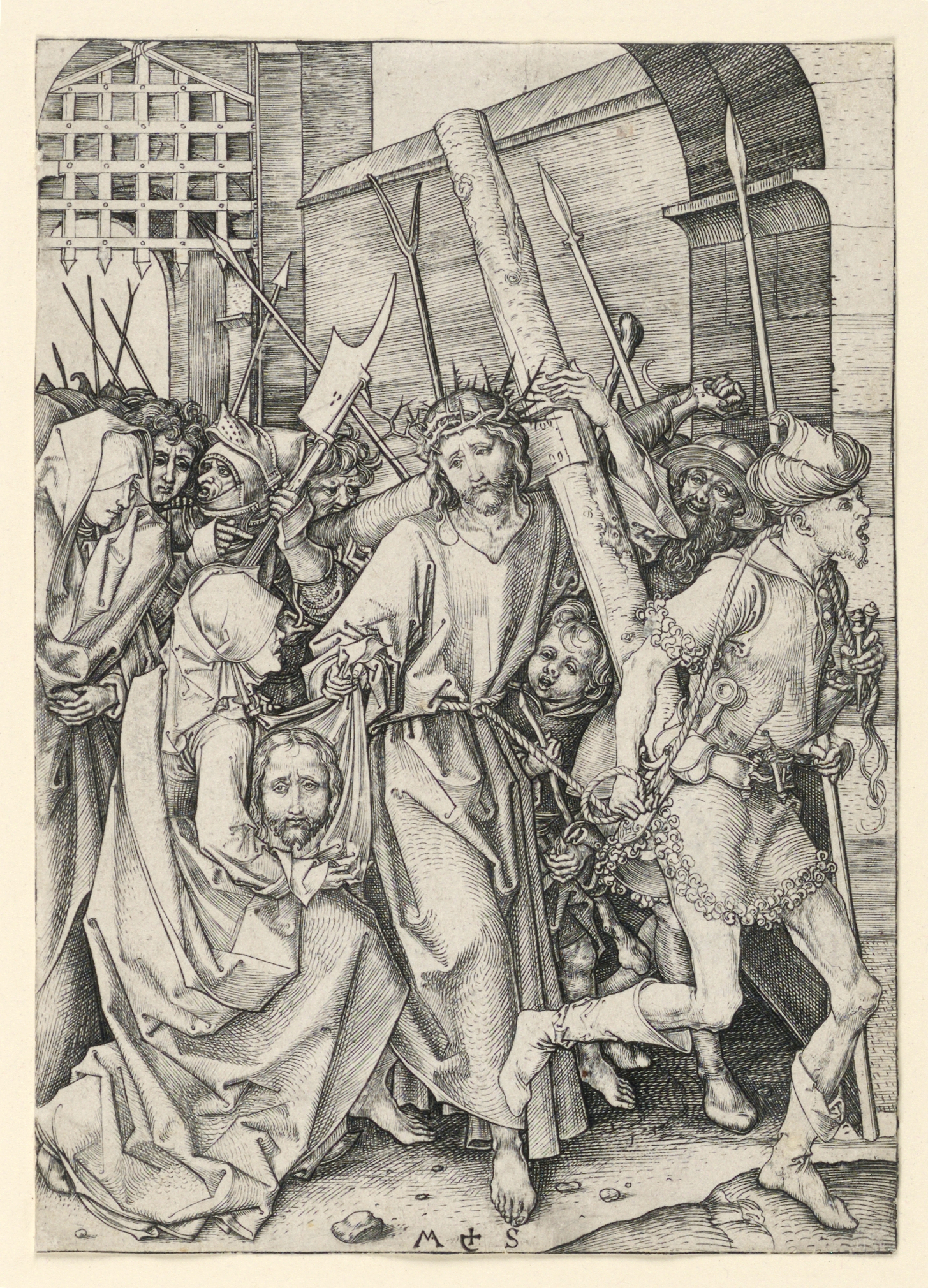
La conducción de la Cruz (c. 1485), de la serie La Pasión de Cristo, de Martin Schongauer, Museo Smithsoniano de Diseño Cooper Hewitt, Nueva York
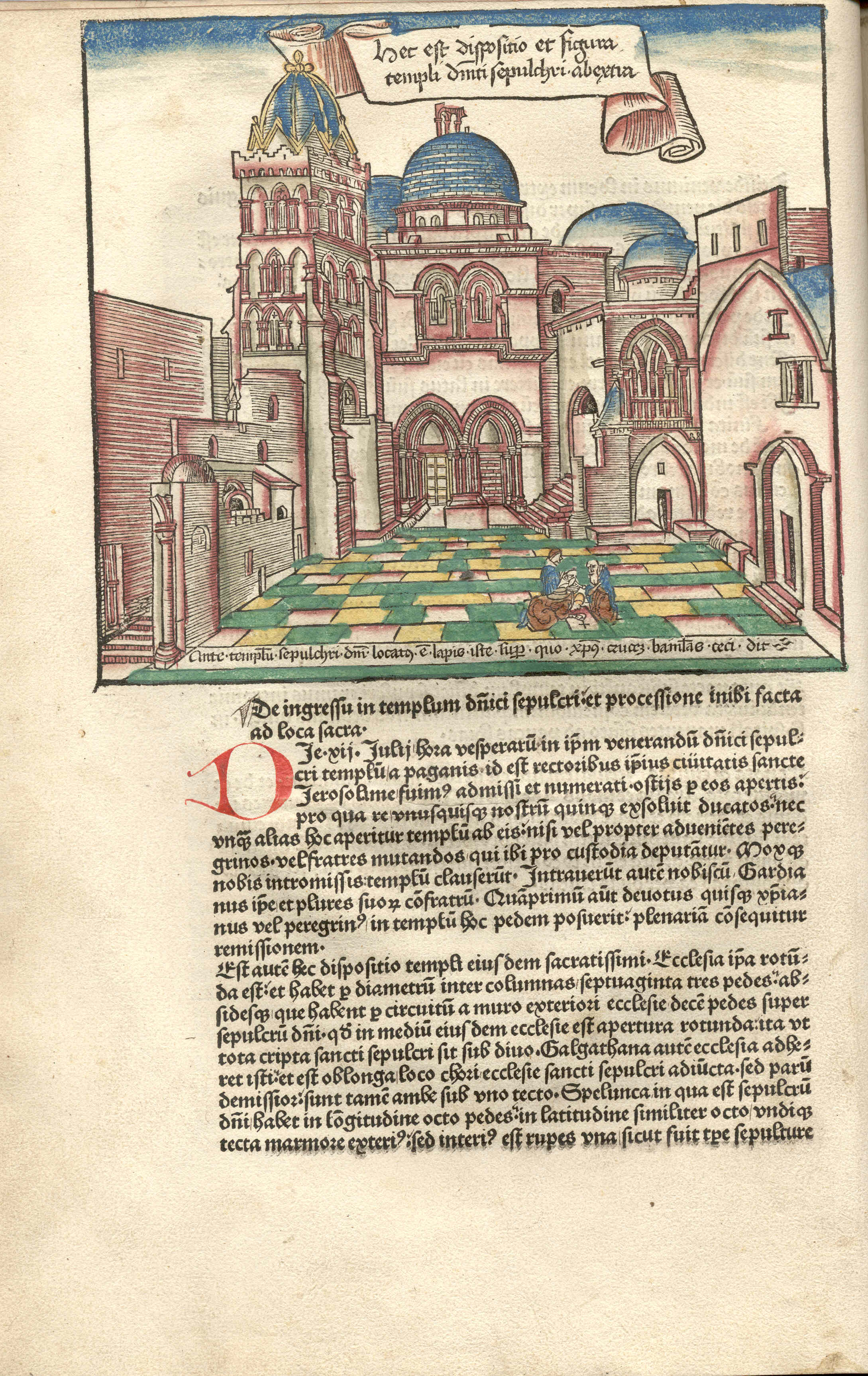
Ilustración del Peregrinatio in Terram Sanctam (1486), de Bernardo de Breidenbach
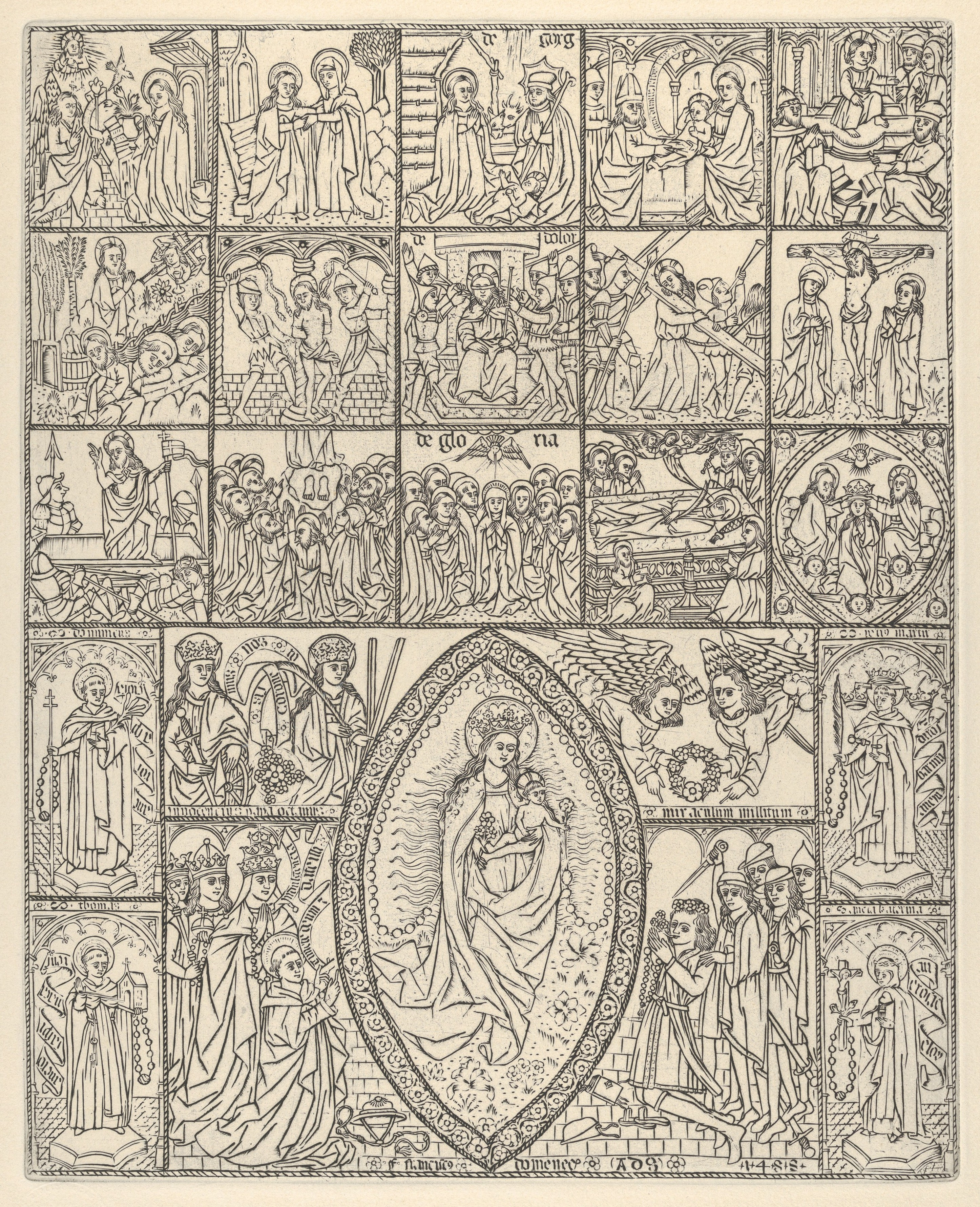
La Virgen del Rosario (1488), de Francisco Doménech
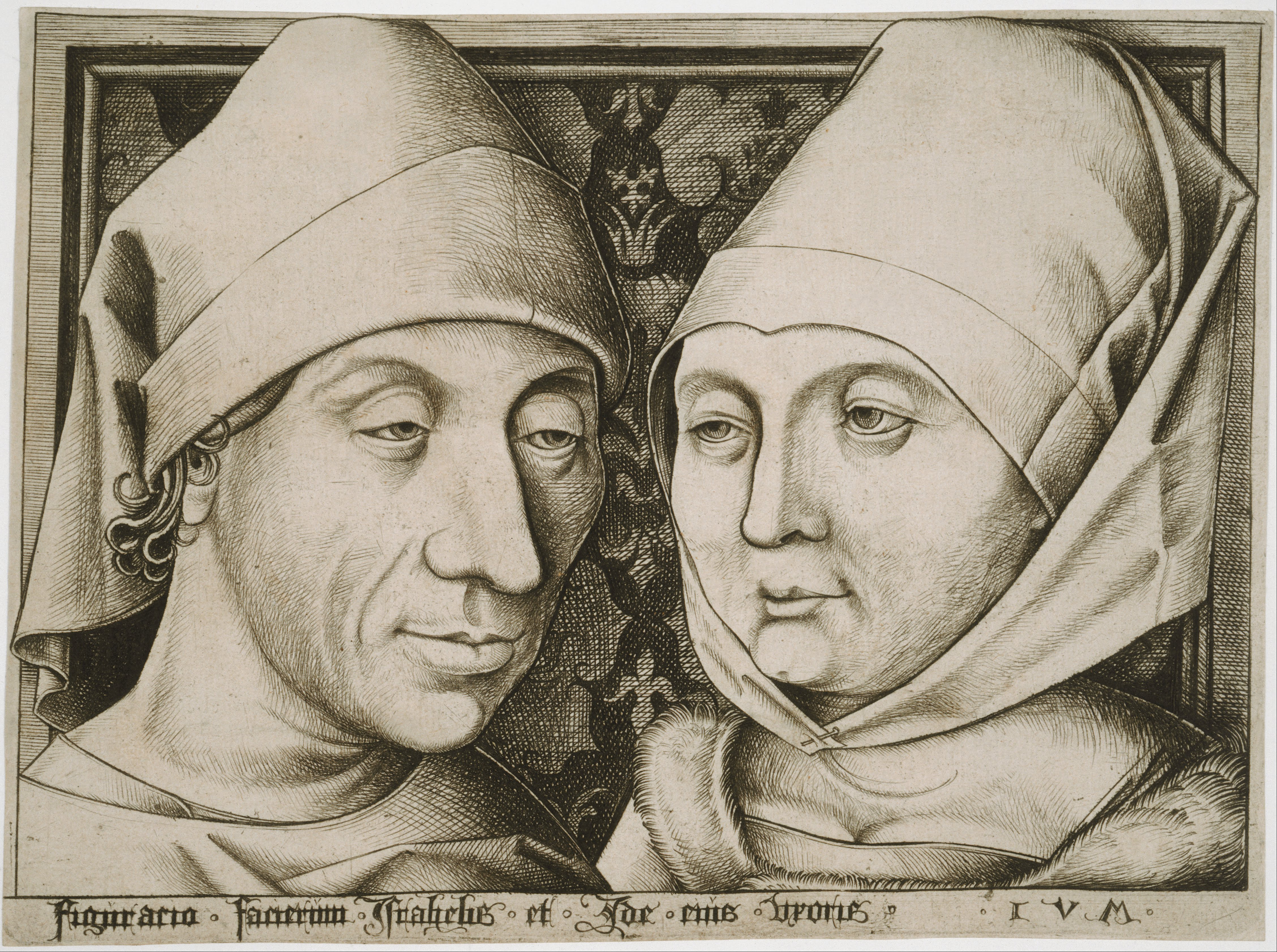
Israhel van Meckenem y su esposa Ida (c. 1490), de Israhel van Meckenem, Museo de Arte de Filadelfia

## Renacimiento

Cristo entre san Andrés y san Longinos (c. 1470-1480), de Andrea Mantegna, Museo de Arte de Cleveland

Con el Renacimiento se inicia la Edad Moderna, una etapa histórica que supuso cambios radicales a nivel político, económico, social y cultural: la consolidación de los estados centralizados supuso la instauración del absolutismo; los nuevos descubrimientos geográficos —especialmente el continente americano— abrieron una época de expansión territorial y comercial, y supusieron el inicio del colonialismo; la invención de la imprenta conllevó una mayor difusión de la cultura, que se abrió a todo tipo de público; la religión perdió la preponderancia que tenía en la época medieval, a lo que coadyuvó el surgimiento del protestantismo; a la vez, el humanismo surgió como nueva tendencia cultural, dando paso a una concepción más científica del hombre y del universo.
El Renacimiento fue un estilo surgido en Italia en el siglo XV (Quattrocento), que se expandió por el resto de Europa desde finales de ese siglo e inicios del siglo XVI (Cinquecento). Los artistas se inspiraron en el arte clásico grecorromano, por lo que se habló de «renacimiento» artístico tras el oscurantismo medieval. Fue un estilo inspirado en la naturaleza, en el que surgieron nuevos modelos de representación, como el uso de la perspectiva. Sin renunciar a la temática religiosa, cobró mayor relevancia la representación del ser humano y su entorno. En esta época se desarrollaron notablemente las artes gráficas, especialmente gracias a la invención de la imprenta. Aparecieron o se perfeccionaron la mayoría de las técnicas de grabado.

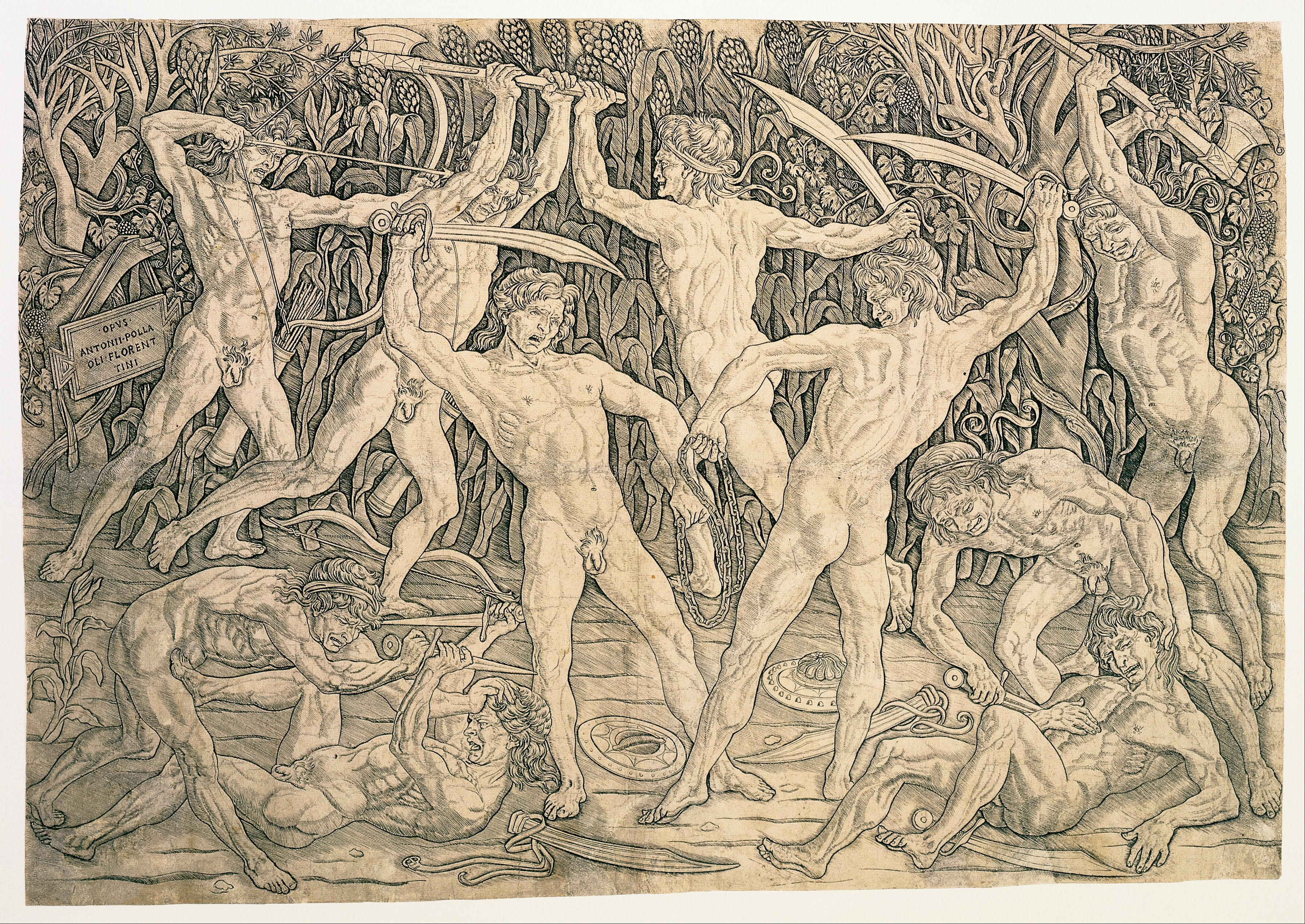
El combate de los hombres desnudos (1470-1480), de Antonio Pollaiuolo, Cincinnati Art Museum

La cuna del Renacimiento fue Italia, país en que, como se ha visto en el apartado anterior, se empezó a practicar el grabado en fecha posterior a los países del Rhin, pero que pronto alcanzó cotas de gran calidad gracias al genio de sus artistas, que iniciaron en el siglo XV una revolución en las artes plásticas de gran relevancia. El principal centro productor en los inicios del grabado renacentista italiano fue Florencia, donde en el siglo XV surgieron dos estilos: el «estilo fino», realizado por orfebres y muy marcado por la técnica del nielado; y el «estilo amplio», más usado por artistas e influido por el dibujo a la pluma. En este último se enmarca la obra de Antonio Pollaiuolo: realizó pocos grabados, pero de gran calidad artística, como El combate de los centauros, Hércules y Anteo y El combate de los hombres desnudos, obras que denotan un gran estudio anatómico de la figura humana. También practicó el mismo estilo Andrea Mantegna, natural de Padua, un hábil grabador, de estilo clasicista y corte realista, expresivo y delicado, con trazo sobrio y limpio, en temas religiosos y profanos. Entre sus obras destacan: La Virgen Madre, Cristo entre san Andrés y san Longinos, El triunfo de Julio César, Bacanal y Combate de los dioses marinos. Tuvo varios discípulos e imitadores, como Cima da Conegliano, Girolamo Mocetto y Giovanni Antonio da Brescia.

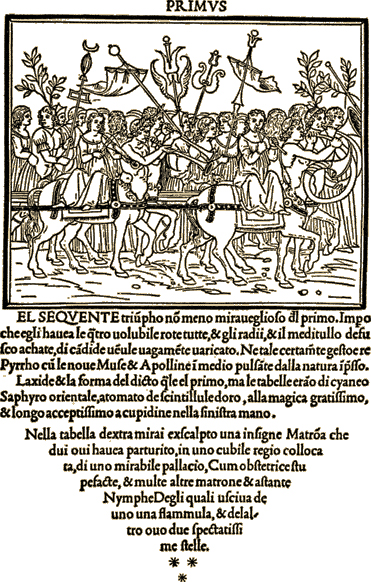
Página de la Hypnerotomachia Poliphili de Francesco Colonna (1499), edición impresa por Aldo Manucio, Venecia

El grabado también se desarrolló en otras ciudades italianas: en Venecia desarrollaron su labor los Manucio (Aldo el Viejo, Paulo y Aldo el Joven), propietarios de la llamada Imprenta Aldina, creada en 1494, donde se inventaron las letras itálicas o «cursivas». En 1499 publicaron la Hypnerotomachia Poliphili de Francesco Colonna, una notable obra con ilustraciones de gran fantasía. Otro notable libro ilustrado fue De humani corporis fabrica de Andrés Vesalio (1543), un tratado anatómico ilustrado por Jan van Calcar. En esa ciudad formó un destacado taller de grabadores el pintor Tiziano Vecellio, en el que principalmente se reproducían las obras del insigne artista. Destacó también la obra de Ugo da Carpi, quien introdujo en Italia la técnica del camaïeu, en la que elaboró reproducciones de obras de Rafael, principalmente. En Venecia desarrollaron también su labor Giulio y Domenico Campagnola, Benedetto Montagna y Jacopo de'Barbari. En Milán desarrolló su labor el grabador francés Guillaume Le Signerre, autor de la Practica Musicæ Franchini Gafori Laudems (1496), así como de la Vida de santa Verónica, formada por diez estampas. En la capital lombarda, Leonardo da Vinci ilustró en 1498 el tratado De divina proportione de Luca Pacioli. No muy prolífico en el terreno del grabado, otras estampas suyas fueron: Perfil de jovencita, Caballero combatiendo y Tres cabezas de caballo.

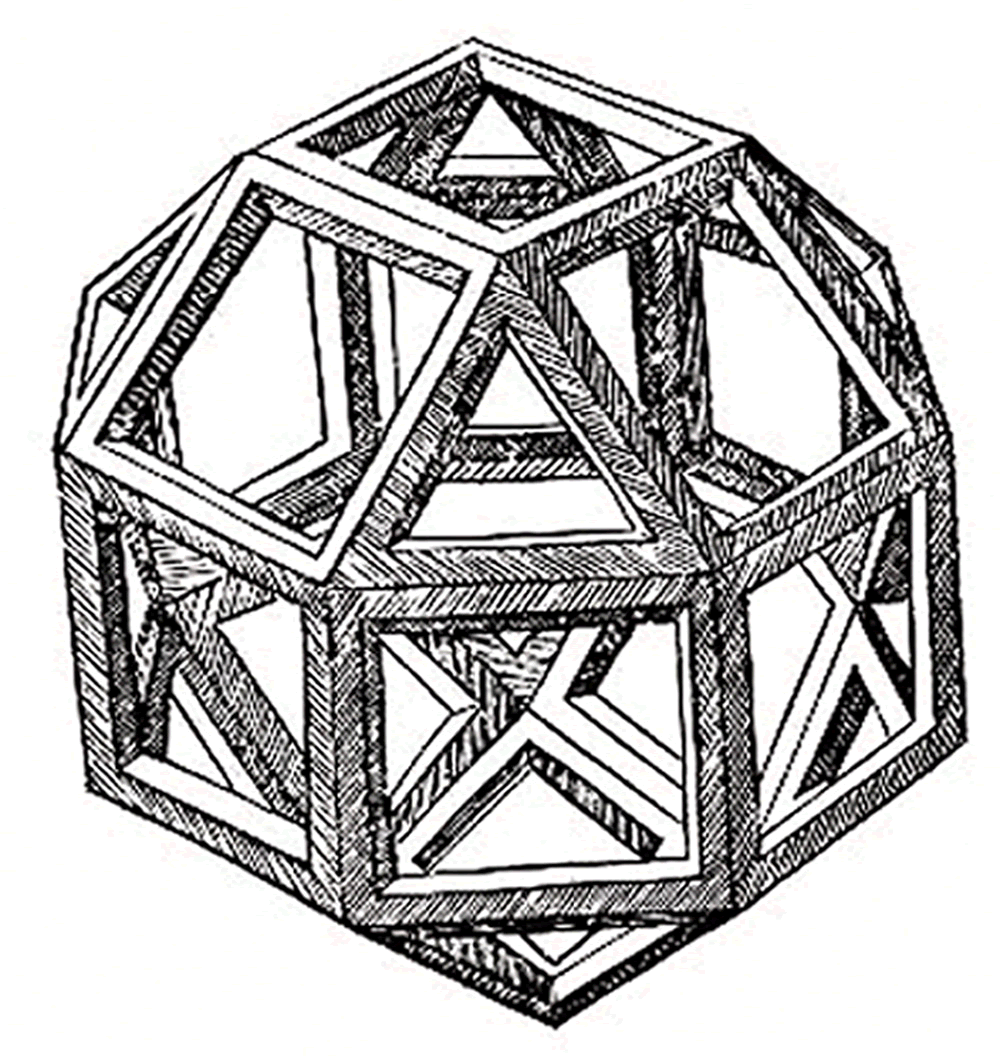
Ilustración de un rombicuboctaedro realizada por Leonardo da Vinci para el tratado De divina proportione de Luca Pacioli, Milán (1498)

Durante el manierismo se extendió el uso preferente del aguafuerte, que estimulaba la libertad del trazo, el virtuosismo en la ejecución y la inspiración creativa del artista, proporcionando unos resultados de una calidad casi pictórica. Uno de sus mejores exponentes fue Parmigianino. Durante esta época se formó en Roma una auténtica industria del grabado, con empresas dedicadas a la producción intensiva de estampas —como Lafrery— y artistas dedicados a la elaboración de estampas —a menudo encaminadas a la difusión de la obra de los mejores pintores renacentistas italianos—, como Marcantonio Raimondi, Giorgio Ghisi, Giulio Bonasone, Enea Vico, Diana Scultori, Giovanni Jacopo Caraglio y Beatricetto. Marcantonio Raimondi se dedicó a grabar cuadros de artistas famosos, especialmente Rafael, cuya obra ayudó a difundir por toda Europa. Con un estilo simple y claro esbozó un nuevo lenguaje flexible y sistemático, que permitía con facilidad la trasposición de diversas composiciones. Entre sus discípulos destaca Agostino Veneziano. En Mantua se desarrolló una notable escuela, marcada por la influencia de Giulio Romano, entre cuyos exponentes destaca Giorgio Ghisi, autor de reproducciones de pinturas, como Raimondi. Otra famosa escuela fue la de Bolonia, liderada por los hermanos Carracci (Annibale, Agostino y Ludovico), quienes desarrollaron un estilo clasicista que perduró durante el Barroco. Denotaron cierta influencia flamenca, especialmente de Cornelis Cort, en temas religiosos, mitológicos, históricos y retratos. El más dotado, Annibale, mezcló el aguafuerte con el buril, logrando perfilar con más intensidad los claroscuros. Realizó grabados de Veronese y Tintoretto, junto a sus propias composiciones.

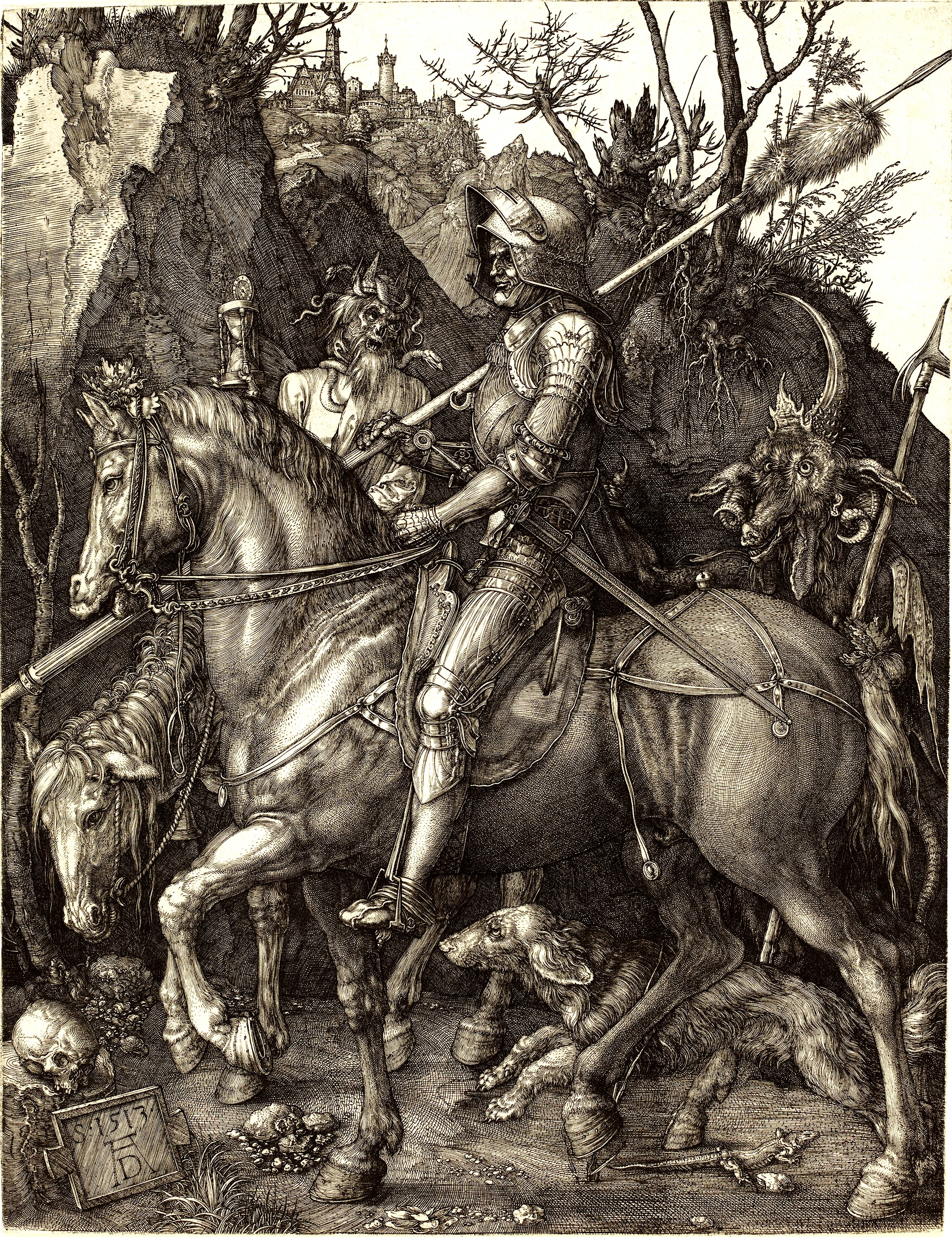
El caballero, la Muerte y el Diablo (1513), de Alberto Durero, Galería Nacional de Arte, Washington D. C.

En Alemania, el grabado evolucionó desde el gótico medieval hacia el nuevo estilo renacentista, con unos principales centros productivos en Maguncia, Bamberg, Colonia y Núremberg, además de Basilea en Suiza. Hay que destacar la obra de Alberto Durero, que aunó la experiencia técnica del grabado medieval alemán con las novedades artísticas del Renacimiento. Sus primeras xilografías datan de 1495. Posteriormente fue uno de los primeros en experimentar con el aguafuerte, con la elaboración de seis grabados sobre hierro. Durero elevó el grabado a cotas de gran calidad, tanto en el aspecto técnico como el artístico. Utilizó tanto la madera como el cobre, con un dibujo de gran perfección y un gran sentido compositivo que convertía sus obras en auténticos cuadros. Variando la densidad y el ángulo de las tallas logró describir con gran precisión las superficies trabajadas, como en Adán y Eva (1504). Realizó tanto estampas aisladas como series de grabados, como Apocalipsis (1498), Gran Pasión y Pequeña Pasión (1511) y Vida de la Virgen (1511). En su última etapa su estilo se simplificó y empleó otras técnicas como la punta seca (San Jerónimo) y el aguafuerte sobre acero (Huerta de los olivos). Durero destacó tanto como grabador como pintor y sus estampas tuvieron una amplia difusión y popularidad, ayudando en buena medida a elevar el prestigio del arte del grabado.

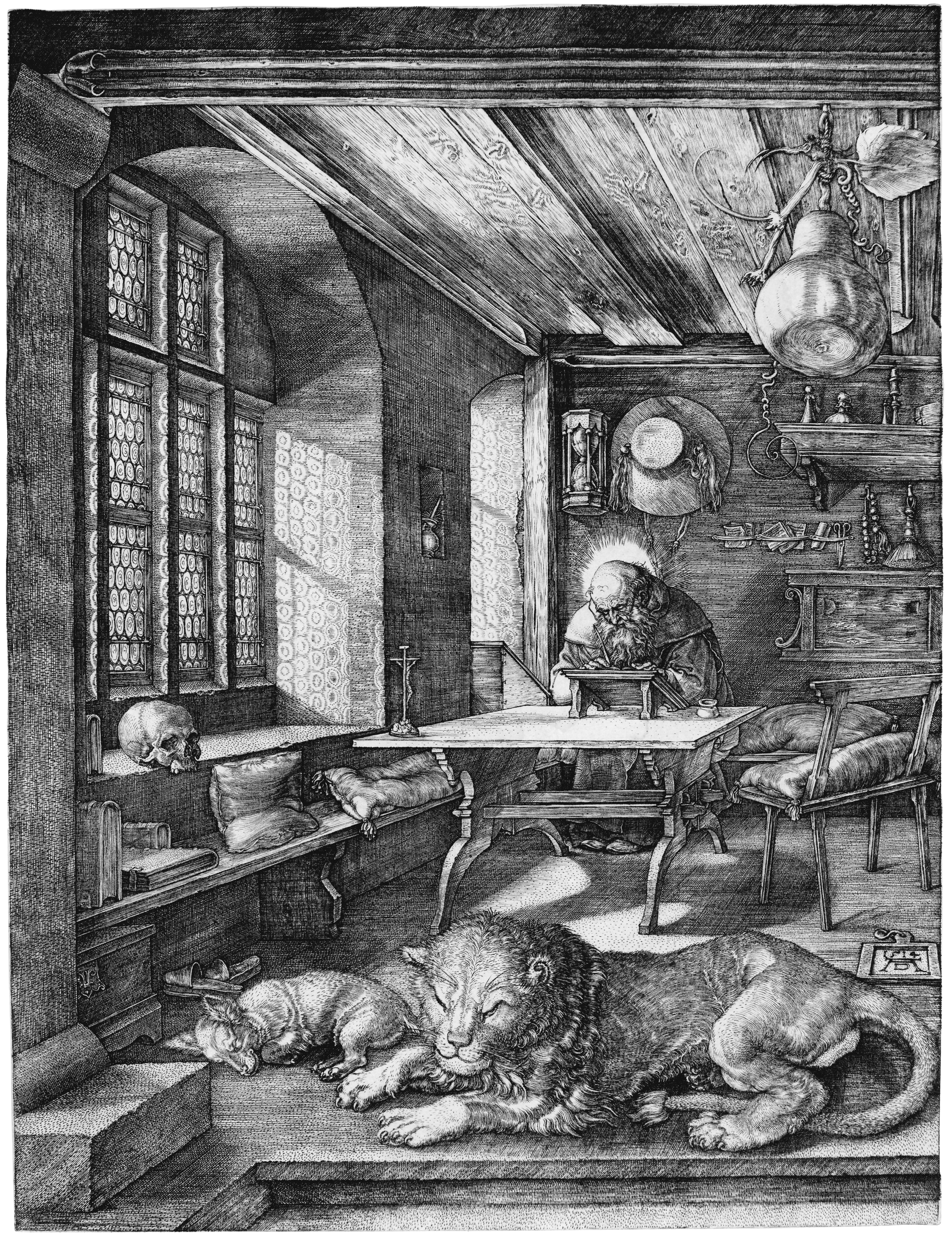
San Jerónimo en su gabinete (1514), de Alberto Durero

Entre sus más célebres estampas se encuentran: El caballero, la Muerte y el Diablo (1513), donde un jinete con armadura montado a caballo se encuentra en su camino con la Muerte y el Diablo, en forma de figuras monstruosas; San Jerónimo en su gabinete (1514), donde aparece el santo en su estudio, con un perro y un león dormidos a sus pies y una calavera en el alféizar de una ventana, un símbolo de la fugacidad de la vida propio del género de la vanitas; y Melancolía I (1514), una misteriosa imagen donde aparece una mujer alada como alegoría de la Melancolía, un putto, un perro y diversos objetos, entre los que destacan una esfera, un romboedro, un reloj de arena, una campana, una balanza, un cuadrado mágico y un murciélago con una cartela con el texto Melencolia I, con un paisaje al fondo donde se vislumbra un cometa y un arco iris. Otras obras destacadas suyas son: Proposición de amor (1495), El paseo (1496), El hijo pródigo (1496), Las brujas (1497), El sueño del doctor (1497), El monstruo marino (1498), Hércules (1498), San Eustaquio (1500), La Némesis (1501), El emblema de la Muerte (1503), El gran caballo (1505), Campesinos bailando (1514), El rinoceronte (1515), Rapto sobre el unicornio (1516), El cañón (1518) y Erasmo de Róterdam (1526).
Discípulos de Durero fueron Barthel Beham y Heinrich Aldegrever. El primero fue un notable retratista, aunque fue en el grabado donde obtuvo un gran éxito, especialmente con escenas populares de pequeño tamaño. Aldegrever fue pintor, grabador y orfebre influido por la pintura flamenca y por Durero, autor de temas religiosos, mitológicos y retratos.

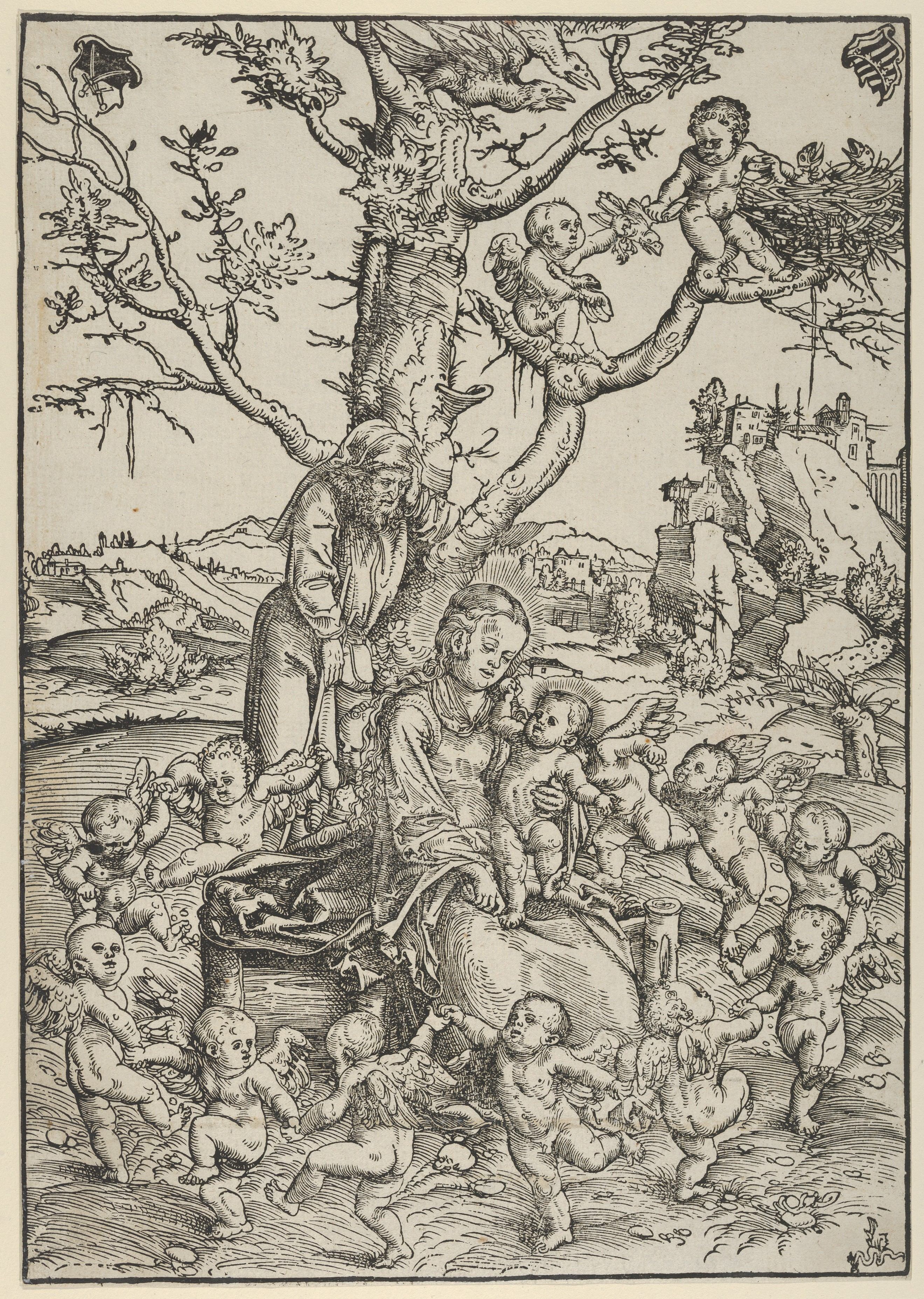
Descanso en la huida a Egipto, de Lucas Cranach el Viejo, Museo Metropolitano de Arte, Nueva York

Otros destacados artistas practicaron también el grabado, como Lucas Cranach el Viejo y Hans Holbein el Joven. El primero fue un excelso dibujante, cuyas composiciones supo trasladar al grabado con gran maestría, en obras como San Jorge, Los apóstoles, Venus, Adán y Eva, Descanso en la huida a Egipto, Suplicios de los mártires y varios retratos de Martín Lutero (1520-1521). Holbein destacó por un dibujo de gran pureza, de estilo clásico y tendencia naturalista, de trazo sencillo, preciso y dinámico, en obras como la Danza de los Muertos (1538).

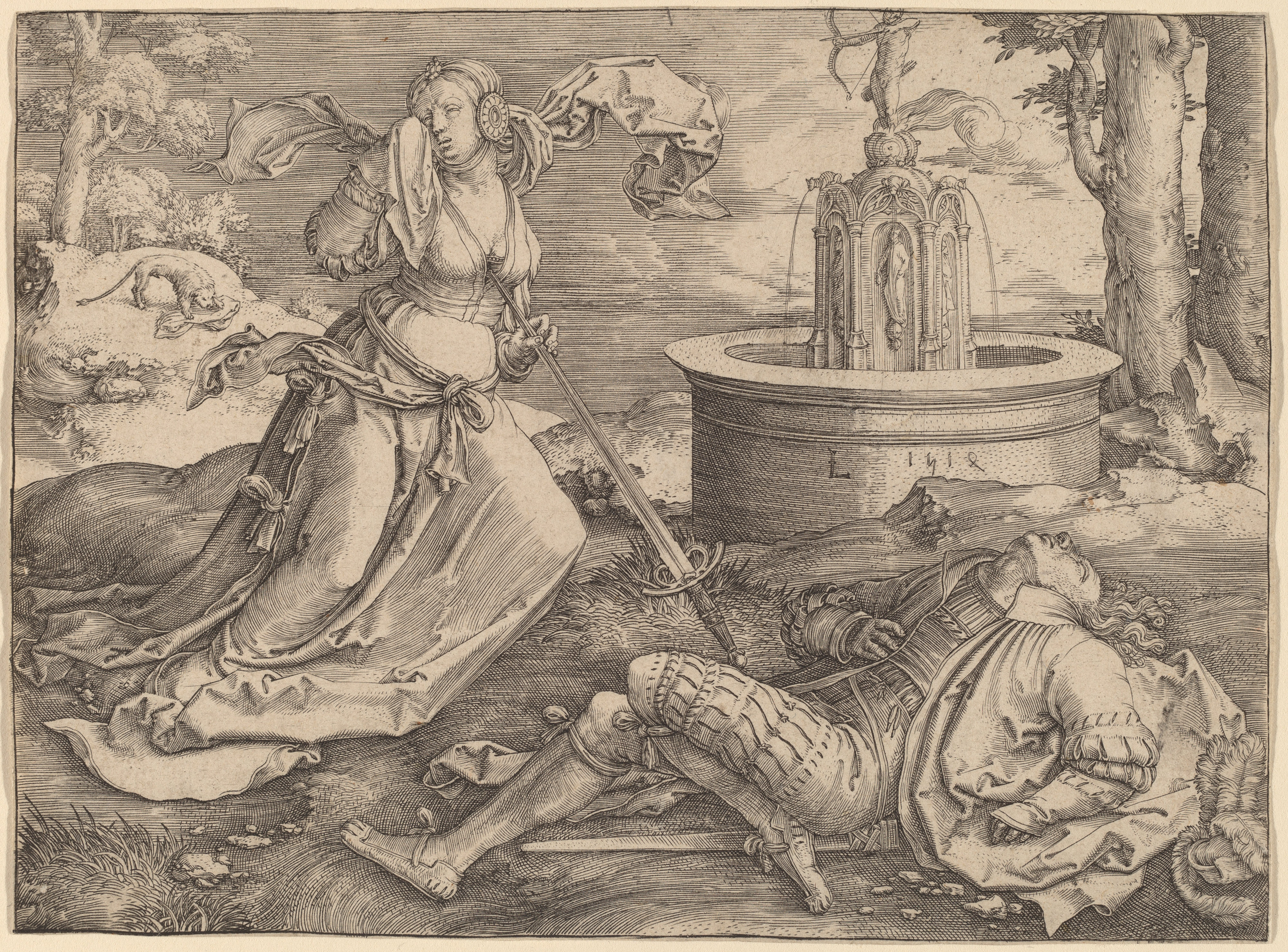
Píramo y Tisbe (1514), de Lucas van Leyden, Galería Nacional de Arte, Washington D. C.

Cabe destacar también la obra de otros artistas germanos: Albrecht Altdorfer, que trabajó la xilografía y el aguafuerte, con un estilo espontáneo, de trazo confiado y delicado de factura (San Jerónimo, San Cristóbal, Crucifixión); Hans Baldung Grien, de estilo naturalista, original y de gran fuerza creativa, autor de temas religiosos, mitológicos, realistas y fantásticos; Hans Burgkmair, de tendencia italianizante, uno de los introductores de las novedades renacentistas en su país, combinó la pintura con la xilografía, en la que realizó la serie Triunfo para Maximiliano I (1515-1919) y estampas como la Muerte estranguladora, que destaca por su claroscuro; Niklaus Manuel, pintor suizo de estilo heterogéneo, autor de la serie de las Vírgenes necias y vírgenes prudentes (1518); Urs Graf, también suizo, realizó unos trescientos grabados de trazo espontáneo e inspiración realista, generalmente de mujeres y soldados, con dibujo nítido y trazo algo crispado; y Johann Ulrich Wechtlin (también llamado Pilgrim o «Maestro de los bordones cruzados»), que estuvo influido por Durero y realizó obras de inspiración clásica, de cierta rudeza pero con precisión de dibujo, al que se considera el inventor del camaïeu, un tipo de xilografía en claroscuro conseguido mediante varias matrices de madera que se estampaban sucesivamente sobre el papel, obteniendo un resultado similar al dibujo a pluma. En última instancia cabe mencionar también los nombres de Jost Amman, Hans Sebald Beham, Daniel y Hieronymus Hopfer, Georg Pencz y Virgil Solis.

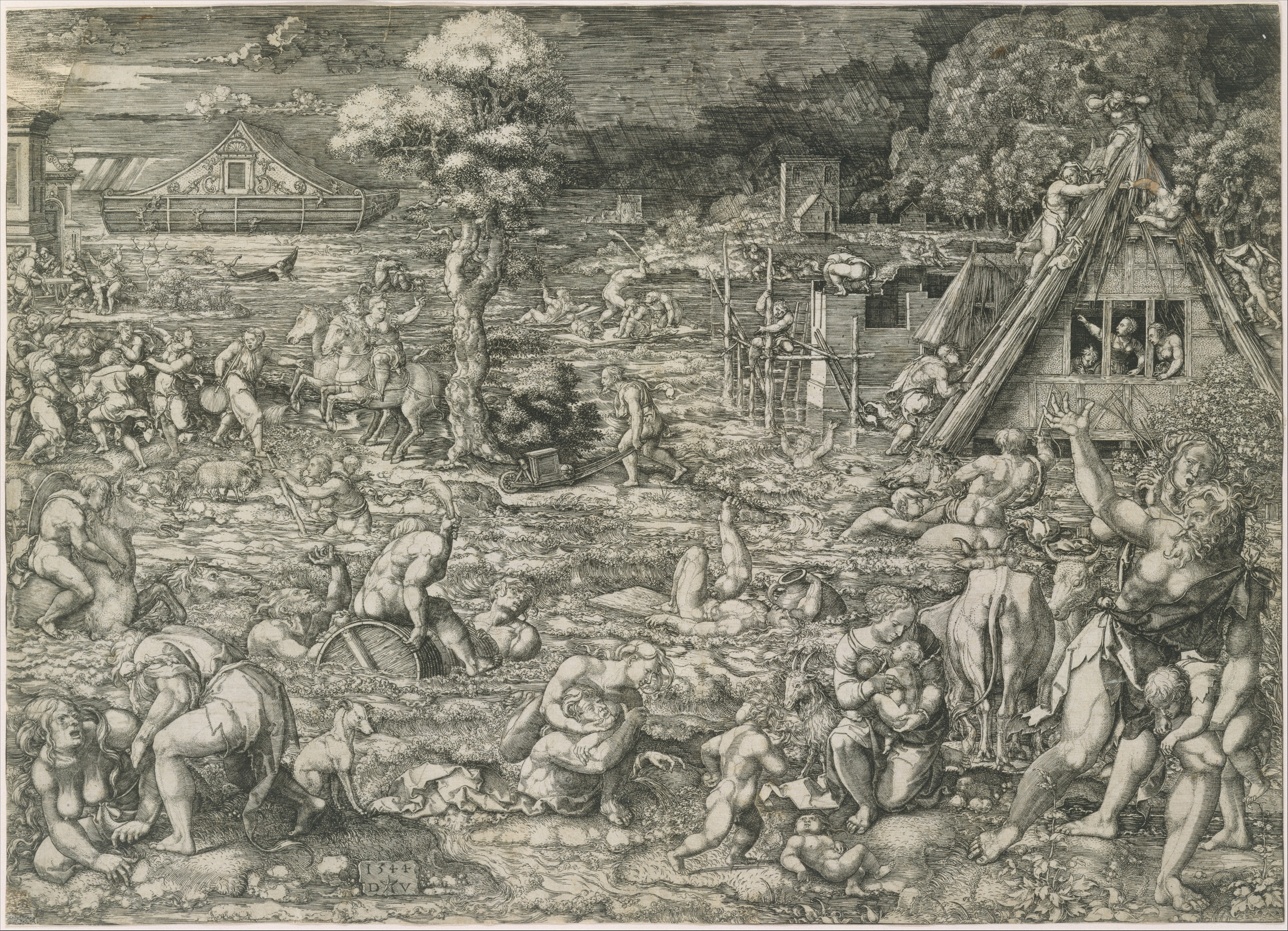
El diluvio (1544), de Dirck Vellert, Museo Metropolitano de Arte, Nueva York

En los Países Bajos destacó la obra de Lucas van Leyden. Su obra juvenil, de gran originalidad, no denota ninguna filiación conocida. Son por lo general escenas costumbristas, de gran refinamiento. Más adelante recibió la influencia de Durero y Raimondi. Entre sus obras destacan: La resurrección de Lázaro, David y Saúl, Esther ante Asuero, Triunfo de Mardoqueo, La vuelta del hijo pródigo, Píramo y Tisbe, San Pedro y san Pablo y Los aldeanos en viaje. También se dio el grabado de traducción de pinturas al estilo de Raimondi, iniciado por Hieronymus Cock, grabador y editor, quien trajo a Amberes a Giorgio Ghisi y publicó los trabajos de Brueghel, Frans Floris y Martin van Heemskerck. Los paisajes de Brueghel grabados por Cock son los primeros del género en Europa. Uno de sus discípulos, Cornelis Cort, se instaló en Italia y fue empleado por Tiziano para grabar sus obras. Otro destacado grabador fue Hendrik Goltzius, en cuya escuela se formaron los grabadores que trabajaron para Rubens. Los hermanos Hieronymus, Antonius y Johan Wierix fueron autores de estampas de excelente técnica y detallismo, aunque basadas en composiciones ajenas. En la ilustración de libros cabe destacar la labor de Crispijn van de Passe, Lodewijk Elzevier y Cristóbal Plantino. Otros exponentes fueron Dirck Vellert, Jan Gossaert, Bernard van Orley y Pieter Coecke.

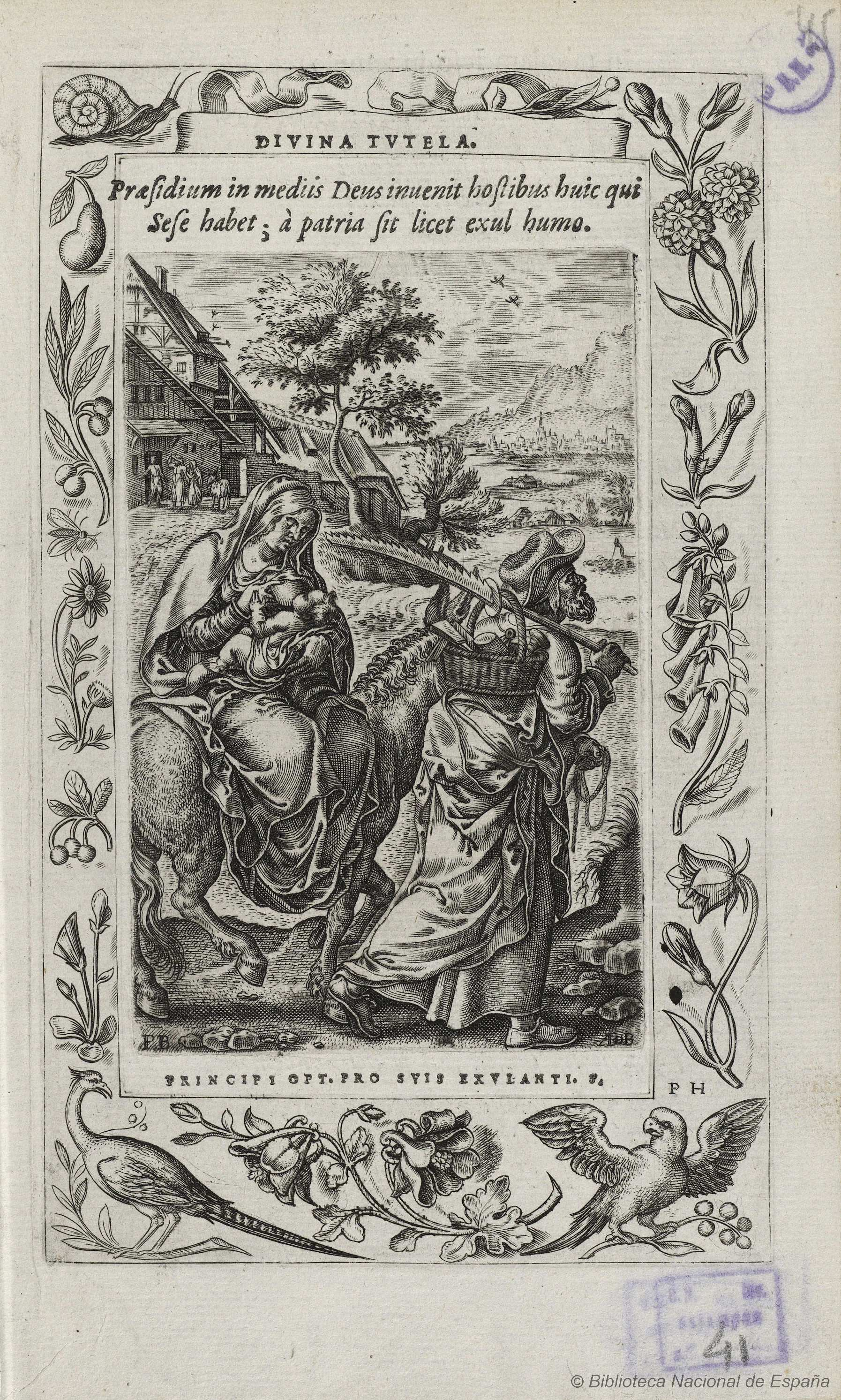
Divina Tvtela, ilustración de Humanae salutis monumenta (1571), de Benito Arias Montano, con dibujos de Pieter van der Borcht grabados por Abraham de Bruyn, Pieter Huys y los hermanos Wierix, Biblioteca Nacional de España

En Francia, el grabado pasó de la influencia germana del Medievo hacia la italiana, gracias sobre todo al grupo de artistas italianos que Francisco I trajo a las obras del palacio de Fontainebleau. La llamada escuela de Fontainebleau desarrolló un amplio programa artístico bajo la batuta, principalmente, de los pintores italianos Rosso Fiorentino y Primaticcio, en un estilo ecléctico que aglutinaba influencias italianas, flamencas y francesas. Se formó un taller de grabadores —principalmente al aguafuerte— en el que figuraban, entre otros, René Boyvin, Geoffroy Dumonstier y Léonard Limosin. En el terreno del libro, Geoffroy Tory propició la transición de las letras góticas a las romanas y el uso de una decoración ornamental basada en los grutescos italianos. Posteriormente practicaron el grabado artistas como los pintores Jean Cousin y Jean Clouet, escultores como Jean Goujon y Germain Pilon, y arquitectos como Philibert de l'Orme, Jean Bullant y Pierre Lescot. Cabe destacar a Bernard Salomon, que practicó un estilo ornamental de querencia italiana, dibujo delicado y composiciones de pequeño tamaño, con múltiples personajes y elementos de fantasía, como se denota en su ilustración de los Emblemas de Andrea Alciato (1547). También gozó de justa fama Jean Duvet, famoso por su serie del Apocalipsis (1561). Otros grabadores de la época fueron Nicolas Béatrizet, Georges Reverdy y Étienne Dupérac.

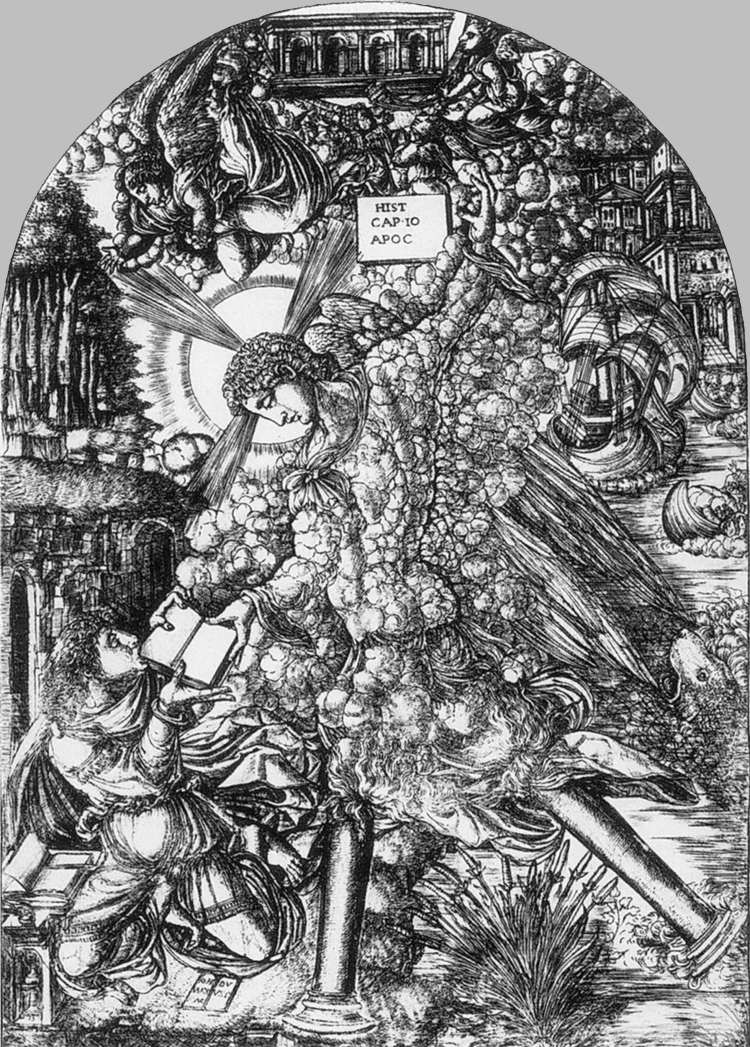
Ilustración del Apocalipsis (1561), de Jean Duvet

En España, el Renacimiento fue de lenta penetración y en los comienzos del siglo XVI aún perduraron las formas góticas. El grabado estuvo en buena medida ligado a la ilustración de libros, como la Crónica de San Fernando y la Vida de Santa María Magdalena, impresas en Valencia en 1505; la Leyenda de Santa Catalina de Siena, que vio la luz en la misma ciudad en 1511; el Exemplario contra los engaños, publicado en Zaragoza en 1515; Vita Christi, aparecida en Barcelona en 1527; la Vida y Milagros de la Santa Virgen, impresa en Toledo en 1536; y Flor dels Sants, edición barcelonesa de 1565. También continuó la publicación de estampas de santos, como en el período medieval.
Entre los nombres de grabadores españoles de la centuria conviene recordar a: Pedro Ángel, platero y aguafortista toledano, autor de los retratos de los cardenales Tavera y Cisneros; Juan de Vingles, xilógrafo, autor con el calígrafo Juan de Icíar de Arte subtilissima por la qual se enseña a escrivir perfectamente (Zaragoza, 1550); y Pedro Perret, grabador flamenco establecido en Madrid, autor de Sumaria y breve declaración de los diseños y estampas de la fábrica de San Lorenzo del Escorial (1589), con texto de Juan de Herrera. Cabe citar también a Antonio de Arfe, hijo del platero homónimo, un xilógrafo de influencia florentina, autor de Vida y fábulas exemplares del Natural Filósofo y Famossísimo Fabulador Esopo (1586), una traducción de las fábulas de Esopo ilustrada por él mismo; y su hermano Juan de Arfe, orfebre y grabador, que trabajó en madera y metal, e ilustró su tratado Quilatador de oro, plata y piedras (1572).
Durante este siglo se trasplantó la imprenta a las colonias españolas de América: en 1532 el virrey Mendoza instaló una en México y, en 1535, se publicó el primer libro, La Escala espiritual, obra del tipógrafo Esteban Martín. En Perú fue llevada por Antonio Ricardo en 1584, siendo el primer libro publicado el Catecismo de la Doctrina cristiana. La impresión tuvo también una gran relevancia en las posesiones españolas en Flandes, donde se publicaron numerosas obras en español, especialmente libros religiosos, militares, científicos y literarios, así como atlas. Entre estas ediciones cabe destacar la Biblia Sacra Hebraice, Chaldaice, Græce & Latine de Benito Arias Montano (1568-1572), impresa por Cristóbal Plantino. Del mismo Arias fue la Humanæ salutis monumenta (1571), con dibujos de Pieter van der Borcht grabados por Abraham de Bruyn, Pieter Huys y los hermanos Wierix.

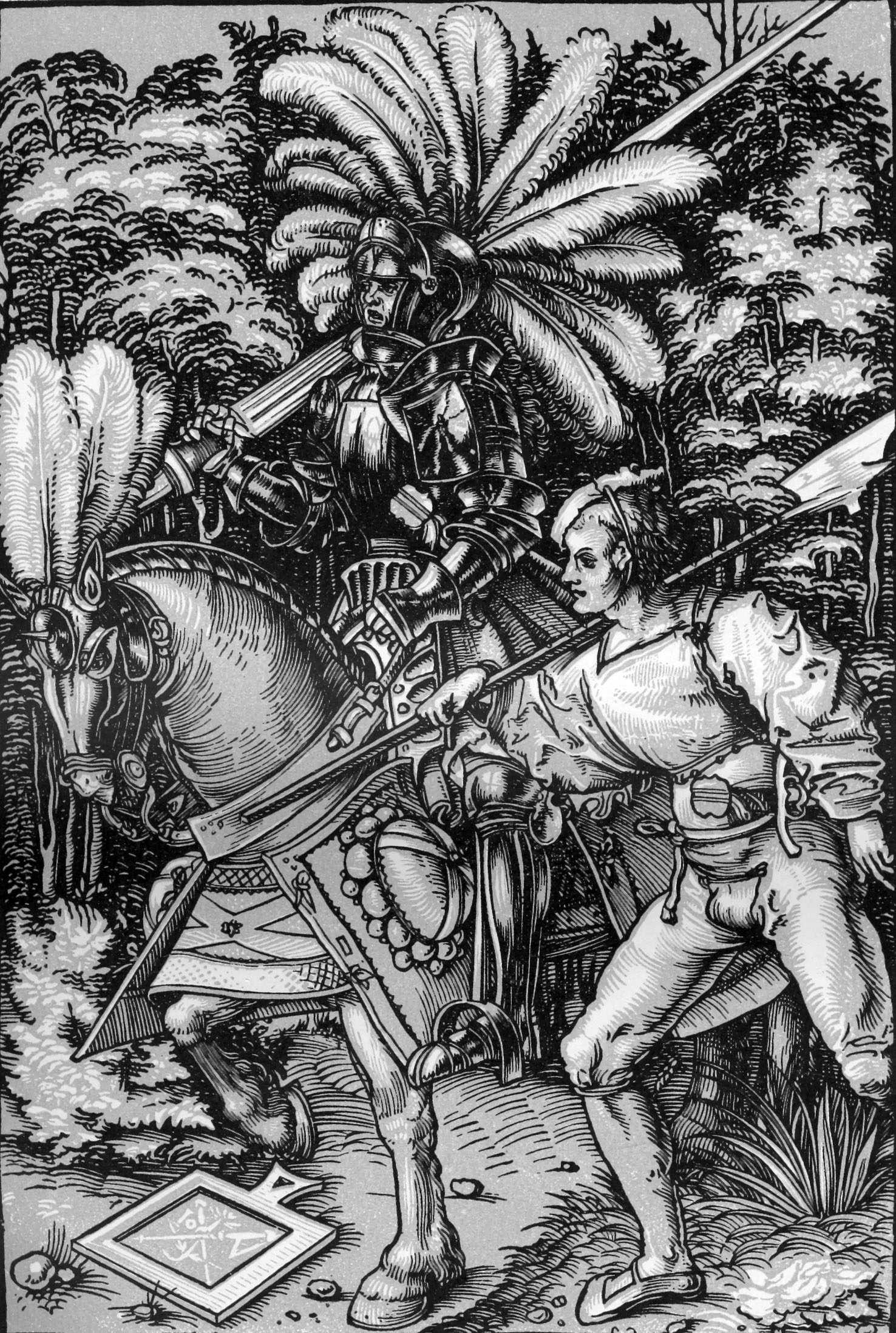
Caballero y lacayo (c. 1510), de Johann Ulrich Wechtlin
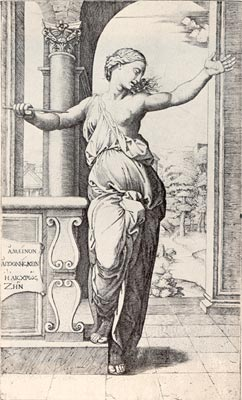
Lucrecia (c. 1510-1511), grabado de Marcantonio Raimondi sobre un diseño de Rafael
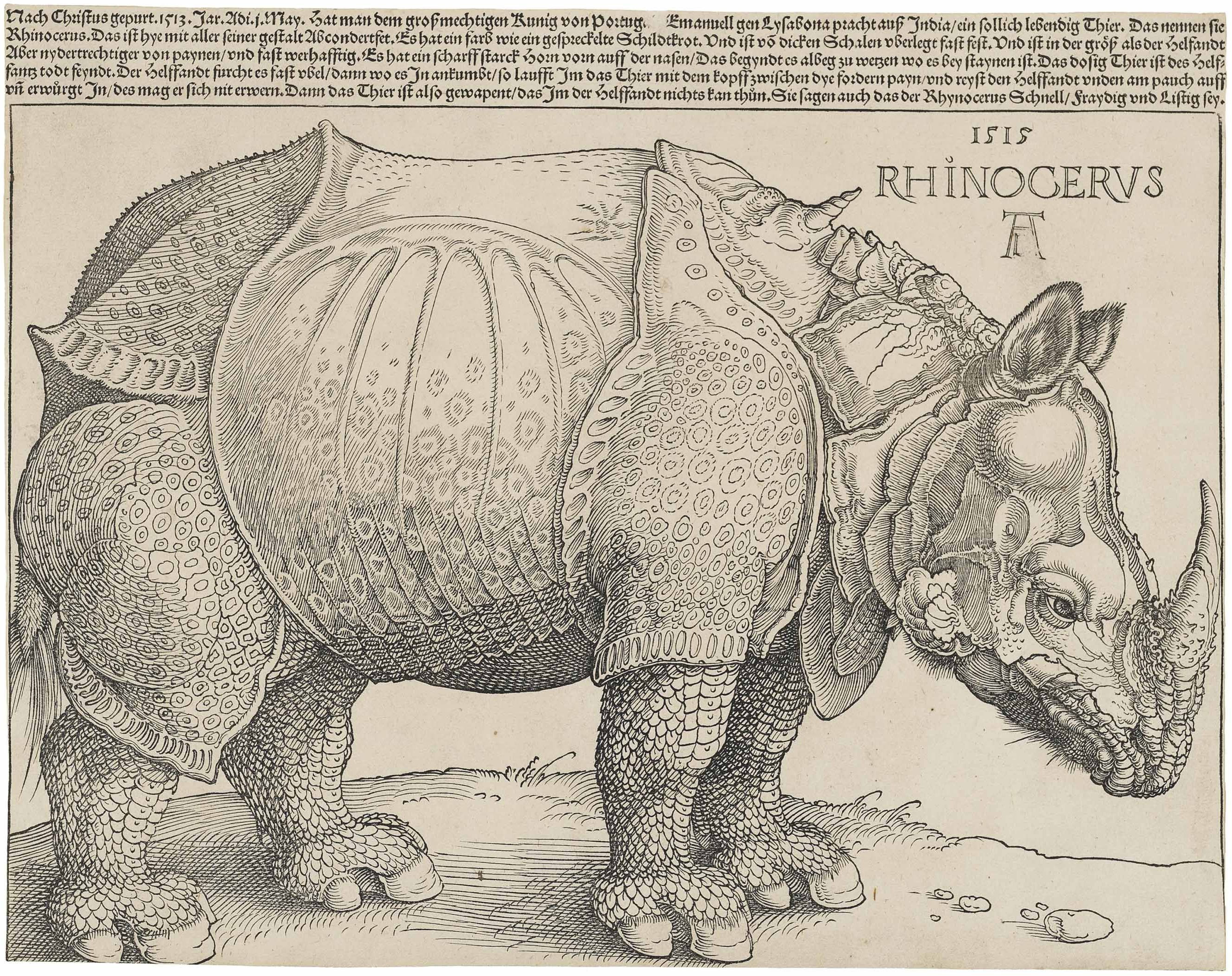
El rinoceronte (1515), de Alberto Durero, British Museum, Londres
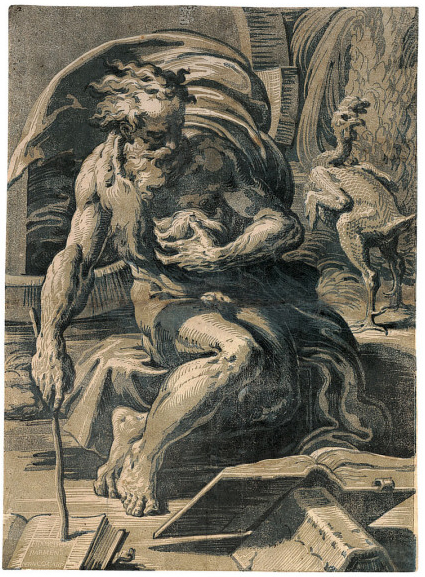
Diógenes (c. 1524-29), de Ugo da Carpi
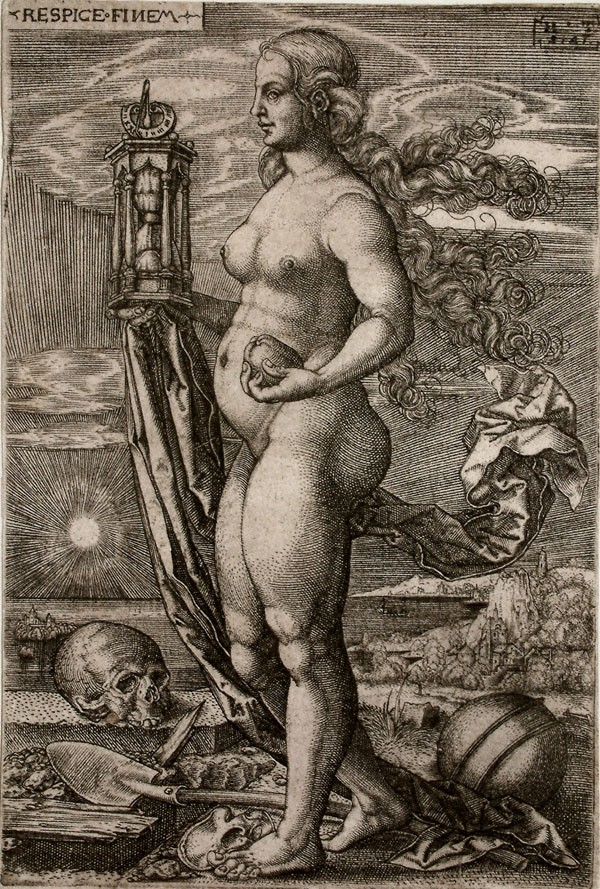
Respice Finem (c. 1530), de Heinrich Aldegrever, British Museum, Londres
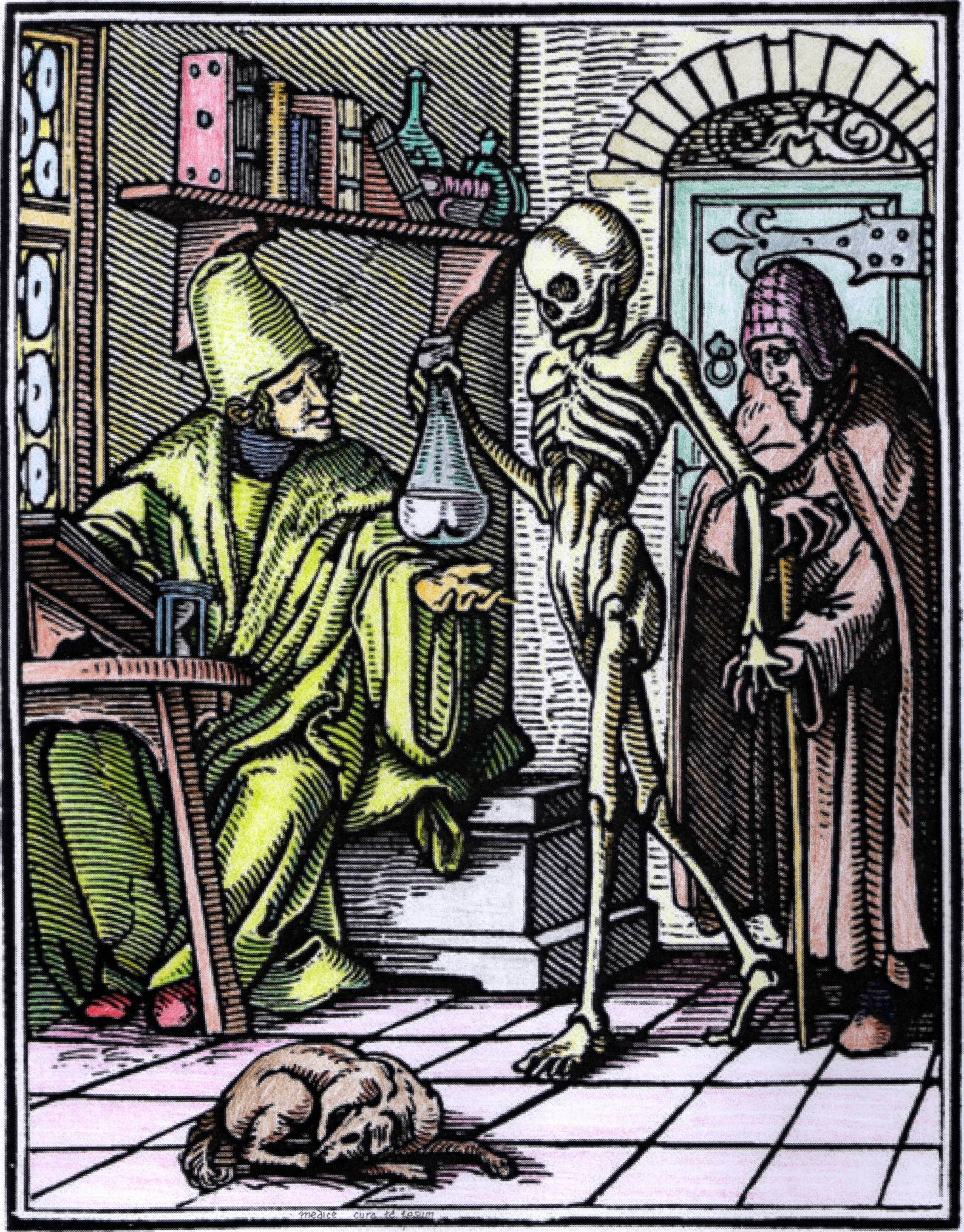
La Muerte y el médico, de la serie Danza de los Muertos (1538), de Hans Holbein el Joven
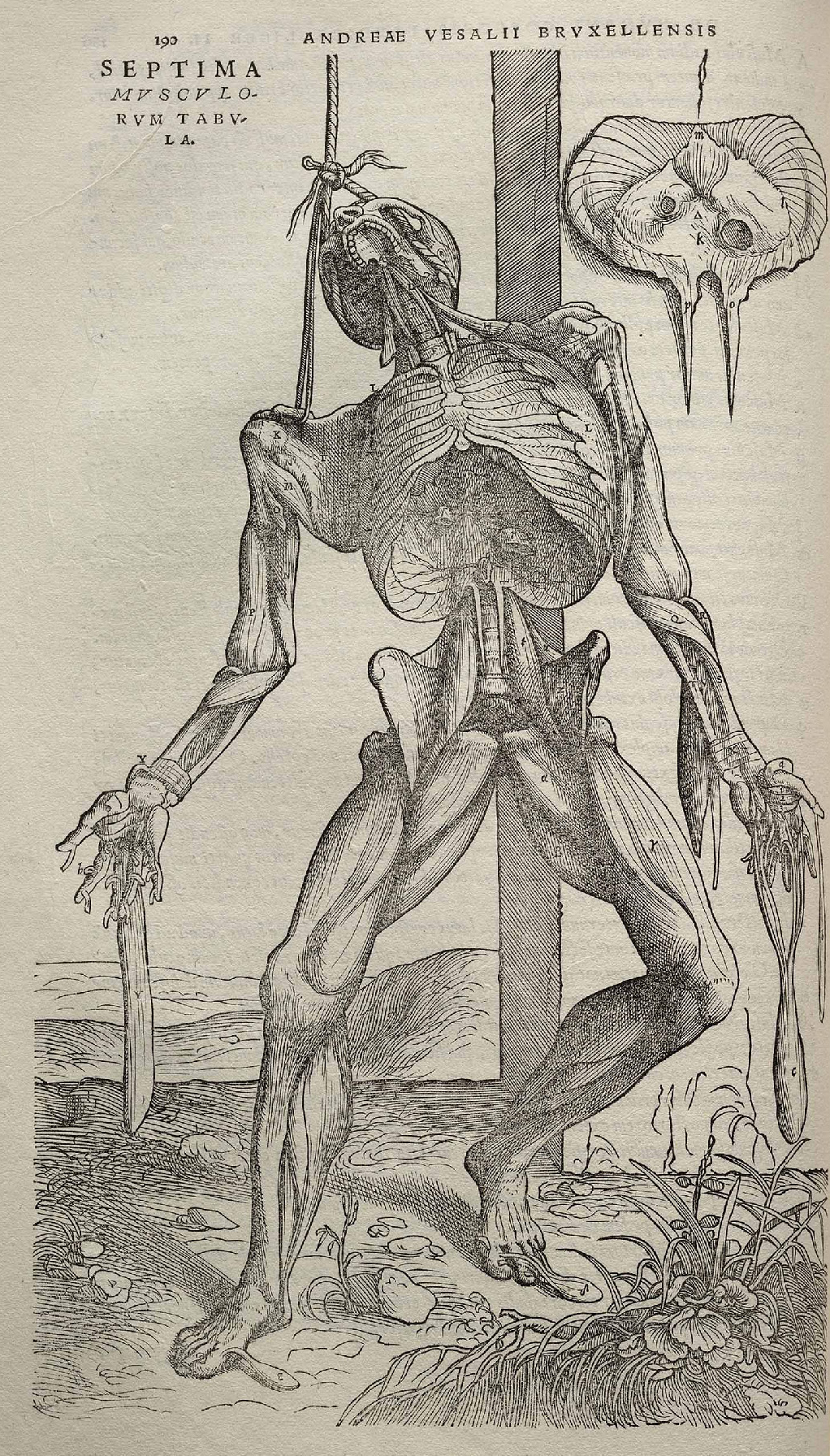
Ilustración de De humani corporis fabrica de Andrés Vesalio (1543), ilustrado por Jan van Calcar
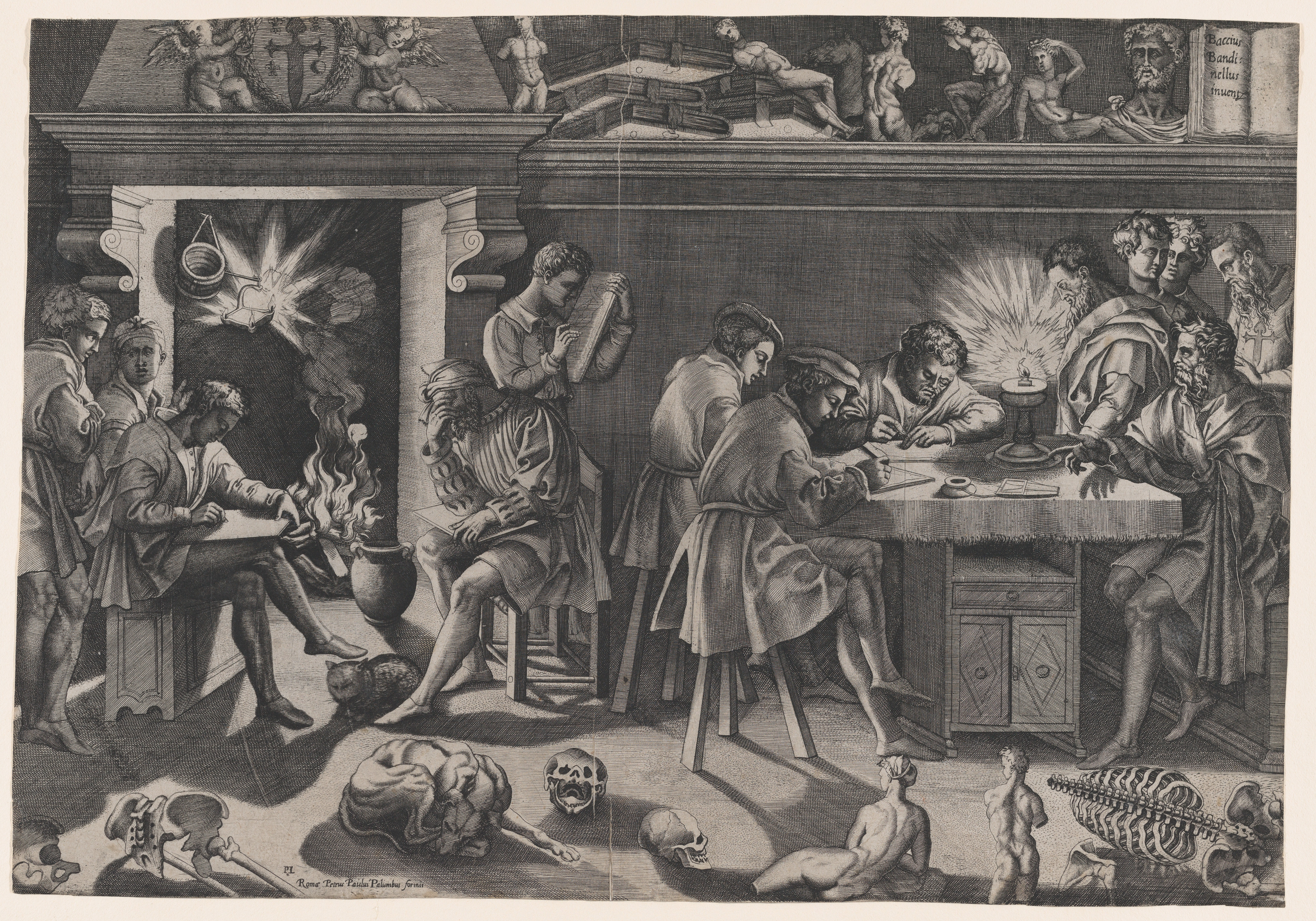
La Academia de Baccio Bandinelli (c. 1544), de Enea Vico, Museo Metropolitano de Arte, Nueva York
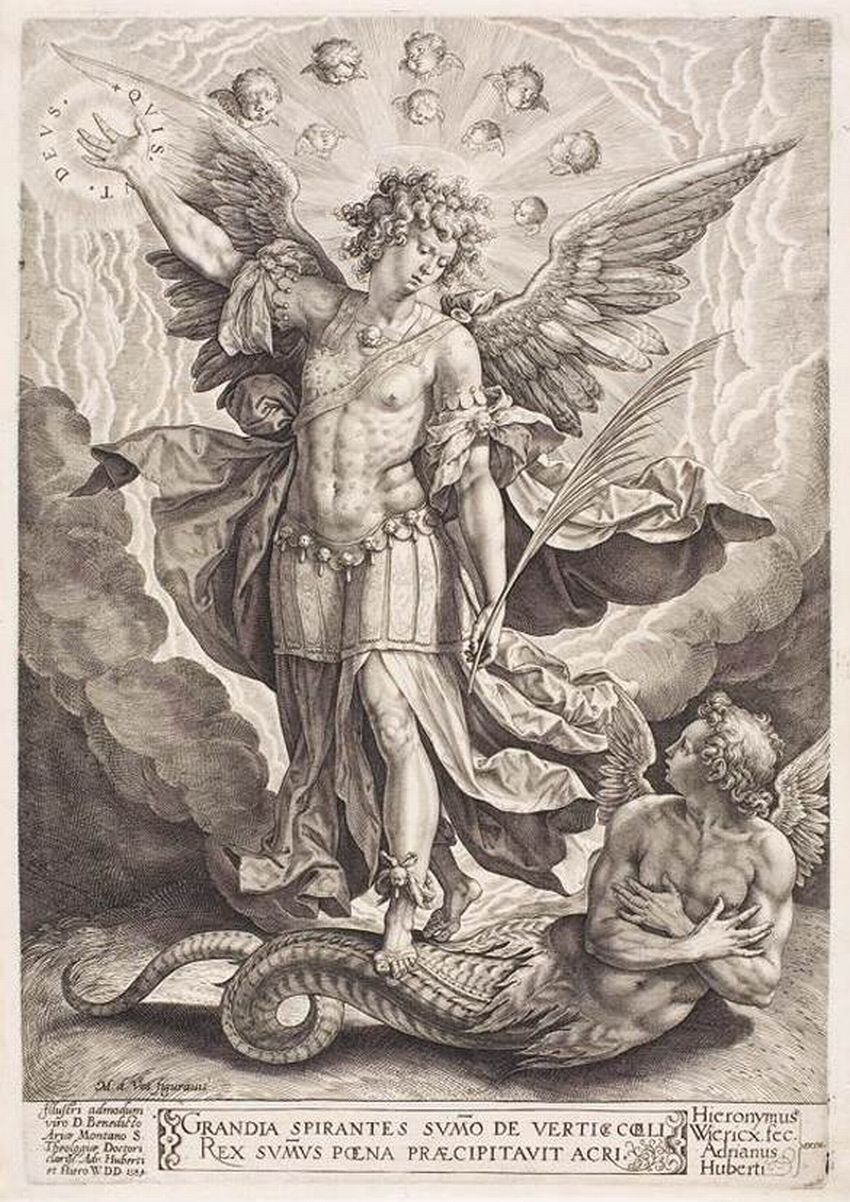
San Miguel matando al dragón (1584), de Hieronymus Wierix
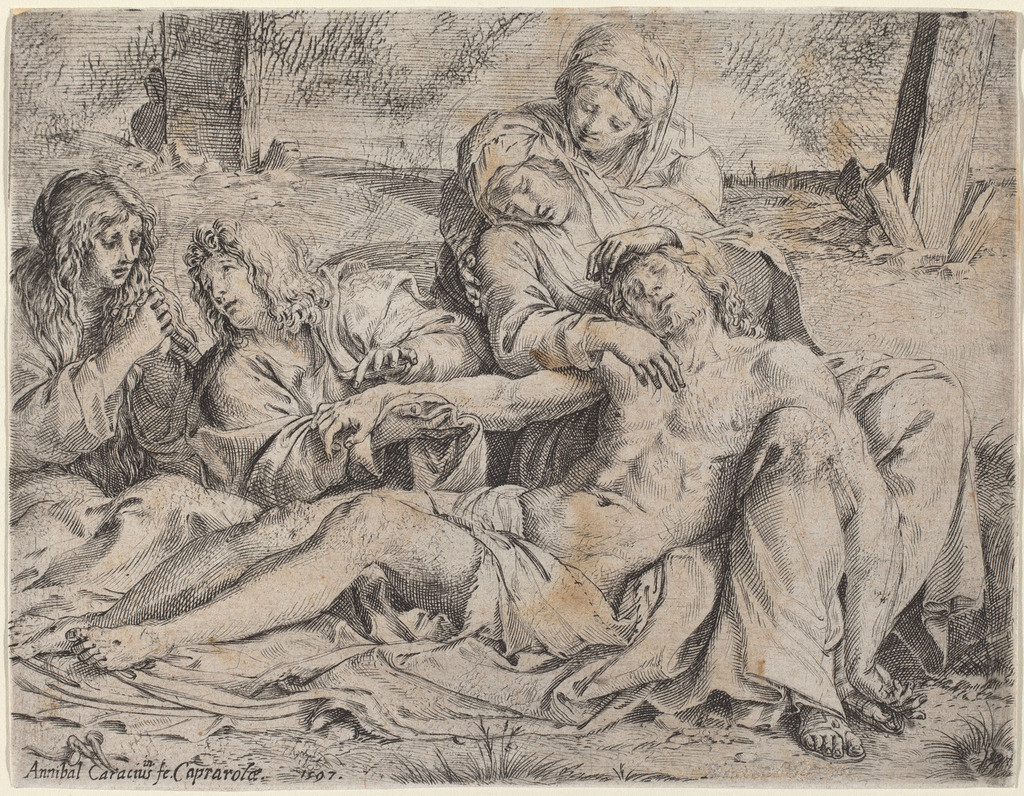
Cristo de Caprarola (1597), de Annibale Carracci, Galería Nacional de Arte, Washington D. C.

## Barroco
El Barroco se desarrolló entre el siglo XVII y principios del xviii. Fue una época de grandes disputas en el terreno político y religioso, en la que surgió una división entre los países católicos contrarreformistas, donde se afianzó el estado absolutista, y los países protestantes, de signo más parlamentario. El arte se volvió más refinado y ornamentado, con pervivencia de un cierto racionalismo clasicista pero con formas más dinámicas y efectistas, con gusto por lo sorprendente y anecdótico, por las ilusiones ópticas y los golpes de efecto.
Las artes gráficas tuvieron una gran difusión durante el Barroco, continuando el auge que este sector tuvo durante el Renacimiento. La rápida profusión de grabados a todo lo largo de Europa propició la expansión de los estilos artísticos originados en los centros de mayor innovación y producción de la época: Italia, Francia, Flandes y Países Bajos, decisivos, por ejemplo, en la evolución de la pintura española. Las técnicas más empleadas fueron el aguafuerte y el grabado a punta seca. Durante este período, la popularidad creciente del grabado y sus posibilidades propagandísticas fueron aprovechadas por numerosos gobiernos, que realizaban grandes tiradas en actos conmemorativos. Luis XIV creó en 1670 la Calcografía Real y el papa Clemente XII fundó en 1738 la Calcografía Cameral.

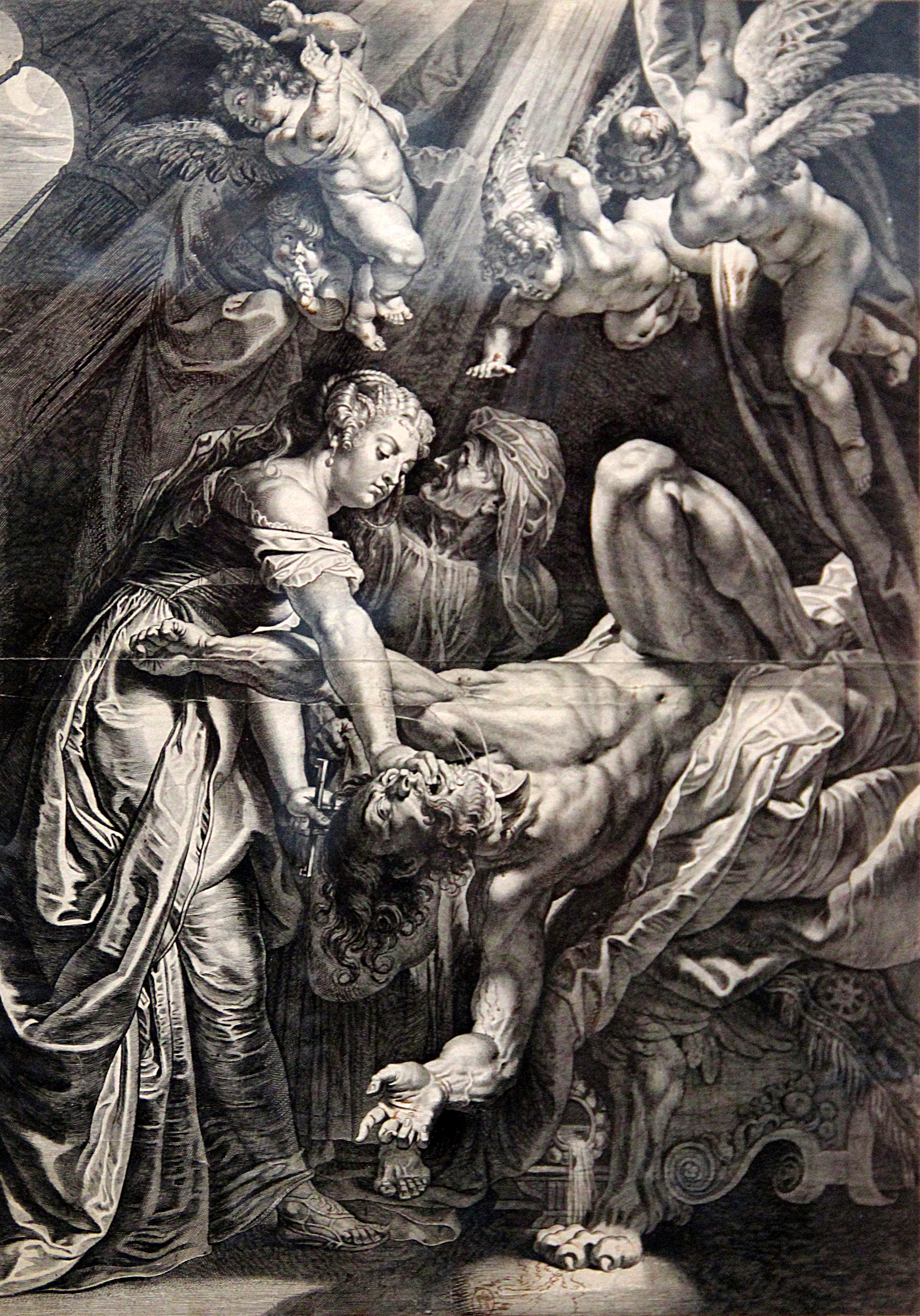
Judith decapitando a Holofernes (c. 1610-1620), de Cornelis Galle I, Biblioteca Nacional de Francia, París

En esta etapa tomaron preponderancia por su calidad las escuelas flamenca y neerlandesa, lideradas por Rubens y Rembrandt, respectivamente. Circunstancias históricas forzaron la separación de estas dos comunidades afines culturalmente, debidas a las disputas religiosas entre católicos y protestantes y a la lucha contra la dominación española; ello se tradujo también en diferencias artísticas, que en el terreno del grabado se concretaron en la preferencia flamenca por la talla dulce y la neerlandesa por el aguafuerte. En Flandes, Peter Paul Rubens fue uno de los mejores artistas de la centuria, con un estilo dinámico, vital y colorista, donde destaca la rotundidad anatómica, con varones musculosos y mujeres sensuales y carnosas. Formó un taller de grabadores para la reproducción de sus obras, en conjunción con la editorial de Jan Moretus. Entre sus colaboradores se encontraban Lucas Vorsterman I, Boëtius à Bolswert, Paulus Pontius y Jacob Matham. Vorsterman, el más dotado, tenía un estilo flexible, de tallas cortas e irregulares modeladas por puntos, sin contornos. Tras trabajar unos años para Rubens se estableció en Inglaterra, donde reprodujo obras de Holbein, Van Dyck, Rafael, Carracci y Caravaggio. Le sucedió en el taller rubeniano Pontius, con un estilo más dulce, de dibujo preciso y definición en el claroscuro. Tuvo Rubens varios seguidores, como Alexander Voet, Jacob Neefs, Cornelis Schut, Pieter de Jode I y II, Hendrik Hondius I y II, Cornelis Galle I y II.

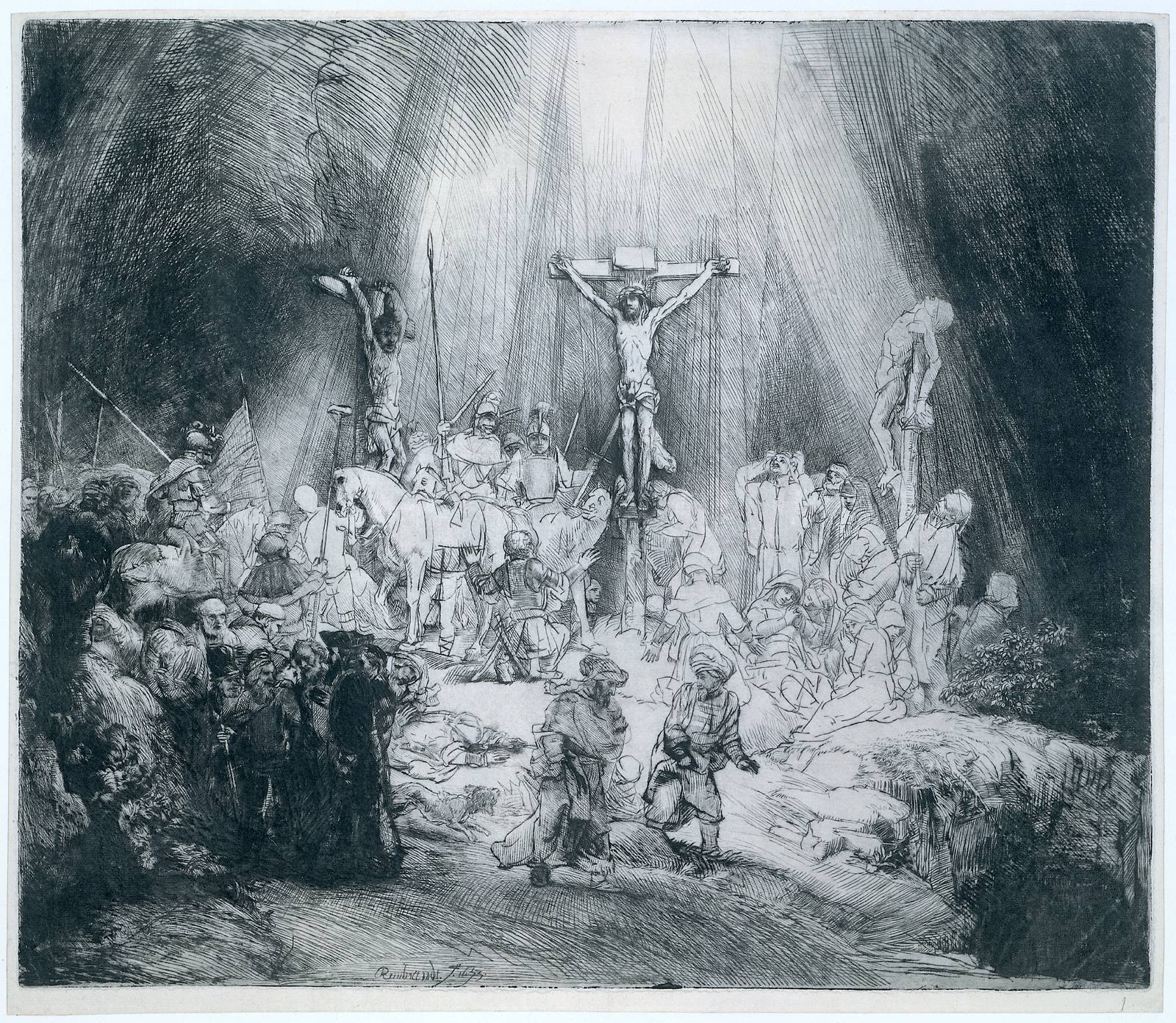
Las tres cruces (1653), de Rembrandt, Museo de Bellas Artes, Boston

Uno de los mejores grabadores de la centuria fue el neerlandés Rembrandt, que alcanzó cotas de gran maestría no solo en el dibujo sino también en la creación de contrastes entre luces y sombras. Se inició en el aguafuerte para mezclar posteriormente esta técnica con la punta seca, lo que le proporcionaba un tono más uniforme y un claroscuro más matizado. Solía modificar las planchas durante el proceso de ejecución, con lo que algunas de sus obras muestran el interés adicional de la evolución en la concepción de las obras, como en Las tres cruces (1653). Sus primeros grabados fueron retratos de su familia —especialmente su madre—, de sí mismo —hizo unos treinta autorretratos— y de diversos personajes de su entorno. Entre 1630 y 1632 realizó sobre todo escenas populares, en colaboración con Jan Lievens. Ya en solitario e instalado en Ámsterdam, efectuó retratos individuales y colectivos, generalmente para gremios de la ciudad. Formó entonces un taller en el que trabajaron unos treinta discípulos, entre los que se encontraban Salomon Koninck, Ferdinand Bol, Govert Flinck, Jacob Adriaensz. Backer, Pieter Verbeeck y Gerbrand van den Eeckhout. En su obra de madurez se dedicó a temas religiosos, costumbristas, paisajes y escenas de fantasía, con mayores efectos de claroscuro, como en Cristo arrojando a los vendedores del templo, La presentación en el templo, Resurrección de Lázaro, El buen samaritano, Descendimiento de la cruz, Ciego tocando el violín, Ecce Homo, Adán y Eva, El pesador de oro, Muerte de la Virgen, La degollación del Bautista y Paisaje de los tres árboles. Tras la muerte de su esposa en 1642 alcanzó cotas de gran maestría, como se vislumbra en Cristo curando a los enfermos —conocido como el Grabado de los cien florines—, Las tres cruces, Sagrada Familia del gato, Cristo en Emaús, Jesús disputando con los doctores y Abraham sacrificando a su hijo Isaac. También ilustró libros, como La fortuna contraria de Elias Herckmans (1633) y Piedra gloriosa de Menasseh Ben Israel (1655). Tras ser excomulgado por los calvinistas en 1656 realizó algunos desnudos, como Mujer ante el pozo, Diana en el baño, Dánae y Júpiter, La mujer de Putifar y La negra acostada. En el catálogo de Rembrandt figuran 287 grabados reconocidos, que por su calidad coadyuvaron a elevar la categoría artística de esta técnica.

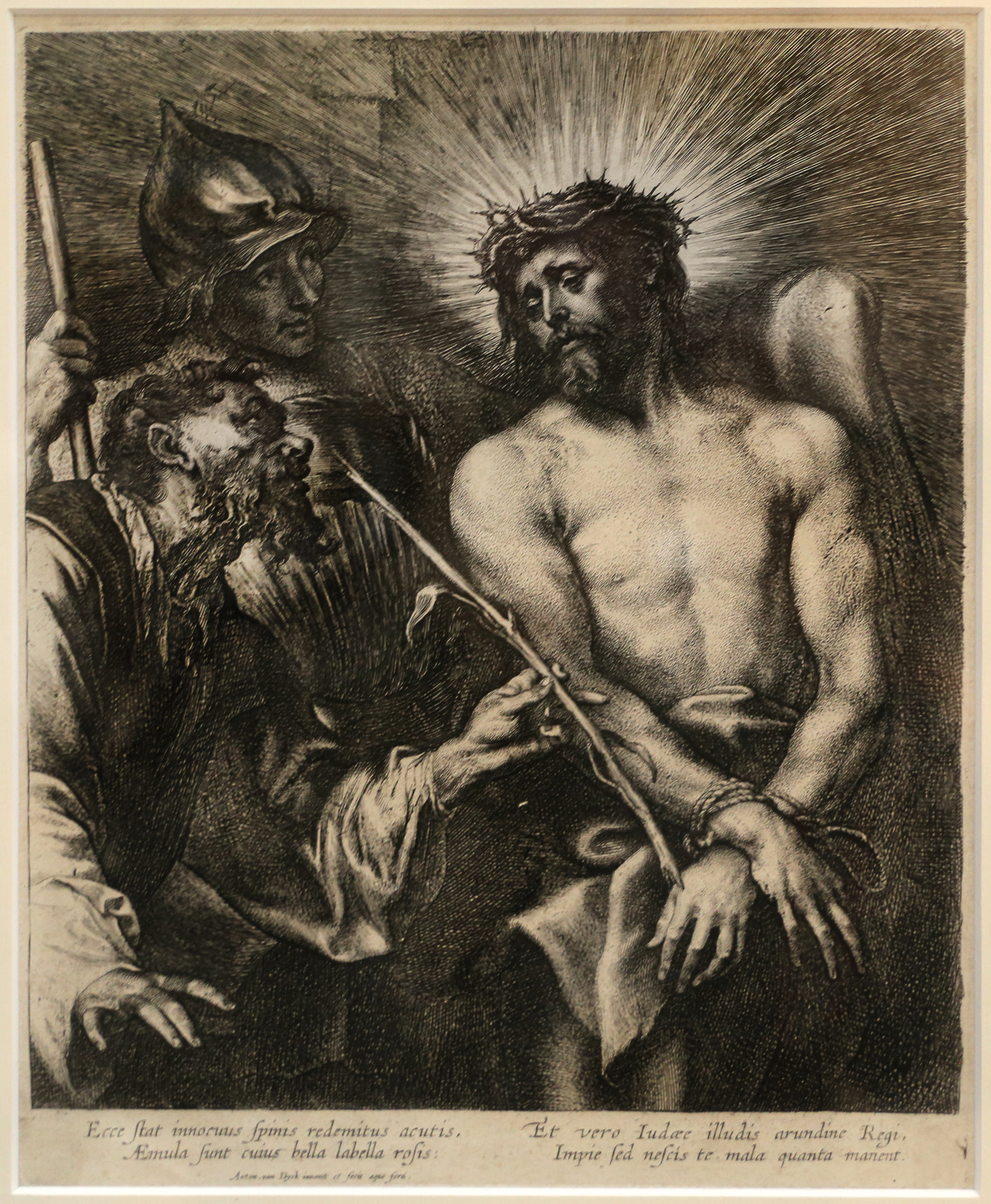
Ecce Homo (c. 1630), de Anton van Dyck

Otros destacados grabadores neerlandeses fueron: Anton van Dyck, un eminente aguafortista, de trazo espontáneo, composición precisa y diversos grados de claroscuro según el efecto deseado, realizó una serie de quince retratos de artistas amigos suyos (1645), junto a retratos y obras religiosas; Hercules Pieterszoon Seghers realizó paisajes naturales y urbanos, bodegones, marinas y animales, con un estilo libre que en ocasiones raya en la abstracción, sobre todo en los paisajes; Adriaen van Ostade, pintor de género y retratista, discípulo de Frans Hals e influido igualmente por Rembrandt, especialmente en el uso del claroscuro, trató temas familiares, burgueses y campesinos; Allart van Everdingen se dedicó al paisaje y la pintura de animales e ilustró las Fábulas de La Fontaine; Adriaen Brouwer fue intérprete de temas populares y realizó varios aguafuertes de borrachos y vagabundos, de gran colorismo; Pieter van Laer, también conocido como il Bamboccio, residió la mayor parte de su tiempo en Italia, donde inició un género de escenas populares denominado «bambochadas», de tono grotesco y humorístico, que también reflejó en sus grabados; Jacob van Ruisdael fue un gran paisajista, género que también trató en el grabado, de dibujo preciso, maestría en la distribución de la luz y tonos ajustados; Jan van de Velde II desarrolló un estilo realista, en composiciones propias o reproducciones de otros pintores; Anthonie Waterloo elaboró paisajes de tonos oscuros, algo reiterativos en sus modelos; Paulus Potter fue paisajista y animalista, de técnica briosa y cálida coloración de los tonos oscuros; Nicolaes Berchem fue también animalista, autor de 53 planchas con temas generalmente de animales en paisajes luminosos; Karel Dujardin, discípulo del anterior, elaboró grabados de paisajes y animales de línea precisa; Dirk Stoop, autor de paisajes en los que ubicaba escenas de caza o combates de caballería, realizó doce aguafuertes de caballos que le proporcionaron notable fama; Nicolaes Visscher se dedicó a escenas populares, con composiciones propias o reproducciones de obras de Van Ostade, generalmente.

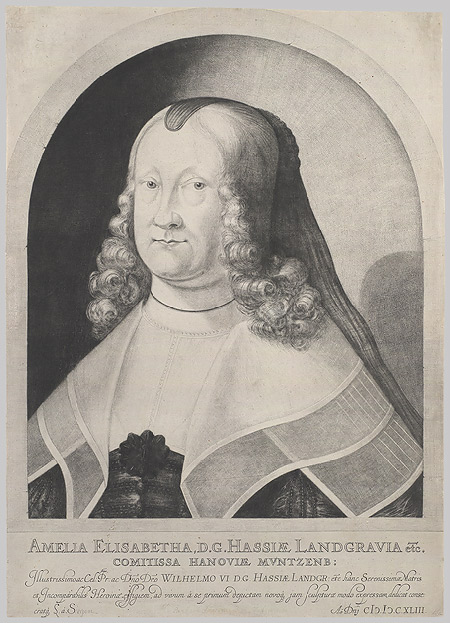
Retrato de Amalia Isabel de Hanau-Münzenberg (1642), de Ludwig von Siegen, primer grabado a media tinta

En Alemania, el grabado se encontraba en cierta decadencia tras el esplendor medieval y renacentista, donde la obra de Durero alcanzó cotas difícilmente alcanzables. Cabe destacar a Adam Elsheimer, pintor y grabador preocupado por los efectos lumínicos y de claroscuro. Hay que mencionar también al suizo Matthäus Merian, activo en Basilea y posteriormente en Fráncfort, especializado en planos y vistas de ciudades. Su hija Maria Sibylla Merian se dedicó a la ilustración científica y naturalista. Discípulo de Merian fue el bohemio Wenzel Hollar, dedicado a temas costumbristas y de modas, como sus series de vestidos femeninos. En 1642, Ludwig von Siegen, un teniente coronel al servicio del príncipe Ruperto del Rin, inventó el grabado a media tinta (mezzotinta), también llamado «al humo» o manière noire, en el que realizó el retrato de Amalia Isabel de Hanau-Münzenberg. Tras unos años, el propio príncipe Ruperto empezó a hacer algunos grabados usando esta técnica —por lo que algunos le atribuyeron erróneamente su invención—, tras lo que empezó a popularizarse.

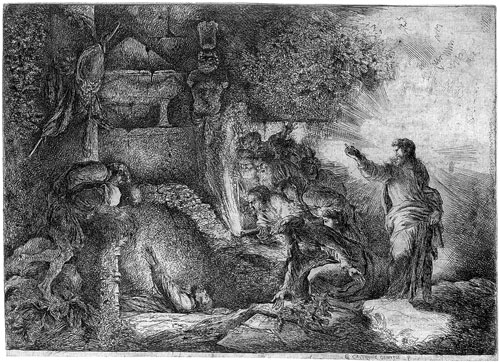
Resurrección de Lázaro (c. 1648), de Giovanni Benedetto Castiglione

En Italia, el grabado no tuvo el mismo nivel que en época renacentista, pero hubo artistas de probada solvencia. Continuó con creciente fama la Escuela de Bolonia iniciada por los Carracci, en la que cabe destacar a Guido Reni, Giovanni Lanfranco, Carlo Maratta, Simone Cantarini, Pietro y Teresa del Po, Francesco Brizio, Elisabetta Sirani y Sisto Badalocchio. En Florencia desarrollaron su labor Remigio Cantagallina, un aguafortista autor de escenas costumbristas; Antonio Tempesta, ilustrador de las obras de Torquato Tasso; Stefano della Bella, autor de escenas religiosas, militares y de cortejos reales; y Pietro Testa, intérprete de temas religiosos y mitológicos de estilo algo ampuloso. En Génova cabe mencionar a Giovanni Benedetto Castiglione, de influencia rembrandtiana, como se denota en su Resurrección de Lázaro. En Roma, Pietro Santi Bartoli recogió la tradición aguafortista iniciada por Raimondi, con reproducciones de escultura clásica que fueron muy utilizadas en estudios académicos en tiempos posteriores. Cabe citar también a Ottavio Leoni, un célebre retratista, autor de una serie de retratos de personajes ilustres de su época. En Nápoles surgió una escuela naturalista iniciada por Caravaggio, un pintor de gran talento que introdujo los efectos de claroscuro denominados tenebrismo o caravaggismo. Aquí destacó Salvator Rosa, un pintor temperamental que podría calificarse de romántico avant-la-lettre, autor de aguafuertes de movida composición de temas generalmente profanos, con inventiva fantasía, como denota en su serie de Caprichos.

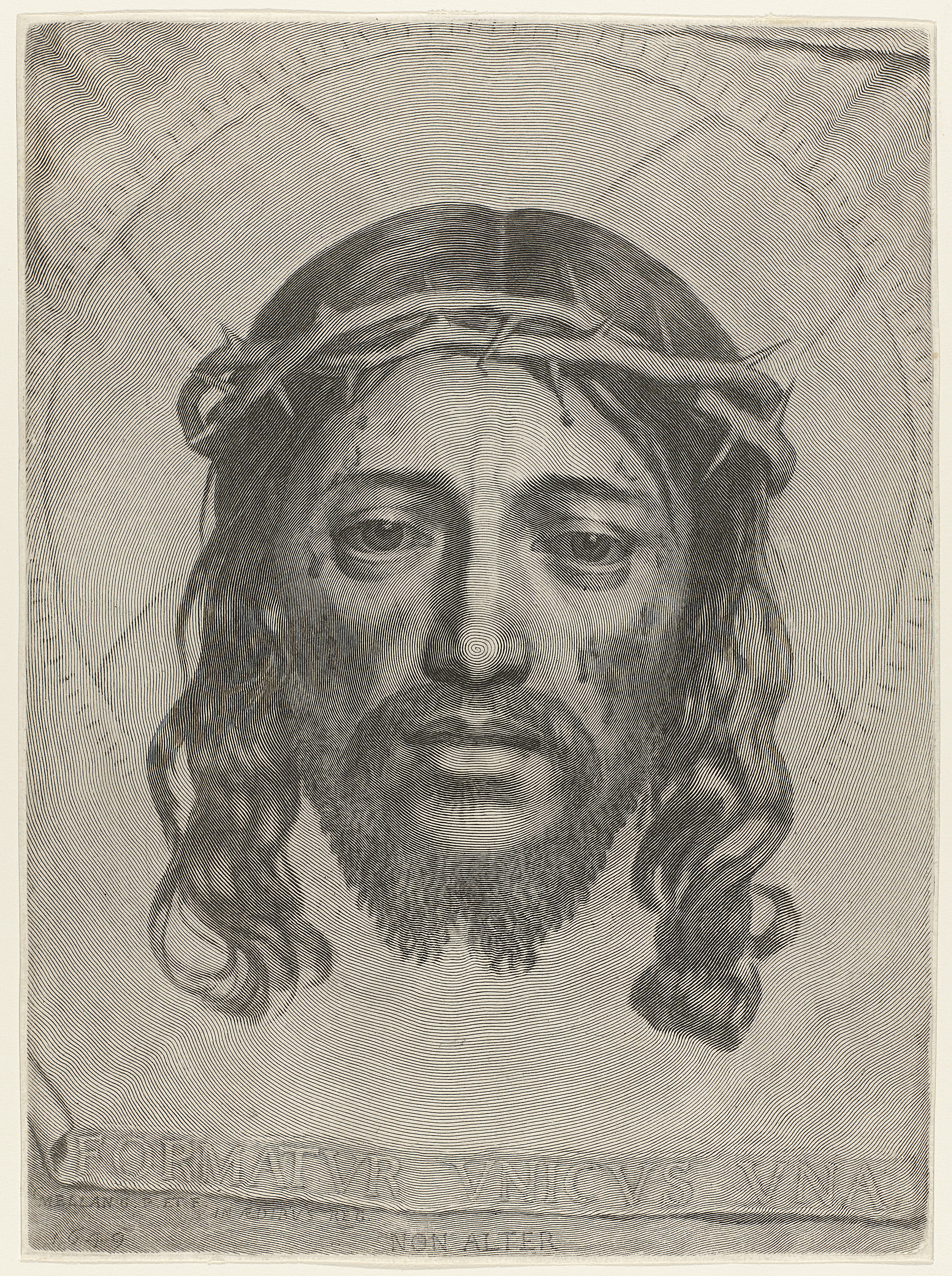
Faz de Cristo (1649), de Claude Mellan, Biblioteca Nacional de Francia, París. La imagen está formada por una sola línea continua, que comienza en la punta de la nariz de Cristo

En Francia, el grabado creció en fama y calidad, hasta el punto de que Luis XIV proclamó en 1660 el grabado como dignidad genérica equiparable a las demás artes liberales. Cabe destacar la obra de Jacques Callot, quien se dedicó casi en exclusiva al grabado, siendo uno de los más destacados grabadores originales de su tiempo. Introdujo el barniz duro, con lo que dio al aguafuerte una mayor flexibilidad, elegancia y nitidez, con un gran dominio de los mordidos múltiples. Sus obras son generalmente de pequeño formato, con una gran precisión técnica y sentido de la observación, especializado en figuras de mendigos y escenas de la novela picaresca y la commedia dell'arte. Fue el primer gran maestro de las series al aguafuerte, como Miserias y desgracias de la guerra (1633), obra que influyó en Goya. Tuvo muchos seguidores, como Israël Silvestre, Jean Le Pautre, los Pérelle (Gabriel, Nicolas y Adam), los Bonnart (Henri, Nicolas, Robert y Jean-Baptiste) y Antoine Trouvain, así como el italiano Stefano della Bella.

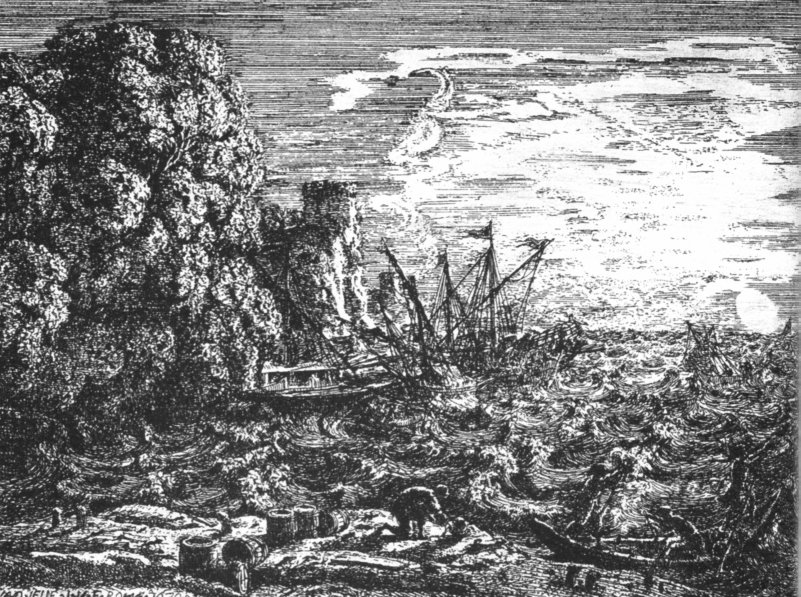
La tempestad (1630), de Claudio de Lorena

El gran pintor Claudio de Lorena realizó también unos cuarenta y cuatro aguafuertes, la mayoría entre 1630 y 1642, al inicio de su carrera. Los primeros son algo vacilantes, pero con el tiempo adquirió una gran destreza en este medio, especialmente en los sombreados y la utilización de líneas entrelazadas para sugerir distintos tonos en los paisajes recreados. Entre sus obras destacan: Sol naciente, Boyero, Baile en la ribera y Campo con vacas. Otros grabadores dignos de mención fueron: Abraham Bosse, autor de unos 1500 grabados, generalmente escenas de género; Jacques Bellange, autor de representaciones religiosas, influido por Parmigianino; Gérard Audran trasladó al grabado obras de Rafael, Nicolas Poussin, Eustache Le Sueur, Nicolas Mignard y Charles Le Brun; François Chauveau ilustró las obras de Molière, así como las Fábulas de La Fontaine, las Tragedias de Racine y la Jerusalén liberada de Torquato Tasso; y Sébastien Leclerc, autor de pequeñas estampas y viñetas influidas por la escuela de Fontainebleau, artífice de la lujosa edición ilustrada de Las Metamorfosis de Ovidio (1676). Cabe destacar también a los retratistas, cuya técnica se basaba en los grabadores de reproducción: Jean Morin, Claude Mellan, Robert Nanteuil, Gérard Edelinck, Michel Lasne. Varios pintores se dedicaron también al grabado, como Claude Vignon, Simon Vouet, Gaspard Dughet, Nicolas Mignard, Charles Le Brun, Laurent de La Hyre y Pierre Brébiette.
En Inglaterra, el grabado fue introducido por artistas extranjeros, como Hans Holbein el Joven, Anton van Dyck, Jan Lievens y Wenzel Hollar. El príncipe Ruperto del Rin, nieto de Jacobo I de Inglaterra, introdujo el grabado a la media tinta. El retratista Renold Elstracke publicó en 1618 una serie de grabados de los reyes de Inglaterra. John Evelyn fue autor de la serie Journey from Rome to Naples, en aguafuerte. William Faithorne denotó la influencia de Rubens, aplicada sobre todo al retrato.

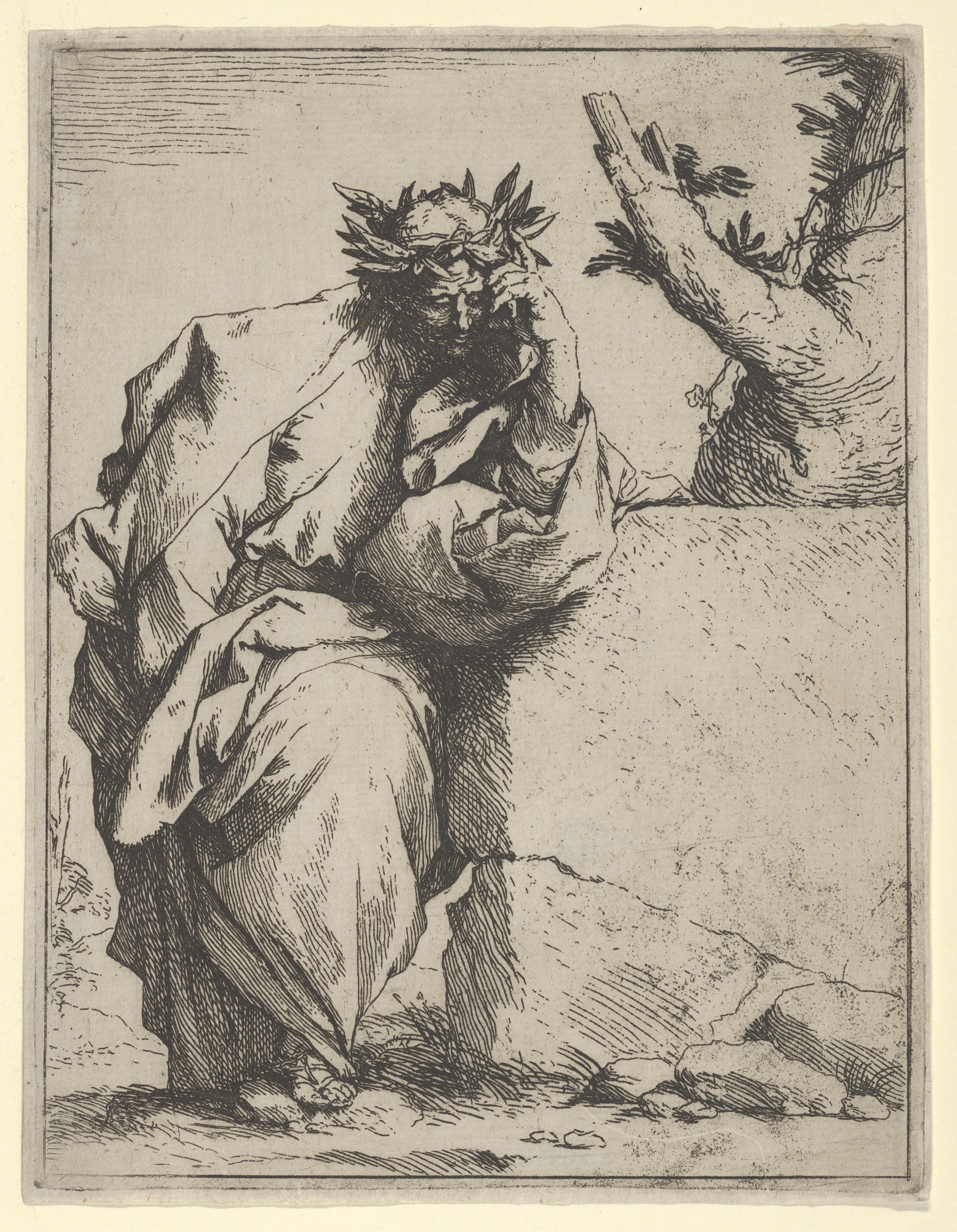
El poeta (c. 1620-1621), de José de Ribera, Museo Metropolitano de Arte, Nueva York

España gozó de un período de gran efervescencia artística, el llamado Siglo de Oro. El grabado fue practicado por varios pintores: Bartolomé Esteban Murillo fue autor de Virgen con el Niño Jesús sobre el regazo y San Francisco de Asís orando en presencia de la Cruz, conservados en la Biblioteca Nacional de España. Se atribuye a Alonso Cano un San Antonio de Padua con el Niño Jesús en brazos, a Juan de Valdés Leal un Autorretrato, a Claudio Coello el Retrato de Carlos II, a Francisco Ribalta un Sacrificio de Isaac, a Juan Carreño de Miranda un San Antonio de Padua con el Niño y a Francisco Herrera el Viejo un retrato de san Ignacio para la Relación de la fiesta organizada en 1610 para la beatificación del jesuita.
De entre todos ellos el más dedicado al grabado fue José de Ribera, un artista de fuerte personalidad. Residió un tiempo en Italia —donde era conocido como Lo Spagnoletto—, donde recibió la influencia de Caravaggio, que le llevó a la utilización de fuertes claroscuros en su obra, generalmente de tema religioso. Realizó numerosos grabados, de estilo realista y vehemente ejecución, entre los que cabe destacar San Jerónimo penitente, Martirio de San Bartolomé, Jesucristo moribundo, San Sebastián y San Pedro, así como varios de tema profano: Centauro, Tritón, Sileno, Sátiro fustigado y su magnífico El poeta.
Entre los grabadores conviene citar a: Vicente Carducho, autor de Diálogos de la pintura (1633), ilustrado por él mismo y por Francisco Fernández y Francisco López; Pedro de Obregón y sus hijos Diego y Marcos, autores de viñetas devocionales y ornatos de libros; Pedro de Villafranca fue grabador de cámara de Felipe IV e ilustró la Descripción breve del Monasterio de San Lorenzo el Real del Escorial de Francisco de los Santos (1657); Diego de Astor grabó obras de El Greco e ilustró la Historia de Segovia de Diego de Colmenares; Crisóstomo Martínez realizó varios retratos —como el de Inocencio XI— y publicó una Anatomía con veinte láminas; Matías de Arteaga elaboró retratos, imágenes religiosas y frontispicios, e ilustró Fiestas de la Santa Iglesia metropolitana y patriarcal de Sevilla al Nuevo Culto del Señor Rey San Fernando el Tercero de Castilla y de León de Fernando de la Torre Farfán (1672), junto con Juan de Valdés Leal y sus hijos Luisa de Morales y Lucas Valdés; Pedro de Campolargo fue paisajista, trabajando al aguafuerte y al buril; y José García Hidalgo, autor de los Principios para estudiar el nobilísimo y real arte de la pintura (Madrid, 1691). También cabe citar a Pedro Perete, hijo de Pedro Perret —cuyo apellido castellanizó—, grabador de cámara de Felipe IV, autor de una Alegoría del Conde-Duque y las ilustraciones del Origen y dignidad de la caza de Juan Mateos (1634). Cabe reseñar también la presencia de varios grabadores flamencos que trabajaron en España: Juan Schorquens, Alardo de Popma, Cornelis Boel, Johann Filips Jansen, Herman Panneels, Juan de Noort, María Eugenia de Beer; así como franceses: Juan de Courbes, Roberto Cordier.

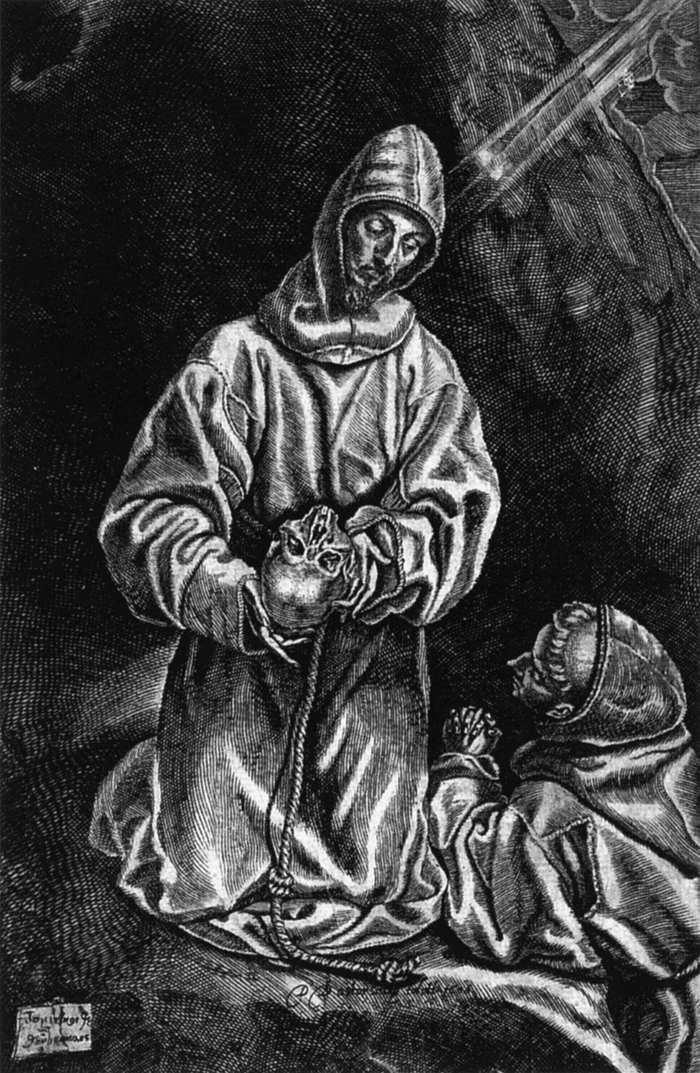
San Francisco arrodillado contemplando una calavera (1606), de Diego de Astor, Biblioteca Nacional de España, Madrid
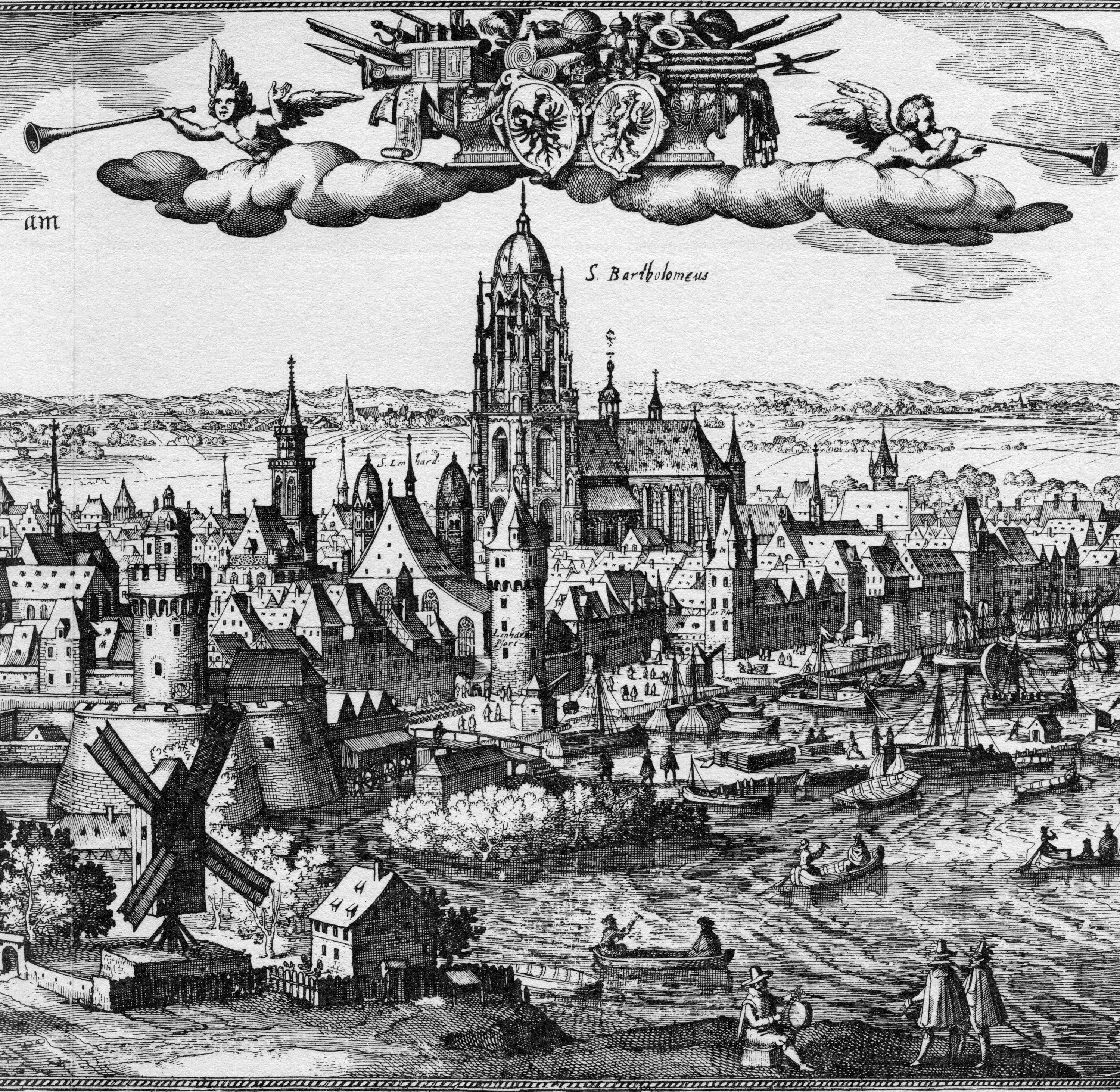
Frankfurt am Main: vista de la ciudad desde el suroeste (c. 1617-1618), de Matthäus Merian
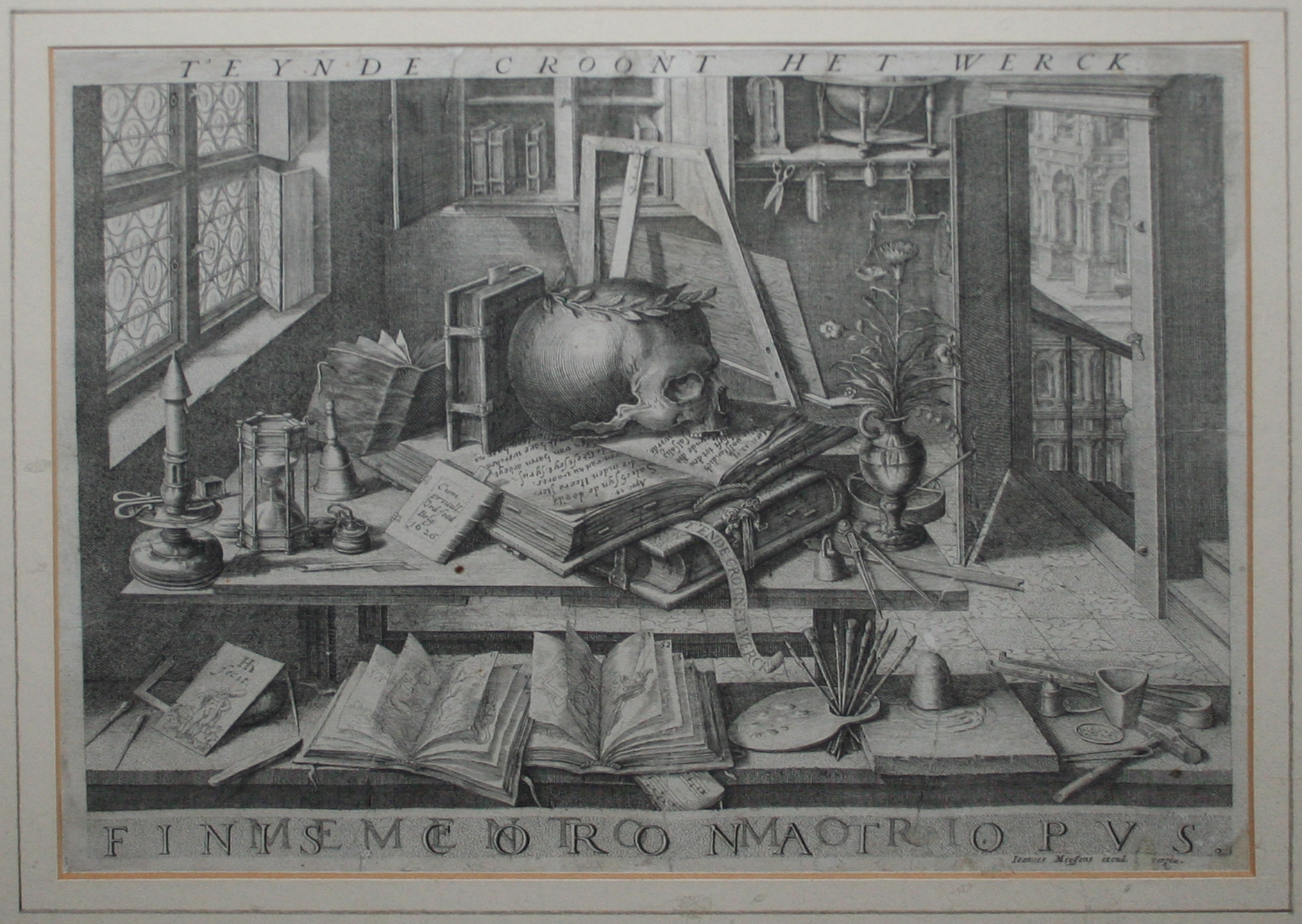
El trabajo está coronado (1626), de Hendrik Hondius II
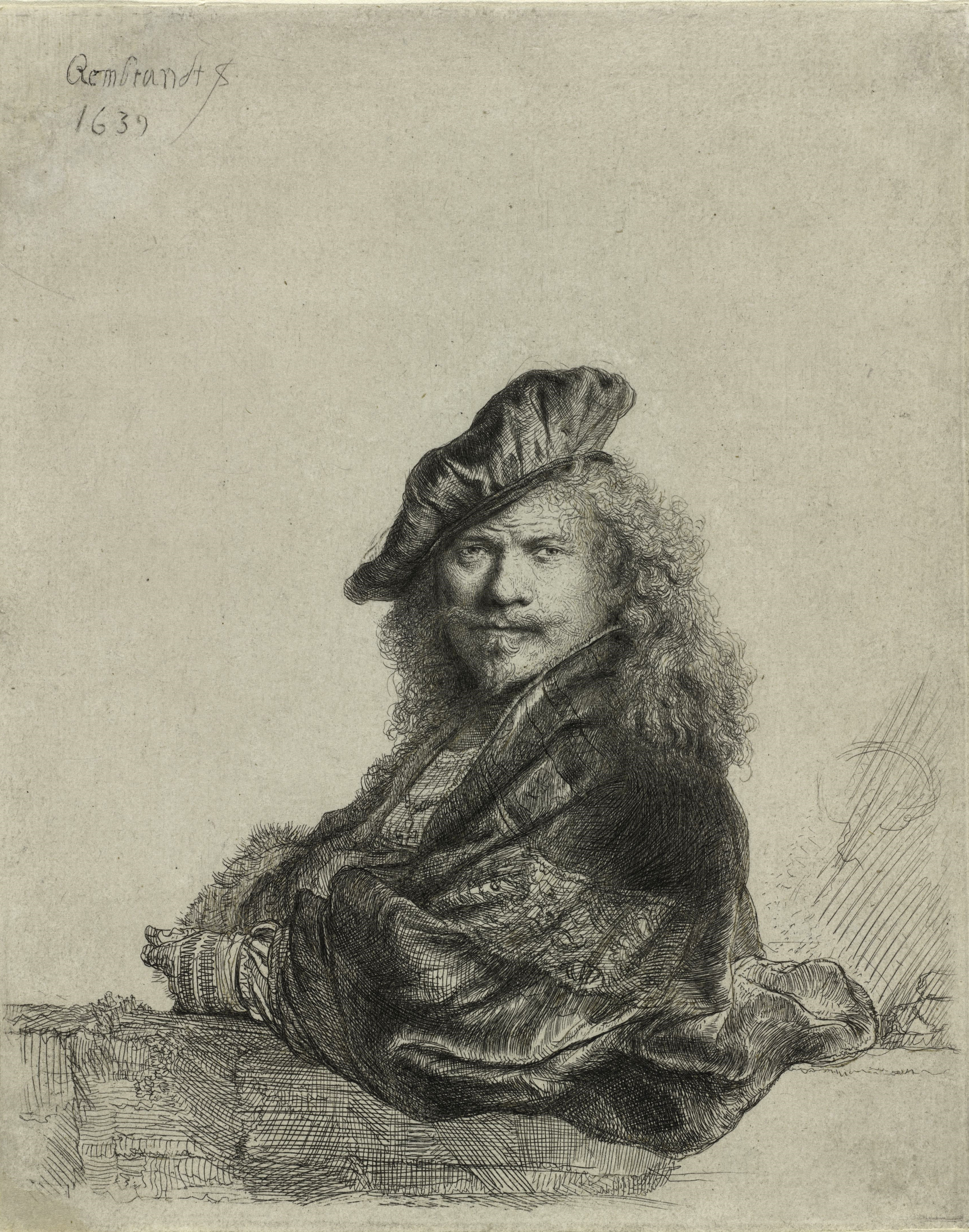
Autorretrato apoyado en el antepecho de la ventana (1639), de Rembrandt, Galería Nacional de Arte, Washington D. C.
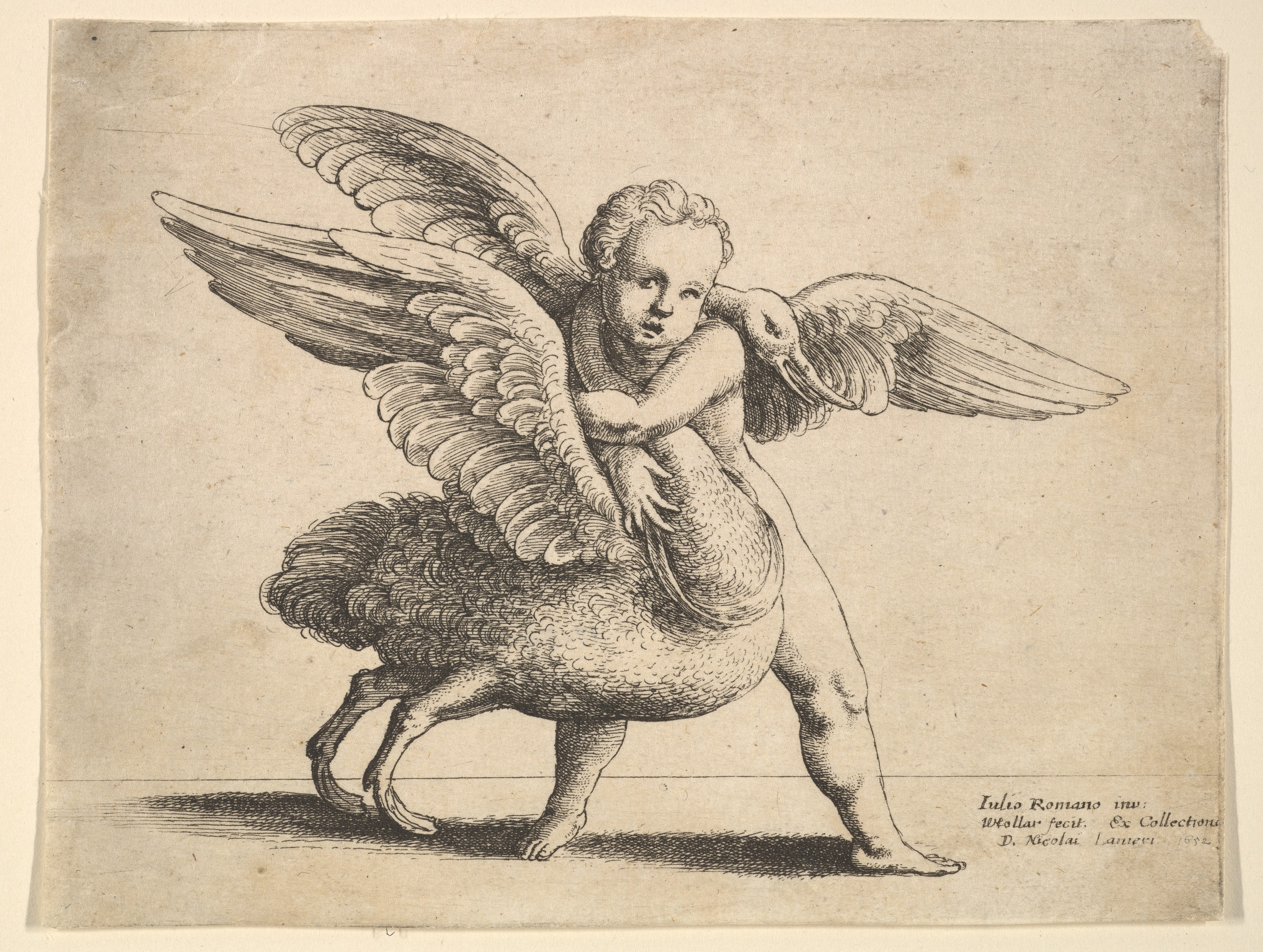
Cupido y el cisne (1652), de Wenzel Hollar, Museo Metropolitano de Arte, Nueva York
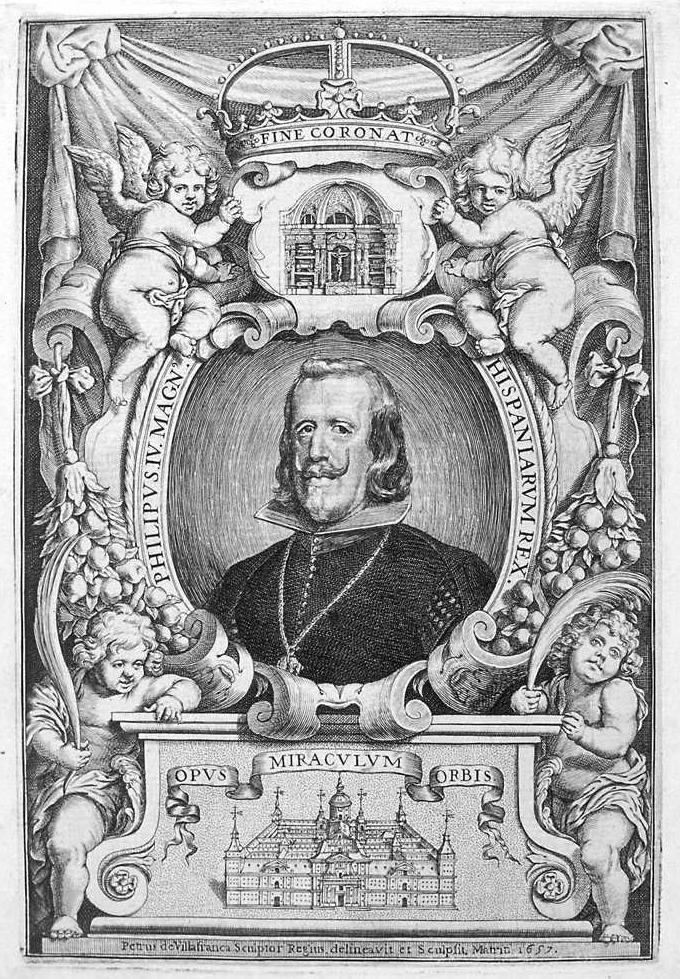
Anteportada de la Descripción breve del Monasterio de San Lorenzo el Real del Escorial (1657), de Pedro de Villafranca
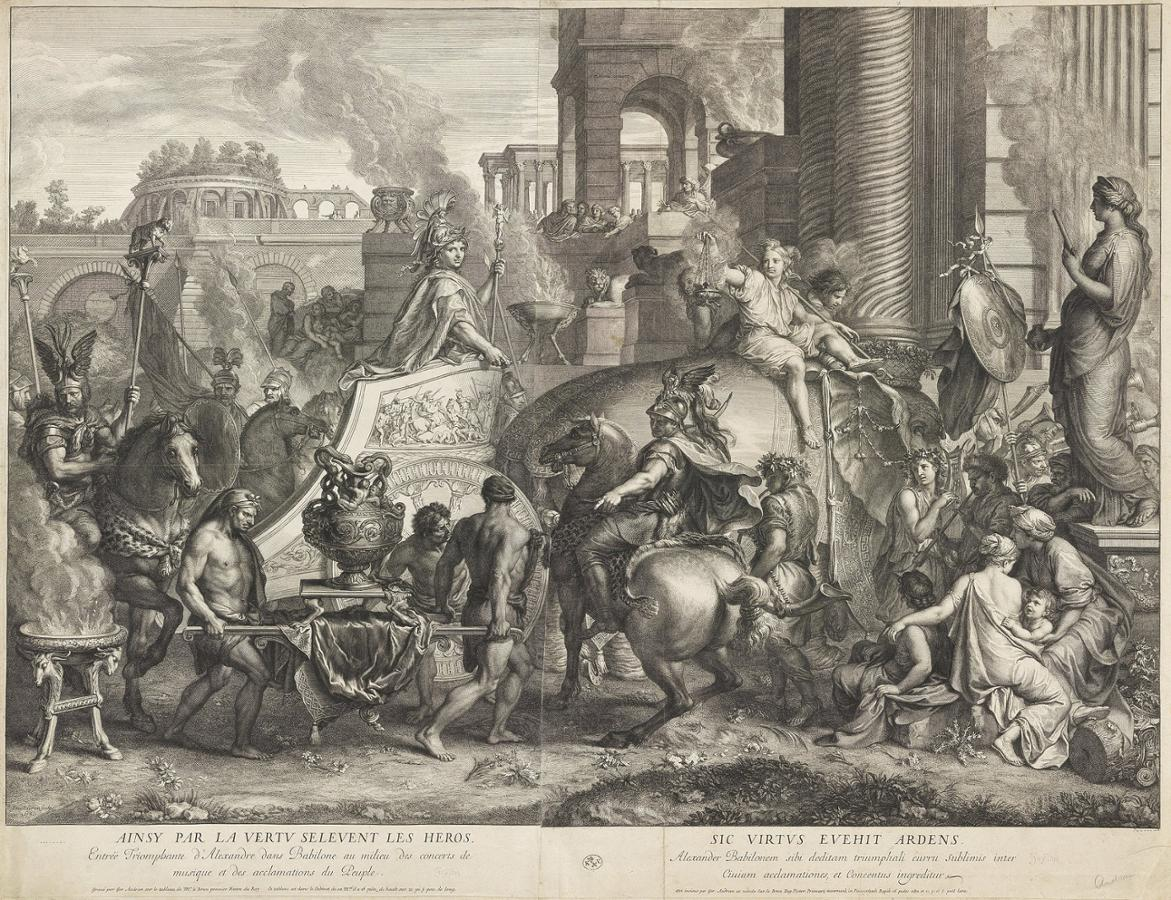
Alejandro entrando en Babilonia (1675), grabado de Gérard Audran basado en una pintura de Charles Le Brun, Galería Nacional de Arte, Washington D.C.
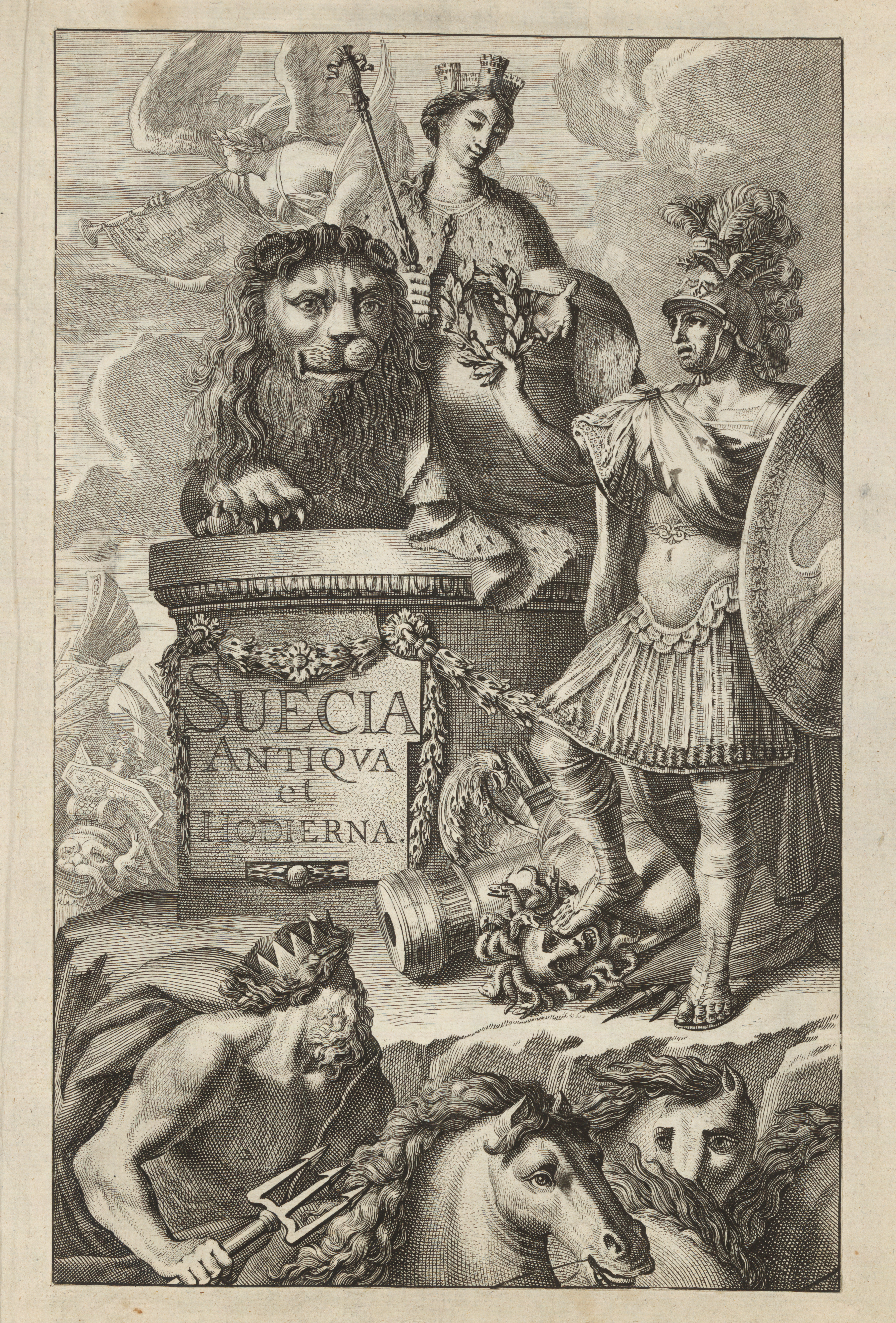
Suecia antiqua et hodierna (1669), de Erik Dahlbergh

## SigloXVIII: Rococó y Neoclasicismo
En este siglo pervivió el Barroco hasta casi la mitad de la centuria —según la zona—, al que sucedieron el rococó y el Neoclasicismo, movimiento este último que se prolongó hasta inicios del siglo XIX. El rococó se desarrolló aproximadamente entre 1730 y 1770, y supuso la pervivencia de las principales manifestaciones artísticas del Barroco, con un sentido más enfatizado de la decoración y el gusto ornamental, que fueron llevados a un paroxismo de riqueza, sofisticación y elegancia. El progresivo auge social de la burguesía y los adelantos científicos, así como el ambiente cultural de la Ilustración, conllevaron el abandono de los temas religiosos a favor de nuevas temáticas y actitudes más mundanas, en las que destacaban el lujo y la ostentación como nuevos factores de prestigio social.

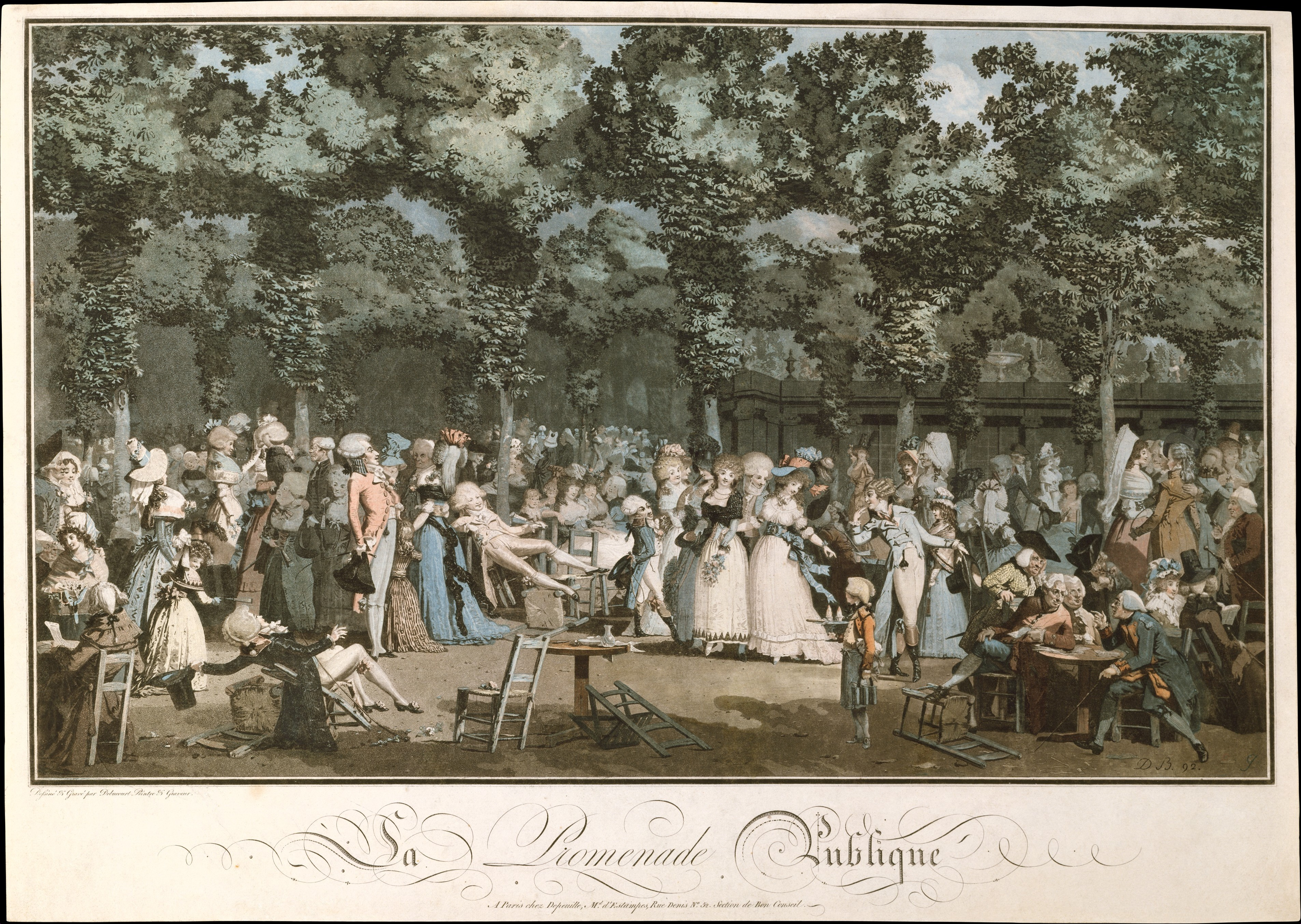
El paseo público (1792), de Philibert-Louis Debucourt, Museo Metropolitano de Arte, Nueva York

Por su parte, el Neoclasicismo cabe enmarcarlo entre 1760 y 1830, aproximadamente. Durante este período, y especialmente tras la Revolución francesa, el auge de la burguesía favoreció el resurgimiento de las formas clásicas, más puras y austeras, en contraposición a los excesos ornamentales del Barroco y rococó, identificados con la aristocracia. A este ambiente de valoración del legado clásico grecorromano influyó el hallazgo arqueológico de Pompeya y Herculano, junto a la difusión de un ideario de perfección de las formas clásicas efectuado por Johann Joachim Winckelmann, quien postuló que en la antigua Grecia se dio la belleza perfecta, lo que generó un mito sobre la perfección de la belleza clásica que aún condiciona la percepción del arte hoy día.
Durante esta época el grabado llegó a altas cotas de perfección técnica, con lo que cada vez requería un mayor aprendizaje y profesionalización, hecho que motivó que la mayor parte de las obras fuesen de grabadores de oficio y no ya de los propios artistas que compaginaban esta técnica con la pintura. De igual manera, los grabadores se limitaban a transcribir composiciones de los artistas y rara vez realizaban sus propias composiciones, excepto algunos casos como Jean-Michel Moreau y Philibert-Louis Debucourt. Pese a todo, algunos artistas realizaron sus propios grabados, especialmente aguafuertes, como Jean-Antoine Watteau, Jean-Honoré Fragonard y Gabriel de Saint-Aubin.

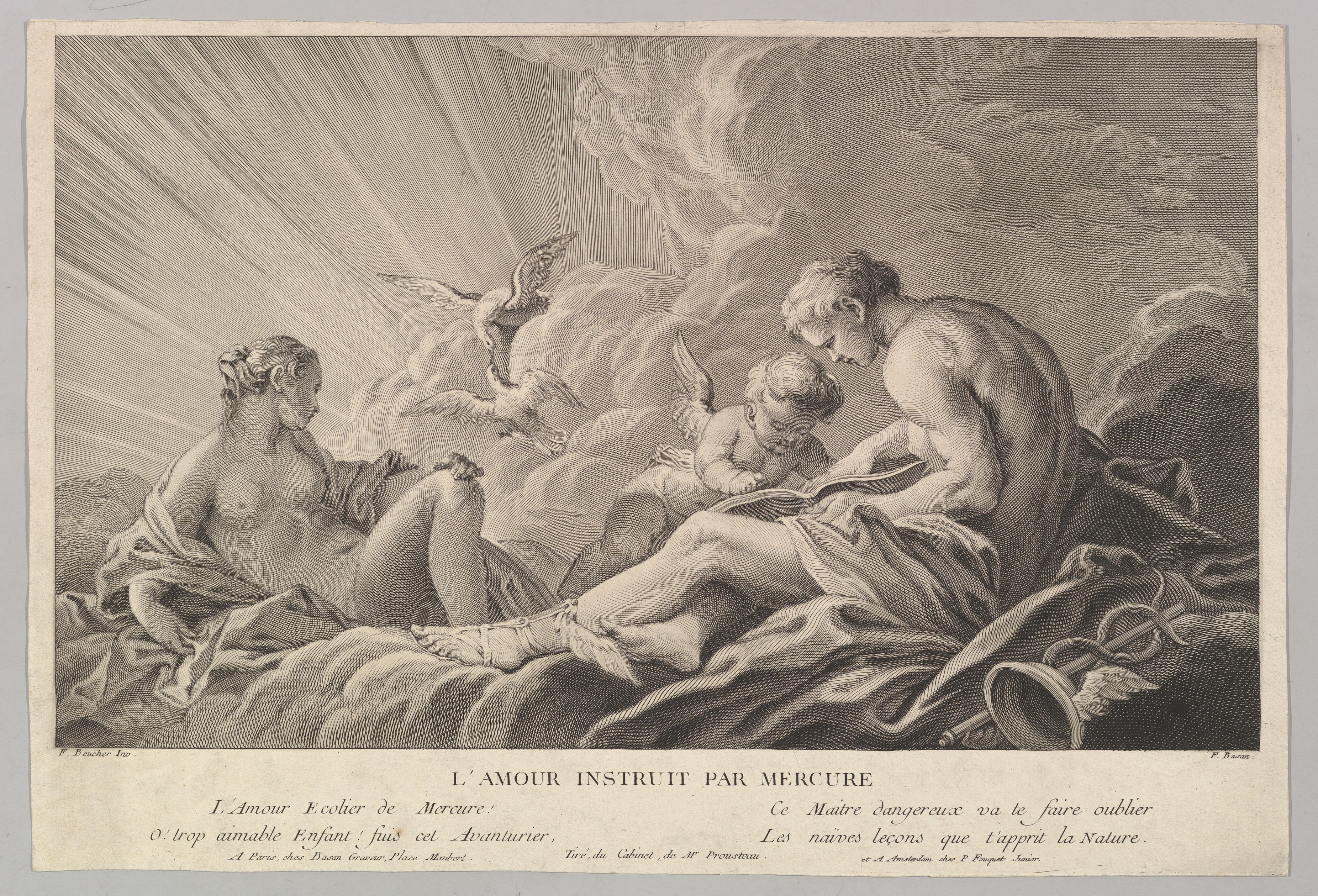
Cupido instruido por Mercurio, de François Boucher, Museo Metropolitano de Arte, Nueva York

A finales de siglo apareció la litografía, una nueva modalidad de grabado sobre piedra caliza, inventada por Aloys Senefelder en 1796. Fue usada por pintores como Goya, Gainsborough o Géricault. Por su facilidad de impresión y bajo coste, la litografía fue ampliamente utilizada en el medio periodístico hasta la aparición de las técnicas fotomecánicas. Por otro lado, se popularizó la impresión de grandes series de grabados, reunidos habitualmente en libros, por lo general de temáticas como paisajes y vistas (Marco Ricci, Canaletto), sátiras de costumbres (William Hogarth, Thomas Rowlandson) o caprichos y fantasías (Giovanni Battista y Giovanni Domenico Tiepolo, Giovanni Battista Piranesi).

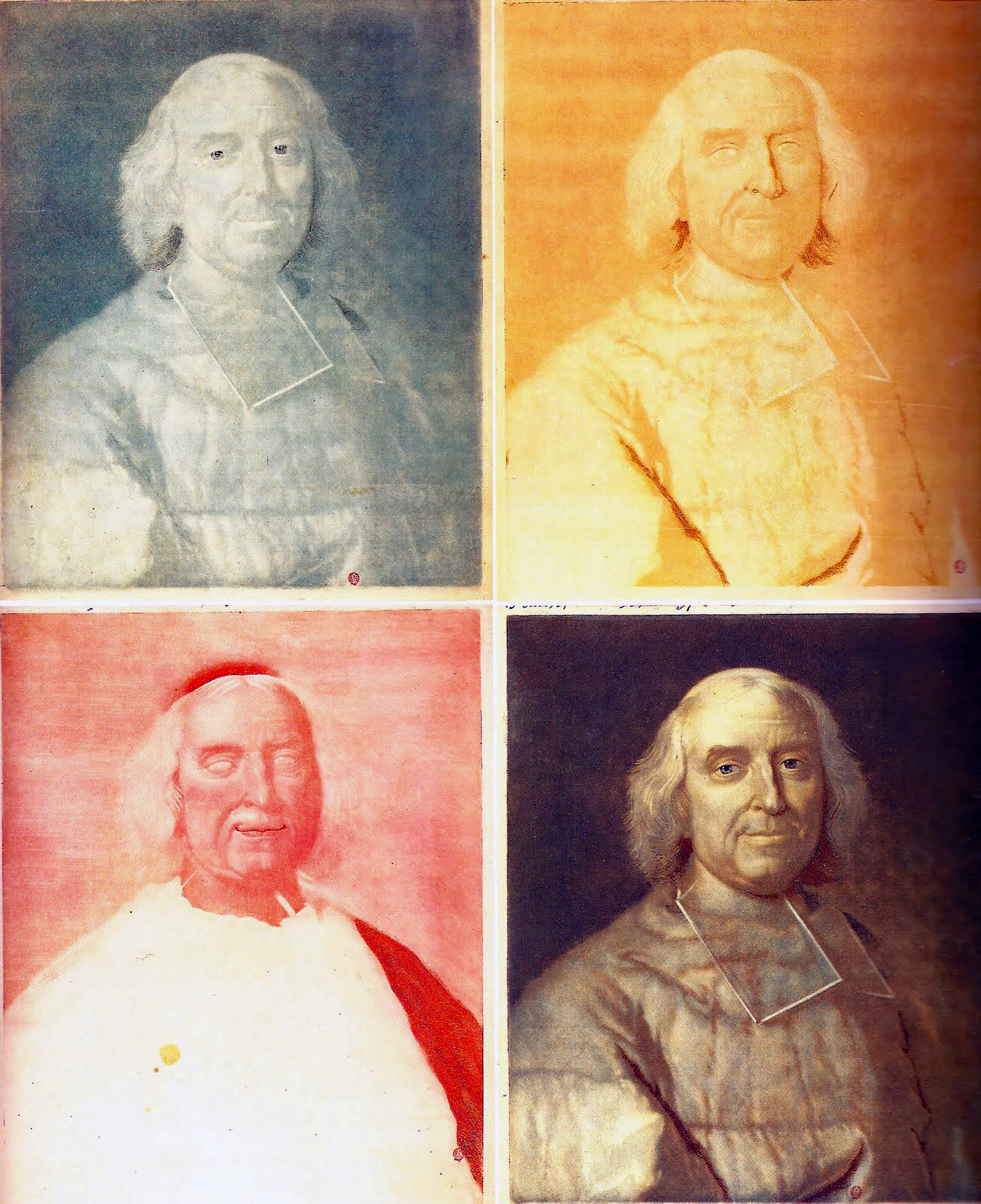
Retrato del cardenal André Hercule de Fleury (1738), de Jacob Christoph Le Blon sobre un original de Hyacinthe Rigaud, Biblioteca Nacional de Francia, París. Cuatro estados intermedios o pruebas (C, Y, M, B) para un grabado en color

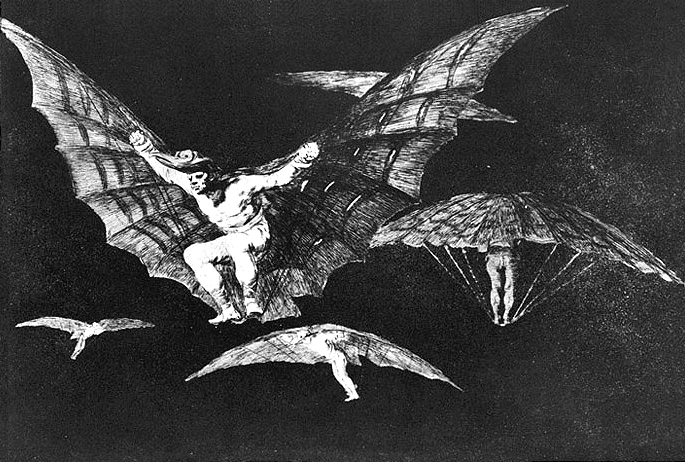
Disparate n.º 13: Modo de volar (1815-1824), de Francisco de Goya

El rococó surgió en Francia, donde el grabado vivió en esta centuria una edad de oro. En esta época se ensayaron nuevas técnicas de grabado: en 1704, Jacob Christoph Le Blon experimentó con la impresión en colores unida a las medias tintas; Jean-Charles François combinó el barniz blando y el rodillo en lo que llamó «grabado al estilo del lápiz», e intentó una aguada de aguafuerte al pincel cercana ya a la aguatinta, método que perfeccionó Jean-Baptiste Le Prince. En la transición entre los siglos xvii y xviii destacó la obra de Claude Gillot, artífice del cambio de gusto en la ilustración por un estilo ornamental y recargado, aplicado tanto a libros como ex-libris, etiquetas, tarjetas de visita, menús, invitaciones, etc. Dos destacados pintores del rococó se dedicaron también al grabado, como Jean-Antoine Watteau y François Boucher. El primero fue el iniciador de la fête galante («fiesta galante»), un género caracterizado por la representación de escenas cortesanas ambientadas en paisajes bucólicos, en el que realizó obras como Figuras de modas y Figuras francesas y cómicas, ayudado por grabadores como François Joullain, Louis Desplaces y Henri Simon Thomassin. Boucher, quizá el mejor aguafortista de la primera mitad del siglo XVIII en su país, se dedicó sobre todo a la reproducción de la obra de Watteau, con una serie de 125 aguafuertes con el método del grabado al estilo del lápiz. Otros intérpretes de la obra de Watteau fueron Laurent Cars y Anne Claude de Caylus. En este período cabe recordar también la obra de dos sobrinos de Gérard Audran, Jean Audran y Benoît Audran el Viejo, de hábil precisión y perfección técnica. Cabe mencionar también que el grabado fue practicado como afición por miembros de la aristocracia, como Madame de Pompadour —que grabó algunos dibujos de Boucher—, Felipe II de Orleans —quien ilustró en 1718 el libro Dafnis y Cloe— o la duquesa de Luynes. En la segunda mitad del siglo destacó la obra de Jean-Honoré Fragonard, todavía en estilo rococó, autor de escenas cortesanas en frondosos paisajes. Pierre-Philippe Choffard fue un reputado dibujante y aguafortista, autor de la Notice sur l'art de la gravure en France. En los últimos decenios, la obra de Jean-Michel Moreau, Charles-Nicolas Cochin, Augustin de Saint-Aubin y Charles-Clément Bervic se acerca ya al Neoclasicismo. Durante la Revolución francesa cabe destacar la serie de doscientos grabados de Cuadros históricos de la Revolución francesa (1791), de Jean Duplessis-Bertaux.

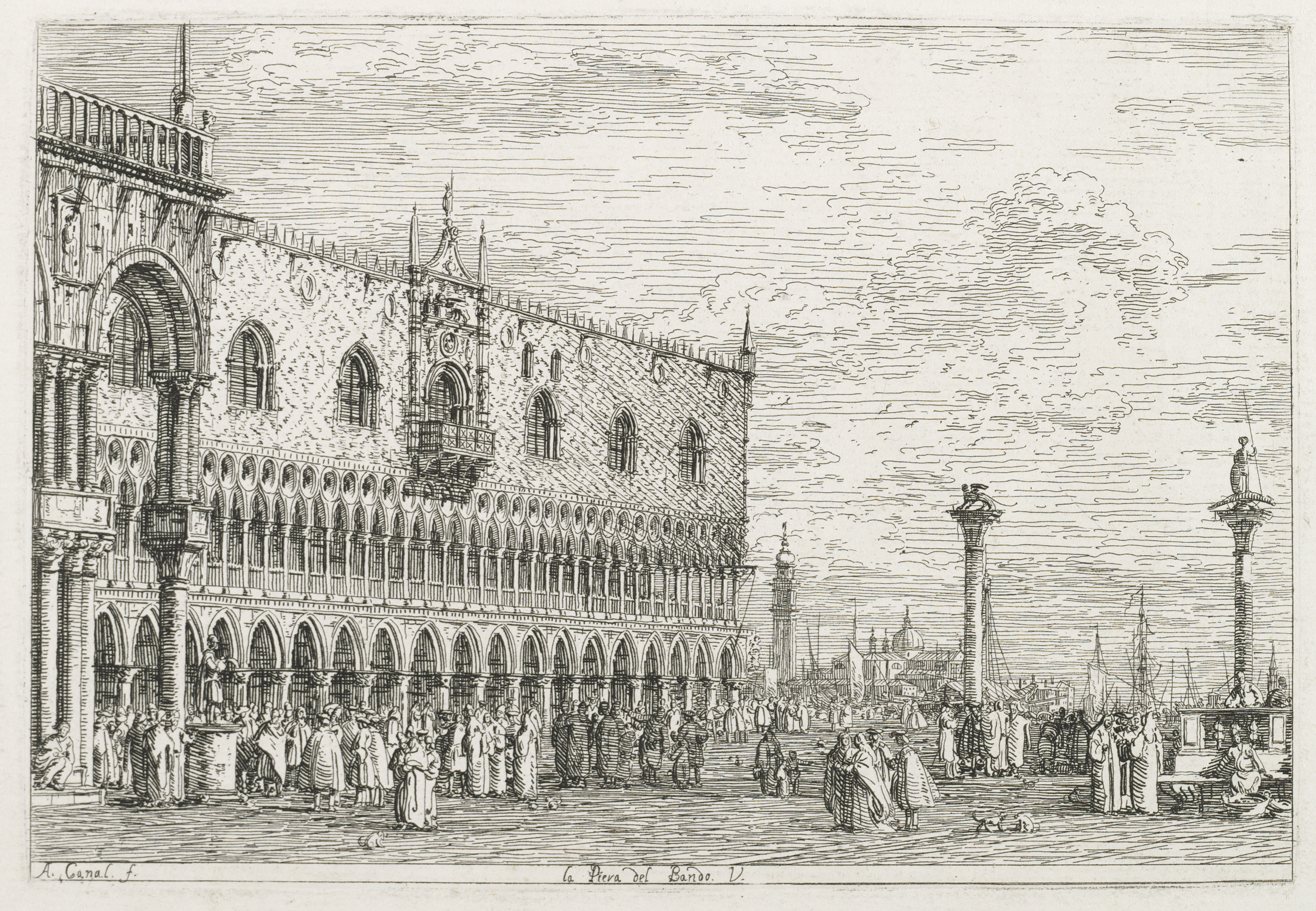
La Piedra de la Proclamación en Venecia (c. 1735-1746), de Canaletto, Museo de Arte de Cleveland

La siguiente generación, a caballo entre los siglos xviii y xix, es la de los neoclásicos, entre los que cabe citar a: Jacques-Louis David, considerado el padre del Neoclasicismo francés, un pintor de cuadros históricos de estilo sobrio, realizó algunos aguafuertes de tono caricaturesco (Gobierno inglés, 1793-1794; El ejército de las tinajas, 1793-1794); Pierre-Paul Prud'hon, que practicó esporádicamente el grabado, en calcografía (Phrosine et Mélidor) o litografía (Una lectura, La familia desgraciada); Anne-Louis Girodet-Trioson ilustró libros de Virgilio, Anacreonte, Racine y otros escritores, que fueron editados por los hermanos Didot, tarea en la que también intervino François Gérard; Pierre-Narcisse Guérin fue comisionado por el gobierno francés para elaborar un informe sobre el nuevo método de la litografía, para lo que realizó varios ensayos, como el Perezoso y el Vigilante.

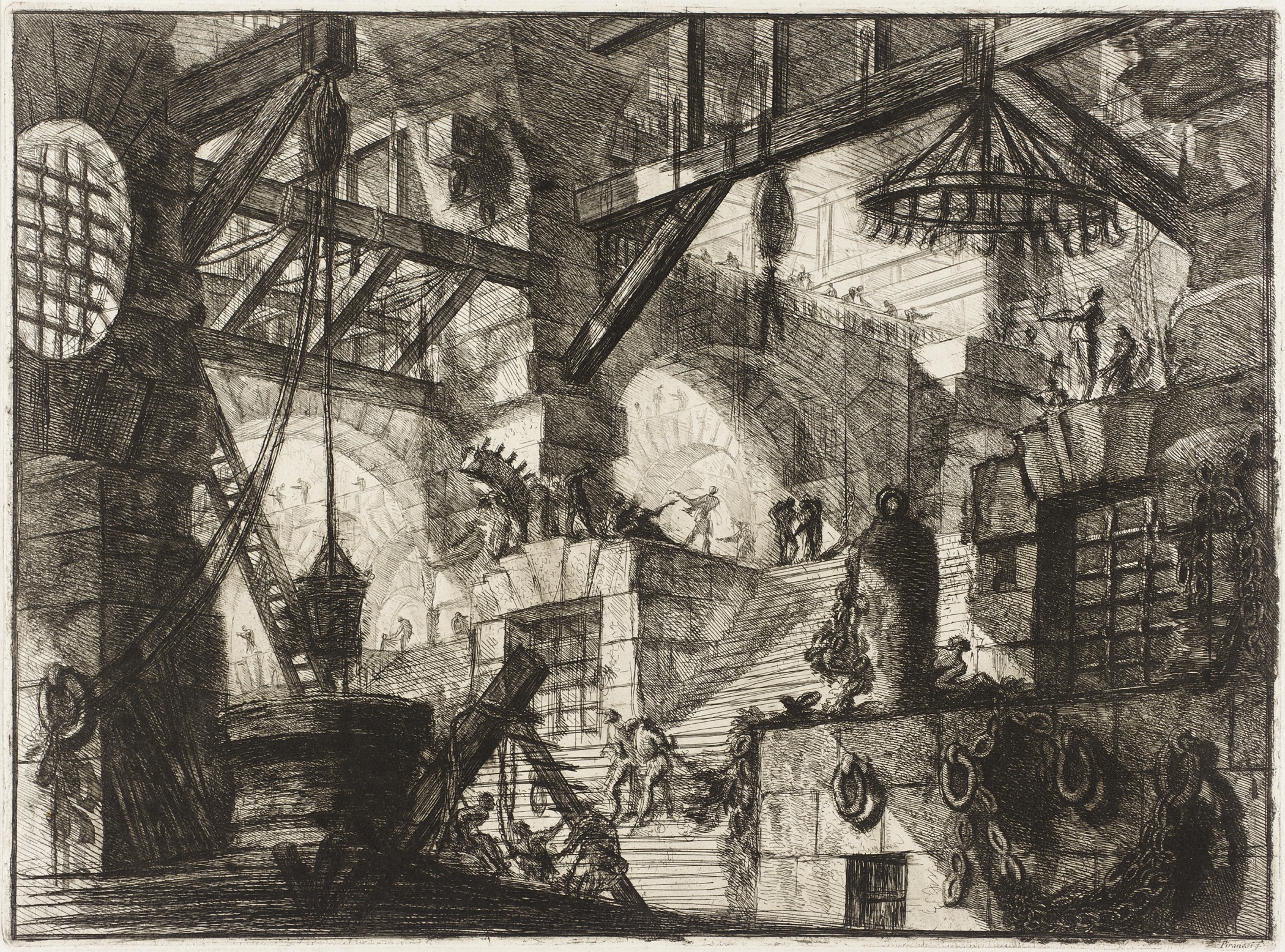
Imagen de la serie Prisiones de invención (1761), de Giovanni Battista Piranesi, Museo de Arte del Condado de Los Ángeles

En Italia destaca la escuela aguafortista veneciana, cuya especialidad fueron las vedute, las vistas de Venecia. Sus dos principales representantes fueron Canaletto y Giovanni Battista Tiepolo. El primero realizó luminosas vistas de su ciudad, en general con pequeños grupos de personas y amplias perspectivas de los palacios y canales venecianos. Tiepolo contó con una gran fantasía creadora, en imágenes de audaz composición en que destacan la viveza de los movimientos y una luminosidad fulgurante (Caprichos, Scherzi di fantasia). Sus hijos y discípulos Giovanni Domenico y Lorenzo Tiepolo siguieron sus pasos. También cabe citar en Venecia a Luca Carlevarijs, Michele Marieschi y Giovanni Marco Pitteri. En Roma destacó la obra de Giovanni Battista Piranesi, veneciano de origen, autor de unas famosas series de grabados de vistas romanas (Vistas de Roma, Magnificencia de la arquitectura romana), así como otras de gran inventiva sobre cárceles de fantasía surgidas de su imaginación (Prisiones de invención). Cabe citar también a Giovanni Volpato, intérprete de obras de Rafael, Claudio de Lorena y Anton Raphael Mengs; y su discípulo, Raffaello Sanzio Morghen, un gran burilista de exquisita factura.

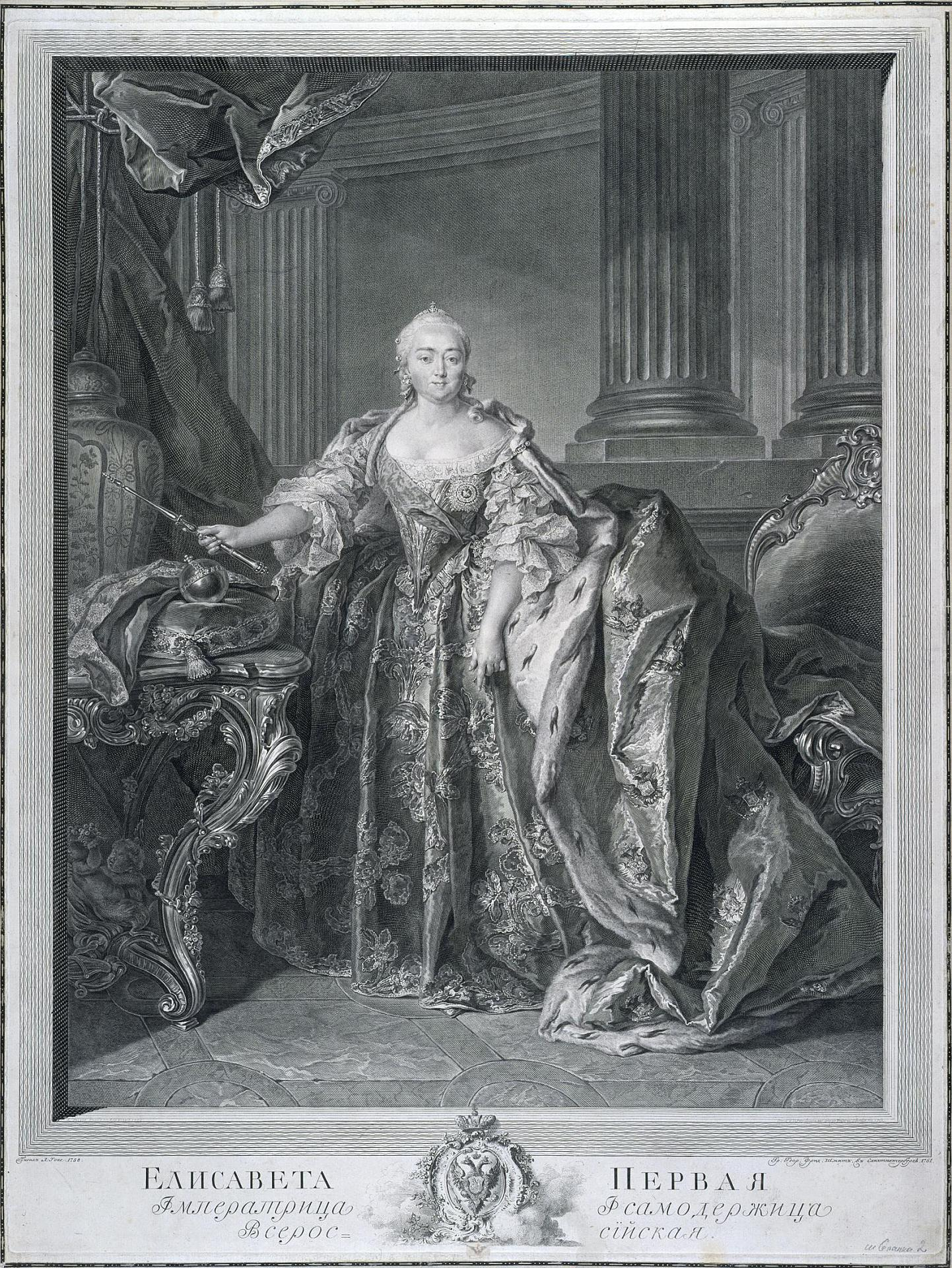
Isabel I emperatriz de Rusia (1761), de Georg Friedrich Schmidt, Museo del Hermitage, San Petersburgo

En Alemania, Johann Elias Ridinger se especializó en imágenes de animales y escenas de caza; Bernhard Rode fue un aguafortista influido por Rubens y Rembrandt; Daniel Chodowiecki decoró libros y almanaques con hábil sentido compositivo, como el Don Quijote de Miguel de Cervantes, el Orlando furioso de Ariosto y el Werther de Goethe; Johann Georg Wille y Georg Friedrich Schmidt se expatriaron a Francia, donde destacaron como retratistas; y Adam von Bartsch fue autor del Peintre-Graveur, un catálogo con las estampas más famosas de los maestros flamencos, neerlandeses, alemanes e italianos.
En los Países Bajos la técnica del grabado decayó notablemente durante esta centuria, tras las cotas de gran calidad alcanzadas el siglo anterior. Merecen ser citados Jacobus Houbraken y Cornelis Ploos van Amstel. El primero trabajó sobre todo al buril, y se especializó en retratos, especialmente en biografías de personajes ilustres de su tiempo. Ploos van Amstel se dedicó a la reproducción de obras de Nicolaes Berchem, Adriaen van de Velde y Adriaen Brouwer.

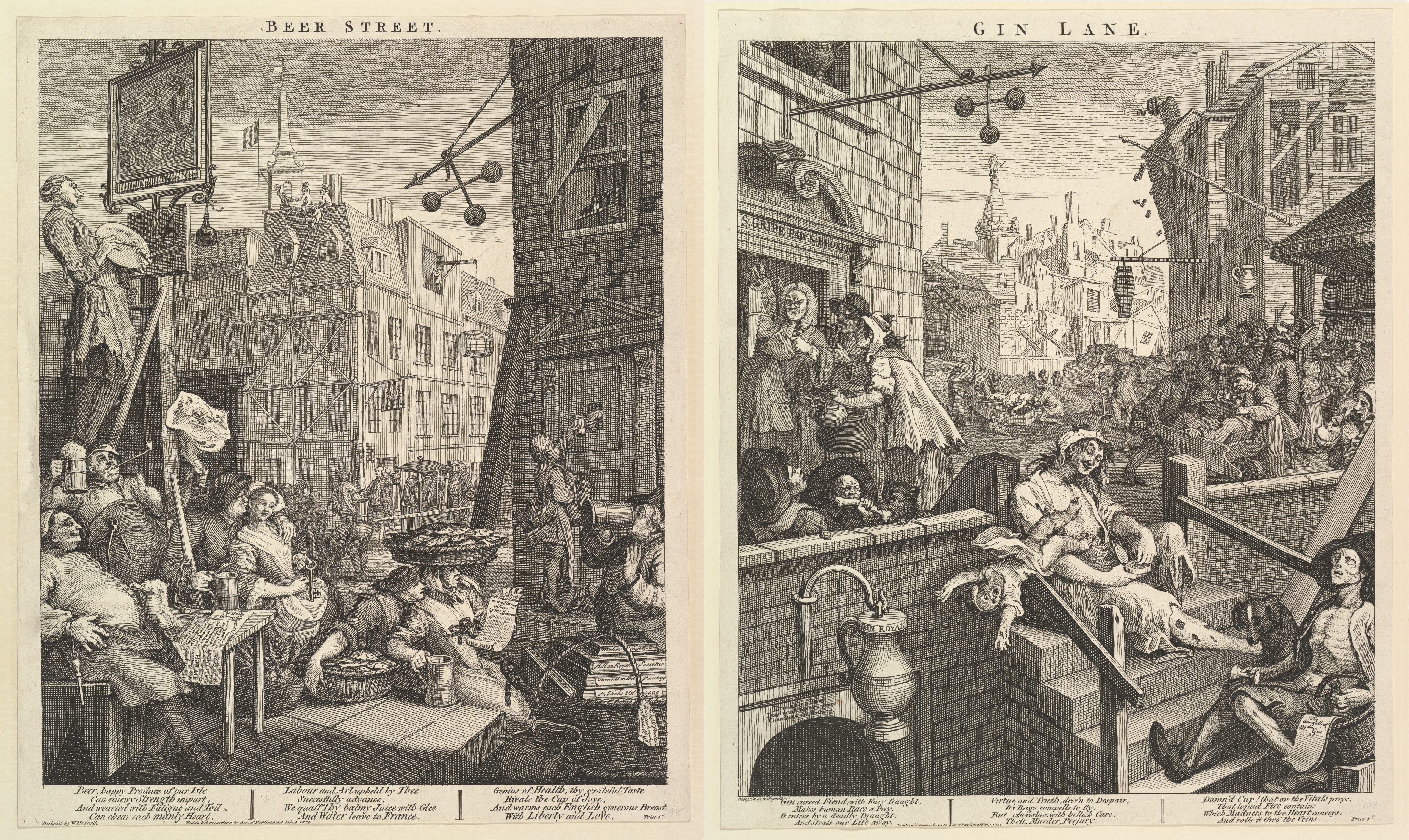
Beer Street y Gin Lane (1751), de William Hogarth

En Gran Bretaña, el italiano Francesco Bartolozzi introdujo el grabado por puntos (también llamado «en creyón») y formó una escuela de grabadores entre los que se encuentran John Keyse Sherwin, John Raphael Smith y Caroline Watson; también trabajó ocasionalmente con Angelica Kauffmann. Thomas Bewick introdujo una nueva técnica xilográfica cortando la madera en sentido transversal de la fibra («a la testa»); ornitólogo de profesión, realizó grabados sobre aves de gran calidad (British Birds, 1797-1804). William Woollett, hábil burilista y acuafortista, realizó grabados de las obras de Claudio de Lorena y sobre todo de Richard Wilson. El francés Simon François Ravenet fue un destacado retratista. El pintor Thomas Gainsborough grabó unos pocos paisajes con cuidadosa atención al detalle. Otro pintor, William Hogarth, fue uno de los más destacados grabadores de su tiempo, con escenas costumbristas de tono satírico y moralista, en series como Las cuatro etapas de la crueldad, Los cuatro momentos del día, Industria y ociosidad y Casamiento a la moda. Igual tono satírico-moralizante tuvo Thomas Rowlandson, autor de la serie Las miserias humanas, así como James Gillray, célebre caricaturista. Cabe destacar también la labor editorial de John Boydell, creador de la Galería Boydell Shakespeare, encargada de la producción de grabados inspirados en la obra literaria de William Shakespeare. También promovió el grabado de la serie de dibujos del Liber Veritatis de Claudio de Lorena, realizada por Richard Earlom.

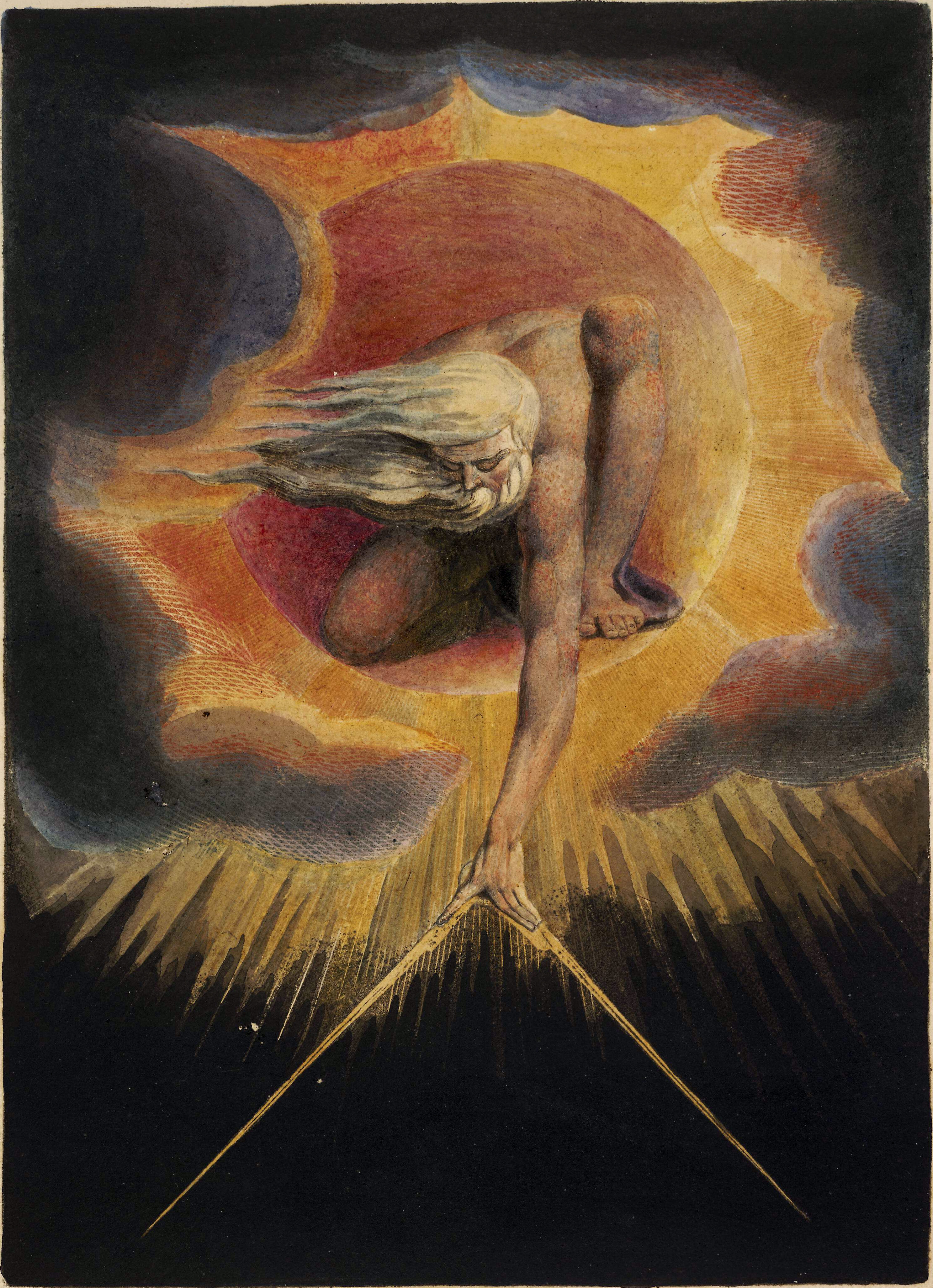
El anciano de los días, ilustración de Europa, una profecía (1794), de William Blake, Museo Británico, Londres

A caballo entre los siglos xviii y xix, y cercanos a un cierto prerromanticismo, cabe destacar la obra de Johann Heinrich Füssli y William Blake. De origen suizo, en la obra de Füssli confluyen corrientes que provienen de las tradiciones clasicista y manierista con otras que son específicas de la pintura inglesa y nórdica, y que reflejan una concepción de lo sublime que se manifiesta en el arte y la literatura inglesas del siglo XVIII. Entre 1755 y 1757 ilustró el Till Eulenspiegel con un estilo entre manierista y barroco influido por Durero, que combinaba a la vez expresividad y realismo. Posteriormente ilustró obras de Dante, Shakespeare, Milton y Thomas Gray, y trabajó ocasionalmente para John Boydell. Blake fue un escritor y artista original, de difícil clasificación, que se dedicó especialmente a la ilustración, a la manera de los antiguos iluminadores de códices. Se formó durante siete años con el grabador James Basire, en cuyo taller cobró gusto por el estilo gótico. De esta formación debe la precisión en la realización de sus obras, que contrastaba con el estilo pictórico imperante por entonces. Su obra se centró en figuras alegóricas de inspiración literaria, sobre todo de Shakespeare, Dante, Milton y la Biblia, así como sus propios escritos. Sus primeras obras fueron la ilustración de sus poemarios Cantos de inocencia (1789) y Cantos de experiencia (1794), en aguafuerte en relieve coloreado a mano, con un estillo sencillo y lineal, de reminiscencias medievales. Siguieron obras como la Creación de Adán, Nabucodonosor, Piedad y la Casa de la muerte, donde denota la influencia de Füssli y Miguel Ángel, y que destacan por su intenso colorido. Entre 1804 y 1820 escribió e ilustró Jerusalén, su obra más ambiciosa. En 1824 empezó a ilustrar la Divina Comedia, que dejó inacabada.

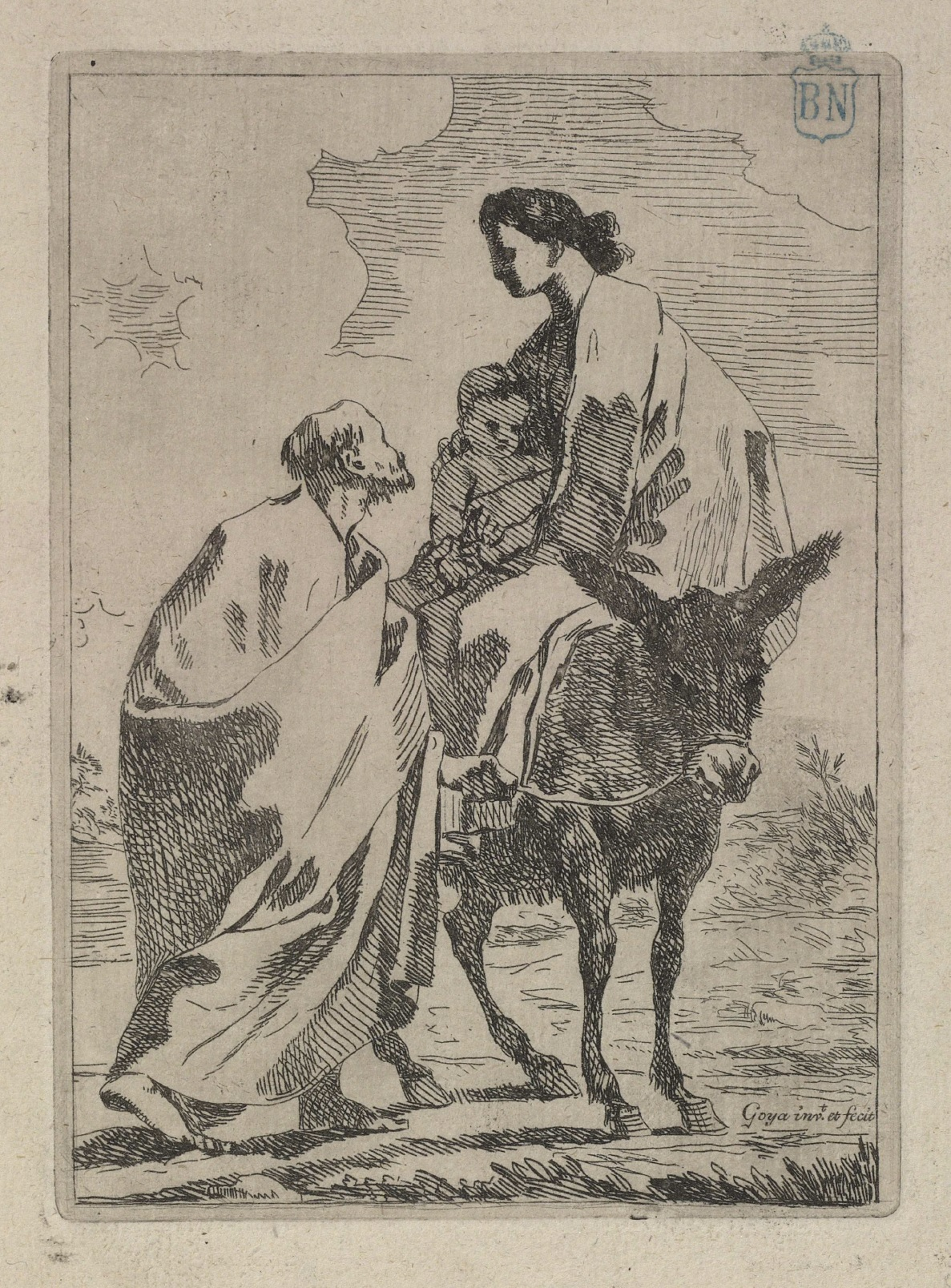
Huida a Egipto (1771), primer grabado de Goya

En España, el grabado decayó en esta centuria debido a la falta de protección oficial —como pasó en otros países— y su abandono a la iniciativa privada, si bien a finales de siglo dio la figura excepcional de Goya. Como en siglos anteriores se vinculó sobre todo a la labor editorial, junto a un pequeño número de estampas originales y de reproducción de cuadros de los mejores pintores. La técnica favorita siguió siendo el aguafuerte. En el ámbito editorial conviene reseñar a: Matías de Irala, autor de 41 planchas para los Geroglíficos sacros y divinos de Luis de Solís y Villaluz (1734) y las ilustraciones de Las aventuras de Telémaco de Fénelon (1758); Miquel Sorelló realizó en Italia varias láminas de las pinturas de Herculano, editadas en Nápoles entre 1757 y 1761. En el campo de la reproducción y la creación original, Carlos Casanova, pintor y grabador de cámara de Fernando VI, realizó un Retrato del monarca, el San Agustín de Sebastián Herrera Barnuevo y las planchas del Viaje de Jorge Juan y Antonio Ulloa; su hijo Francisco Casanova hizo imágenes religiosas; Juan Bautista Ravanals fue autor de un Retrato de Felipe V (1703); Antonio Carnicero fue creador de imágenes religiosas, especialmente de advocaciones marianas; y Simón Brieva hizo retratos, como el de Colón, así como láminas de arquitectura. Algunos pintores practicaron también el grabado, como Francisco y Ramón Bayeu, Mariano Salvador Maella, Luis Paret, José Camarón Boronat, José Antonio Ximeno y Carrera y Francesc Tramulles. Cabe señalar que Carlos III practicó el grabado por afición, siendo de destacar su Virgen con el Niño Jesús en brazos.

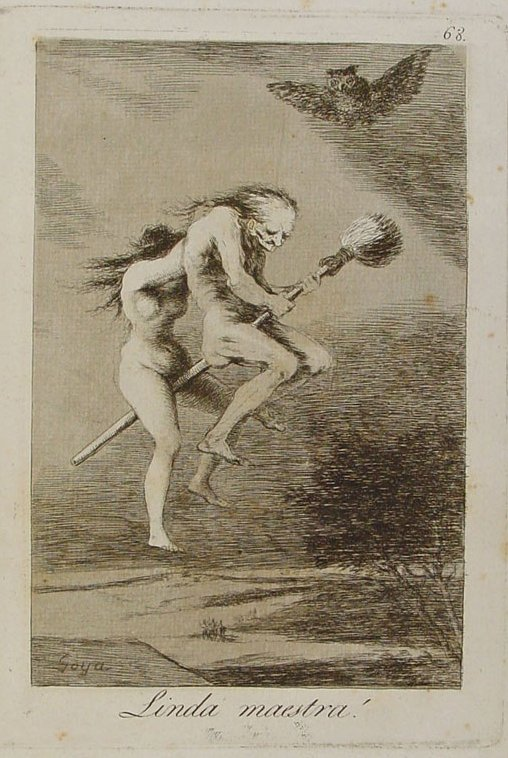
Capricho n.º 68: Linda maestra (1799), de Francisco de Goya

Durante esta centuria hubo dos instituciones que promovieron la enseñanza y difusión del grabado: la Real Academia de Bellas Artes de San Fernando en Madrid y la Junta de Comercio de Barcelona. En la primera destacó la labor promotora de Juan Bernabé Palomino, grabador de cámara de Fernando VI y director de Grabado de la Academia, autor de retratos como los de Luis XV, María Ana de Borbón, Isabel de Farnesio, Juan de Palafox y José Cervi, así como la ilustración del Museo Pictórico de su tío Antonio Palomino. Fue el maestro de grabadores como Nicolás Carrasco, Jerónimo Antonio Gil, Antonio Espinosa de los Monteros, Juan Minguet, Juan Barcelón y Charles Joseph Flipart. También fue director del Academia Tomás Francisco Prieto, que fue grabador de la Real Casa de la Moneda, autor de los retratos de Fernando VI y de Bárbara de Braganza. Otro insigne profesor de la Academia fue Manuel Salvador Carmona, autor de retratos y reproducciones al aguafuerte y al buril, entre los que destacan el Retrato de Fernando VI y reproducciones de obras de Van Loo, Greuze, Murillo, Mengs y Velázquez. Fueron discípulos suyos: su hermano Juan Antonio Salvador Carmona, Fernando Selma, Rafael Esteve, Tomás López Enguídanos, Francisco Muntaner, José Gómez de Navia, Manuel Alegre y Luis Fernández Noseret. En el género costumbrista cabe destacar a Juan de la Cruz Cano y Olmedilla, en un estilo más neoclásico, y Miguel Gamborino, de tono prerromántico. En Barcelona, la Junta de Comercio creó una serie de becas para la formación de grabadores y, en 1775, promovió la creación de la Escuela Gratuita de Dibujo y Grabado. Entre los pensionados de la Junta destacaron Pasqual Pere Moles y Blas Ametller. El primero practicó el aguafuerte y la talla dulce, generalmente en reproducciones de artistas franceses de la época. Ametller realizó retratos y reproducciones de Velázquez, Ribera, Murillo y artistas franceses e italianos. Otros becarios fueron Esteban Boix y Francesc Fontanals. En 1789 se fundó en Madrid la Real Calcografía —posteriormente Calcografía Nacional—, impulsada por el conde de Floridablanca; su primer director fue Nicolás Barsanti.
En la transición entre los siglos xviii y xix uno de los artistas más destacados fue Francisco de Goya, que evolucionó desde un estilo cercano al rococó hasta un cierto prerromanticismo, pero con una obra personal y expresiva de fuerte tono intimista. Practicó el aguafuerte, el aguatinta, la mezzotinta y, desde los 73 años, la litografía. Su primer grabado conocido fue una Huida a Egipto, un aguafuerte de 1771. Entre sus primeras realizaciones se encuentran una serie de reproducciones de obras de Velázquez, de la que se conocen dieciséis cobres, que mostró en enero de 1779 a la familia real.
Sin embargo, la mayor parte de sus grabados corresponden ya a su etapa madura, marcada por una enfermedad que le dejó sordo en 1792. Su carácter se volvió más agrio y huraño, lo que se denota en su producción gráfica, que le sirvió seguramente de válvula de escape para expresar sus sentimientos más profundos. Surge así la primera de sus grandes series de grabados, Los caprichos, publicada en 1799. Son ochenta grabados en técnica mixta de aguafuerte y aguatinta, con retoques de punta seca. Las imágenes, como indica su título, son fantasías personales del artista, en las que sin embargo hay buena dosis de crítica social, de «censura de los errores y vicios humanos», tal como expresó en un anuncio que publicó en la prensa. Abrió la serie con un autorretrato, en que se muestra como un hombre seguro de sí mismo de mirada crítica. Una de las estampas más relevantes es la n.º 43, El sueño de la razón produce monstruos, en que un hombre dormido —probablemente el artista— sueña con una serie de animales monstruosos que aparecen detrás de él, una metáfora de la confianza excesiva en la razón en la época de la Ilustración.
Las siguientes series están marcadas por la Guerra de la Independencia contra la ocupación francesa. La primera fue Los prisioneros (c. 1810-1815), tres aguafuertes con imágenes de presos encadenados, como crítica a los excesos y arbitrariedades de la justicia. Le siguió Los desastres de la guerra (1810-1815), una serie de ochenta y dos grabados al aguafuerte —con alguna aportación de punta seca, bruñidor y aguada—, que denuncian los horrores de la guerra de forma imparcial, sin tomar partido por españoles o franceses, para el artista todos son víctimas de la barbarie —la única mitificación la practica en la figura de Agustina de Aragón—. Vienen a continuación Los disparates (1815-1824, no publicada hasta 1864 con el nombre de Los Proverbios), veintidós grabados al aguafuerte y aguatinta con retoques a punta seca y bruñidor, en que desarrolló un ciclo de imágenes de difícil clasificación, sin nexo temático, que van desde las visiones oníricas hata imágenes de violencia y sexo; en algunas de ellas se perciben críticas al poder establecido y al Antiguo Régimen. En estas imágenes enfatizó más que nunca el claroscuro, con grandes efectos de tenebrismo y uso de primeros planos.
Las últimas series de grabados las dedicó a una de sus aficiones: los toros. En La tauromaquia (1816) realizó treinta y tres grabados —once no se publicaron inicialmente por contener pequeños defectos—, en los que mostraba diversas suertes del toreo. Durante su exilio en Burdeos —ya con setenta y ocho años— elaboró Los toros de Burdeos (1824-1825), cuatro litografías en las que, frente al toreo profesional de la serie anterior, retrata novilladas y festejos populares. Pese a su edad se afanó en aprender una técnica nueva, a la que logró sacarle todo el partido, con un estilo rasgado, arañado, de rayas zigzagueantes, manejando los lápices litográficos como si fuesen pinceles.

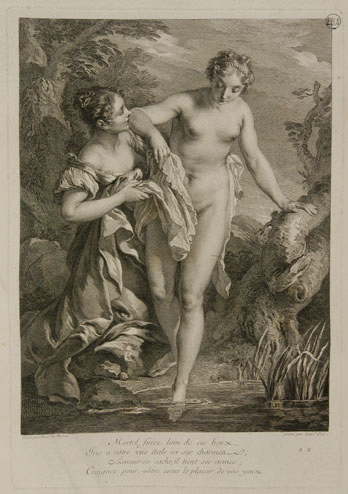
Iris en el baño (1731), de Laurent Cars
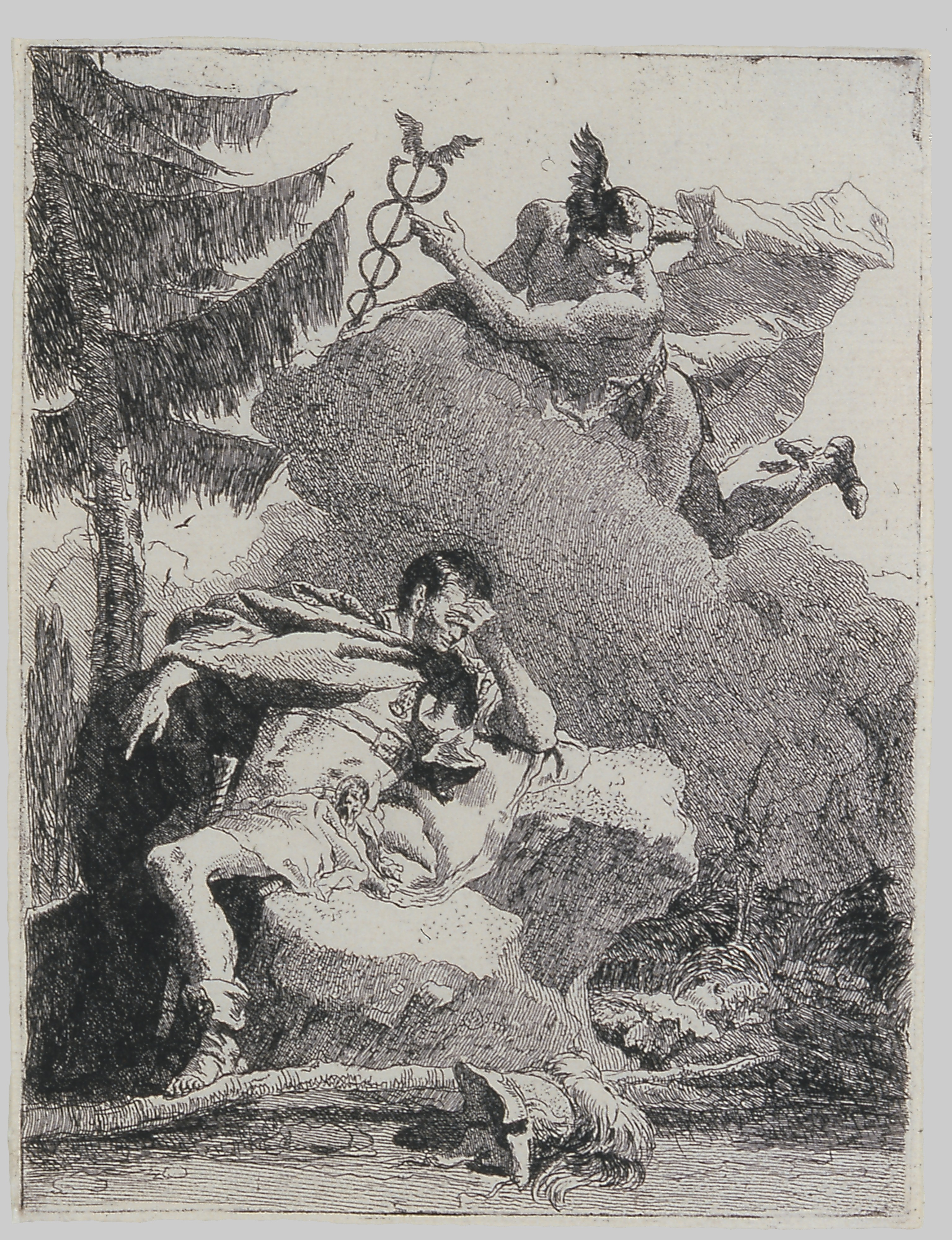
Mercurio se aparece a Eneas en un sueño (1757), de Giovanni Battista Tiepolo, Museo Metropolitano de Arte, Nueva York
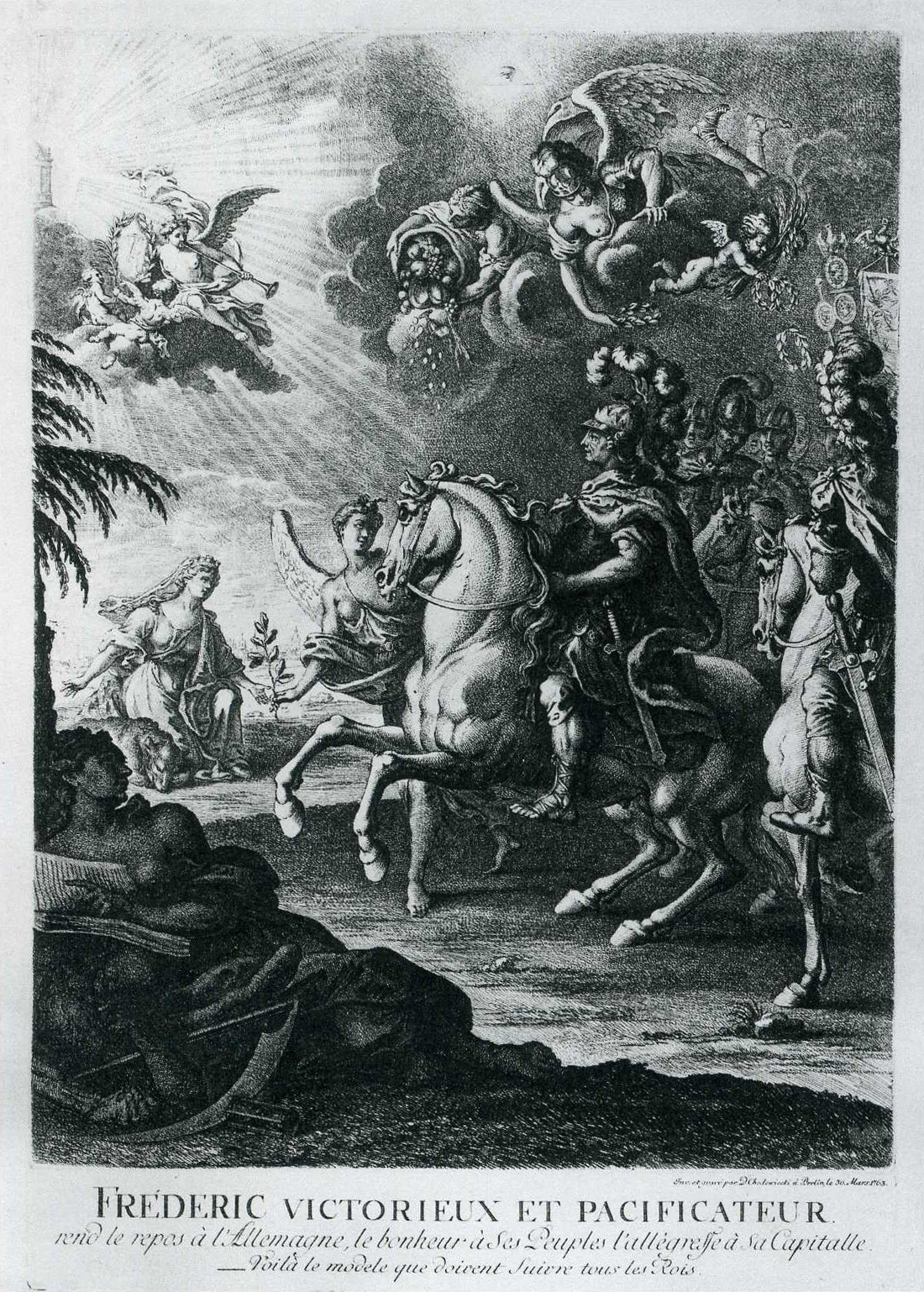
La paz trae de vuelta al rey (1763), de Daniel Chodowiecki, Museos Estatales de Berlín
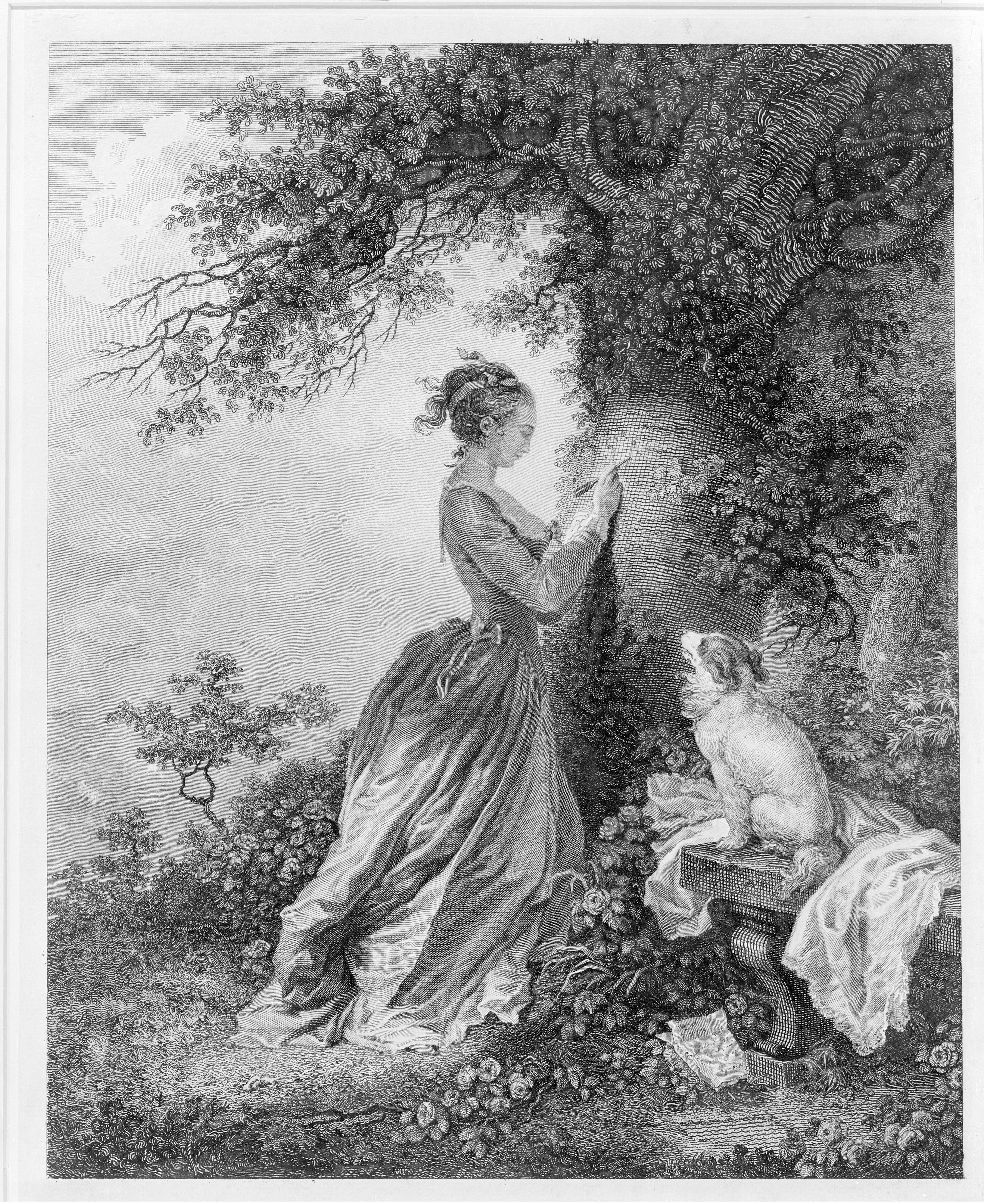
Le Chiffre d'Amour (c. 1770), de Jean-Honoré Fragonard, Museo Metropolitano de Arte, Nueva York
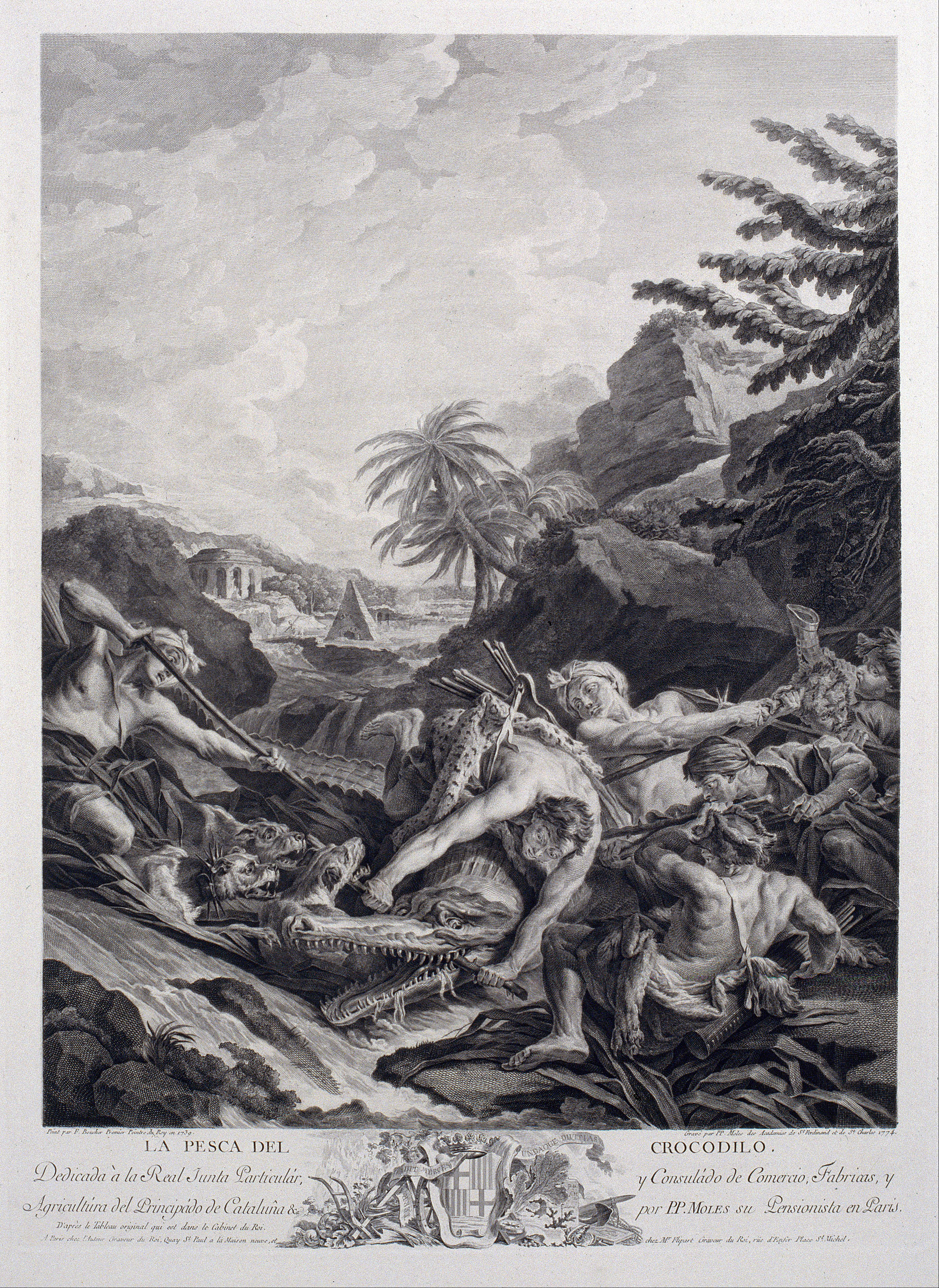
La caza del cocodrilo (1774), de Pasqual Pere Moles, Museo Nacional de Arte de Cataluña, Barcelona
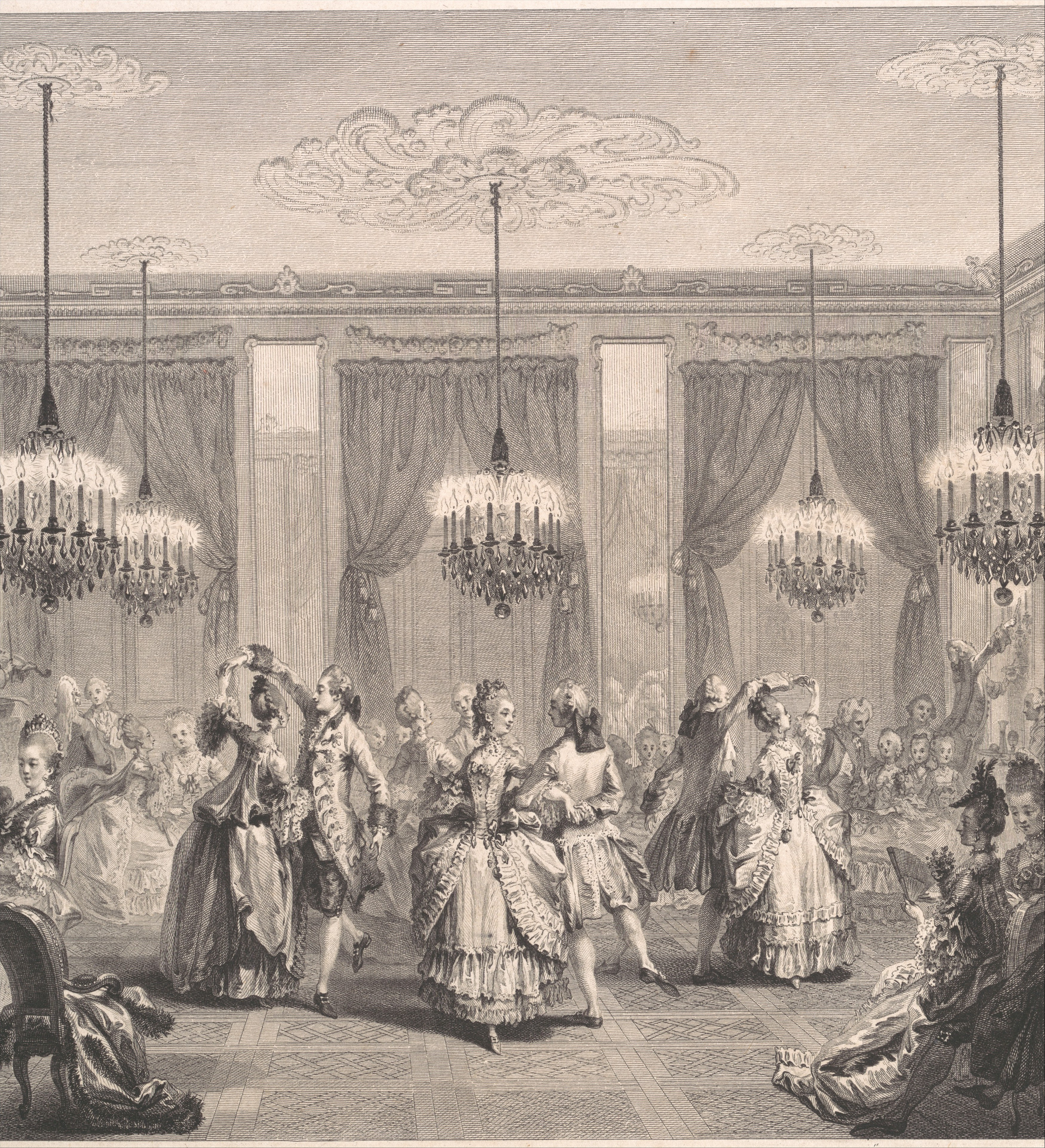
Le Bal Paré (1774), de Augustin de Saint-Aubin, Museo Metropolitano de Arte, Nueva York
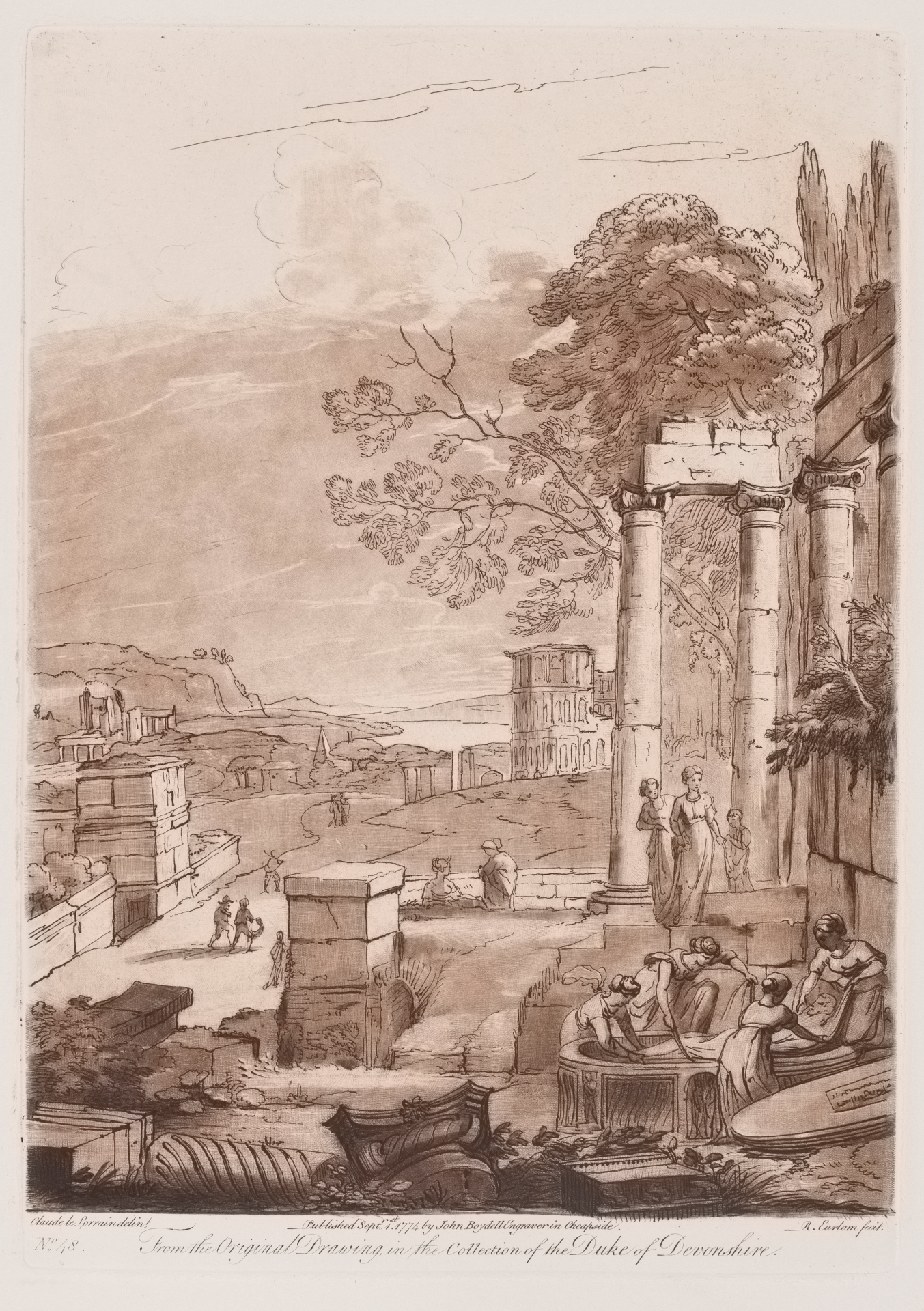
Paisaje con el entierro de Santa Serapia (1776), de Richard Earlom, sobre un original de Claudio de Lorena, Museo Pushkin, Moscú
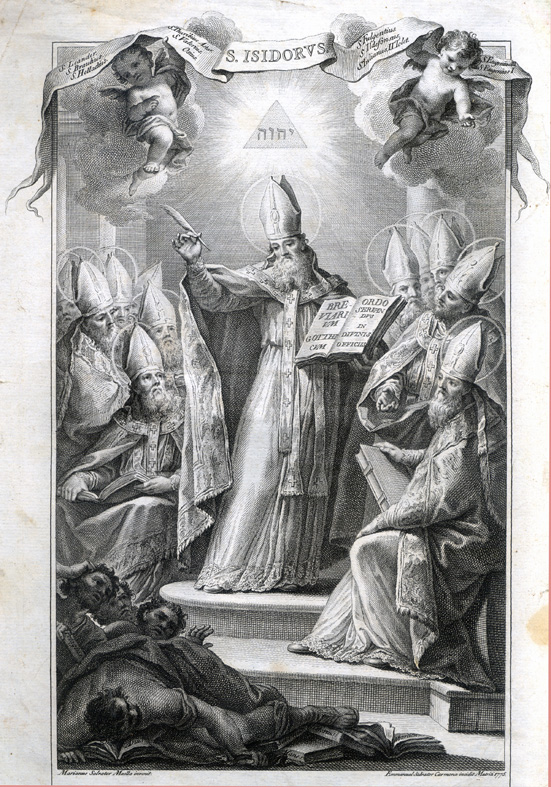
San Isidoro (1778), de Manuel Salvador Carmona, Universidad de Navarra
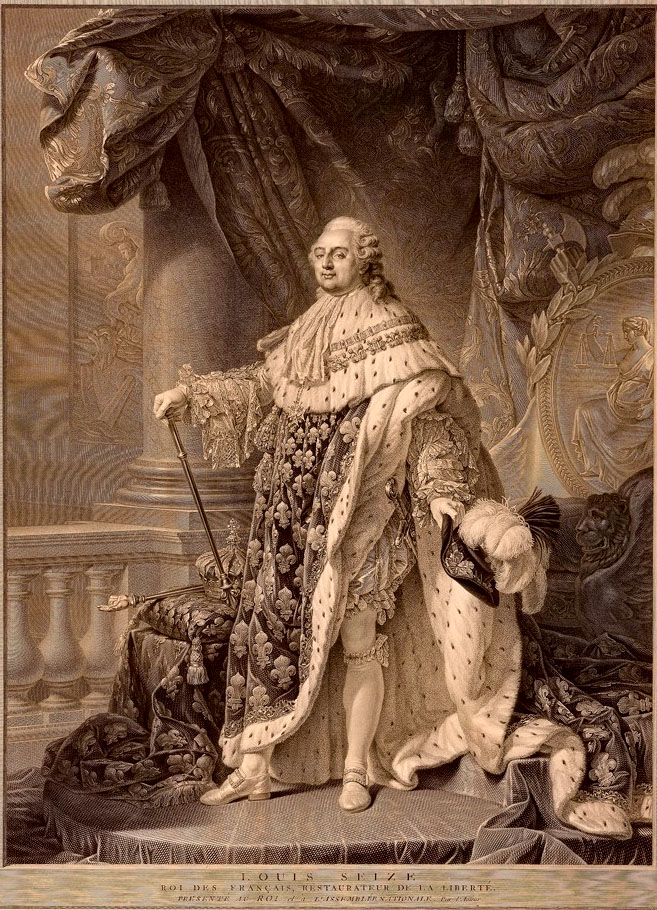
Luis XVI (1790), de Charles-Clément Bervic, Fogg Art Museum, Cambridge
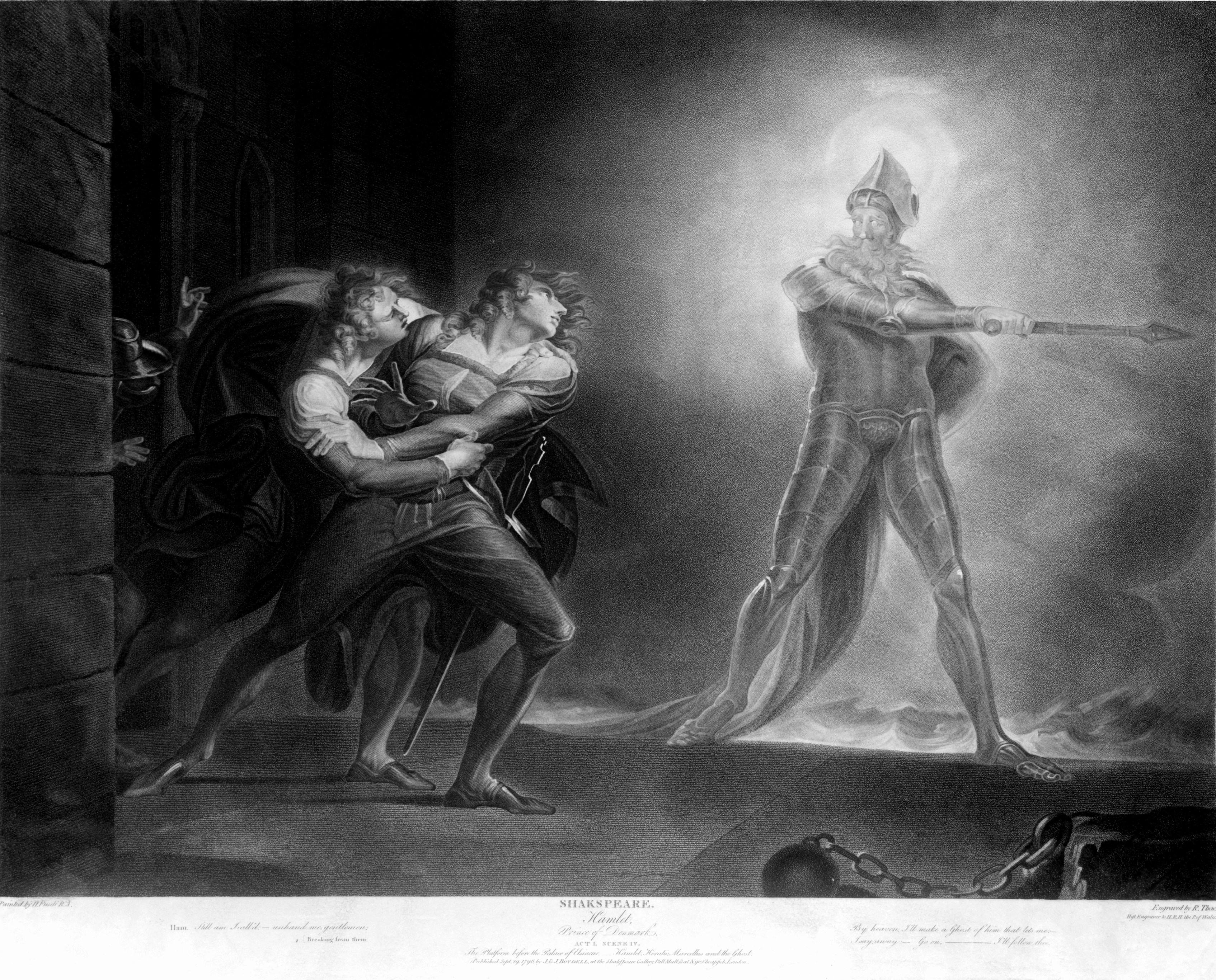
Hamlet, Príncipe de Dinamarca, Acto I, Escena IV (1796), de Johann Heinrich Füssli, Museo Metropolitano de Arte, Nueva York

## Grabado moderno en China

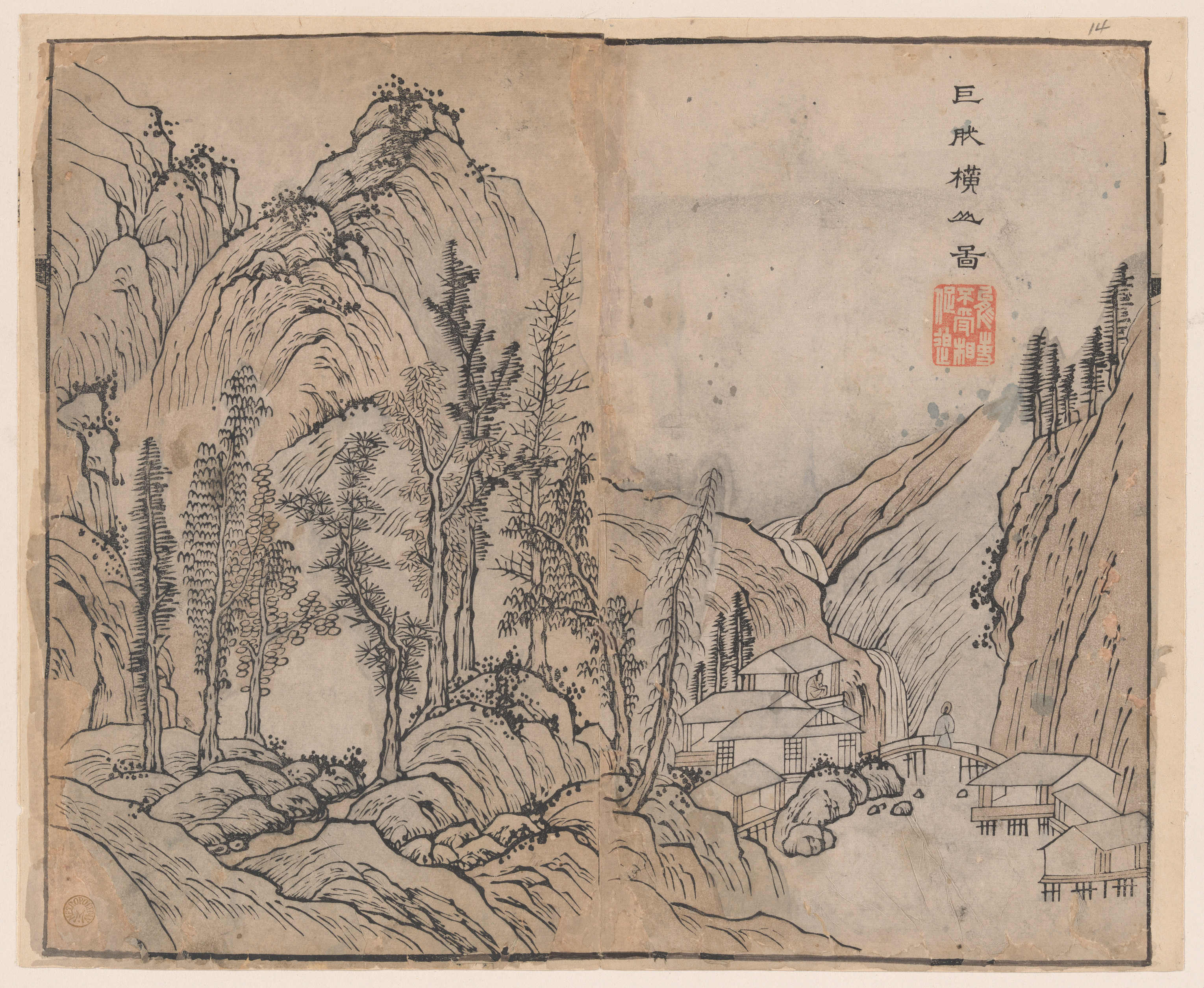
Ilustración del Manual de pintura del jardín grande como un grano de mostaza (c. 1679-1701), de Wang Kai, Museo Metropolitano de Arte, Nueva York

En época moderna, la estampa china continuó la tradición iniciada en época medieval. La xilografía en blanco y negro fue sustituida por lo general por la coloreada, conseguida mediante la impresión de tiradas sucesivas con diversas tintas. Entre finales del siglo XVI y comienzos del xvii fueron apareciendo estampas de tres y cinco colores. La más antigua que se conserva es la Compilación de los diez bambúes (1644), obra de Hu Cheng-yen, de la que existen varios ejemplares en diversos museos y colecciones. Aún hoy es reproducida habitualmente en China y sus imágenes gozan de gran popularidad: incluye paisajes, flores, animales, reproducciones de jades, bronces, porcelanas y otros objetos.

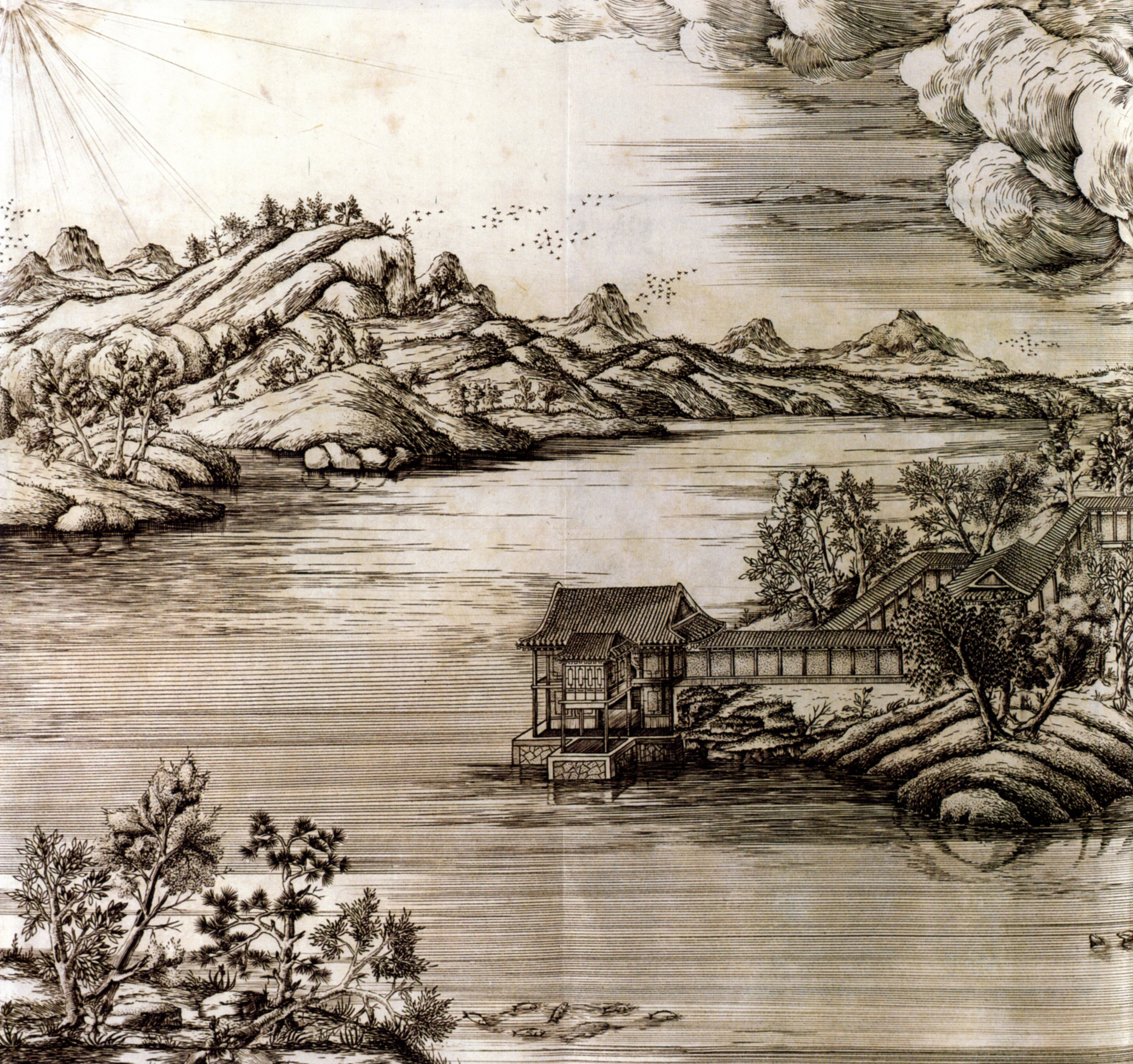
Brillo matutino en la cresta occidental (1714-1715), de Matteo Ripa, Museo Nacional del Palacio, Taipéi

Otra serie destacada es la colección de veintinueve Estampas Kaempfer (British Museum, Londres), que trajo en 1693 un médico alemán de China a Europa, y que incluye flores, frutas, pájaros, insectos y motivos ornamentales que recuerdan el estilo de la cerámica K'ang-hsi. De igual fama goza la compilación Manual de pintura del jardín grande como un grano de mostaza, editada en dos partes entre 1679 y 1701. Fue iniciada por el letrado y paisajista Wang Kai y ampliada y prologada por el crítico de arte Li Yu y el paisajista Wang Ngan-tsie. Destacó por la calidad de su policromía y sus dibujos, que influyeron en la pintura Qing.
Durante los siglos xvi y xvii la estampa gozó de gran popularidad, especialmente en la ilustración de libros como textos búdicos, poemas, novelas, biografías, tratados de medicina, música, etc. El mayor centro de producción estuvo inicialmente en Kien-ngan (Fujian) y, desde el siglo XVII, en Sin-ngan (Nganhuei) y Nankín (Jiangsu). En cambio, en el siglo XVIII comenzó la decadencia de esta industria, con imágenes amaneradas y estereotipadas. Ello coincidió con la llegada de misioneros europeos que introdujeron las técnicas occidentales de grabado. El jesuita Matteo Ripa editó en 1714-1715 una serie de poemas del emperador K'ang-hsi, que ilustró con paisajes de la residencia de verano imperial en Jehol. Durante el reinado del emperador Qianlong se imprimieron los ciento cuatro mapas del Imperio chino realizados por misioneros jesuitas, así como ilustraciones de sus victorias militares, que encargó en París al grabador Charles-Nicolas Cochin (Conquistas del emperador de China, 1767-1773). El mismo emperador encargó a los jesuitas que instruyesen a artesanos chinos en la técnica de la calcografía, en la que sin embargo no obtuvieron buenos resultados. Ya en el siglo XIX, la creciente xenofobia contra los europeos fue relegando progresivamente el uso del grabado en China.
En el siglo XX el género fue renovado por el escritor Lou Siun, quien fundó una escuela de xilografía en Shanghái en 1930. Con influencia del grabado ruso contemporáneo, esta escuela trató especialmente temas populares, agrícolas y militares, con fines propagandísticos, como se denota en la obra de P'an Jeng y Huang Yong-yu.

## Japón: elUkiyo-e

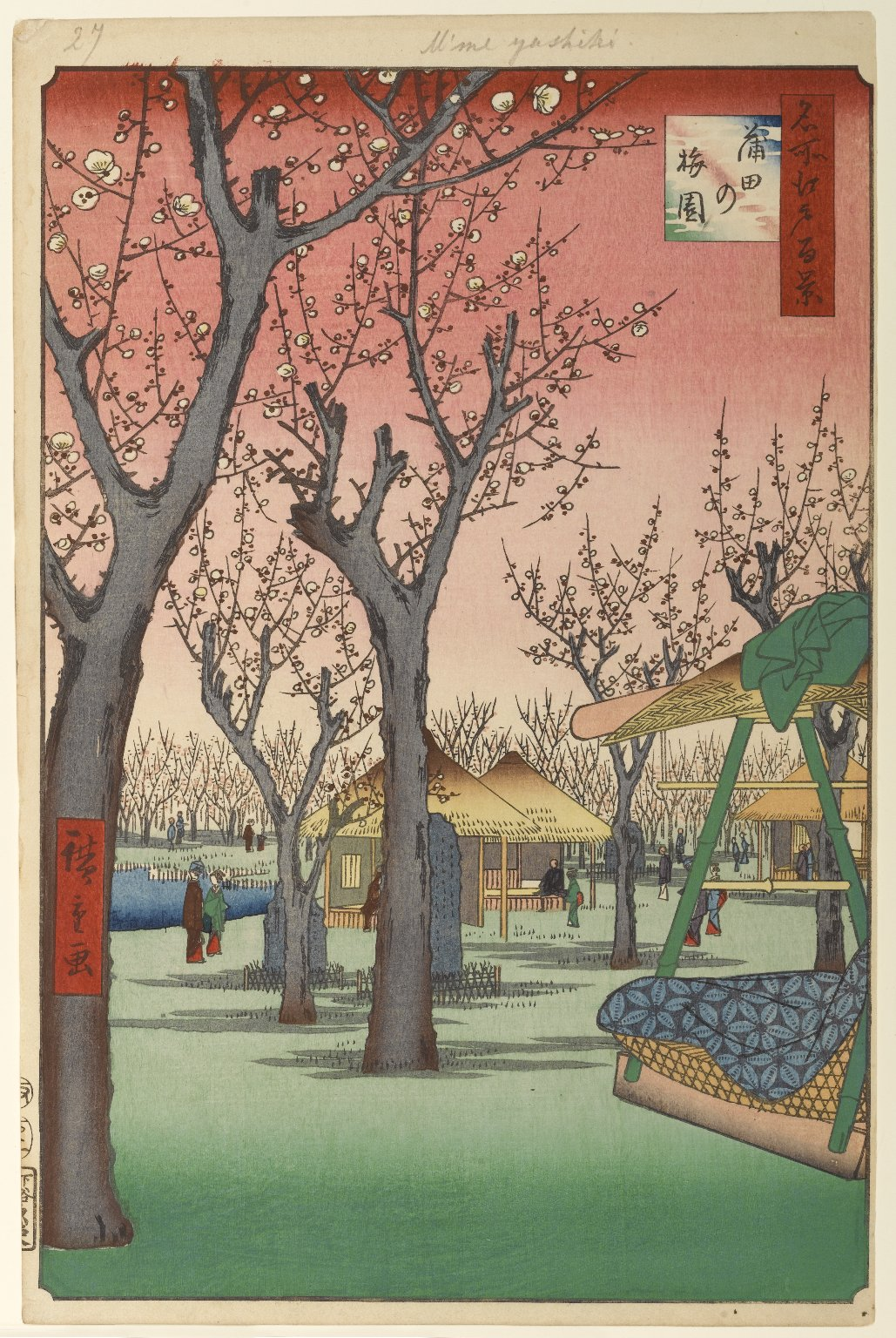
Jardín de ciruelos en Kamada, de la serie Cien famosas vistas de Edo (1857), de Utagawa Hiroshige

En Japón surgió un género de grabados sobre temas populares destinados a la clase media urbana japonesa que se desarrolló en el Período Edo (1603-1868). La escuela ukiyo-e (浮世絵?) destacó por la representación de tipos y escenas populares. Desarrollada principalmente en torno a la técnica de la xilografía, fue un estilo de corte laico y plebeyo, eminentemente urbano, que inspirándose en temas anecdóticos y escenas de género les otorgaba un lirismo y una belleza extraordinaria, con una sutil sensibilidad y un gusto refinado de gran modernidad. Con la llegada de la paz tras las guerras civiles y el auge de una clase burguesa en las grandes ciudades —principalmente en Edo, el anterior nombre que recibía la ciudad de Tokio—, la nueva prosperidad se tradujo en un aumento del consumo de arte, especialmente de las estampas que retrataban la vida urbana y los ambientes de ocio y entretenimiento: casas de té, geishas, actores de kabuki, luchadores de sumo, etc. Fue una época lúdica, donde se valoraba el esparcimiento, la diversión y la relajación, y todo aquello que hiciese la vida agradable. La sensación de flotar en una nube, de dejarse llevar por el placer, marcó el sentimiento de hedonismo que afloró en la gente, de ahí el nombre ukiyo-e: «estampas del mundo flotante». Este estilo tuvo un gran éxito entre las clases medias de Edo, que consumían con avidez las estampas que retrataban de forma sencilla y amena, pero a la vez artística y estética, a la ciudad, los ambientes y a las personas que conocían y que les resultaban agradables.

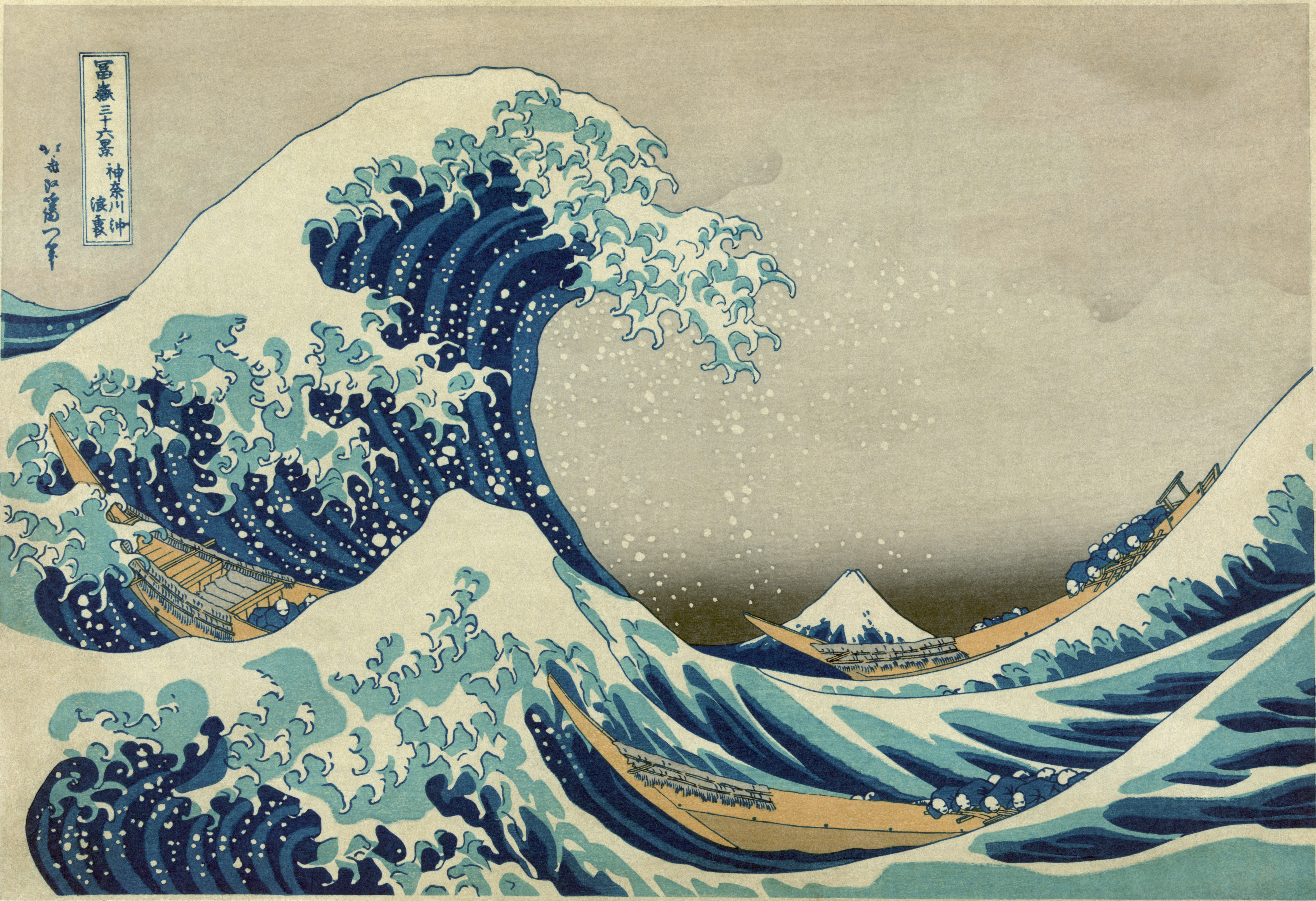
La gran ola de Kanagawa (1830-1833), de Katsushika Hokusai, Museo Metropolitano de Arte, Nueva York

Su fundador fue Hishikawa Moronobu, al que siguieron figuras como Okumura Masanobu, Suzuki Harunobu, Isoda Koryūsai y Torii Kiyonobu, fundador de la escuela Torii. Varios artistas se especializaron en la reproducción de los actores del teatro popular japonés kabuki —yakusha-e (役者絵 «cuadros de actores»?)—, entre ellos Torii Kiyomasu, Torii Kiyomitsu y, sobre todo, Tōshūsai Sharaku. Otro género bastante corriente fue el bijin-ga (美人画 «cuadros de mujeres hermosas»?), que representaba a geishas y cortesanas en actitudes íntimas y escenas de tocador, con gran detallismo, principalmente en sus ropajes, como se denota en la obra de Torii Kiyonaga, Kitagawa Utamaro y Keisai Eisen. Otra variante fue el shunga (春画 «estampas primaverales»?), de contenido más explícitamente erótico. El paisajismo fue introducido por Utagawa Toyoharu, fundador de la escuela Utagawa, que aplicó la perspectiva occidental al paisaje japonés.

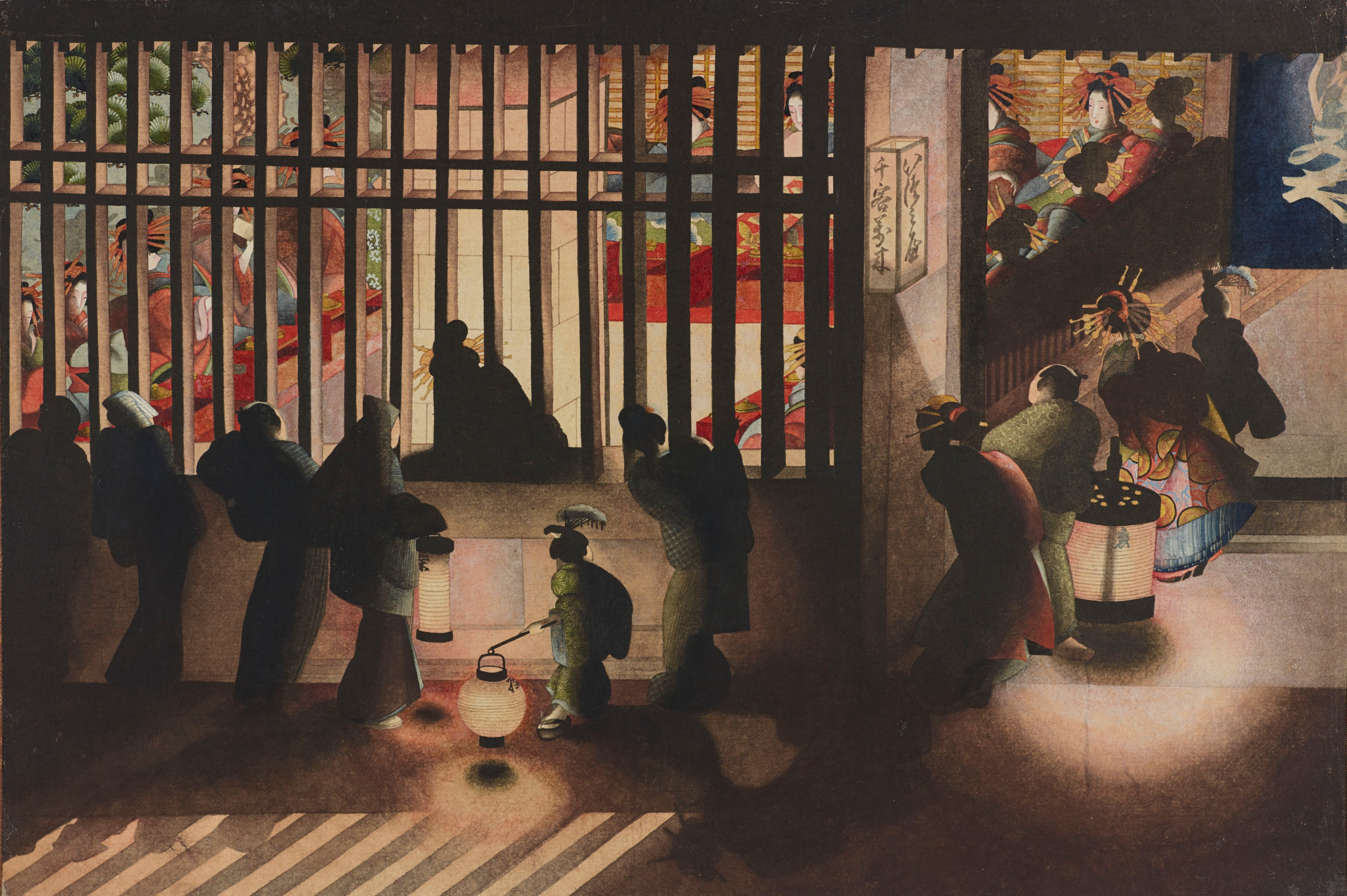
Escena nocturna en Yoshiwara (1850), de Katsushika Ōi

Uno de sus mejores representantes fue Katsushika Hokusai, autor de unos 30 000 dibujos que recopiló en quince volúmenes, que tituló Manga (1814). Reflejó especialmente la vida urbana de Edo, con un cierto toque humorístico, en un estilo enérgico de fuertes trazos. También fue un gran representante del paisajismo, siendo uno de sus motivos fundamentales el monte Fuji, en escenas de gran colorido, con un sello fuertemente personal, ni realista ni idealizado, reflejando siempre la visión interna del artista. De los grabados neerlandeses aprendió el uso de la perspectiva reducida y el punto de fuga único, que explotó en sus Vistas del Fujiyama.
Otro artista destacado fue Utagawa Hiroshige (1797-1858), discípulo de Utagawa Toyohiro. Se inició en los géneros yakusha-e y bijin-ga, aunque posteriormente se especializó en el paisajismo, generalmente en formato de grabado. También aprendió los estilos de las escuelas Kanō y Maruyama-Shijō. Su estilo se caracterizó por un gran realismo y por el reflejo de la vida cotidiana y de la gente popular, así como por la aplicación de una gran sensibilidad en el tratamiento atmosférico de sus obras y de la plasmación en imágenes de estados de ánimo. Supo captar de forma magistral la luz de diferentes horas del día, y los cambios sucedidos en la naturaleza en el transcurso de las estaciones. Reflejó a la naturaleza de una forma lírica y evocadora, con un cierto romanticismo y con una gran sensibilidad para plasmar su belleza efímera. A menudo introdujo poemas en sus imágenes —con una delicada caligrafía—, reflejo de su excelente formación tanto literaria como artística. Trabajó preferentemente en series de grabados, como Cincuenta y tres etapas de la ruta de Tōkaidō (1833), Famosas vistas de Kyōto (1834), Sesenta y nueve estaciones del Kisokaidō (1839) y Cien famosas vistas de Edo (1857). A lo largo de toda su vida realizó unas 5400 xilografías, que le convirtieron en un maestro indiscutible del ukiyo-e.
Las estampas de Hiroshige tuvieron una gran acogida en Occidente —donde surgió la moda del japonismo— y llegó a influir en la obra de varios artistas: queda evidenciado en algunas obras de los años 1870 de James Abbott McNeill Whistler, como Thames set y Pinturas nocturnas. También impresionó en gran medida al pintor neerlandés Vincent van Gogh, que realizó copias de varias obras de Hiroshige, como Japonaiserie: Puente bajo la lluvia (1887) —copia de El puente Ōhashi en Atake bajo una lluvia repentina— y  Japonaiserie: Ciruelo en flor (1887) —copia de Jardín de ciruelos en Kameido—. La obra de Hiroshige fue asimismo ampliamente difundida por la revista Le Japon Artistique (1888-1891), editada por Samuel Bing.

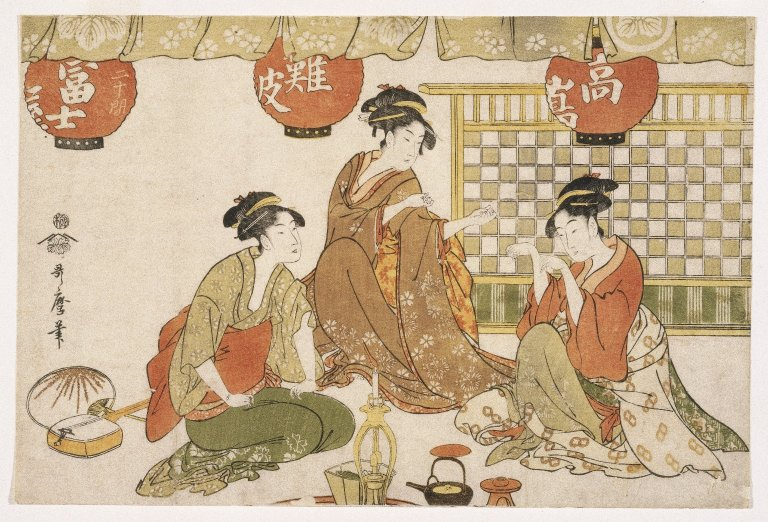
Tres señoras sentadas con linternas, tetera, candelabro e instrumento de cuerda (siglo XVIII), de Kitagawa Utamaro, Brooklyn Museum of Art, Nueva York
Baño de mujeres (c. 1780-1790), de Torii Kiyonaga
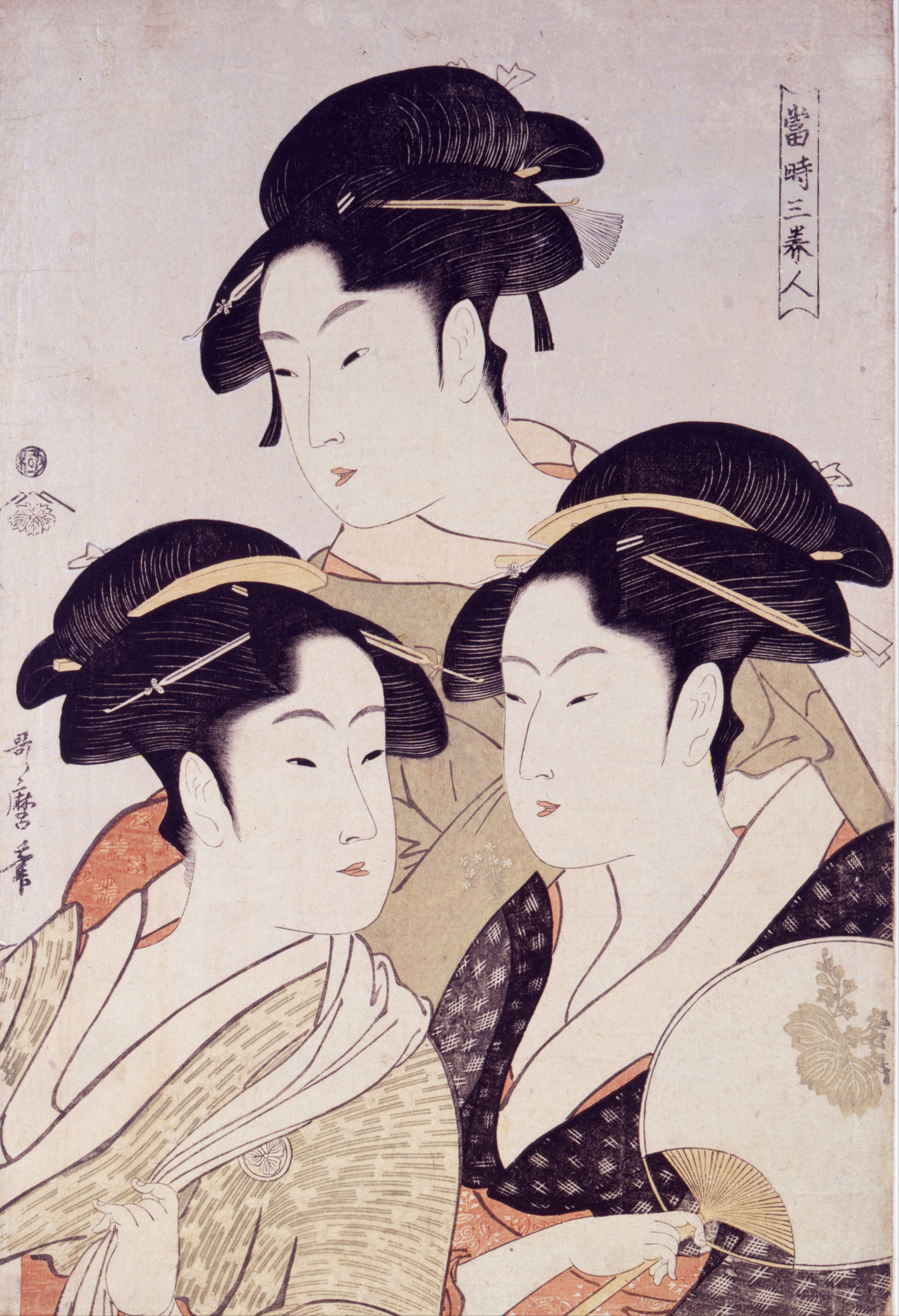
Tres bellezas de nuestros días (1793), de Kitagawa Utamaro
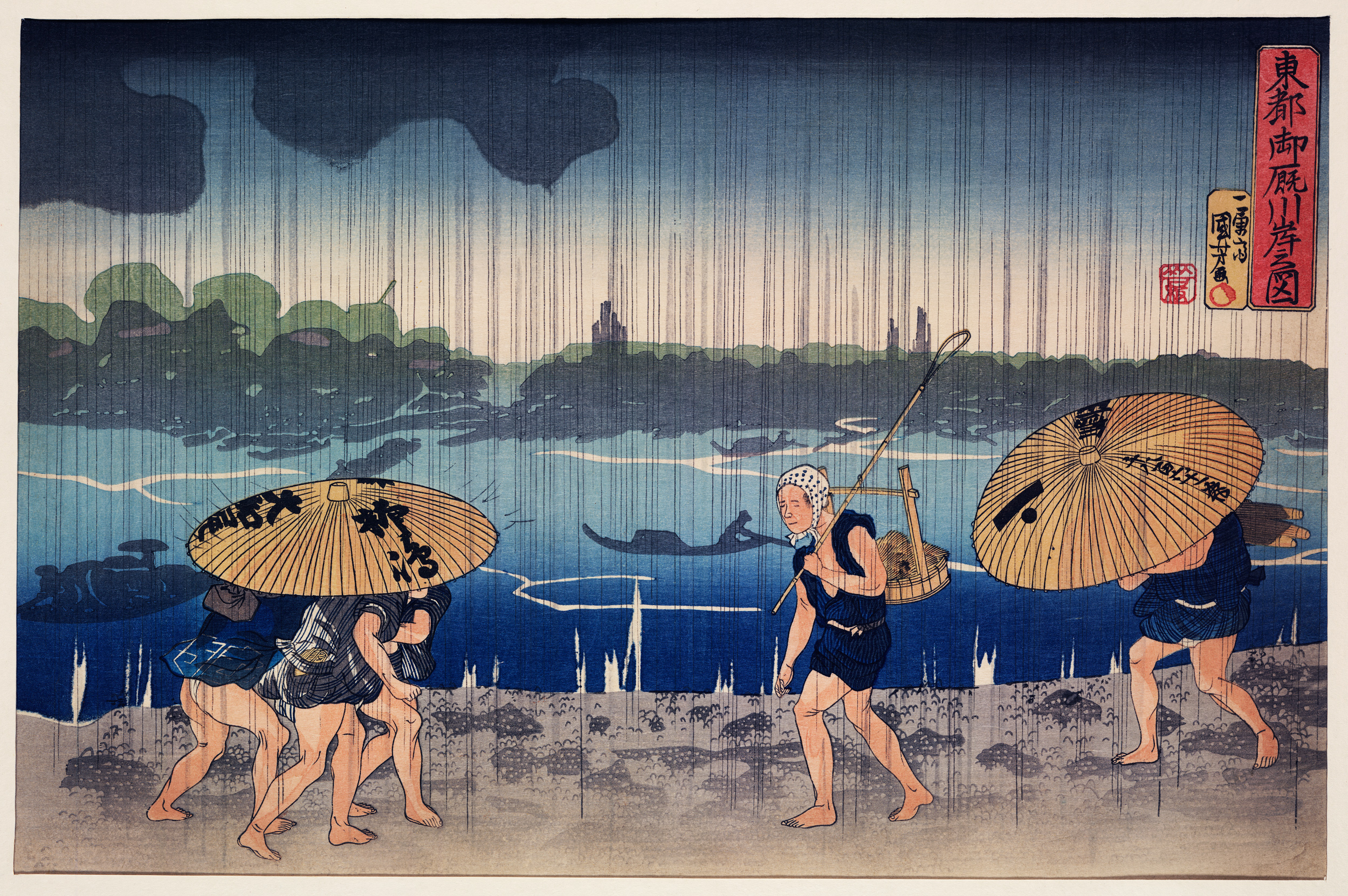
En la orilla del río Sumida (siglo XIX), de Utagawa Kuniyoshi
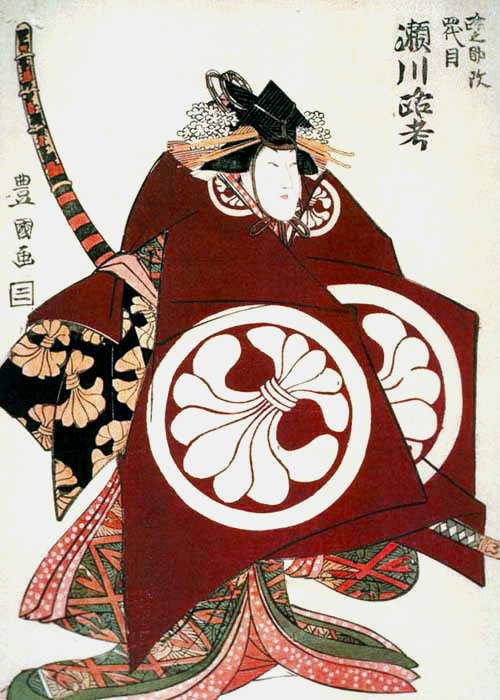
Segawa Rokō IV como Tomoe-gozen (1800), de Utagawa Toyokuni
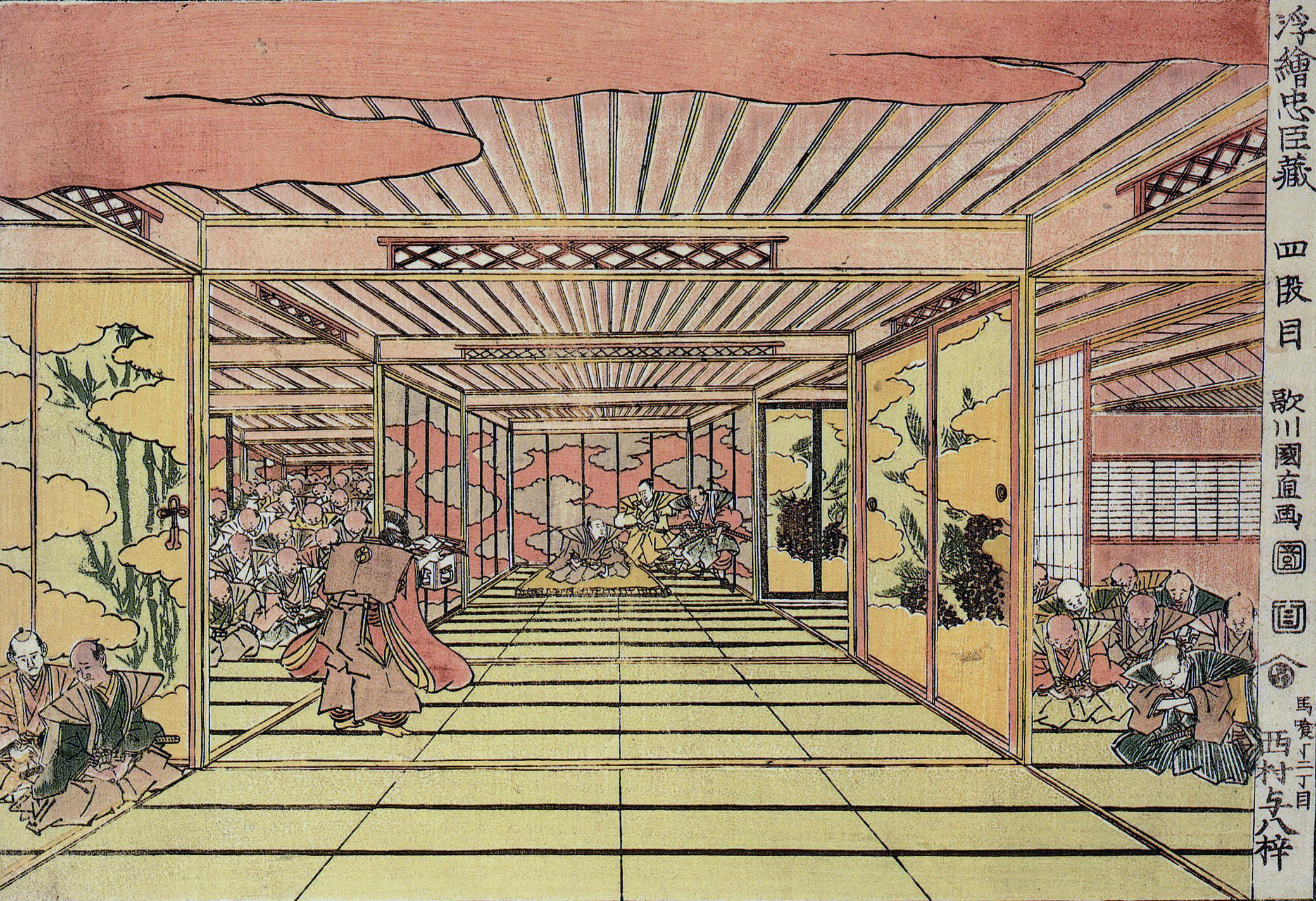
Acto cuarto (Shindamme), de la serie uki-e Chūshingura (c. 1820), de Utagawa Kuninao, Cincinnati Art Museum
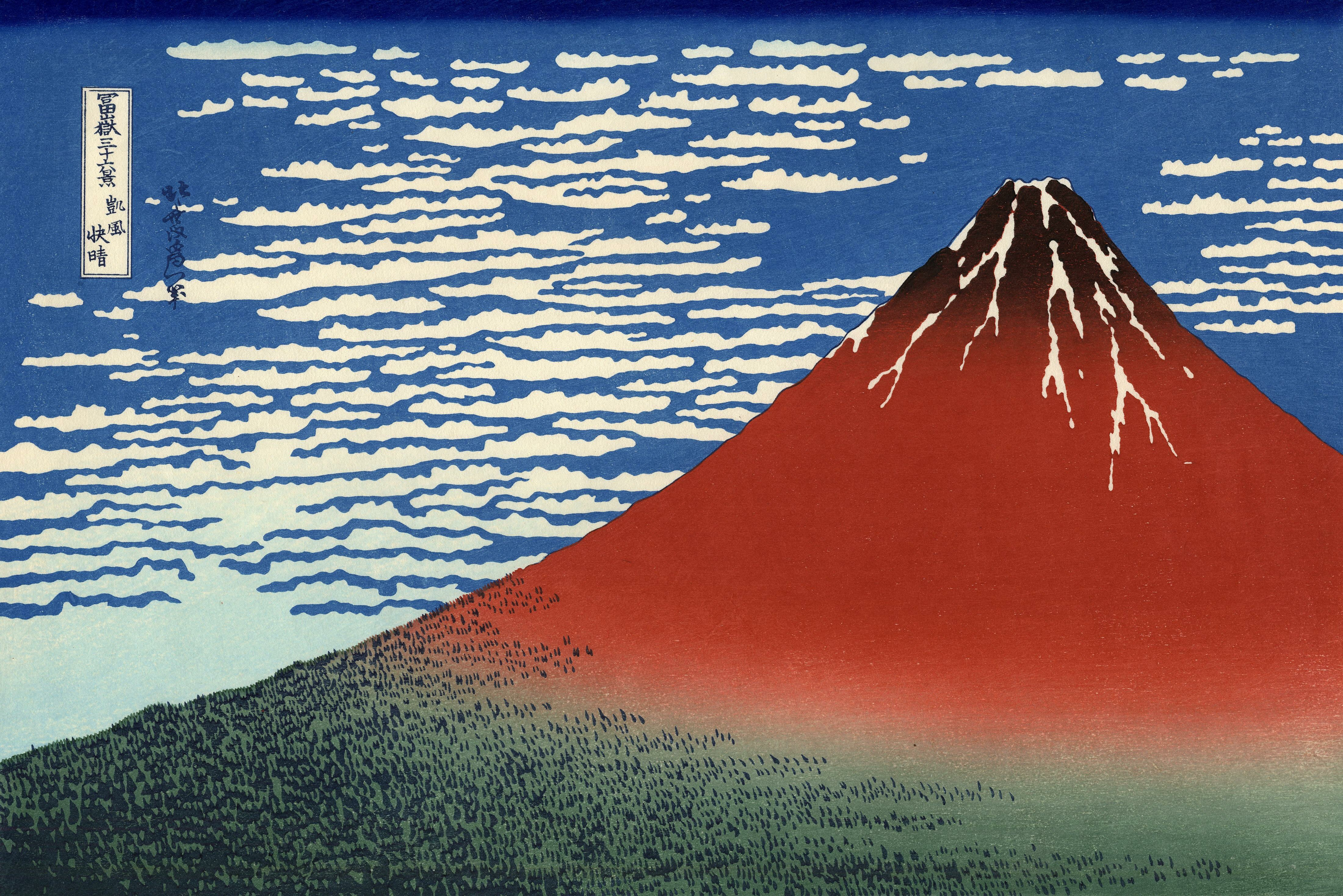
Fuji rojo, de la serie Treinta y seis vistas del monte Fuji (c. 1826-1831), de Katsushika Hokusai

## SigloXIX
Entre finales del siglo XVIII y principios del xix se sentaron las bases de la sociedad contemporánea, marcada en el terreno político por el fin del absolutismo y la instauración de gobiernos democráticos —impulso iniciado con la Revolución francesa— y, en lo económico, por la Revolución Industrial y el afianzamiento del capitalismo, que tendría respuesta en el marxismo y la lucha de clases. En el terreno del arte, comienza una dinámica evolutiva de estilos que se suceden cronológicamente cada vez con mayor celeridad, que culminará en el siglo XX con una atomización de estilos y corrientes que conviven y se contraponen, se influyen y se enfrentan. El siglo se inició con la pervivencia del Neoclasicismo, movimiento al que sucedieron el Romanticismo, el realismo, el impresionismo, el modernismo y el simbolismo.

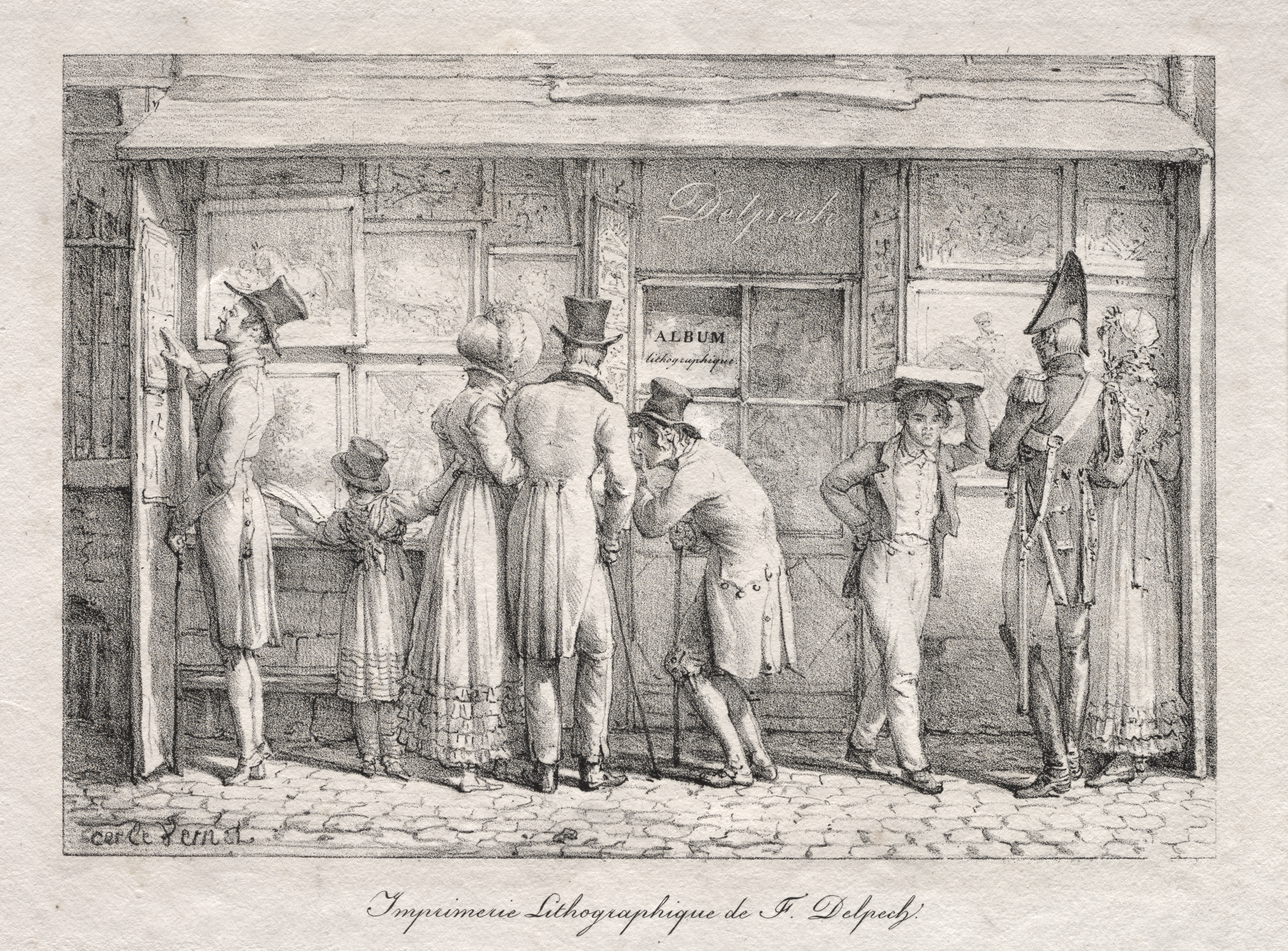
Imprenta litográfica de F. Delpech (1818), de Carle Vernet, Museo de Arte de Cleveland

En esta centuria continuó el uso frecuente del aguafuerte, empleado por pintores como Daubigny, Millet, Whistler, Manet, Degas, Pissarro, etc. Sin embargo, predominó el empleo de la litografía iniciada el siglo anterior, con dos tendencias: una que pretendía competir con la fotografía acentuando la exactitud y sensibilidad de sus composiciones, liderada por Claude Ferdinand Gaillard; y otra más artística y de tono relajado, representada por Léopold Flameng. Durante esta época el grabado se industrializó notablemente y llegó a altas cotas de producción, con grandes tiradas dirigidas cada vez a un público mayor. A finales de siglo, y ligado especialmente a la generación postimpresionista, la litografía tuvo un medio de expresión privilegiado en el cartel, al que se dedicaron grandes artistas como Jules Chéret, Alfons Mucha, Pierre Bonnard y Henri de Toulouse-Lautrec.
Durante esta época surgieron nuevas técnicas —o se afianzaron algunas introducidas el siglo anterior—, como la xilografía a contrahílo, el grabado en acero o la estereotipia. Por otro lado, la invención de la fotografía revolucionó las artes gráficas e influyó en nuevas técnicas de grabado: en 1827, Nicéphore Niépce introdujo el heliograbado, realizado en una placa de zinc sensibilizada a la luz y grabada en hueco con ácido; en 1852, Joseph Lemercier inventó la fotolitografía, un fotonegativo en cristal proyectado sobre piedra litográfica sensibilizada a la luz; el mismo año surgió el cliché-verre, un cliché de cristal estampado en papel fotosensible; y en los años 1860 apareció el fotograbado, a través de una plancha cubierta con un barniz o una resina fotosensible atacada por ácido, sin intervención del artista. Otra técnica nueva, ajena en este caso a la fotografía, fue el gillotage —también llamado zincografía—, inventado por Firmin Gillot en 1850, consistente en traspasar un dibujo a una plancha de zinc atacada con ácido y estampada con una prensa tipográfica. La progresiva industrialización del grabado llevó cada vez más a una diferenciación entre el grabador artesano y el grabador artista —o pintor-grabador—, que reclamará un mayor reconocimiento a su labor creadora.

### Romanticismo y realismo

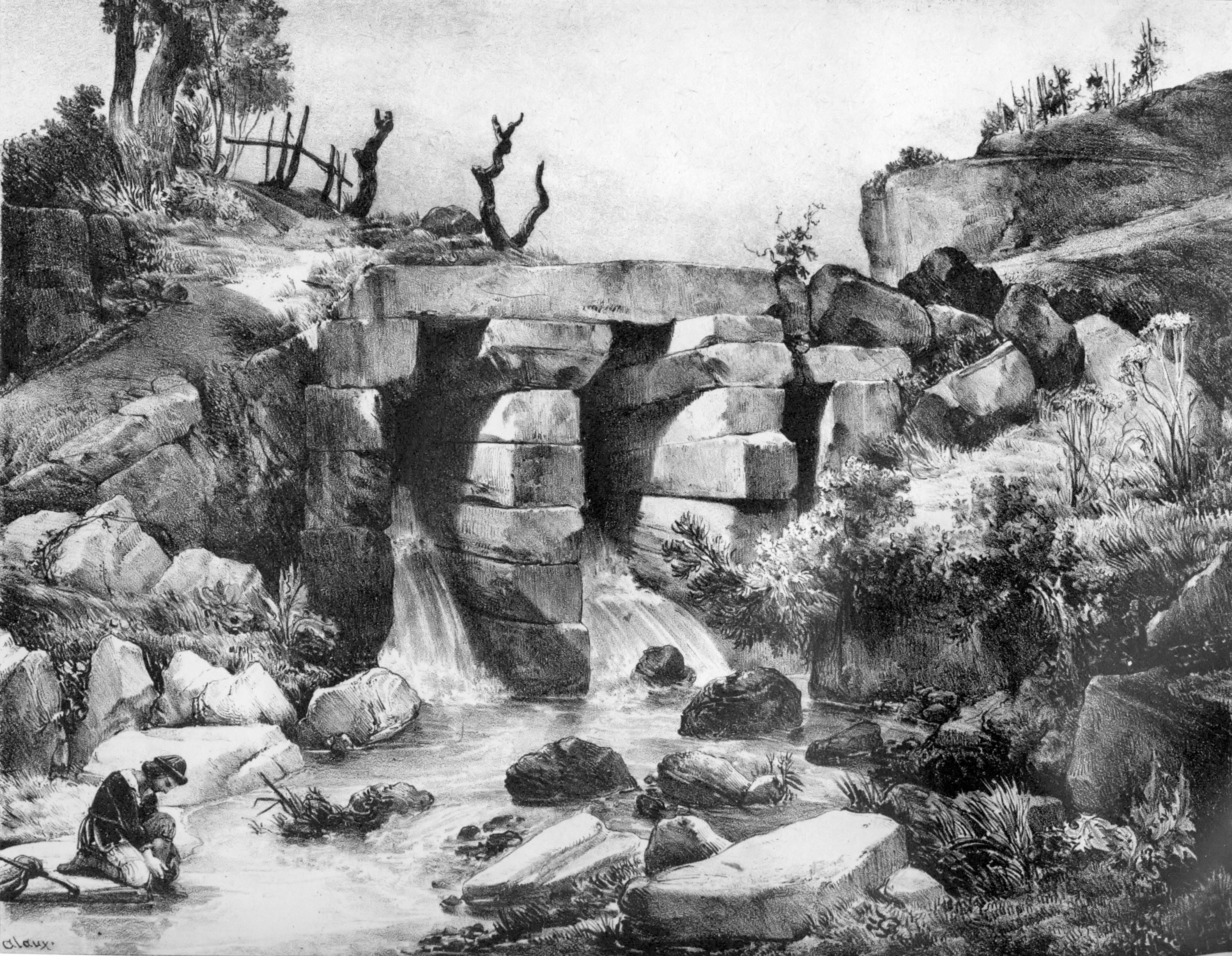
Pont des Arches, ilustración de los Voyages pittoresques et romantiques dans l'ancienne France de Isidore Taylor (1827)

El Romanticismo fue un estilo nacido a comienzos de la centuria, aunque ya se había ido forjando a finales de la anterior en un llamado prerromanticismo. Fue un movimiento de profunda renovación en todos los géneros artísticos, que puso una especial atención en el terreno de la espiritualidad, de la fantasía, el sentimiento, el amor a la naturaleza, junto a un elemento más oscuro de irracionalidad, de atracción por el ocultismo, la locura, el sueño. Se valoró especialmente la cultura popular, lo exótico, el retorno a formas artísticas menospreciadas del pasado —especialmente las medievales—, y adquirió notoriedad el paisaje, que cobró protagonismo por sí solo. Los románticos tenían la idea de un arte que surge espontáneamente del individuo, por lo que destacaban la figura del «genio»: el arte es la expresión de las emociones del artista.

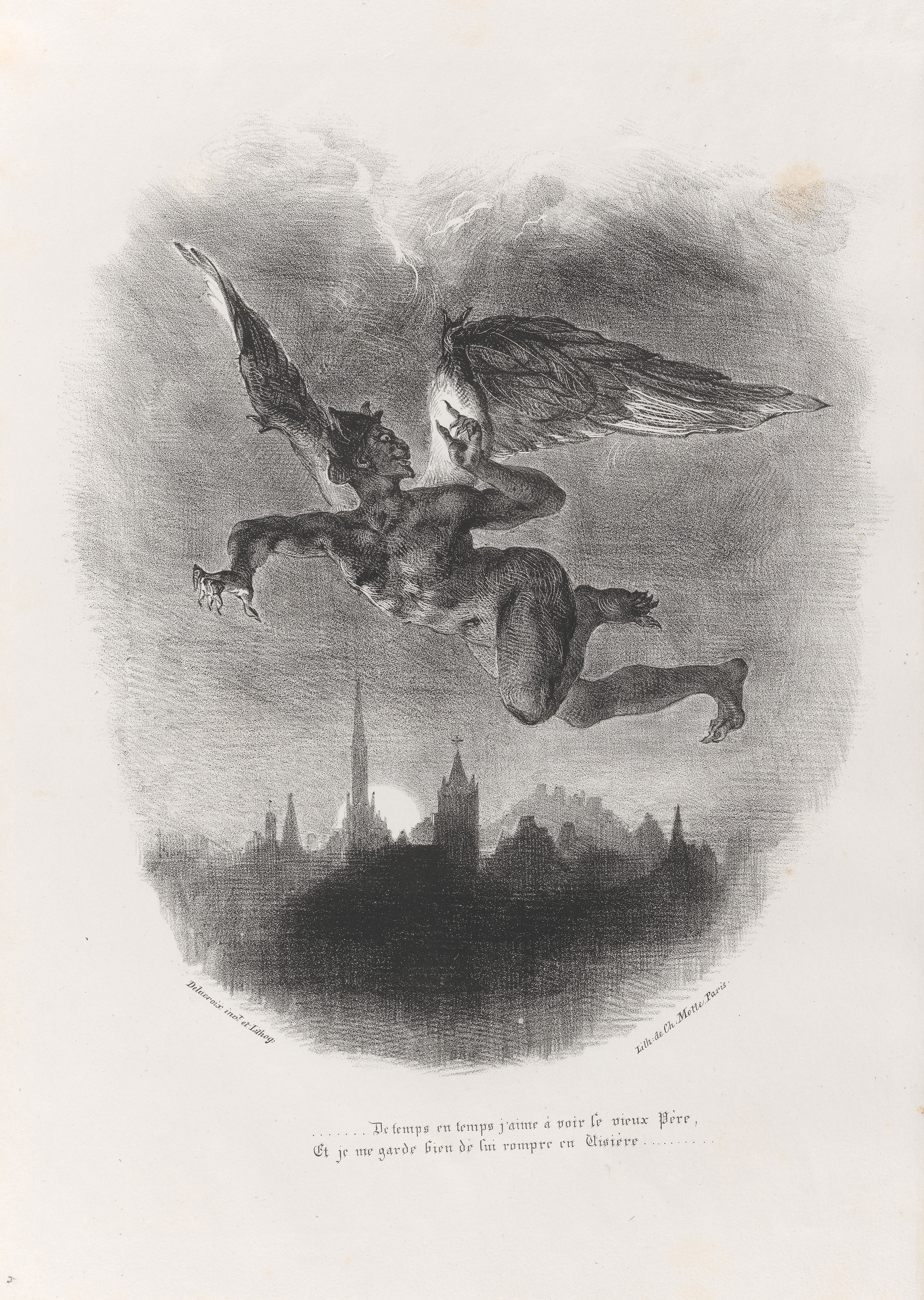
Mefistófeles volando sobre Wittenberg (1826), de Eugène Delacroix

Al Romanticismo sucedió el realismo, una tendencia que puso énfasis en la realidad, la descripción del mundo circundante, especialmente de obreros y campesinos en el nuevo marco de la era industrial, con un cierto componente de denuncia social, ligado a movimientos políticos como el socialismo utópico. Estos artistas se desmarcaron de la habitual temática histórica, religiosa o mitológica para tratar temas más mundanos, de la vida moderna.
En Francia, el inicio del siglo vio la transición del Neoclasicismo al Romanticismo. Dos de los mejores pintores románticos franceses, Théodore Géricault y Eugène Delacroix, practicaron la litografía. Géricault realizó entre 1817 y 1820 siete piedras litográficas dedicadas al ejército napoleónico, así como otras obras sueltas entre las que destacan Caballos peleándose en una cuadra y Combate de boxeo; en una estancia en Gran Bretaña entre 1820 y 1821 realizó duversos grabados sobre escenas de la vida cotidiana. Delacroix realizó grabados generalmente de inspiración literaria, como su serie de diecisiete litografías del Fausto de Goethe (1826), que fue elogiada por el propio escritor; o su serie del Hamlet de Shakespeare (1843).

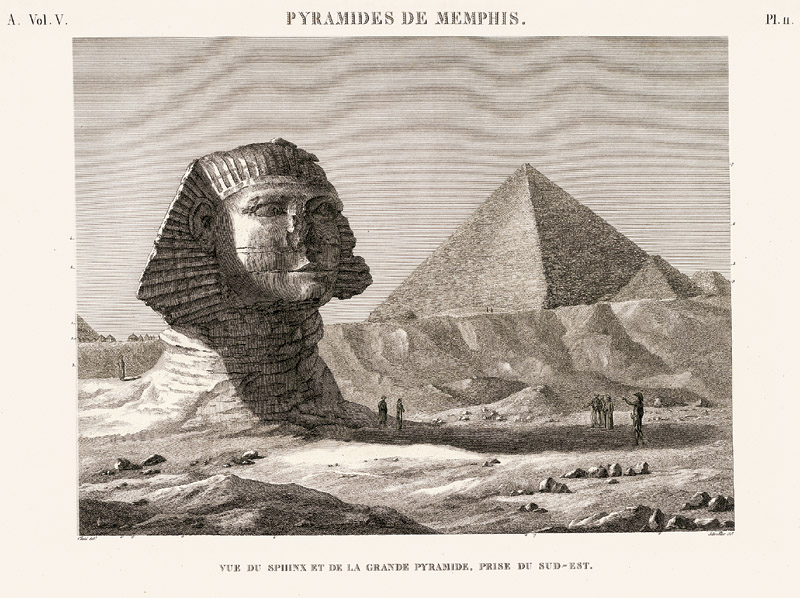
La Gran Esfinge de Gizeh, grabado de la Description de l'Égypte (1823)

Uno de los mayores proyectos de la época fue la Description de l'Égypte, una iniciativa surgida al amparo de la campaña emprendida en 1798 por Napoleón Bonaparte en el curso de las guerras revolucionarias francesas. Junto con el ejército francés viajó a Egipto una comitiva de científicos e investigadores que formaron la Commission des Sciences et Arts d'Égypte, con el objetivo de catalogar todos los aspectos conocidos del antiguo y moderno Egipto, así como su historia natural. Con esta comisión viajó igualmente un grupo de dibujantes y grabadores, que recopilaron un gran número de imágenes de los principales paisajes, monumentos y restos arqueológicos del país del Nilo, que fueron publicados entre 1809-1813 (primera edición con nueve volúmenes) y 1821-1830 (segunda edición con treinta y siete volúmenes). La mayoría de grabados se realizaron en calcografía y, entre sus autores, destacaron Louis-Pierre Baltard, Jean Duplessis-Bertaux, Jean-Baptiste Réville y Louis-Jean Allais.

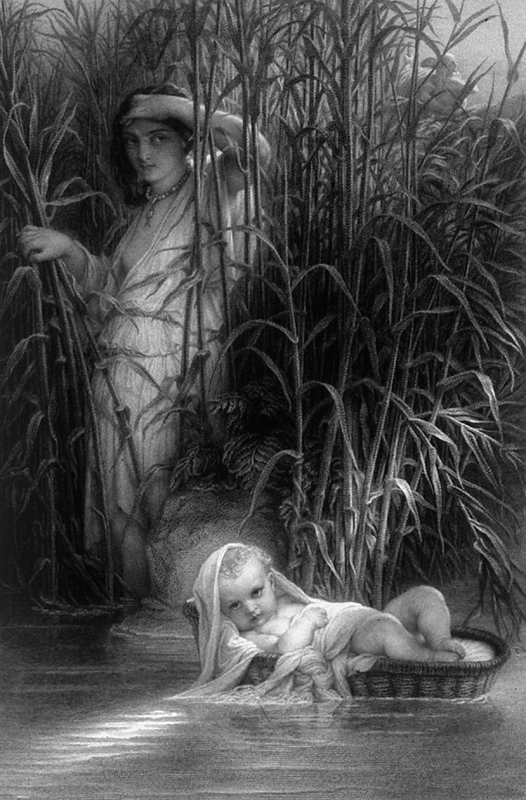
Moisés expuesto en el Nilo (1858), de Louis Pierre Henriquel-Dupont

Entre los grabadores franceses de esta época se encuentran: Louis Pierre Henriquel-Dupont destacó por sus estampas al buril, en reproducciones de artistas del pasado y de su tiempo; Claude Ferdinand Gaillard fue un hábil dibujante y virtuoso grabador, autor de reproducciones como Los peregrinos de Emaús de Rembrandt, La Virgen y el Niño Jesús de Botticelli y La Gioconda de Leonardo da Vinci; Léopold Flameng reprodujo a Van Eyck, Van der Goes, Rembrandt e Ingres, y publicó numerosas láminas en la Gazette des Beaux Arts; Jean Gigoux fue exponente del estilo trovador, ilustrador de libros como Gil Blas y Abelardo y Eloísa; Ernest Meissonier ilustró diversos libros, como las obras de Balzac; Charles Meryon fue un grabador de gran talento, autor de aguafuertes de vistas de París que destacan por su distribución cromática y su intensidad lumínica. Cabe destacar también el auge de la caricatura, practicada por artistas como Henry Monnier, J. J. Grandville, Paul Gavarni y Charles Philipon, y publicadas en revistas y periódicos como Le Miroir, La Pandore, La Caricature y Le Charivari.
En tiempos ya del realismo cabe destacar en primer lugar a Honoré Daumier. Trabajó un tiempo en un taller de litografía, hasta que fue contratado por Philipon para La Caricature gracias a sus aptitudes como dibujante. En 1831, su caricatura de Luis Felipe I como Gargantúa le valió seis meses de prisión, aunque también le proporcionó una enorme fama. Desde entonces desempeñó una intensa labor litográfica (unas cuatro mil obras), especialmente en Le Charivari, ya fuese en series (Robert Macaire, 1836-1838; Babistas, 1839; Dioses del Olimpo, 1841; Gente de justicia, 1845-1848; Inquilinos y propietarios, 1848) o bien piezas sueltas, que posteriormente agrupó en álbumes como Actualidades o Todo lo que se quiere. En general, su obra era satírica, en la que se burlaba de la burguesía y los círculos del poder, con un estilo de trazo curvo y figuras moduladas de apariencia escultórica.

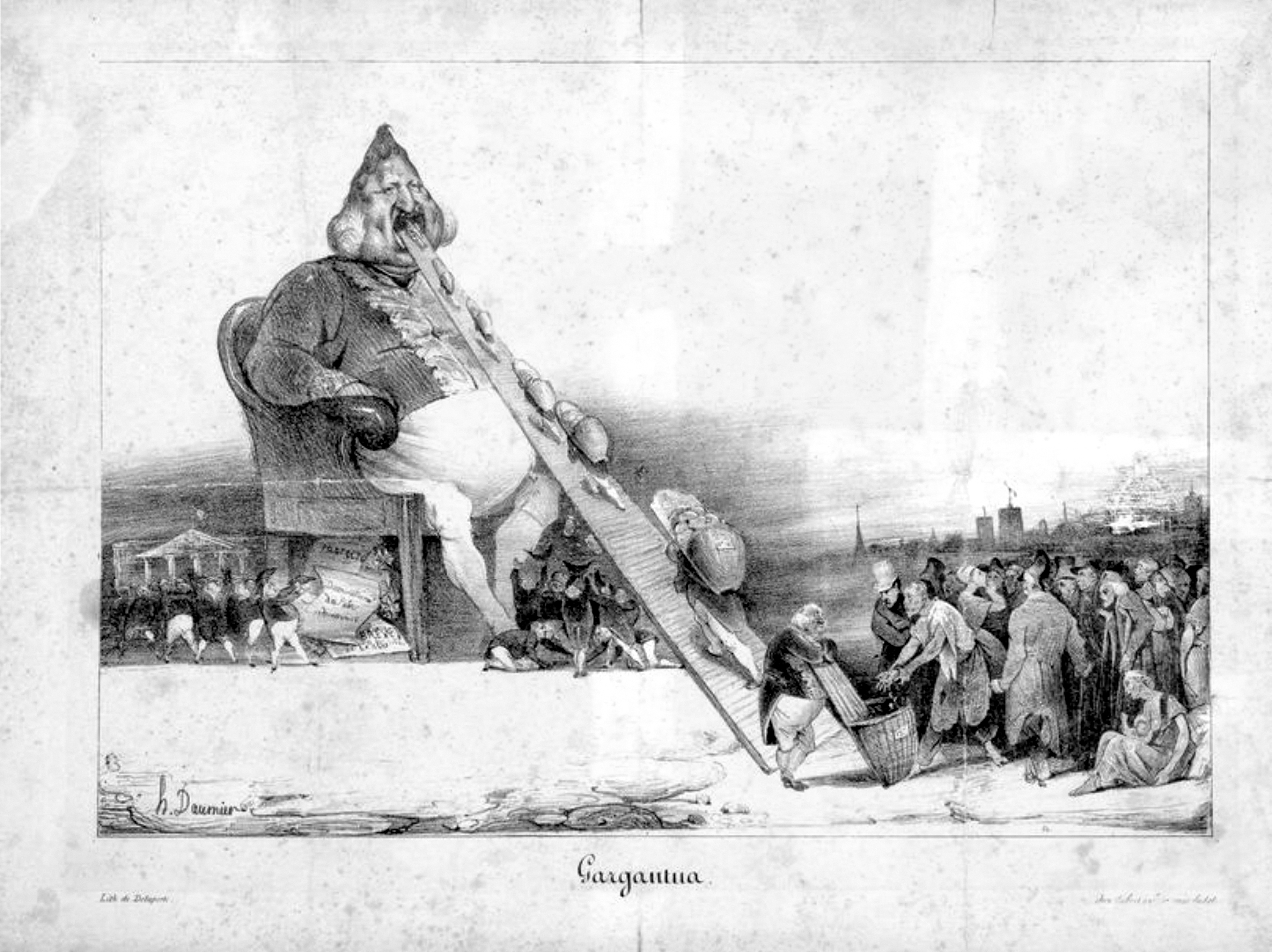
Gargantúa, de Honoré Daumier, caricatura de Luis Felipe I publicada en La Caricature en 1831

Ligado al realismo estuvo la escuela paisajista de Barbizon (Camille Corot, Théodore Rousseau, Charles-François Daubigny, Narcisse-Virgile Díaz de la Peña), marcada por un sentimiento panteísta de la naturaleza, con preocupación por los efectos de luz en el paisaje, como la luz que se cuela entre las ramas de los árboles. Casi todos sus miembros practicaron el grabado —sobre todo el aguafuerte—, siendo de remarcar la obra de Corot, que se inició tardíamente en el arte gráfico pero llegó a dominarlo con maestría. Realizó una quincena de aguafuertes y otra de litografías, así como unos setenta cliché-verres, generalmente paisajes. Se relacionó con esta escuela Jean-François Millet, un notable pintor dedicado especialmente a temas campesinos, como en su célebre El Ángelus. En su vertiente gráfica denotó la influencia de Rembrandt, especialmente en sus efectos lumínicos, con un trazo conciso y decidido, como en La cardadora (1855).

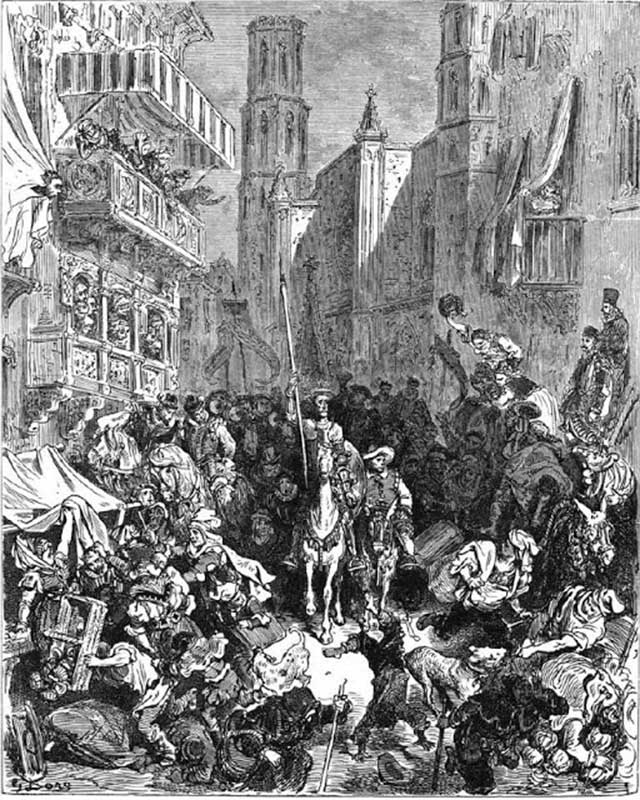
Don Quijote en Barcelona (1863), de Gustave Doré

Cabe asignar un lugar especial a Gustave Doré, uno de los mejores grabadores de su tiempo. Dotado para el dibujo, con veintidós años ilustró Gargantúa y Pantagruel de Rabelais (1854) y, al año siguiente, los Cuentos divertidos de Balzac (1855). Desde entonces su producción fue intensa, generalmente en xilografía, con un estilo anacrónico alejado de las novedades estilísticas, aunque su obra denota la influencia de Durero, Rembrandt y los románticos ingleses, especialmente Blake y Turner: la Divina Comedia de Dante (1857-1867), La tempestad de Shakespeare (1860), los Cuentos de Perrault (1862), Don Quijote de Cervantes (1863), Macbeth de Shakespeare (1863), Atala de Chateaubriand (1865), la Biblia (1866), el Paraíso perdido de Milton (1866), las Fábulas de La Fontaine (1867), The Rime of the Ancient Mariner de Samuel Taylor Coleridge (1870), Idilios del rey de Alfred Tennyson (1875), Orlando furioso de Ariosto (1877), El cuervo de Edgar Allan Poe (1884).
Durante esta centuria se practicó en Francia un tipo de xilografía tallada al buril («a la lengua de gato»), dedicada especialmente a la ilustración de libros. Fue promovida sobre todo por el inglés Charles Thompson, quien fundó una escuela de xilografía en París en 1817. Practicada por artistas como Daumier, Doré y Meissonier, algunos de sus mejores exponentes fueron Célestin Nanteuil y Tony Johannot. También fue muy popular la litografía: en 1816 abrieron sus talleres en París Charles Philibert de Lasteyrie y Godefroy Engelmann, y en 1820 fue la técnica elegida por Isidore Taylor para ilustrar sus Voyages pittoresques et romantiques dans l'ancienne France, en colaboración con un amplio elenco de artistas. Fue utilizada por artistas como Delacroix y Daumier, y caricaturistas como Grandville y Gavarni.

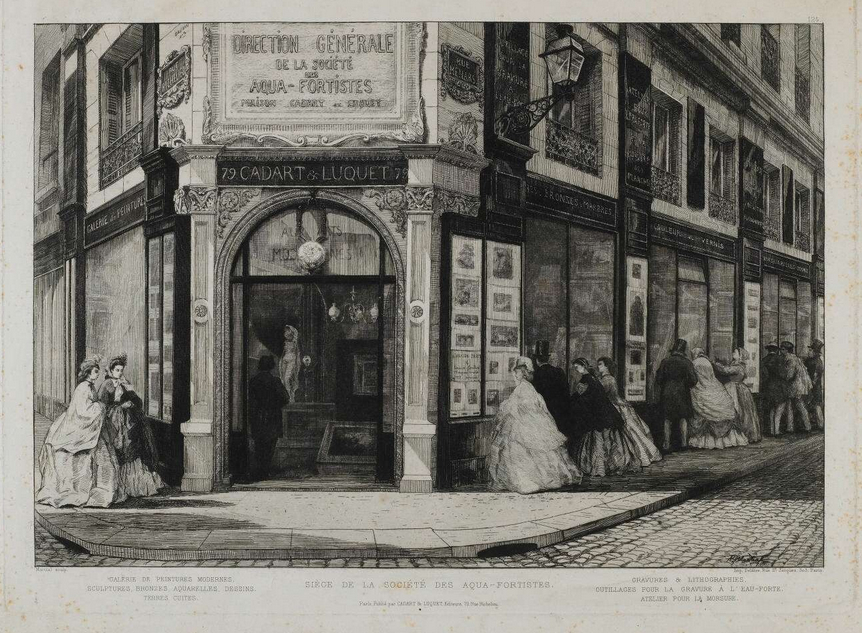
Sede de la Société des aquafortistes (1865), grabado de Adolphe Martial Potémont

En los años 1830-1840 empezó a resurgir el uso del aguafuerte entre los artistas: en 1835 Rodolphe Bresdin realizó varios aguafuertes, en 1844 Théodore Chassériau elaboró quince aguafuertes para una edición de Otelo y Camille Corot practicó esta técnica a mediados de los 1840. Félix Bracquemond expuso cuatro aguafuertes en la Exposición Universal de 1855. En 1861 se fundó en París la Société des aquafortistes, con el objetivo de llevar el arte por el arte al grabado. Su promotor fue el empresario Alfred Cadart, quien contó con la colaboración de artistas como Charles-François Daubigny y Charles Jacque. Entre sus miembros figuraron Bracquemond, Corot, Daubigny, Millet, Meryon, Daumier y Delacroix, así como Gustave Courbet, Henri Fantin-Latour, Carlos de Haes, Johan Barthold Jongkind, Maxime Lalanne, Alphonse Legros, Édouard Manet, Théodule Ribot, etc. Su principal órgano fue la publicación Eaux-Fortes modernes. Publication artistique d'œuvres originales par la Société des aquafortistes, de tirada mensual; entre 1863 y 1867 se publicaron cinco álbumes con recopilaciones de la revista, en el primero de los cuales, prologado por Théophile Gautier, surgió el término «aguafortista» como sinónimo de grabador original. Uno de sus miembros, Lalanne, publicó en 1866 el Tratado del grabado al aguafuerte, en el que describía nuevas formas de practicar esta técnica, como «a la pluma», realizada con pluma sobre el cobre; o el retroussage, la limpieza con una muselina sobre la lámina entintada, con lo que se consiguen veladuras, tonos y medias tintas.

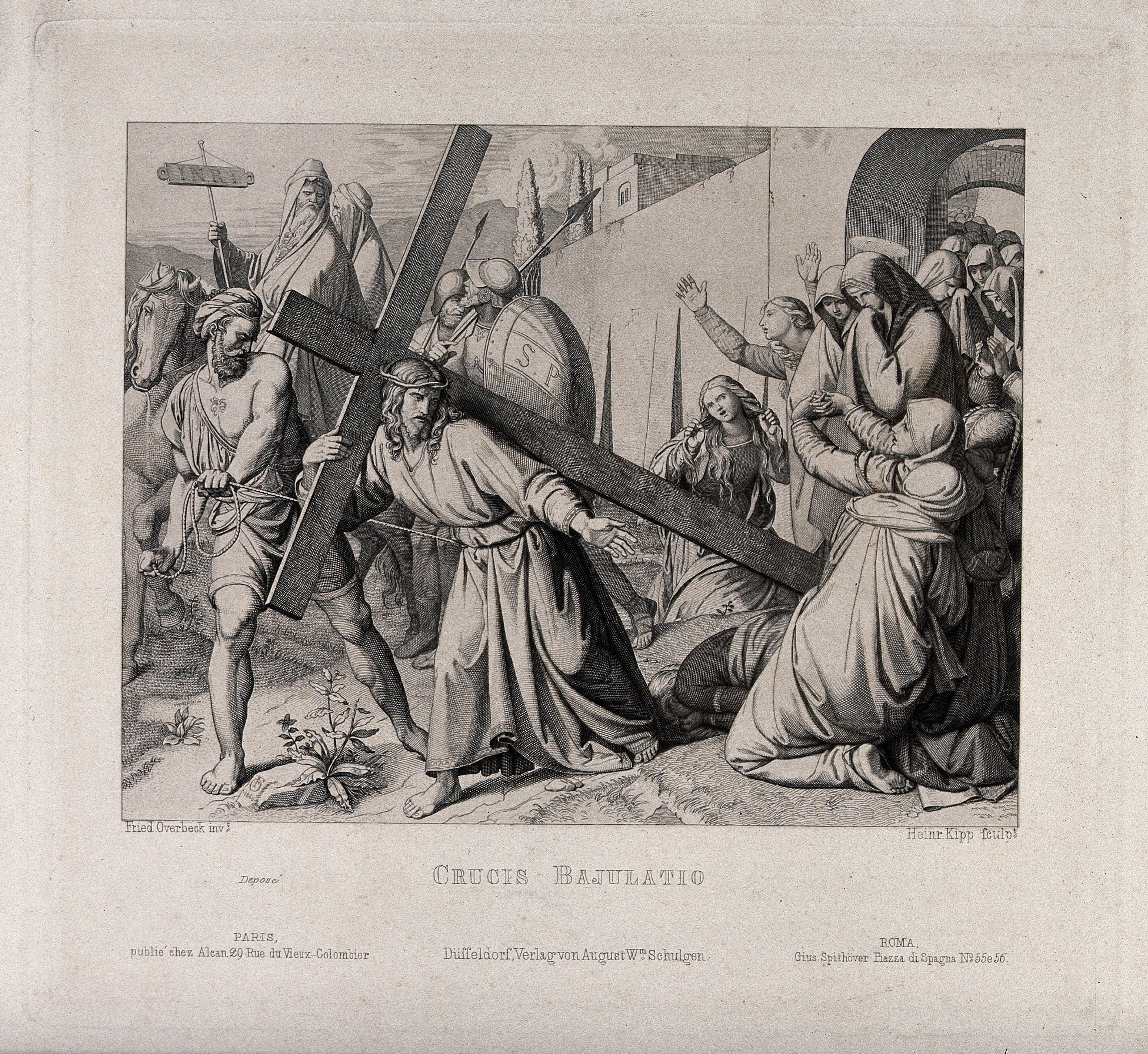
Cristo cargando su cruz hacia el Gólgota (1846), de Johann Friedrich Overbeck

En Alemania y Austria, practicaron el grabado pintores como: Adrian Ludwig Richter, que grabó vistas de Dresde e ilustró libros como Volksmärchen der Dentschen de Johann Karl August Musäus (1841); Moritz von Schwind ilustró leyendas populares; Adolph von Menzel heredó una empresa litográfica de su padre, con la que consiguió sus primeros éxitos como artista (Vida de Federico el Grande, 1840-1842); Wilhelm Leibl se dedicó preferentemente al género costumbrista. La litografía fue practicada por Carl von Piloty y Johann Nepomuk Strixner, autores de facsímiles de dibujos y cuadros de las galerías de Berlín y Múnich. Una derivación del romanticismo fue el movimiento alemán de los Nazarenos, inspirados en el Quattrocento italiano y en el Renacimiento alemán, principalmente Durero. Entre sus filas destacó en el terreno gráfico Johann Friedrich Overbeck, que fue un notable grabador, autor de treinta y seis talladulces sobre Los Evangelios.

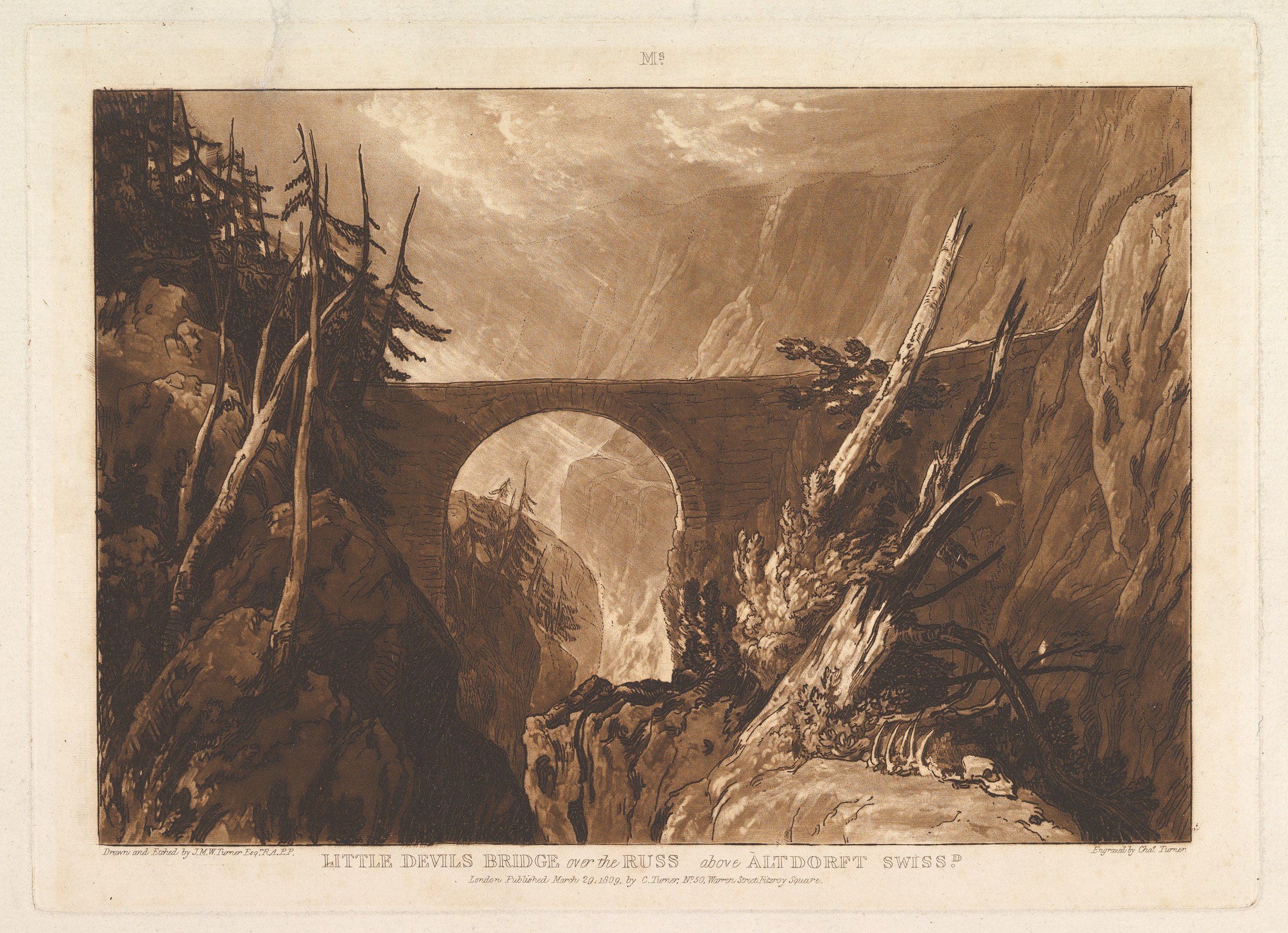
Little Devil's Bridge over the Russ, above Altdorft (1809), grabado del Liber Studiorum, de Joseph Mallord William Turner, Museo Metropolitano de Arte, Nueva York

En Gran Bretaña predominó durante los primeros decenios del siglo el Romanticismo, que ya había tenido unos notables antecedentes en Füssli y Blake. Uno de sus más destacados exponentes fue Joseph Mallord William Turner, un pintor paisajista que destacó por los efectos atmosféricos y lumínicos de sus obras. En el terreno gráfico fue autor de una serie titulada Liber Studiorum (1807-1819), inspirada en el Liber Veritatis de Claudio de Lorena, un conjunto de setenta y un grabados en mezzotinta en el que recrea diversos tipos de paisaje: marino, montañoso, pastoral, histórico, arquitectónico y épico. Cabe citar también a: Abraham Raimbach, ilustrador del Gil Blas (1809) y el Don Quijote (1818); George Cruikshank, caricaturista e ilustrador, autor de obras de contenido satírico (Life in London, 1821; Sketches by Boz, 1836; Oliver Twist de Dickens, 1838; Botella, 1847); y Francis Seymour Haden, un artista autodidacta que realizó sobre todo paisajes, primer presidente de la Royal Society of Painter-Etchers and Engravers, fundada en Londres en 1880.

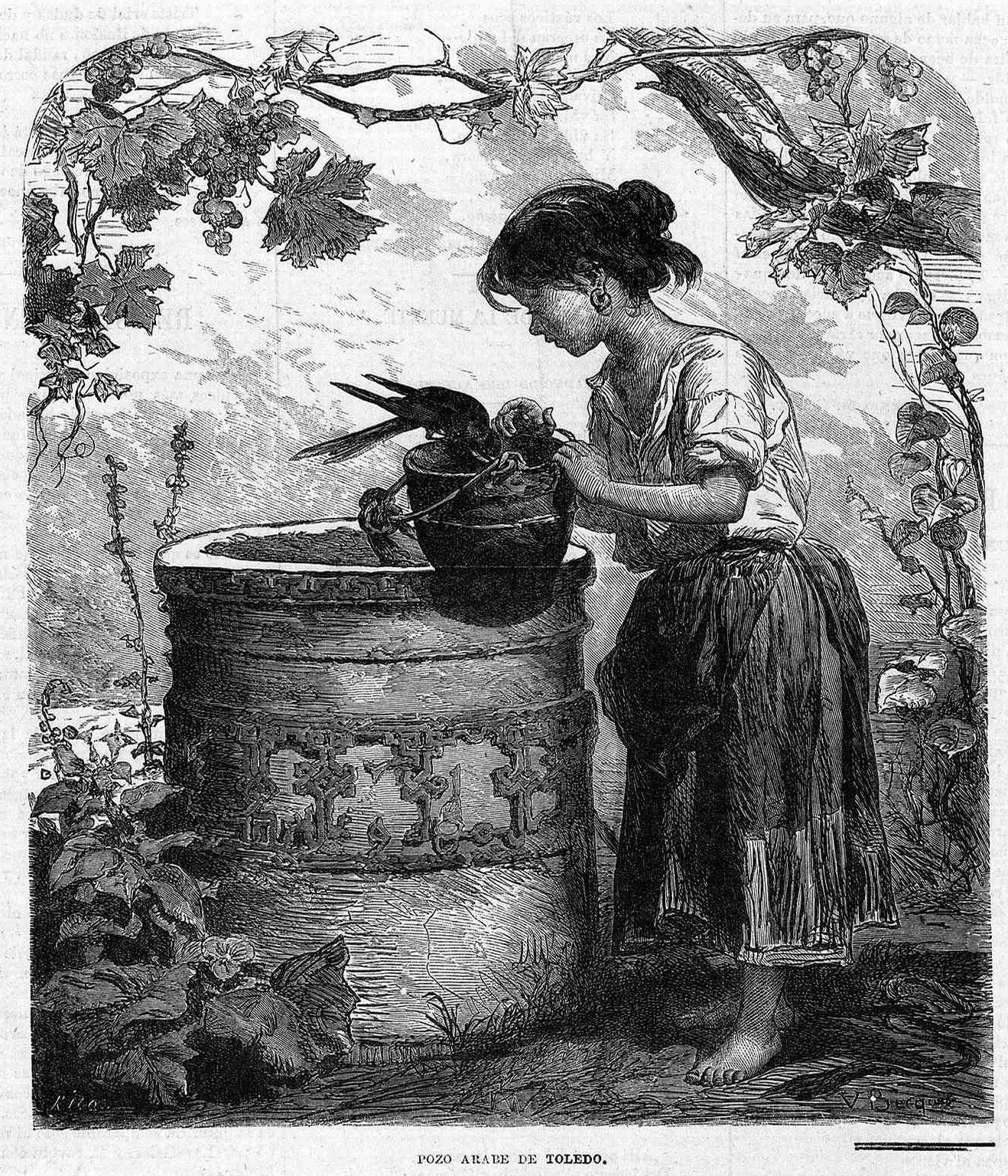
Pozo árabe de Toledo (1870), grabado de Bernardo Rico y Ortega a partir de un dibujo original de Valeriano Domínguez Bécquer publicado en la revista La Ilustración de Madrid

En este país surgió la escuela de los prerrafaelitas, que se inspiraban —como su nombre indica— en los pintores italianos anteriores a Rafael, así como en la recién surgida fotografía, con exponentes como Dante Gabriel Rossetti, Edward Burne-Jones, John Everett Millais, William Holman Hunt y Ford Madox Brown. Los miembros de la Hermandad Prerrafaelita practicaron sobre todo la xilografía a la testa. Cabe destacar la obra de Rossetti, que ilustró los poemas de Tennyson (1857) y los Viejos Poetas Italianos (1861).
En Italia destacó la obra de Luigi Calamatta, un burilista formado en París, que se dedicó básicamente a la reproducción de obras de Ingres. Paolo Mercuri, director de la Calcografía Vaticana, fue un notable burilista, dedicado a reproducir las imágenes de las Estancias de Rafael, en colaboración con otros artistas.

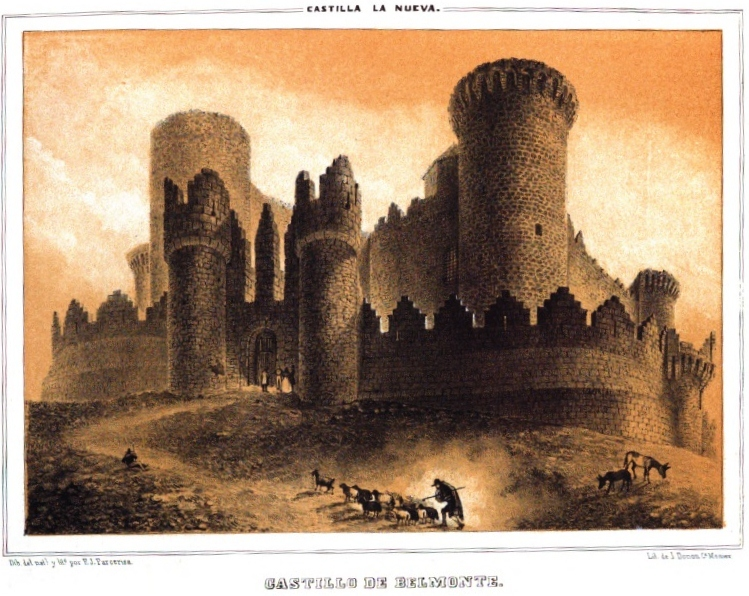
Castillo de Belmonte, de la serie Recuerdos y bellezas de España (1839-1865), de Francisco Javier Parcerisa

En España, se abrió en 1819 en Madrid el primer taller de litografía, regido por Felipe Cardano; dos años más tarde se abrió otro en Barcelona, dirigido por Antonio Brusi. En 1825 el rey Fernando VII impulsó la creación del Real Establecimiento Litográfico, cuya dirección fue encomendada a José de Madrazo, quien se encargó de la edición de dos centenares de estampas con reproducciones de pinturas de los Reales Sitios y edificios públicos, realizadas por artistas como Fernando Brambila, Florentino Decraene, José Camarón Boronat, Cayetano Palmaroli y Gaspar Sensi. En 1835 se empezó a publicar la revista El Artista, de tendencia romántica, que incluía ilustraciones de cuentos y poesías, así como retratos y otras imágenes, realizados por artistas como Federico de Madrazo, Hélène Feillet y Carlos Luis de Ribera. En 1839, Francisco Javier Parcerisa inició la serie de Recuerdos y bellezas de España (1839-1865), un total de diez volúmenes con imágenes de monumentos y paisajes de España. De igual manera, entre 1842 y 1850, Jenaro Pérez Villaamil publicó su serie España artística y monumental, con 144 estampas de los monumentos más destacados de España. Otra serie notable fue la de El Real Museo de Madrid y las joyas de la Pintura de España (1857), de Pedro Madrazo.
En esta época cabe mencionar también la obra de: Domingo Martínez Aparici, profesor de grabado de la Academia de San Fernando, reproductor de obras de los grandes maestros renacentistas y barrocos; Bernardo Rico, ilustrador de libros y periódicos; Arturo Carretero, notable xilógrafo, colaborador de varios periódicos; Joaquín Pi y Margall, dedicado a la talla dulce con reproducciones de John Flaxman y Joseph von Führich y colaborador de la serie Monumentos Arquitectónicos de España (1859-1881); Bartolomé Maura, autor de aguafuertes de retratos y reproducciones de pinturas españolas; Leonardo Alenza siguió en la línea iniciada por Goya, con imágenes románticas y temperamentales, principalmente retratos y escenas costumbristas; igual influencia goyesca tuvo Eugenio Lucas, autor de aguafuertes sobre temas triviales y divertimentos; Mariano Fortuny fue un destacado pintor y dibujante, autor de unos cuarenta aguafuertes con temas inspirados en su estancia en Marruecos, como El árabe muerto y La familia marroquí; Carlos de Haes fue un notable paisajista, autor de cincuenta y cuatro estampas agrupadas en Ensayos de grabado al aguafuerte; José María Galván se dedicó al aguafuerte de reproducción —especialmente Goya— y colaboró con la publicación El Artista al aguafuerte.

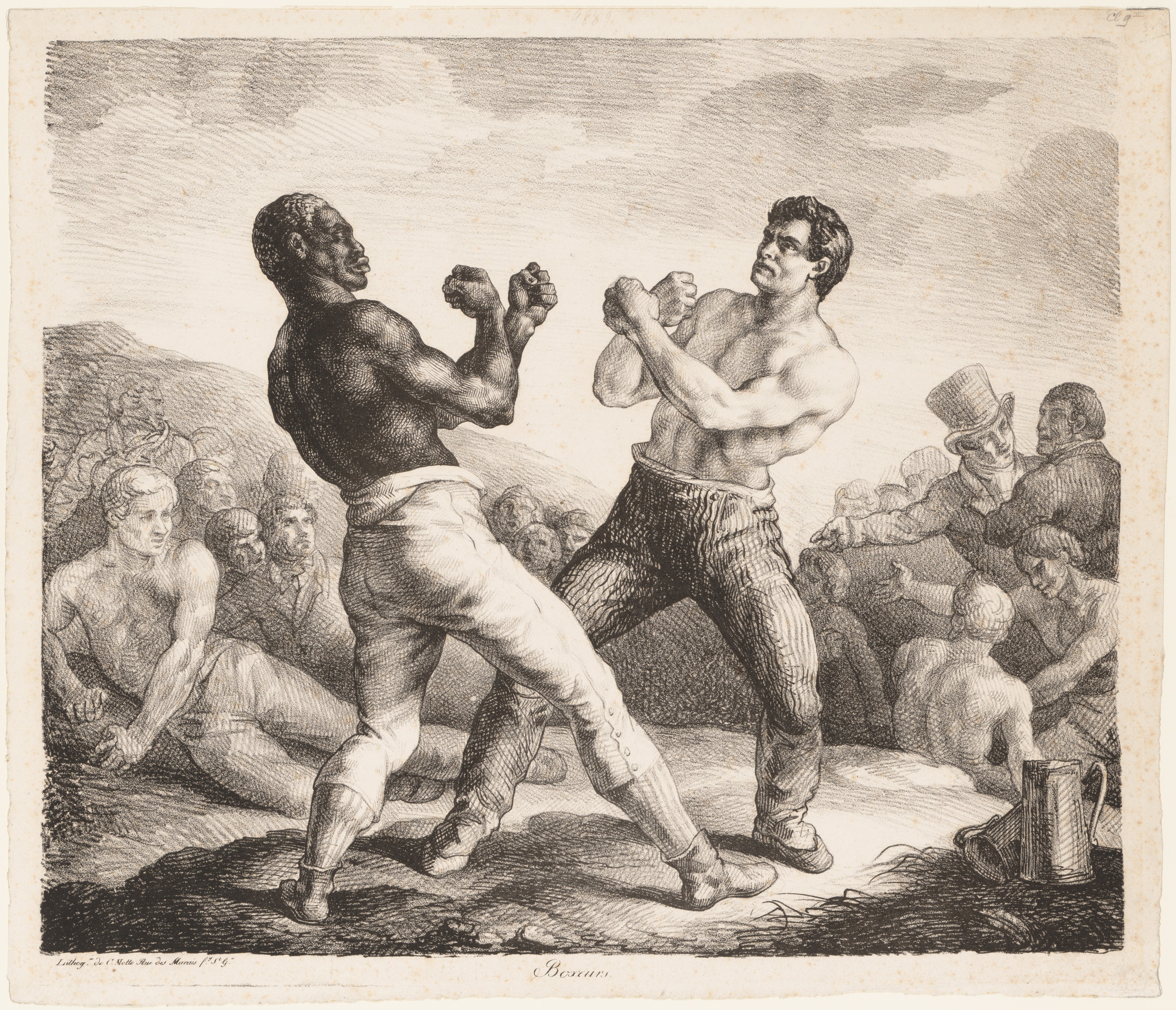
Combate de boxeo (1818), de Théodore Géricault, Museo Metropolitano de Arte, Nueva York
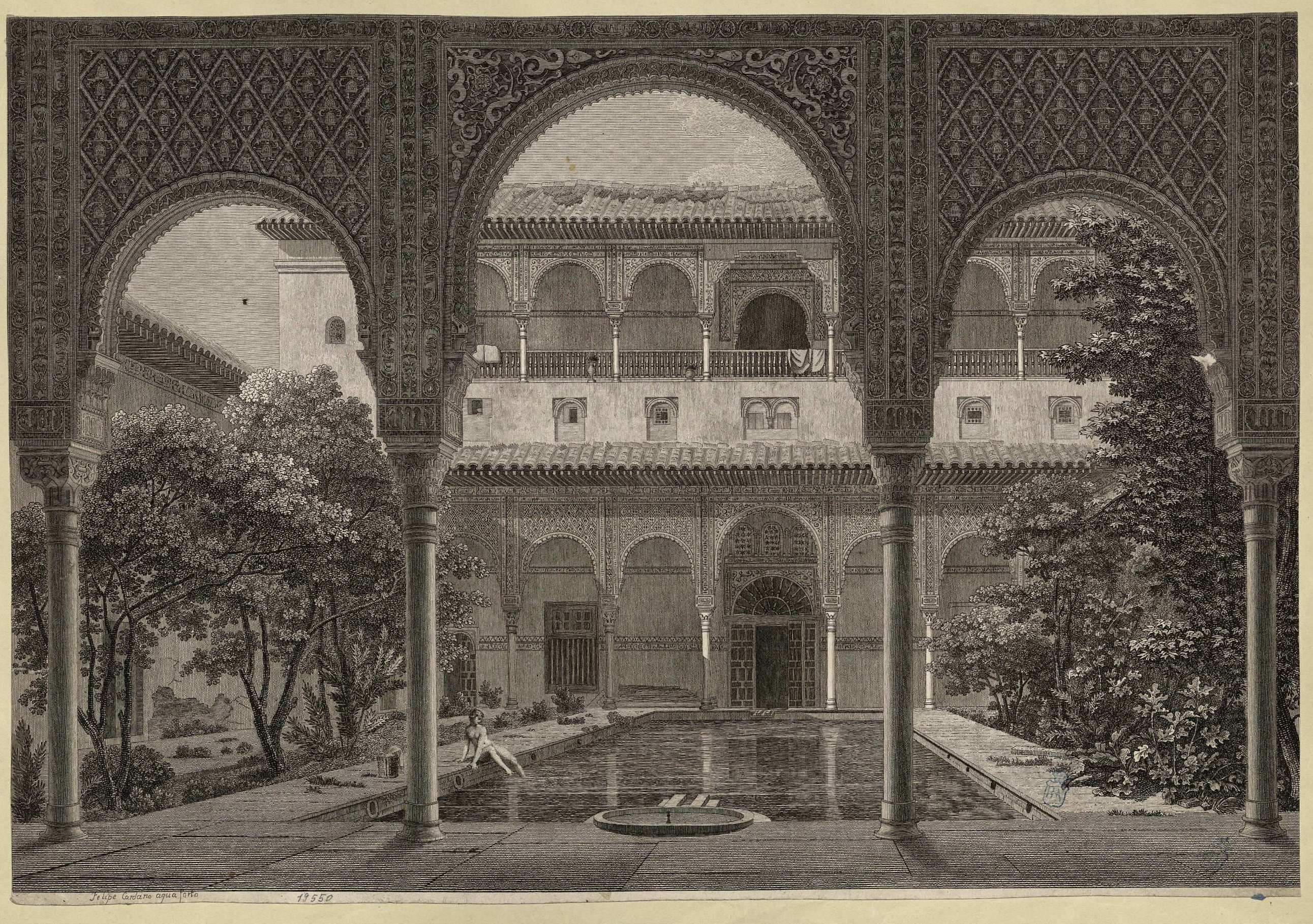
Estanque Real del Patio de la Alhambra de Granada (1824), de Felipe Cardano, Biblioteca Nacional de España, Madrid
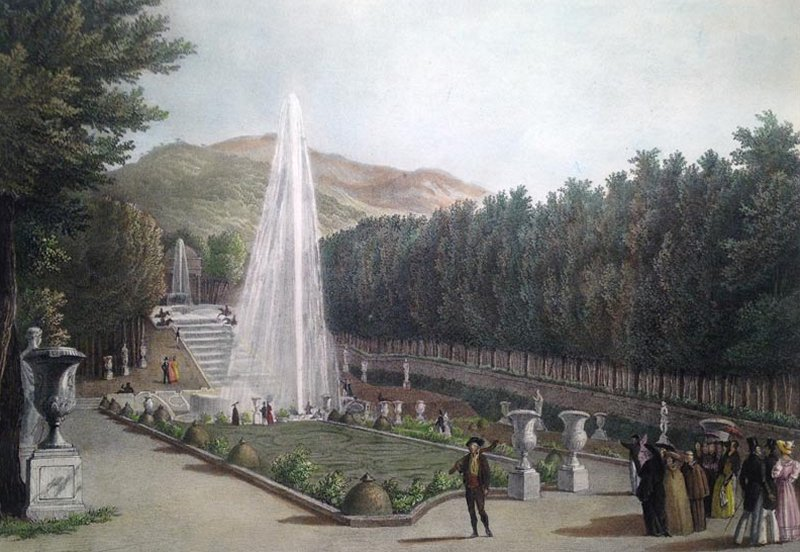
Cascada de La Granja, de las Vistas de los Sitios Reales y Madrid (1830), de Fernando Brambila
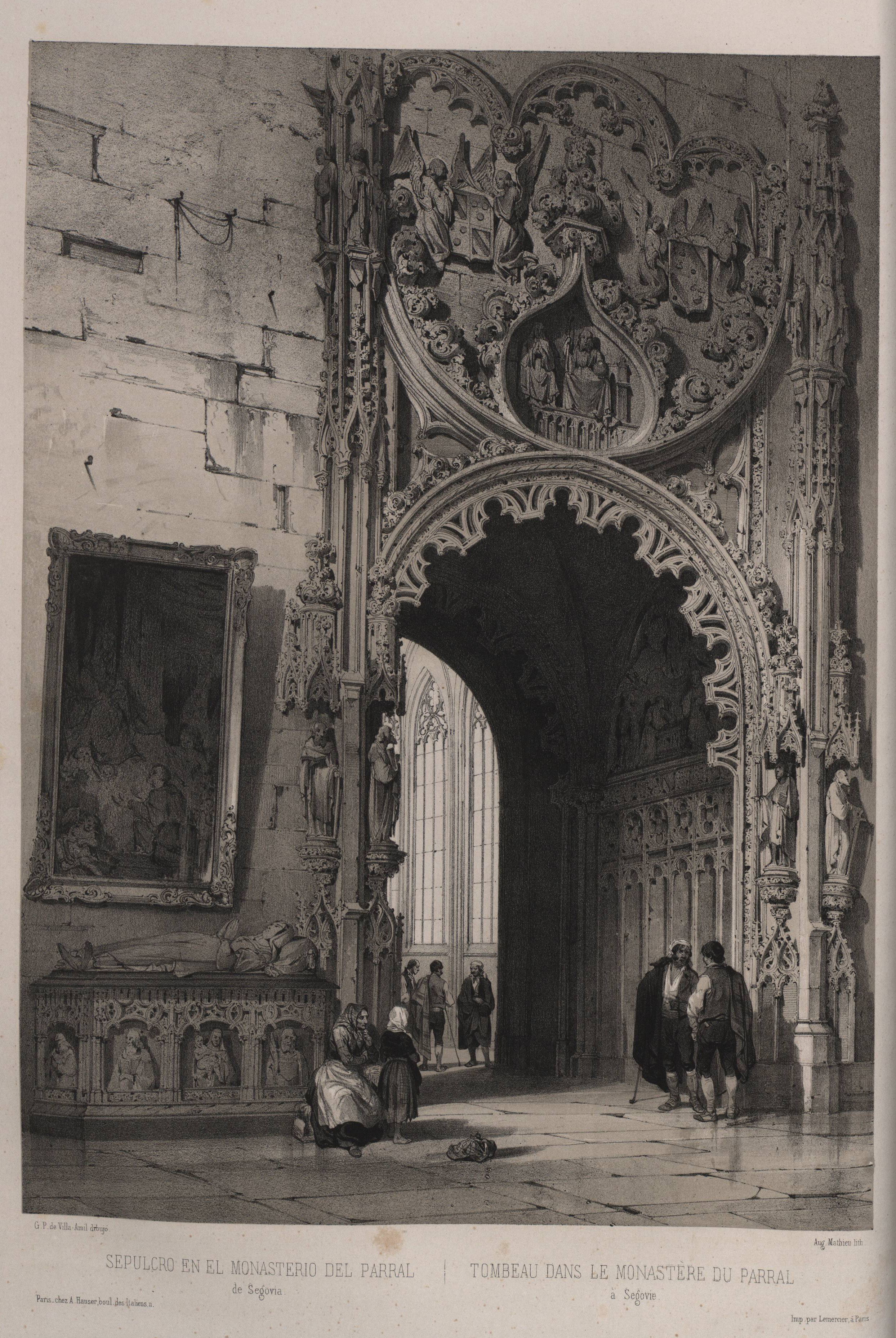
Sepulcro en el monasterio del Parral de Segovia, de la serie España artística y monumental (1842), de Jenaro Pérez Villaamil
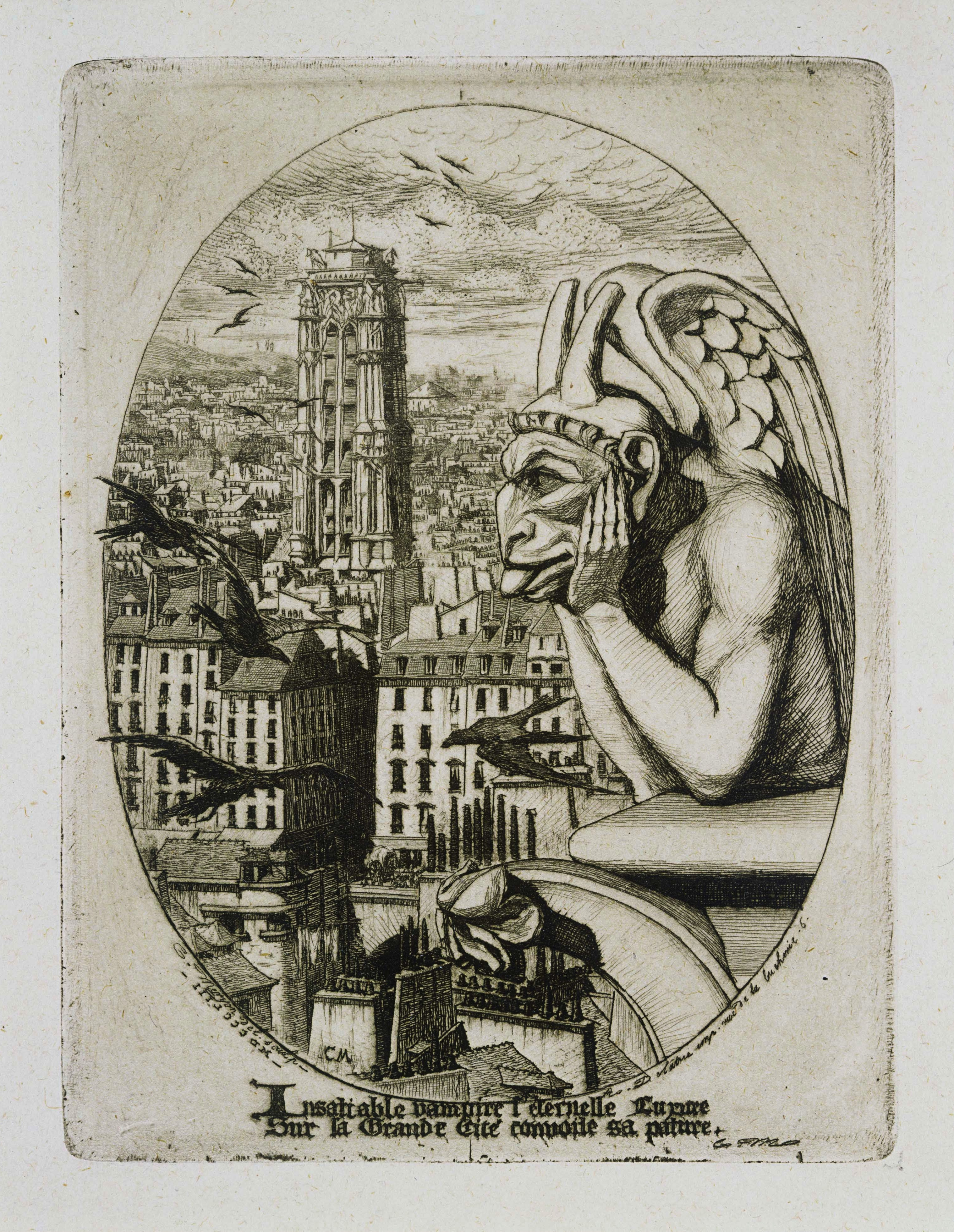
La estirge (1853), de Charles Meryon, Colección Phillips, Washington D. C.
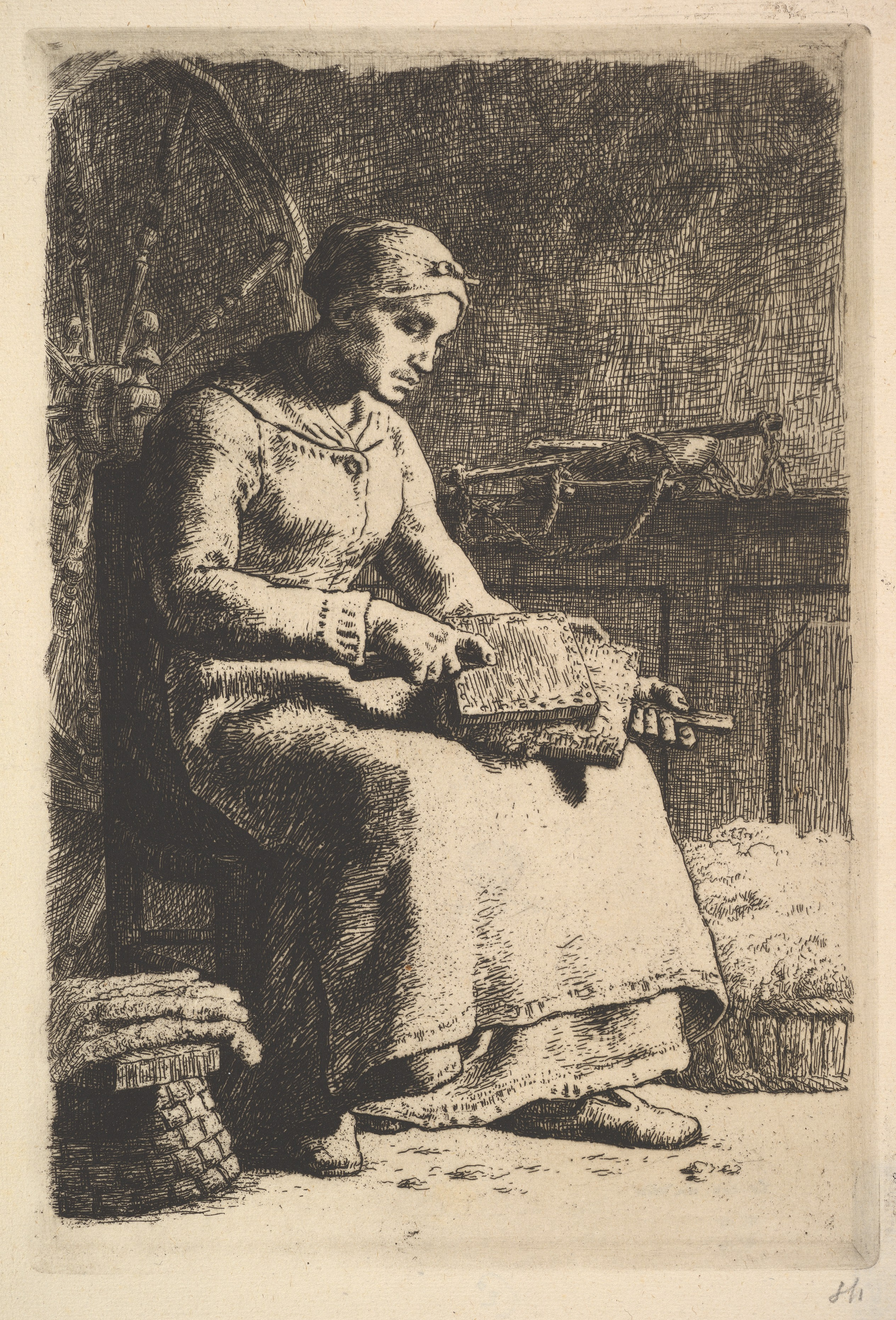
La cardadora (1855), de Jean-François Millet, Museo Metropolitano de Arte, Nueva York
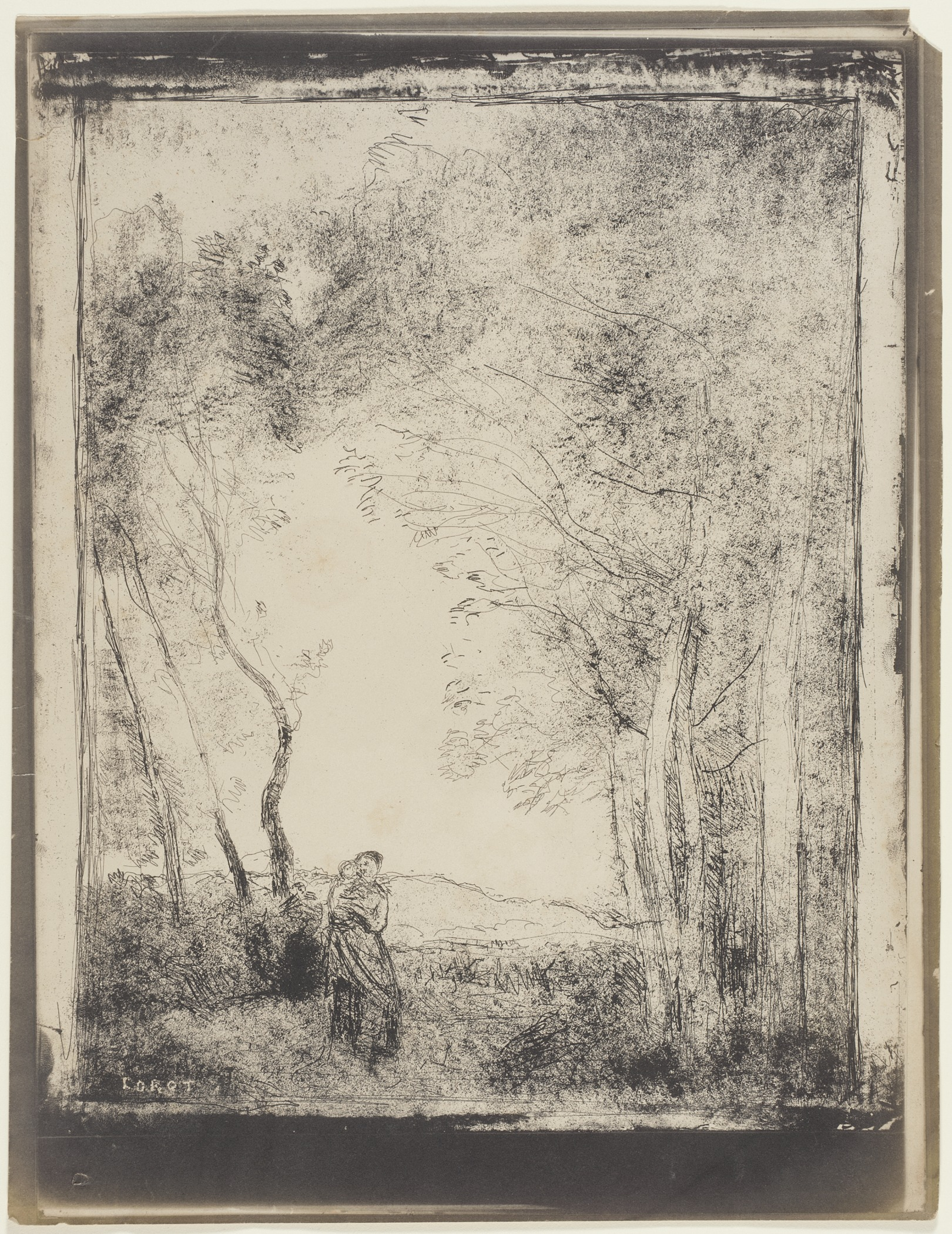
Jeune mère à l'aurée d'un bois (1856), cliché-verre de Jean-Baptiste Camille Corot, Museo de Arte del Condado de Los Ángeles
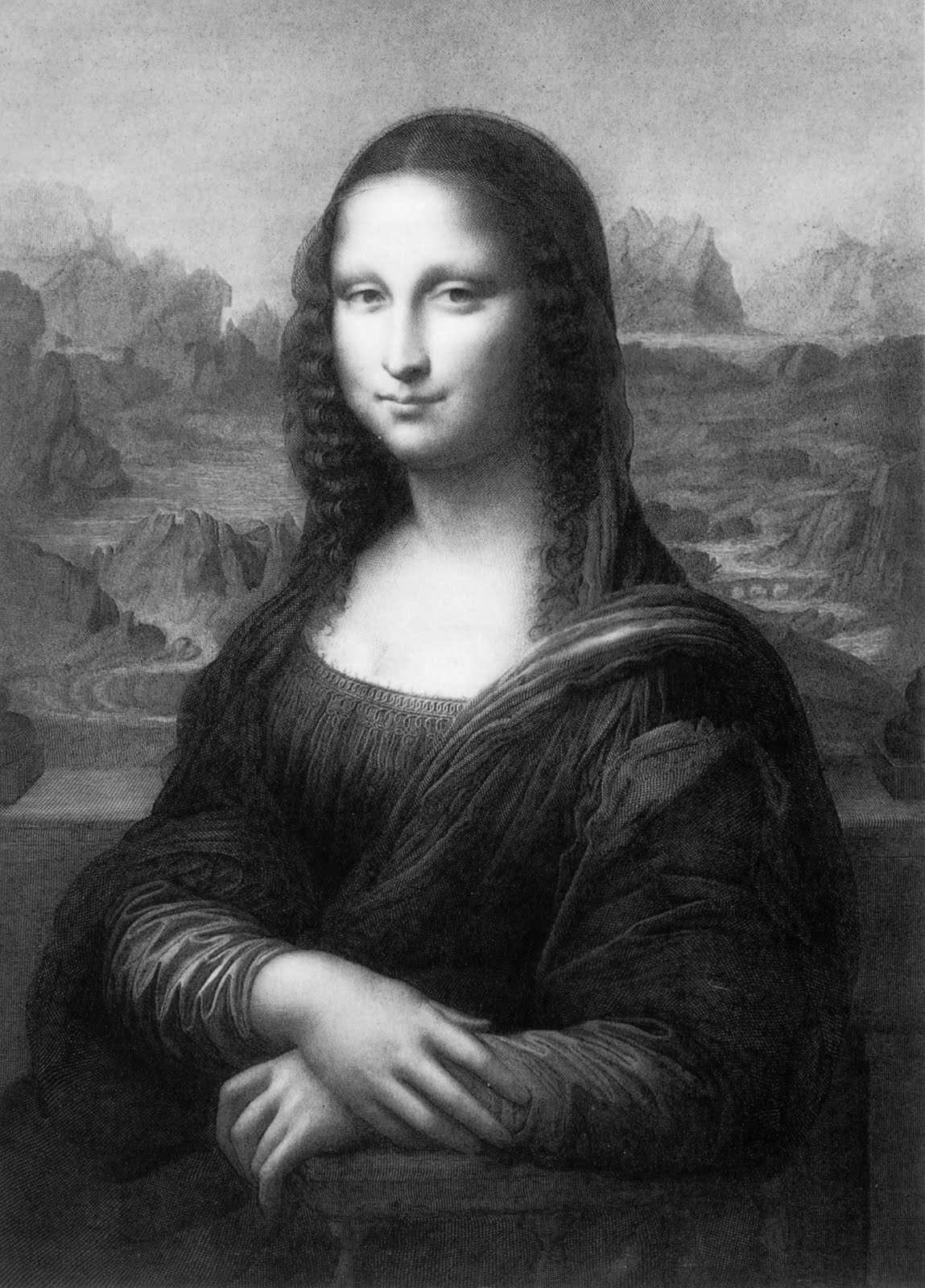
Mona Lisa (1858), de Luigi Calamatta

### Impresionismo

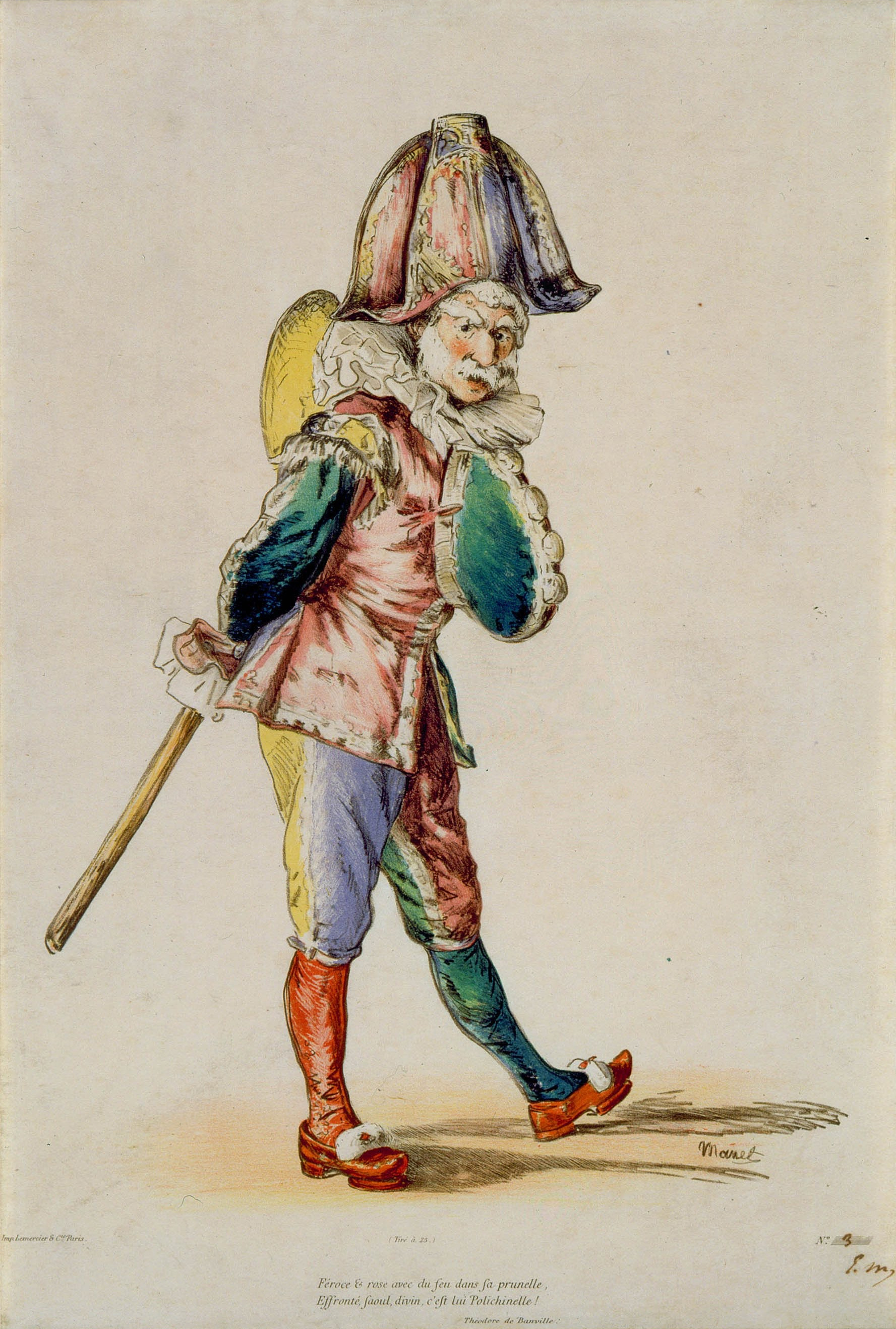
Polichinela (1874), de Édouard Manet, Detroit Institute of Arts

El impresionismo fue un movimiento profundamente innovador, que supuso una ruptura con el arte académico y una transformación del lenguaje artístico, con lo que se inició el camino hacia los movimientos de vanguardia. Los impresionistas se inspiraban en la naturaleza, de la que pretendían captar una «impresión» visual, la plasmación de un instante en el lienzo —por influjo de la fotografía—, con una técnica de pincelada suelta y tonos claros y luminosos que valoraba especialmente la luz. Surgió una nueva temática, derivada de la nueva forma de observar el mundo: junto a los paisajes y marinas, aparecen vistas urbanas y nocturnas, interiores con luz artificial, escenas de cabaré, circo y music-hall, personajes de la bohemia, mendigos, marginados, etc.
Durante esta época tuvo una gran importancia el influjo en las artes gráficas de la estampa japonesa, que se difundió profusamente por Occidente. La xilografía nipona influyó sobre todo en el uso de colores planos, nuevos conceptos en la utilización de la perspectiva, la elegancia de la línea y la audacia en el ensamblaje de forma y color. El gusto por el grabado japonés fue introducido sobre todo por Félix Bracquemond y se dio especialmente en los años 1880 y 1890. Su influencia está patente en mayor forma en la obra de Mary Cassat y Henri Rivière, así como en el grupo de los Nabis —especialmente Pierre Bonnard— y en otros artistas como Whistler, Manet y Fantin-Latour. Cabe destacar también la labor divulgadora de la revista Le Japon Artistique, publicada por Samuel Bing entre 1888 y 1891.

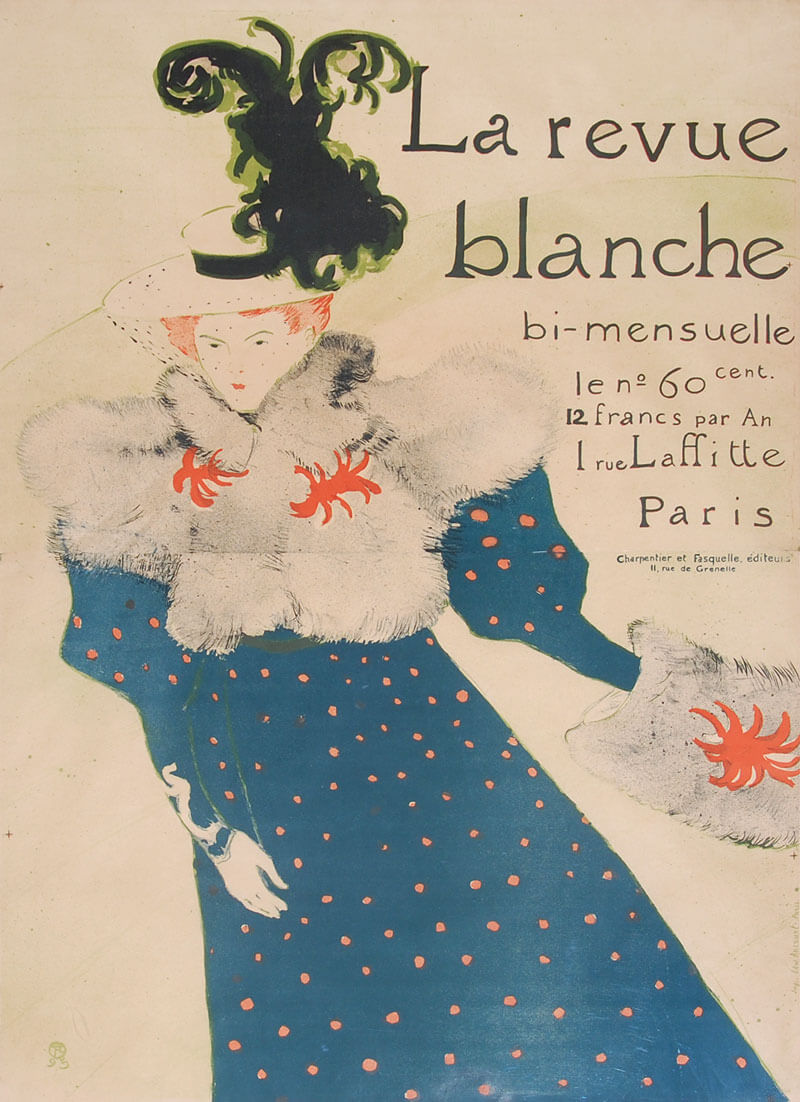
Ilustración de Toulouse-Lautrec para La Revue Blanche (1895)

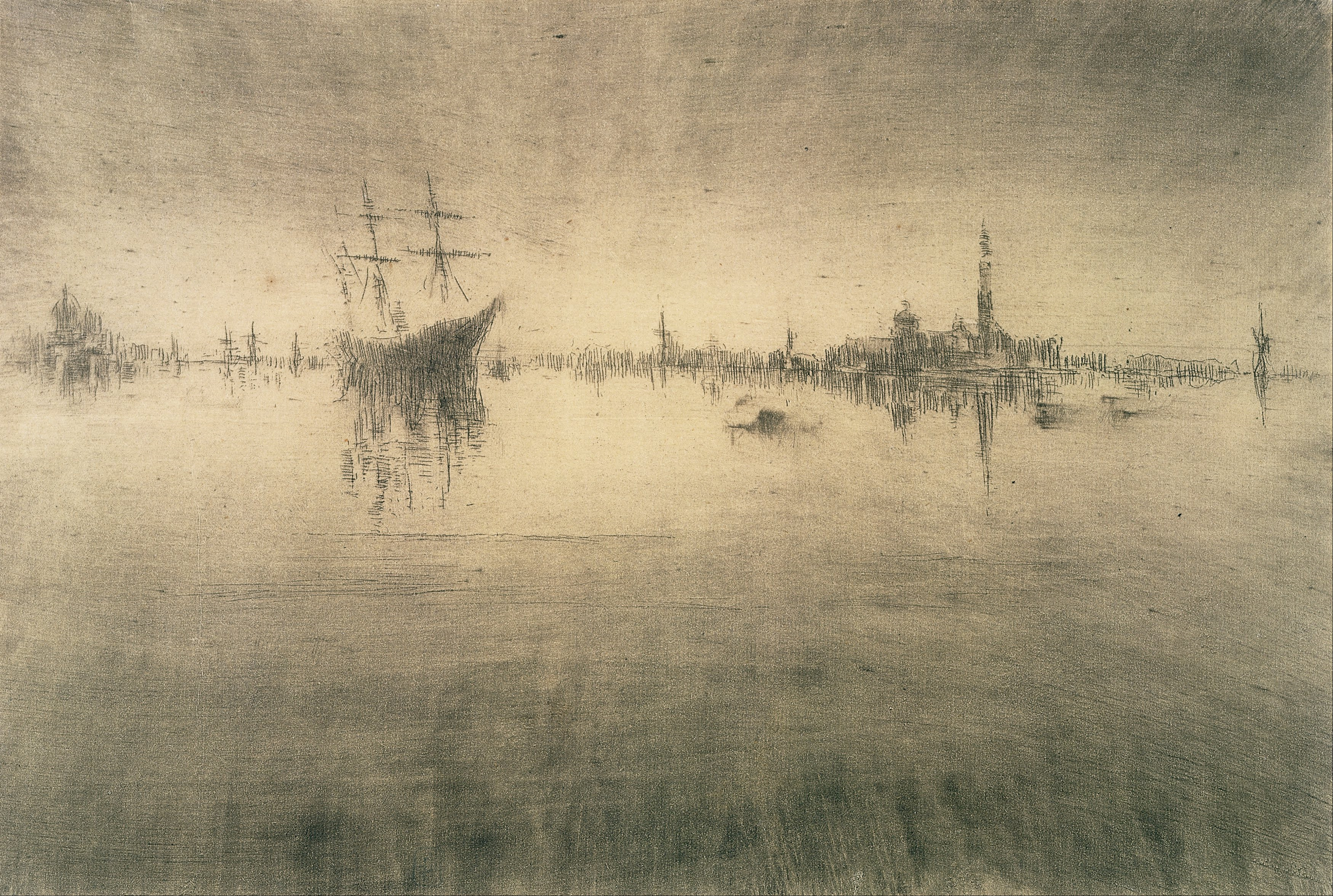
Nocturno (1879-1880), de James McNeill Whistler, Cincinnati Art Museum

Cabe resaltar también la importancia en esta época de la ilustración de periódicos y revistas, en la que intervinieron tanto pintores como artistas gráficos. Algunos pintores marginados por los medios académicos y los salones oficiales encontraron en esta vía una forma de publicar sus obras, como Henri de Toulouse-Lautrec, Henri-Gabriel Ibels, Adolphe Willette, Théophile Alexandre Steinlen, Louis Anquetin, Hermann-Paul y Jean-Louis Forain. Entre estos periódicos ilustrados conviene recordar: Les Temps nouveaux, Le Courrier français, La Revue Blanche, L'Escarmouche y Le Chambard.
En los años 1880, tras la experiencia de la Société des aquafortistes, hubo una iniciativa para revalorizar la estampa original no solo en el aguafuerte, sino en todas las técnicas de grabado. Para ello se creó la Société de l'estampe originale, así como la publicación L'Estampe originale, dirigida por Auguste Lepère, que publicó dos álbumes en 1888 y 1889, que, pese a su escaso éxito, sentaron las bases para una mayor concienciación de la labor artística del grabador. Fueron miembros de esta sociedad Félix Bracquemond, Whistler, James Tissot, Camille Pissarro, Edgar Degas, Tony Beltrand y Daniel Vierge. El fracaso comercial de esta iniciativa provino del mayor precio derivado de la obra original, por lo que empezó a gestarse la idea de que había que concienciar al público de la exclusividad de este tipo de creaciones, producto de la genialidad del artista, a través de un proceso artesanal y no meramente industrial. Pese a la contradicción de que una de las señas distintivas del grabado es su seriación, se pretendía singularizar la estampa original. Así surgió la técnica del eau-forte mobile («aguafuerte variable»), iniciada por Ludovic-Napoléon Lepic, consistente en entintar la lámina de forma distinta en cada estampación, por lo que de una misma composición pueden surgir infinitas variables y cada estampa se convierte en única. Estas estampas singulares fueron denominadas belle épreuve («prueba rara») y pasaron a ser parte de los catálogos de las galerías de arte, generalmente en ediciones limitadas y numeradas, destinadas a coleccionistas. Aunque se iniciaron con el aguafuerte, más tarde pasaron también a la litografía. Este nuevo concepto fue recogido por la Société des Peintres-Graveurs, fundada en 1889 y dirigida por Félix Bracquemond, que reunía a pintores interesados también en el grabado como una muestra más de su actividad artística, entre ellos Edgar Degas, Auguste Rodin, Odilon Redon, James Tissot, Camille Pissarro, Mary Cassatt, Eugène Carrière, Marc Chagall, Édouard Vuillard, Henri Fantin-Latour y Albert Besnard.

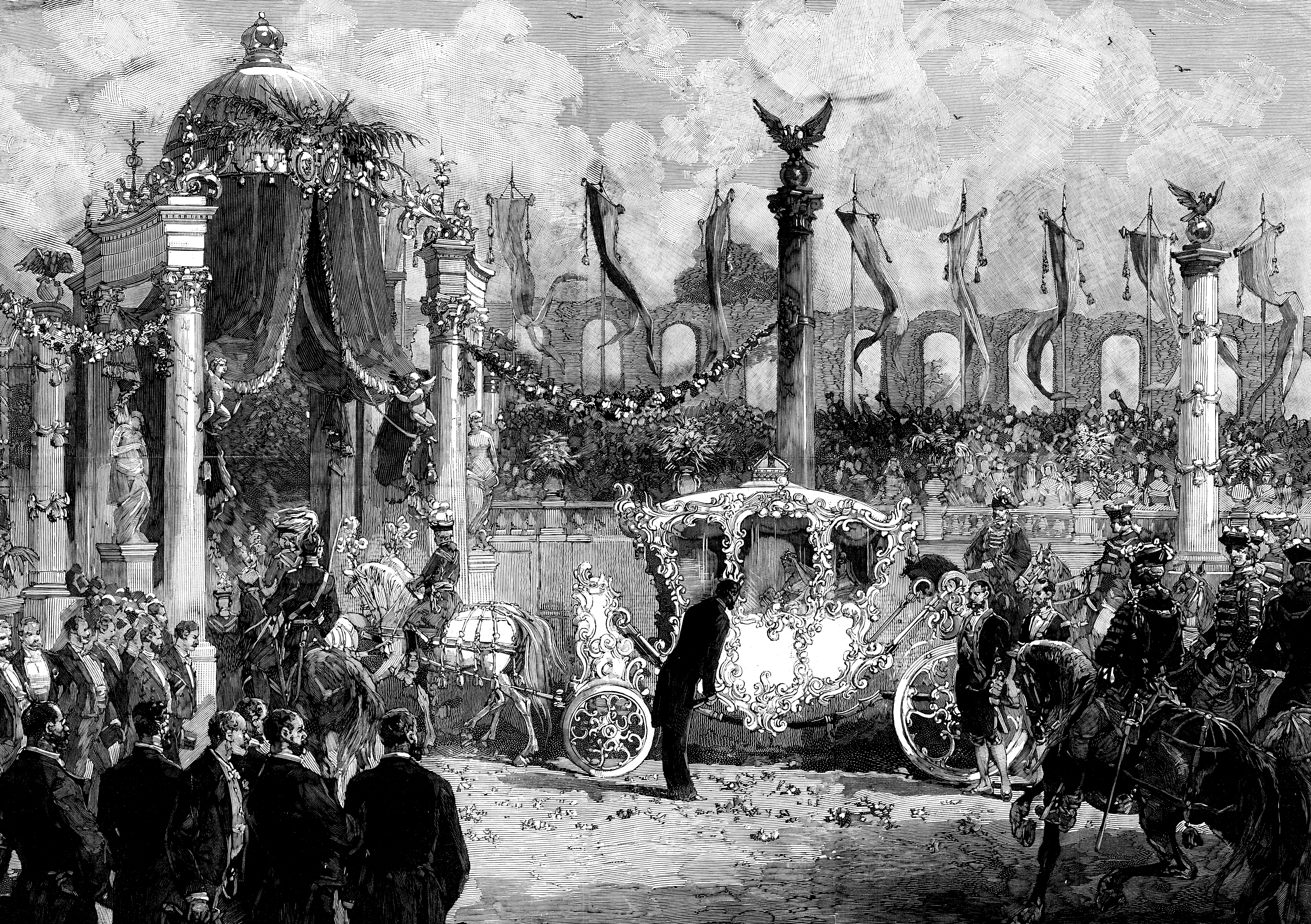
Recepción de la princesa Estefanía de Bélgica por el alcalde durante su matrimonio con el archiduque Rodolfo de Austria el 10 de mayo de 1881, de Auguste Lepère, publicado en Le Monde Illustré el 21 de mayo de 1881

Uno de los artistas que más practicaron el grabado fue Édouard Manet —considerado generalmente como preimpresionista—, autor de unas cien obras, la mayoría de las cuales no fueron publicadas. Admirador de Goya y Rembrandt, en sus grabados no reproduce fielmente pinturas o dibujos, sino que los interpreta en blanco y negro, buscando una forma propia de expresión. Practicó el aguafuerte y la litografía, siempre de una forma personal y novedosa. Sus períodos más creativos en el campo del grabado fueron 1860-1863 y 1865-1874; en el primero hizo unos cuarenta aguafuertes, mientras que en el segundo se centró más en ilustraciones para libros, generalmente en litografía y gillotage. Una de sus obras más famosas es El globo, una litografía de 1862, resuelta de forma libre y heterodoxa, por lo que no fue publicada en su momento. Su Ejecución de Maximiliano (1868) fue censurada por las autoridades. En 1874 realizó Polichinela, una caricatura del presidente Mac-Mahon, que también fue prohibida. En 1875 ilustró El cuervo de Edgar Allan Poe y, al año siguiente, La siesta de un fauno de Stéphane Mallarmé.

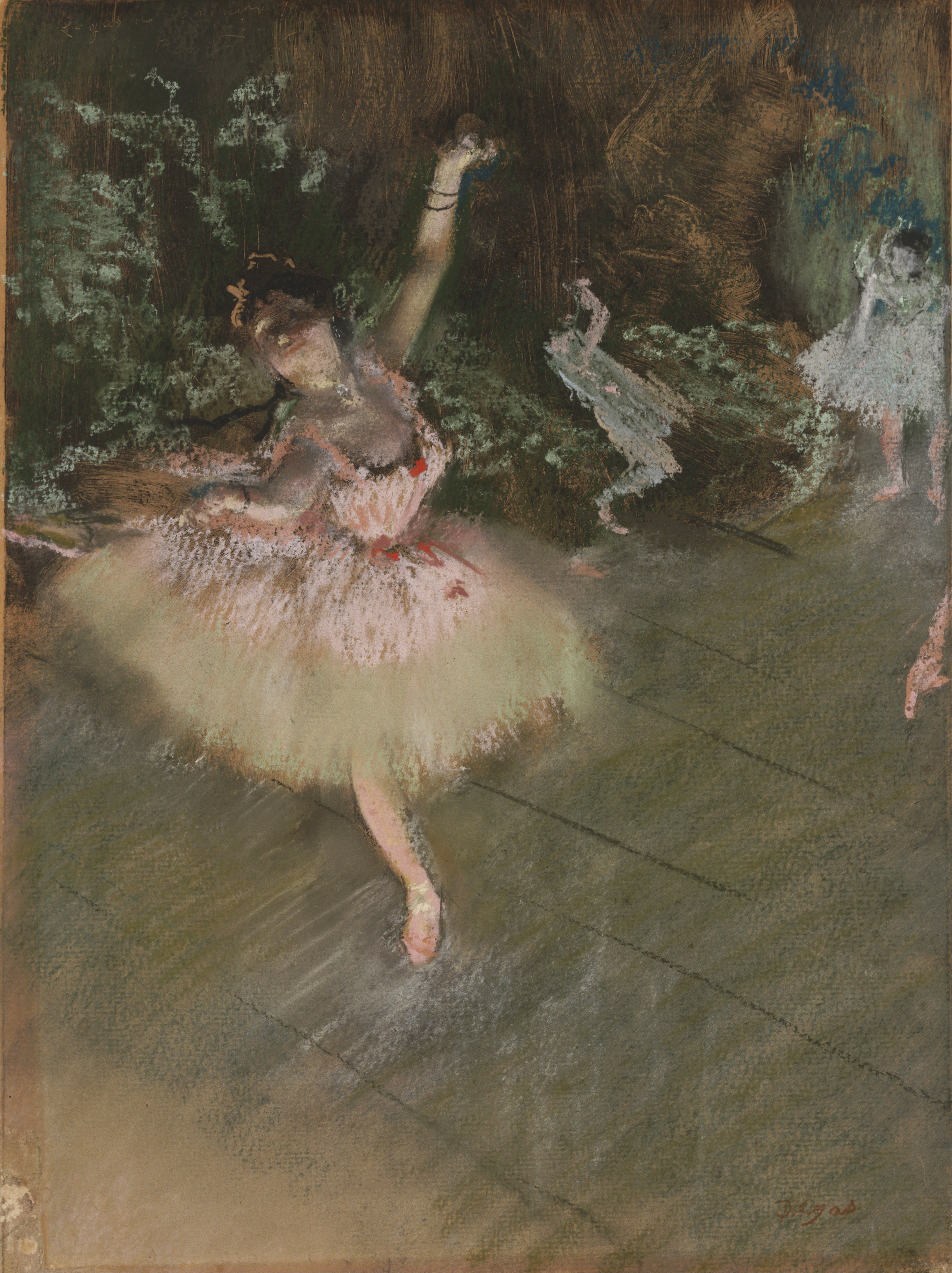
La estrella (c. 1876-78), de Edgar Degas, pastel sobre monotipo de tinta sobre papel verjurado, Museo de Arte de Filadelfia

Entre los impresionistas cabe destacar la obra gráfica de Edgar Degas, consciente de la fuerza del grabado como medio de difusión de sus obras. Se inició en el aguafuerte a los veintidós años, aunque más tarde practicaría también el aguatinta, la litografía y la monotipia. Sus primeras obras denotan la influencia de Rembrandt, aunque su estilo fue evolucionando gracias al influjo de artistas de su tiempo como Manet, Whistler, Tissot y Bracquemond. En su obra se percibe el afán por la experimentación y la innovación, así como la insistencia en trabajar en solitario. En un primer período (1856-1864) se dedicó sobre todo al retrato, con influencia de Rembrandt, Delacroix e Ingres. Tras unos años de inactividad, en 1875 retomó su labor gráfica e inició la representación de sus temas favoritos: bailarinas, escenas de teatro y music-hall, cafés, burdeles y escenas de toilette. Por influjo de su amigo Marcellin Desboutin practicó entonces la punta seca estilo esquisses sur métal, que combinaba estampa y dibujo. Poco después se interesó por la estampa original y la monotipia, técnica en la que experimentó diversos métodos, en combinación con óleo o pastel. En estas obras expresa especialmente su interés por los efectos de luces artificiales, que en ocasiones adoptan una apariencia casi abstracta. Entre 1879 y 1880 experimentó con nuevas herramientas de grabado, como el lápiz de esmeril y el arco carbónico o lápiz eléctrico, con los que creó nuevos efectos tonales. También trabajó en litografía, generalmente con papel autográfico, en ocasiones transfiriendo monotipos. Asimismo utilizó la fotografía para la obtención de motivos, usando los positivos como base para sus composiciones gráficas. Desde 1884 abandonó prácticamente su labor gráfica, que retomó parcialmente a finales de la década de los 1880 con una serie litográfica dedicada al desnudo femenino. Ya en los 1890 abandonó definitivamente el grabado en favor de la fotografía.
Otros artistas impresionistas que practicaron el grabado fueron: Camille Pissarro, quien practicó el grabado de forma original, buscando diversas variaciones de una misma imagen, para lo que partía de un simple boceto en punta seca o aguafuerte y aplicaba sucesivas aguatintas en distintos estados y colores; Pierre-Auguste Renoir se dedicó sobre todo a la litografía, generalmente con la reproducción de su obra pictórica, con imágenes que tienen apariencia de pastel, de volúmenes rotundos y ambientes voluptuosos; Mary Cassatt fue una de las artistas que más asumió la influencia japonesa —especialmente de Utamaro—, de la que adoptó tanto las formas, composiciones y perspectivas como los esquemas de color, todo lo cual aplicó a unas imágenes de contexto occidental, generalmente imágenes domésticas y familiares, con preferencia por la relación entre madres y niños.
Cabe resaltar también la obra del estadounidense afincado en Reino Unido James McNeill Whistler, un pintor de intenso lirismo que busca en sus imágenes la captación del ambiente y los efectos atmosféricos, la luminosidad diurna y nocturna. Practicó el aguafuerte, la litografía y la punta seca. Fue uno de los primeros artistas que grabó directamente sobre el cobre, pintando más que entintando el metal, para captar el instante de forma más idónea, por lo que todas sus estampas eran únicas. En 1858 publicó una serie de doce estampas croquizadas de los barrios parisinos de Montrouge y Montmartre, y al año siguiente otra similar de vistas del Támesis; hubo de esperar veinte años para su tercera serie, esta vez sobre Venecia.
En Alemania, los principales artistas impresionistas fueron Max Liebermann, Lovis Corinth y Max Slevogt. El primero evolucionó del realismo al impresionismo, autor de paisajes, retratos y escenas campesinas; Corinth también estuvo a caballo entre el realismo, el impresionismo y, al final de su carrera, el expresionismo, con una profusa obra gráfica de novecientas obras entre litografías y puntas secas, de trazo rápido y agudo, algunas de ellas en series (Lutero, Ana Bolena, Götz von Berlichingen); Slevogt realizó series de ilustraciones litografiadas y grabadas sobre cobre, con un dibujo seguro y fantasía creativa (Lederstrumpf de James Fenimore Cooper, 1906-1909).
El sueco Anders Zorn practicó el aguafuerte, con un estilo sobrio y espontáneo, más preocupado por la expresión que por la calidad técnica, autor de retratos, desnudos y escenas costumbristas.
En España, cabe resaltar la obra de: Tomás Campuzano, autor de paisajes y marinas de estilo plenairista; Ricardo de los Ríos, aguafortista reproductor y autor de paisajes y retratos, como el de Garibaldi y el de Carlos de Haes; y Juan Espina, paisajista de tono plenairista.

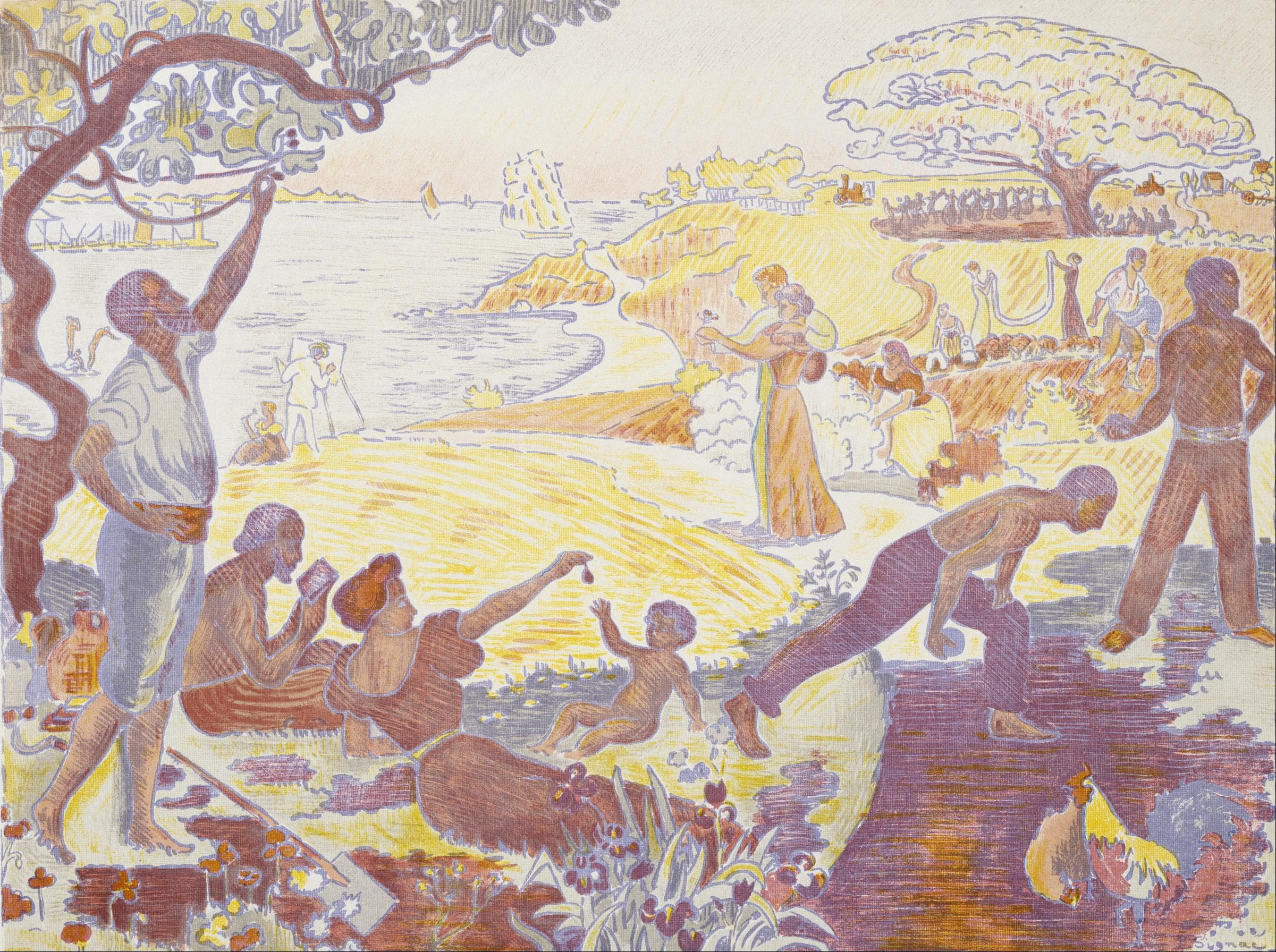
En el tiempo de la armonía: La alegría de la vida - Domingo junto al mar (1895 - 1896), de Paul Signac, Museo de Bellas Artes de Houston

Tras la primera generación impresionista fueron surgiendo en Francia varios artistas que, si bien partían de sus premisas, fueron evolucionando hacia nuevas formas de expresión, los cuales se suelen agrupar en dos corrientes: neoimpresionismo y postimpresionismo. La primera se caracterizó por la técnica del puntillismo (o divisionismo), consistente en componer la obra mediante una serie de puntos de colores puros, que se colocan junto a otros de colores complementarios, fusionándose en la retina del espectador en un nuevo tono. Su principal exponente en el terreno gráfico fue Paul Signac, autor de litografías en las que reflejó sus composiciones pictóricas, centradas en paisajes, retratos y escenas sociales.

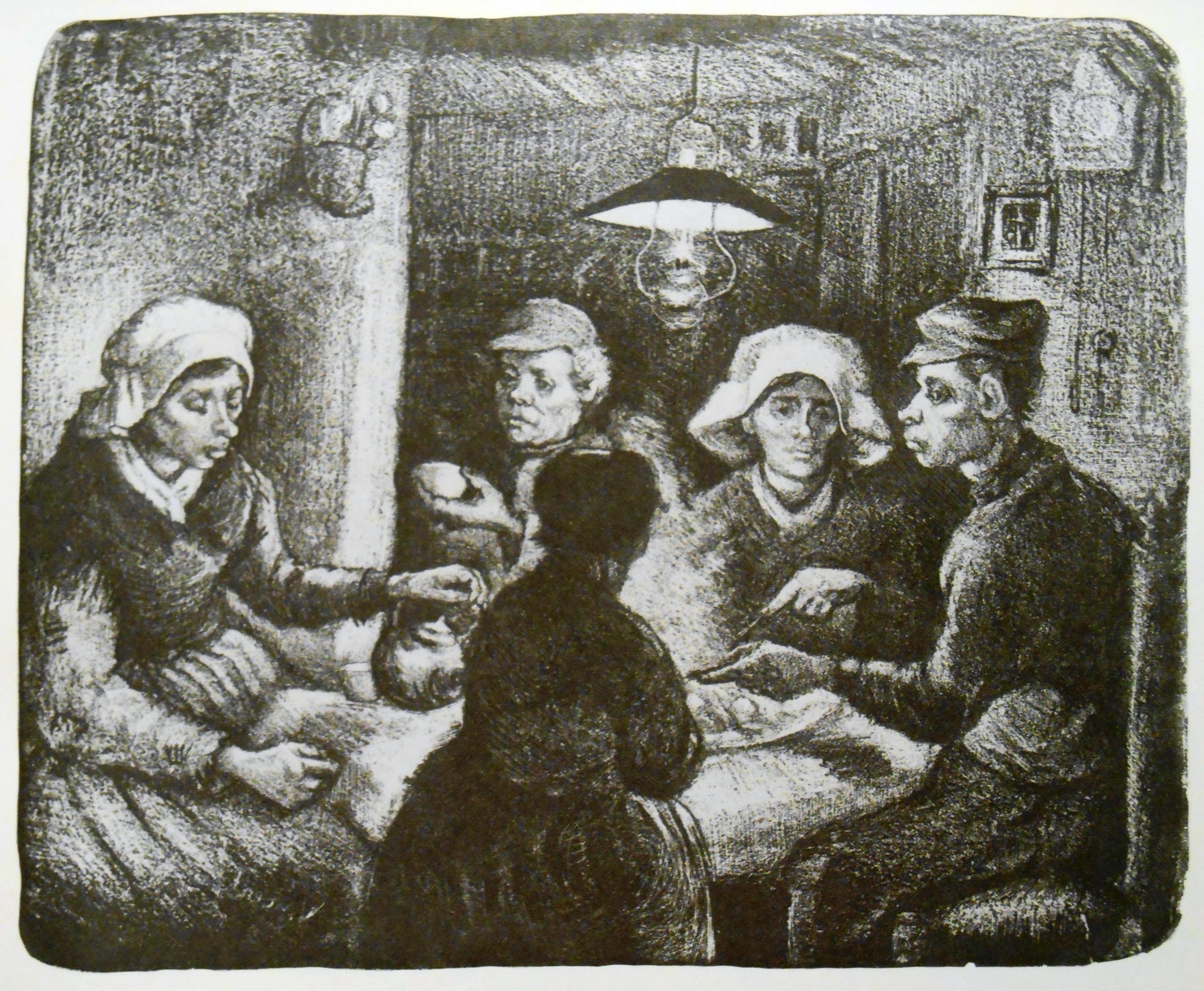
Los comedores de patatas (1885), de Vincent van Gogh, Stedelijk Museum, Ámsterdam

Por su parte, los postimpresionistas reinterpretaron de manera personal los nuevos hallazgos técnicos efectuados por el impresionismo, con lo que abrieron distintas vías de desarrollo de suma importancia para la evolución del arte en el siglo XX. Así, más que un determinado estilo, el postimpresionismo fue una forma de agrupar a diversos artistas de distinto signo, entre los que destacan Vincent van Gogh, Henri de Toulouse-Lautrec y Paul Cézanne. Van Gogh fue autor de obras de fuerte dramatismo y prospección interior, con pinceladas sinuosas y densas, de intenso colorido, en las que deforma la realidad, a la que otorgó un aire onírico. No trabajó mucho en el terreno gráfico, del que solo se conocen nueve litografías de su período holandés (1882-1885), por lo general reproducciones de sus obras, como Los comedores de patatas (1883-1885); y un aguafuerte realizado en Auvers-sur-Oise, el Retrato del Doctor Gachet (1890).
La obra de Toulouse-Lautrec estuvo fuertemente marcada por al arte gráfico. En 1886 empezó a colaborar con la publicación Le Courrier français, para la que efectuaba dibujos que eran traspasados a fotorrelieve. Trabajó sobre todo en litografía a color, en la que creaba estampas y carteles inspirados en la vida nocturna de París (cafés, teatros, cabarés), con un estilo realista pero de tono decorativo que combinaba ingenuidad y sátira social. En sus imágenes aparecen escenarios de candilejas con cantantes y bailarinas en gestos dramáticos y desproporcionados, vistos con la perspectiva de una persona aquejada de enanismo. En 1893 realizó con Henri-Gabriel Ibels la serie de veintidós litografías Le Café-Concert, en la que retrataron a los más famosos actores de variedades del momento. También trató el tema de la prostitución, en su serie de once litografías Elles (1896), en las que retrata momentos de intimidad de estas mujeres, que podrían parecer interiores domésticos si no fuese por un sutil erotismo que confiere a las escenas.
Cézanne suele ser considerado un pionero de las vanguardias artísticas del siglo XX. En sus obras estructuraba la composición en formas geométricas (cilindro, cono y esfera), en una síntesis analítica de la realidad precursora del cubismo. Practicó la litografía, en reproducciones de sus obras, generalmente paisajes, retratos y desnudos —sobre todo de bañistas—.

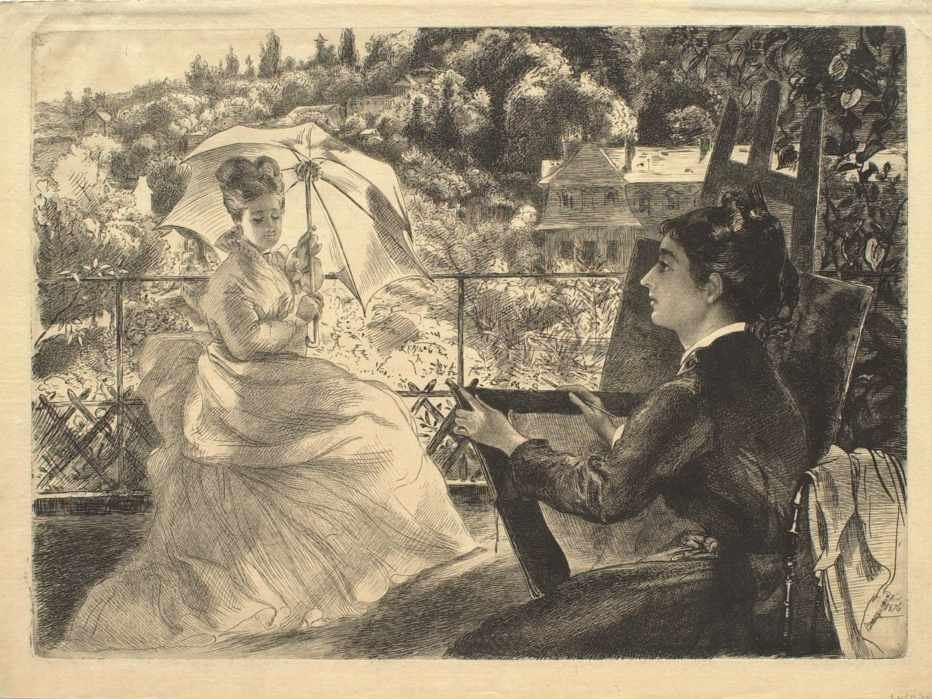
Terraza de la Villa Brancas (1876), de Félix Bracquemond, Instituto de Arte Clark, Williamstown
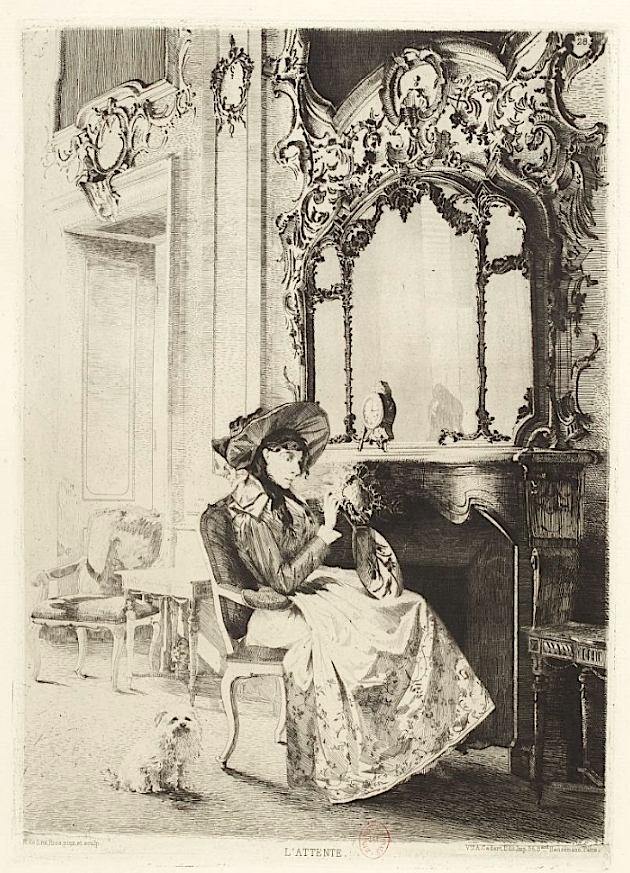
L'Attente (1877), de Ricardo de los Ríos
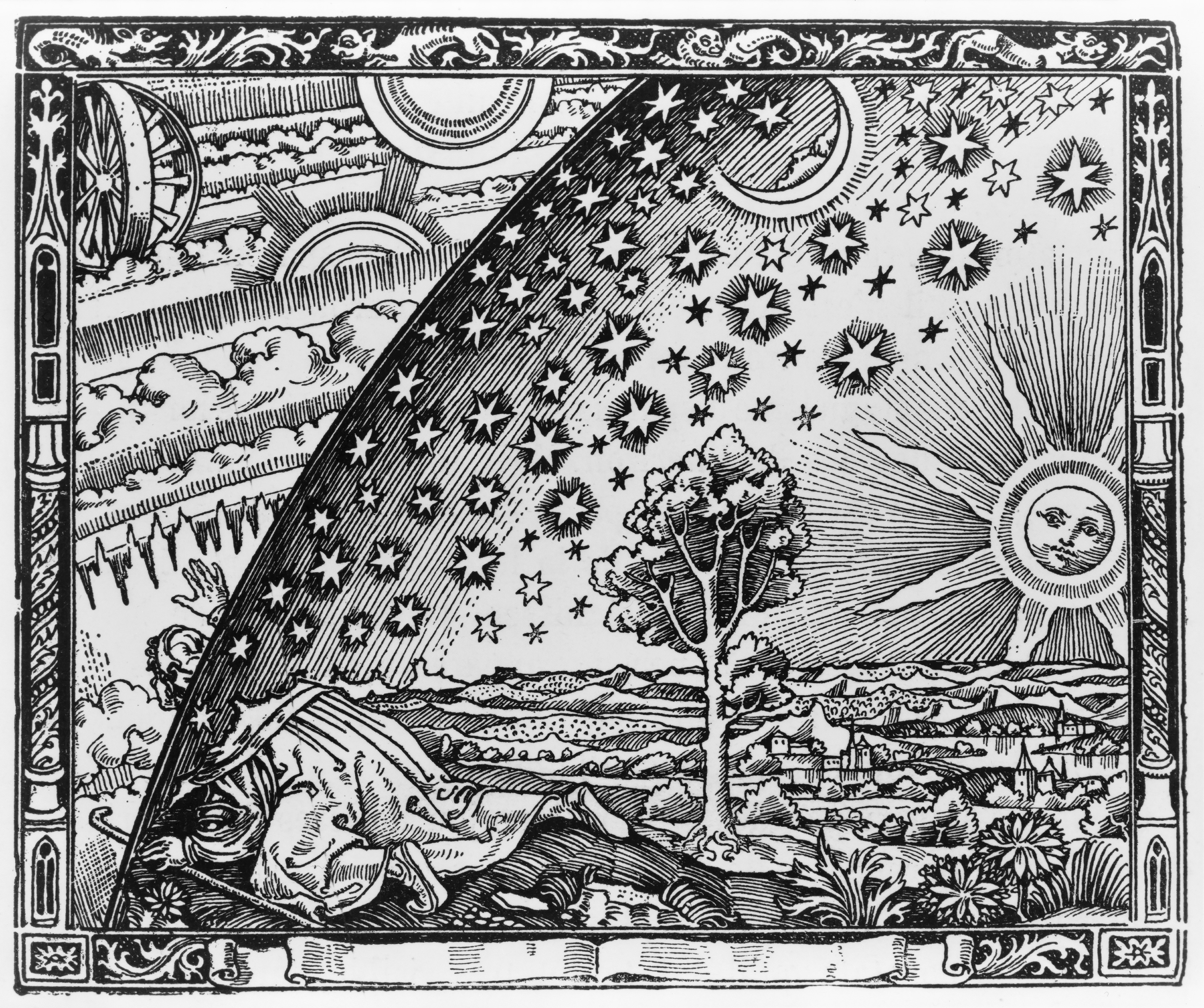
Grabado Flammarion (1888), anónimo
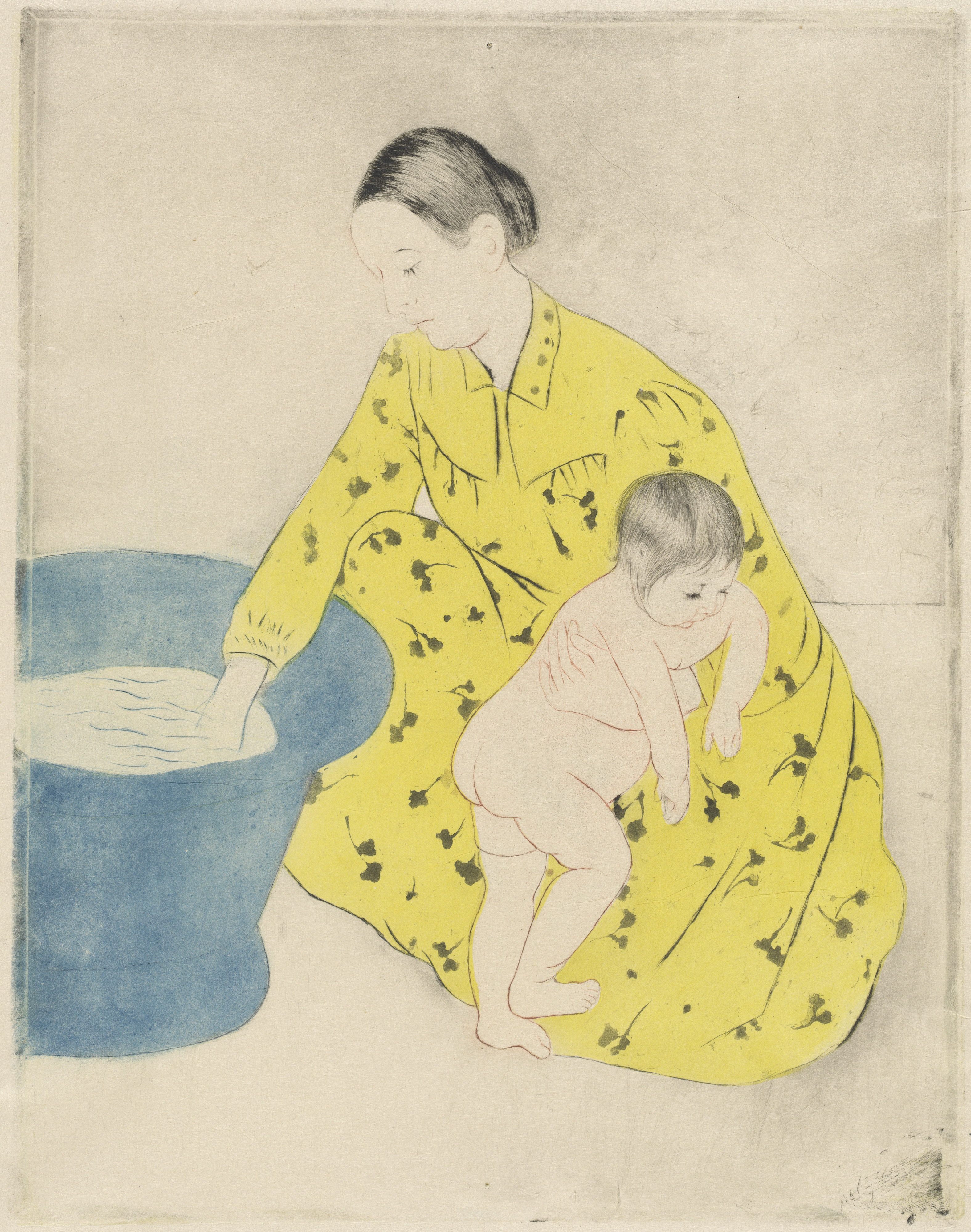
El baño (1890-1891), de Mary Cassatt, Galería Nacional de Arte, Washington D. C.
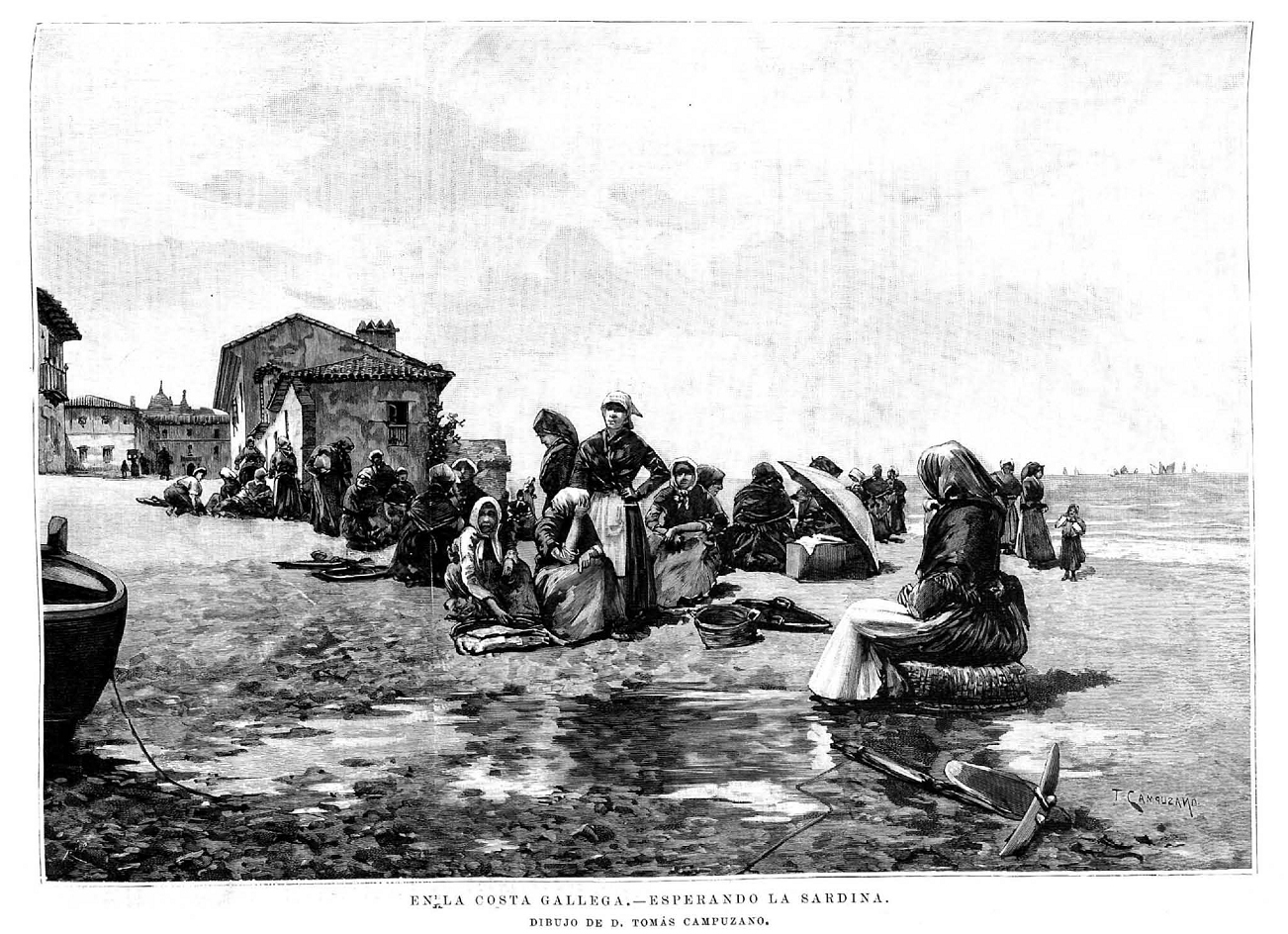
En la costa gallega, esperando la sardina (1894), de Tomás Campuzano
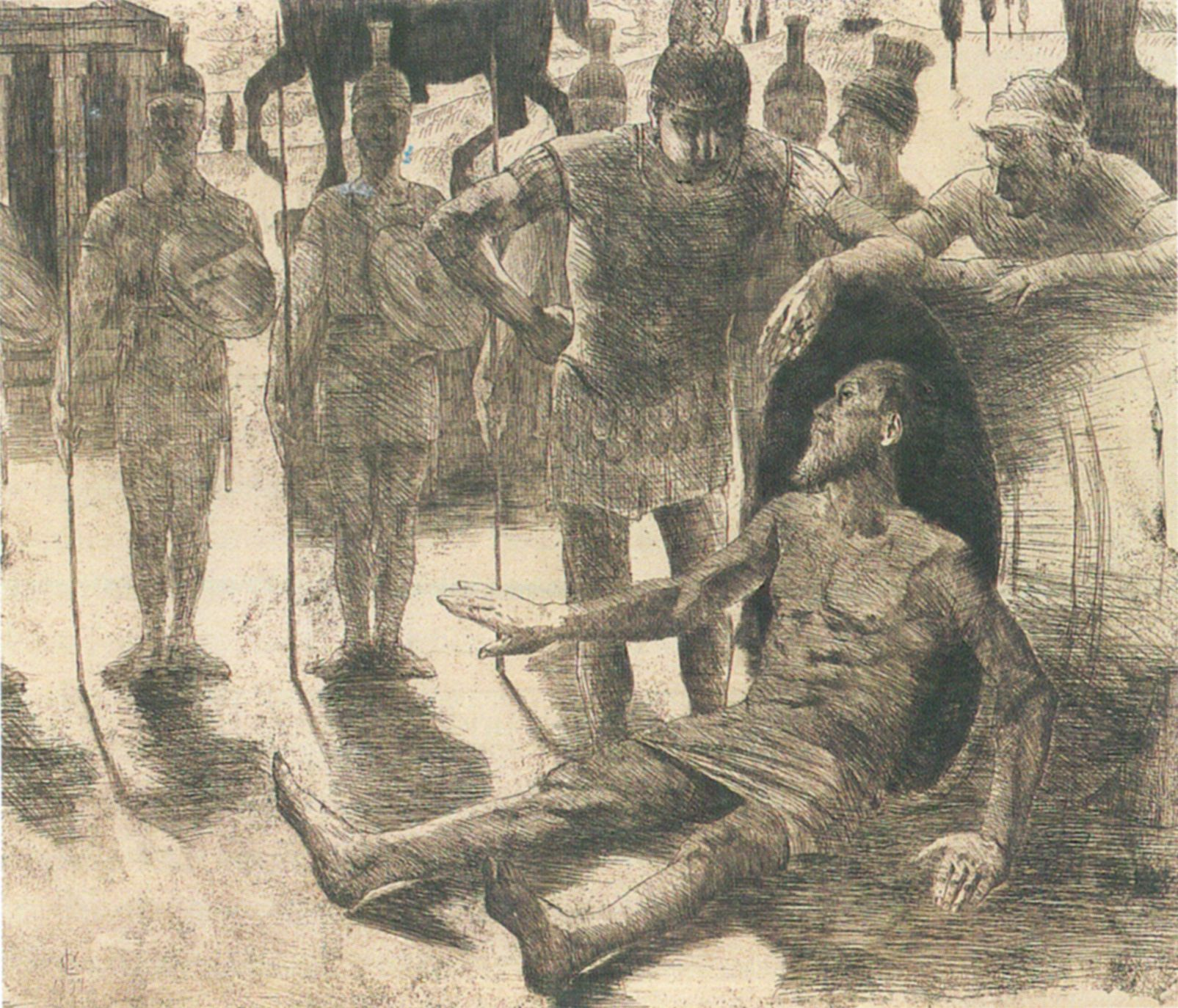
Diógenes y Alejandro (1894), de Lovis Corinth, Grafische Sammlung Albertina, Viena
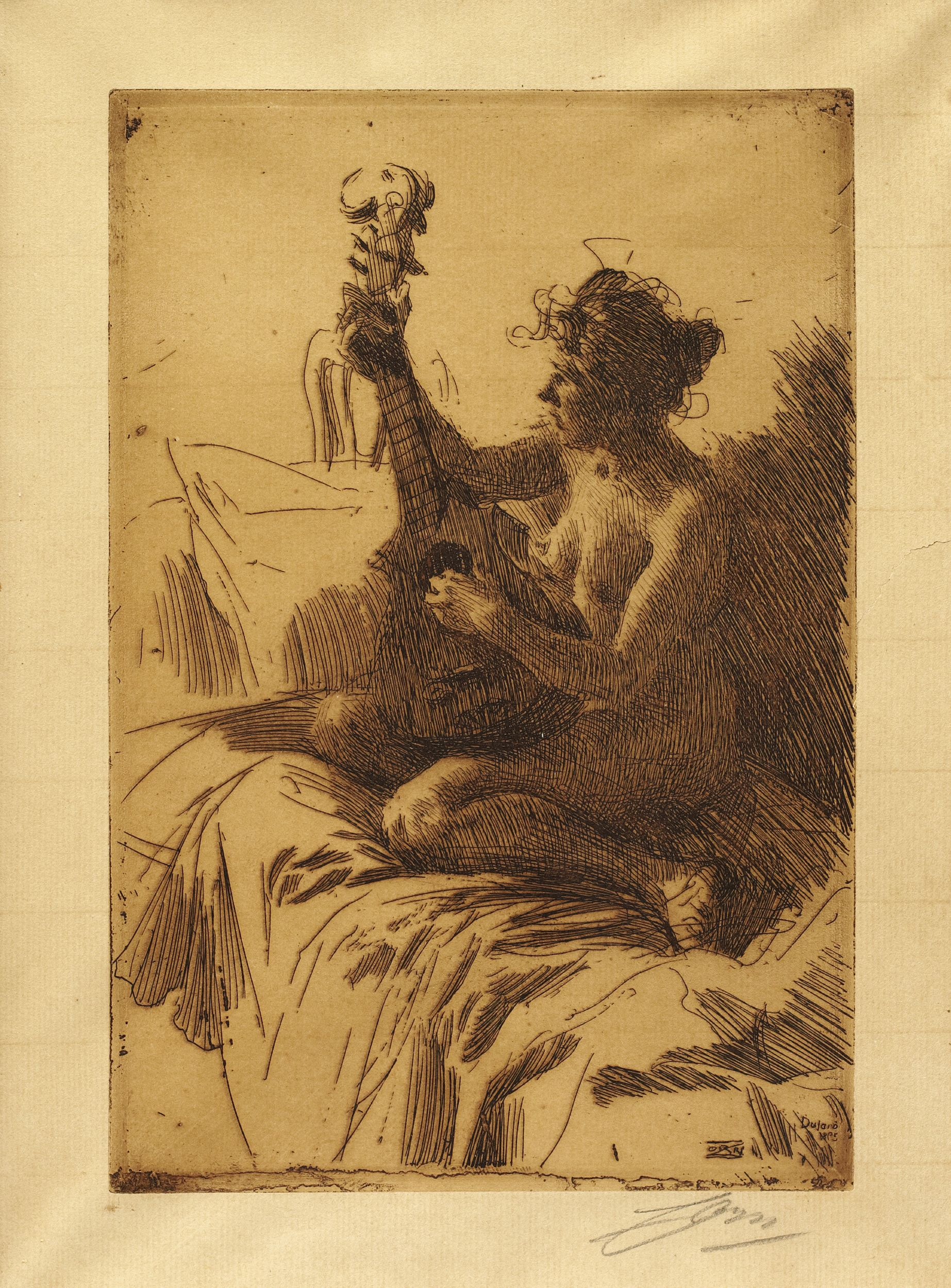
Souvenir (la guitarra) (1895), de Anders Zorn
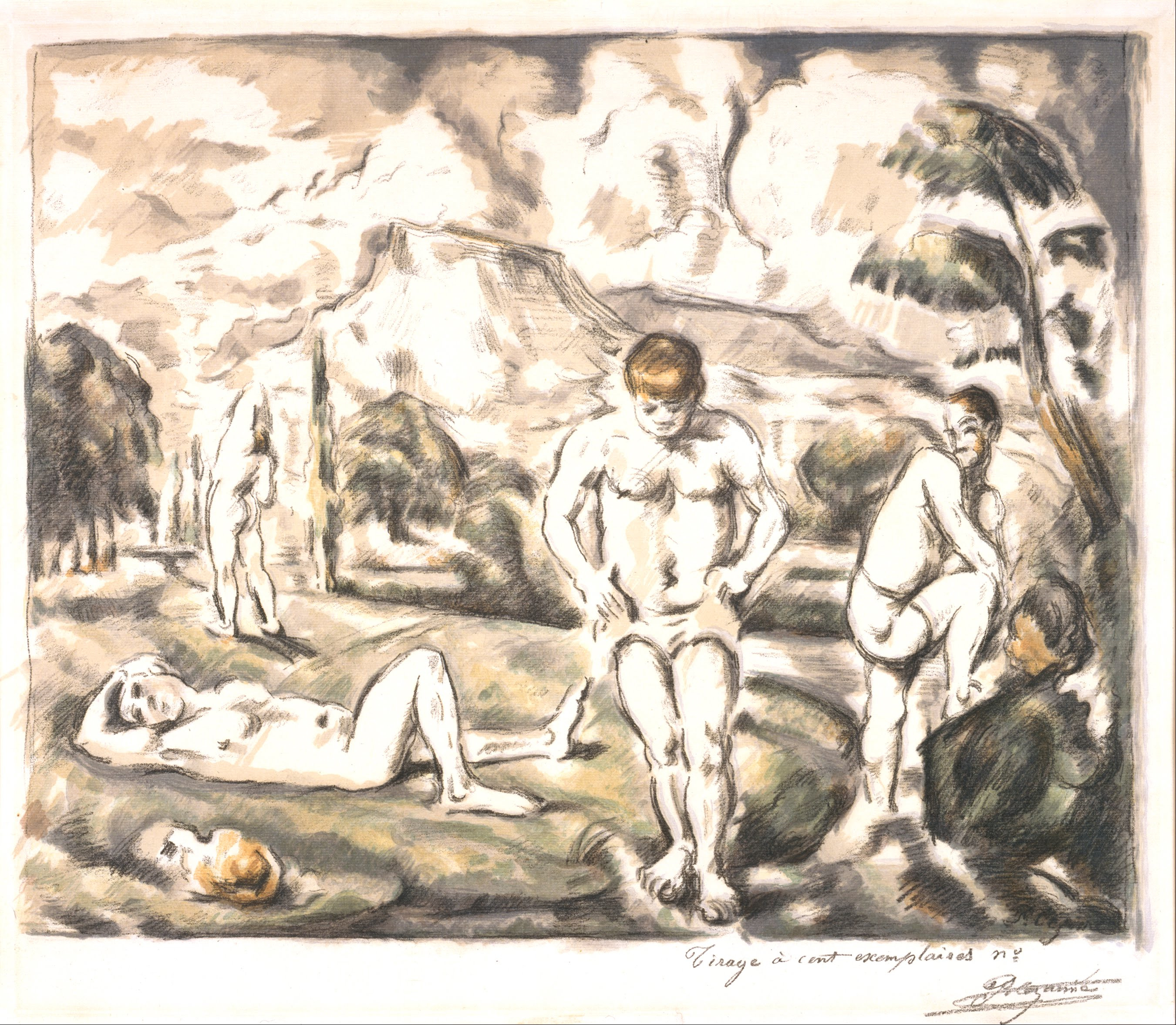
Los bañistas (1896-1897), de Paul Cézanne, Blanton Museum of Art, Austin

### Modernismo y simbolismo

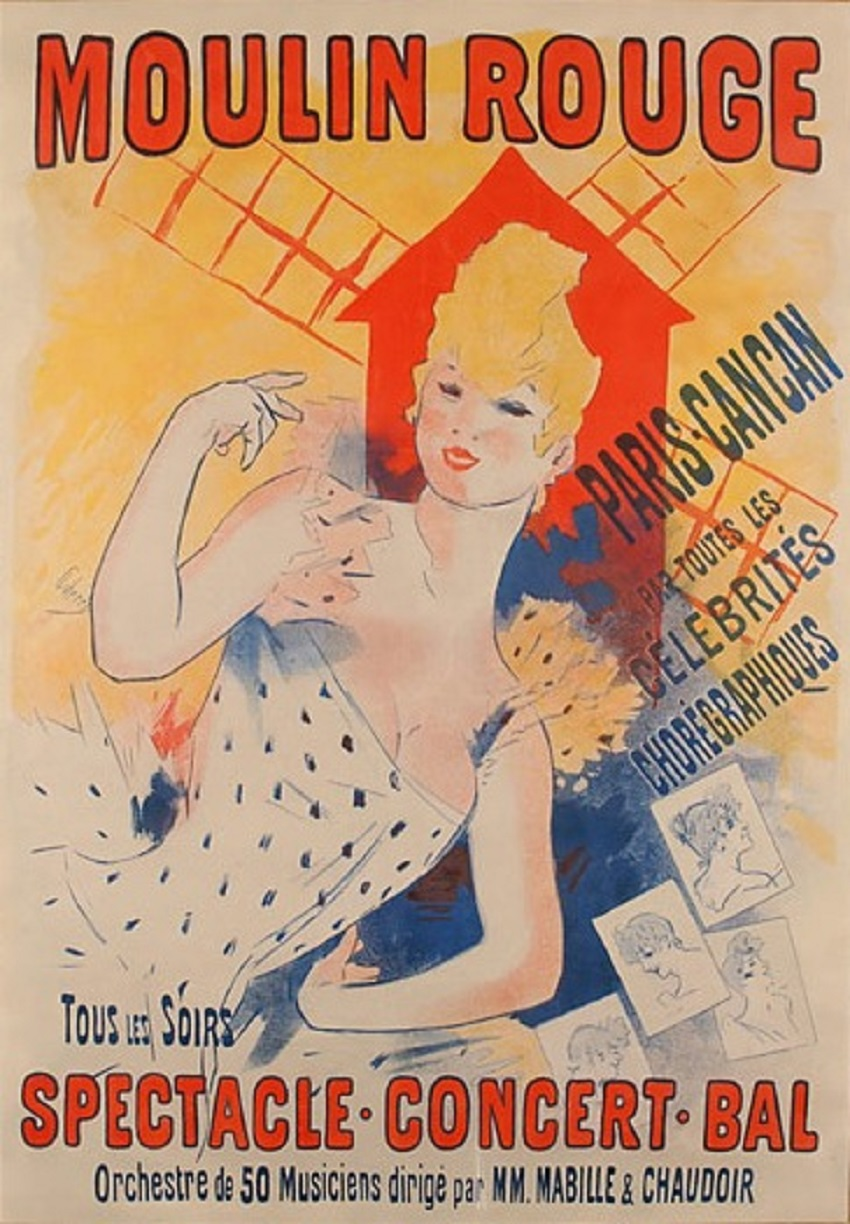
Cartel anunciador del Moulin Rouge (1890), de Jules Chéret

Los dos principales movimientos de la transición entre los siglos xix y xx fueron el modernismo y el simbolismo. El modernismo fue un movimiento arquitectónico que surgió hacia 1880 en varios países, en función del cual recibió distintos nombres: Art Nouveau en Francia, Modern Style en Reino Unido, Jugendstil en Alemania, Sezession en Austria, Liberty en Italia y modernismo en España, país en el que destacó el modernismo catalán. Perduró hasta el inicio de la Primera Guerra Mundial. Este estilo, por su carácter ornamental, supuso una gran revitalización de las artes gráficas y decorativas, con una nueva concepción más enfocada en el acto creador y en la equiparación con el resto de artes plásticas, hasta el punto de que sus artífices plantearon por primera vez la «unidad de las artes». El diseño modernista planteaba en general la revalorización de las propiedades intrínsecas de cada material, con unas formas de tipo organicista inspiradas en la naturaleza.
El simbolismo fue un estilo de corte fantástico y onírico que surgió como reacción al naturalismo de las corrientes realista e impresionista, frente a cuya objetividad y descripción detallada de la realidad opusieron la subjetividad y la plasmación de lo oculto y lo irracional; frente a la representación, la evocación o la sugerencia. Una característica principal del simbolismo fue el esteticismo, reacción al utilitarismo imperante en la época y a la fealdad y materialismo de la era industrial. Frente a ello, el simbolismo otorgó al arte y a la belleza una autonomía propia, sintetizada en la fórmula de Théophile Gautier «el arte por el arte» (L'art pour l'art).

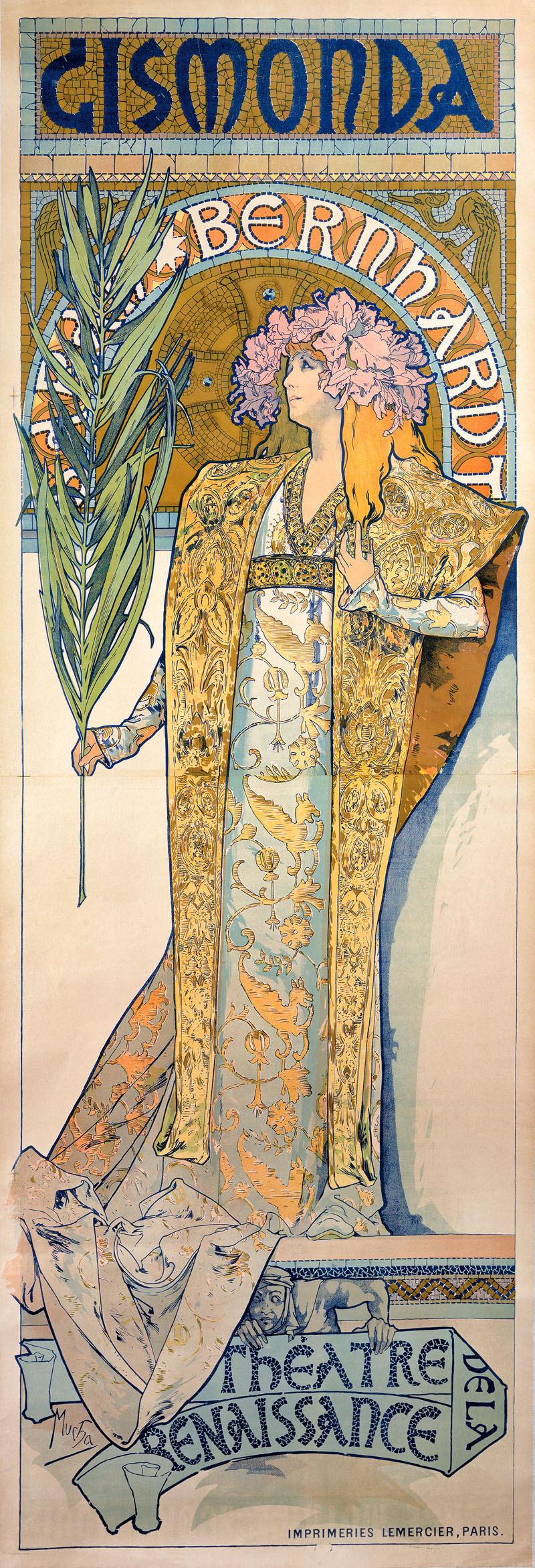
Cartel de Gismonda elaborado para Sarah Bernhardt por Alfons Mucha (1894)

En el último cuarto del siglo se vivió un gran auge del cartelismo, efectuado sobre todo en litografía. El gran renovador de este medio fue Jules Chéret, que convirtió los carteles anunciadores en verdaderas obras artísticas. En 1866 abrió un taller litográfico en París, desde el que comenzó una gran labor en carteles que destacaban por su colorido, con una esmerada composición y riqueza de efectos. Sus principales clientes fueron los teatros parisinos, como el Folies Bergère, así como empresarios y comerciantes. Siguió sus pasos Eugène Grasset, quien asoció el cartel estilísticamente con el Art Nouveau, inspirándose especialmente en la naturaleza, en motivos florales y elementos ornamentales. Hasta casi 1890 pocos artistas de renombre practicaron el cartelismo —cabe reseñar a Édouard Manet (Champfleury-Les chats, 1868) y Honoré Daumier (Entrepôt d'Ivry, 1872)—, pero desde entonces pasó a ser un medio más de expresión para cualquier artista. El nombre más destacado fue el de Alfons Mucha, un pintor checo instalado en París, donde desarrolló una gran obra gráfica: su primer gran éxito fue el cartel para la obra teatral Gismonda de Sarah Bernhardt (1894), que agradó tanto a la actriz que lo contrató para realizar todos sus carteles (La dama de las camelias, 1896; Lorenzaccio, 1896; La samaritana, 1897; Medea, 1898; Hamlet, 1899; Tosca, 1899). La obra de Mucha se centraba en la figura femenina, una figura lánguida y melancólica de cabellos largos y vaporosos vestidos, adornada con joyas y enmarcada en una decoración vegetal.

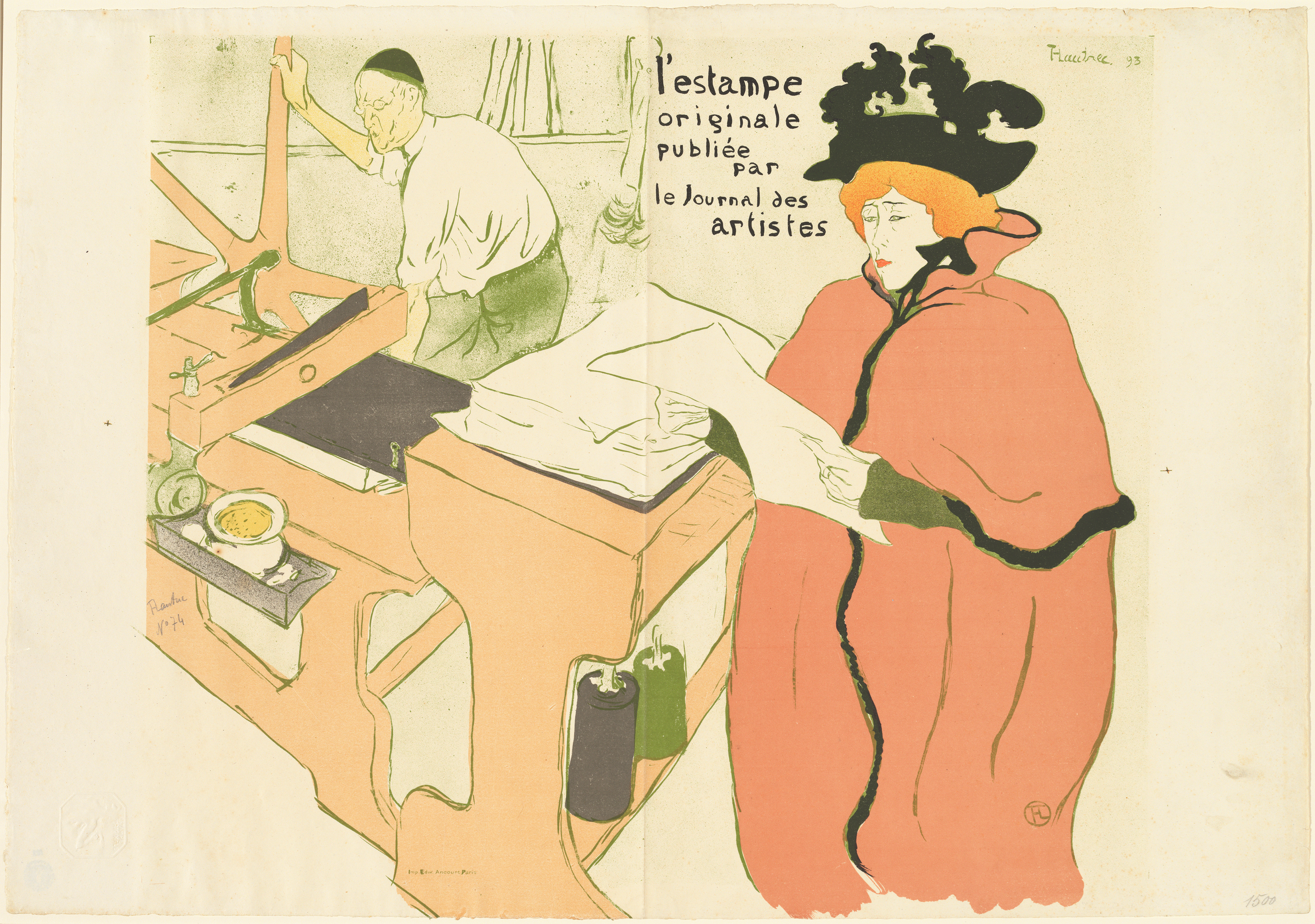
Portada de L'Estampe originale (1893), de Henri de Toulouse-Lautrec

Entre 1893 y 1895 se volvió a editar L'estampe originale, bajo la dirección de André Marty. Sacaron nueve álbumes, donde se expuso la obra de setenta y cuatro artistas, con la colaboración del crítico de arte Roger Marx. Inspirados en el movimiento inglés Arts & Crafts, estos artistas pretendían la integración de las artes y de estas con la industria, así como una revalorización de las artes decorativas. De salida trimestral, contaba con una tirada de cien ejemplares; la suscripción anual valía 150 francos. La publicación se centraba en la originalidad de las obras, con independencia de la técnica empleada. También incentivó la experimentación y el uso de nuevas técnicas (como la gypsographie, inventada por Pierre Roche; o el gofrado, desarrollado por Alexandre Charpentier), e impulsó con fuerza la estampa en color. Entre los artistas que participaron en esta iniciativa se encontraban: Odilon Redon, Eugène Carrière, Pierre Bonnard, Édouard Vuillard, Henri-Gabriel Ibels, Maurice Denis, Félix Bracquemond, Jules Chéret, Henri Fantin-Latour, James McNeill Whistler, Camille Pissarro, Pierre Puvis de Chavannes, Auguste Rodin, Pierre-Auguste Renoir, Paul Gauguin, Émile Bernard, Henri de Toulouse-Lautrec, Paul Signac, Théo van Rysselberghe, Paul Sérusier, Félix Vallotton, Constantin Meunier, Lucien Pissarro, Victor Prouvé, Walter Crane, Charles Ricketts, Antonio de la Gándara, Adolphe Willette, Auguste Lepère, Hermann-Paul y Jean-François Raffaëlli.

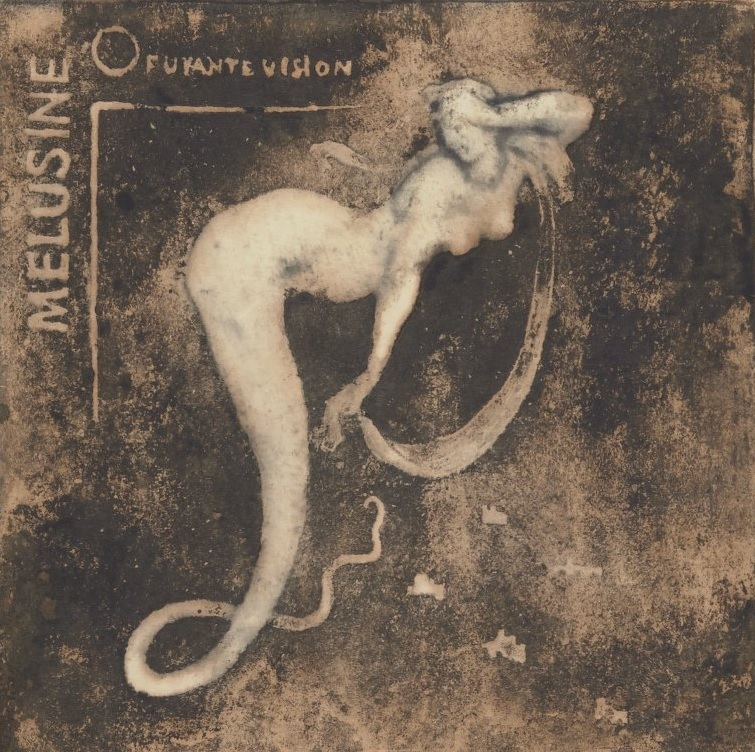
Mélusine (1900), de Pierre Roche, gypsographie en papel Japón, Biblioteca Nacional de Francia, París

El impulso a las artes gráficas favorecido por el modernismo conllevó un auge en la publicación de revistas. Una de las pioneras fue la británica The Studio, que presentaba cerca de mil reproducciones anuales de obras artísticas de todo tipo. En el mismo país destacó The Yellow Book, dirigida por el ilustrador Aubrey Vincent Beardsley. En Bélgica se editaron L'Art moderne y Van nu en Straks, donde se presentaron las principales novedades modernistas y se difundió la obra de Victor Horta y Henry Van de Velde. En Alemania surgieron las revistas literarias y artísticas Pan, Jugend y Simplicissimus, que destacaron por su lenguaje crítico y satírico. En Austria, Ver Sacrum fue el órgano principal de la Secesión vienesa, donde colaboraron artistas como Gustav Klimt y Koloman Moser. En España, la barcelonesa Joventut publicó la obra inicial de Picasso, así como de los principales artistas del momento.

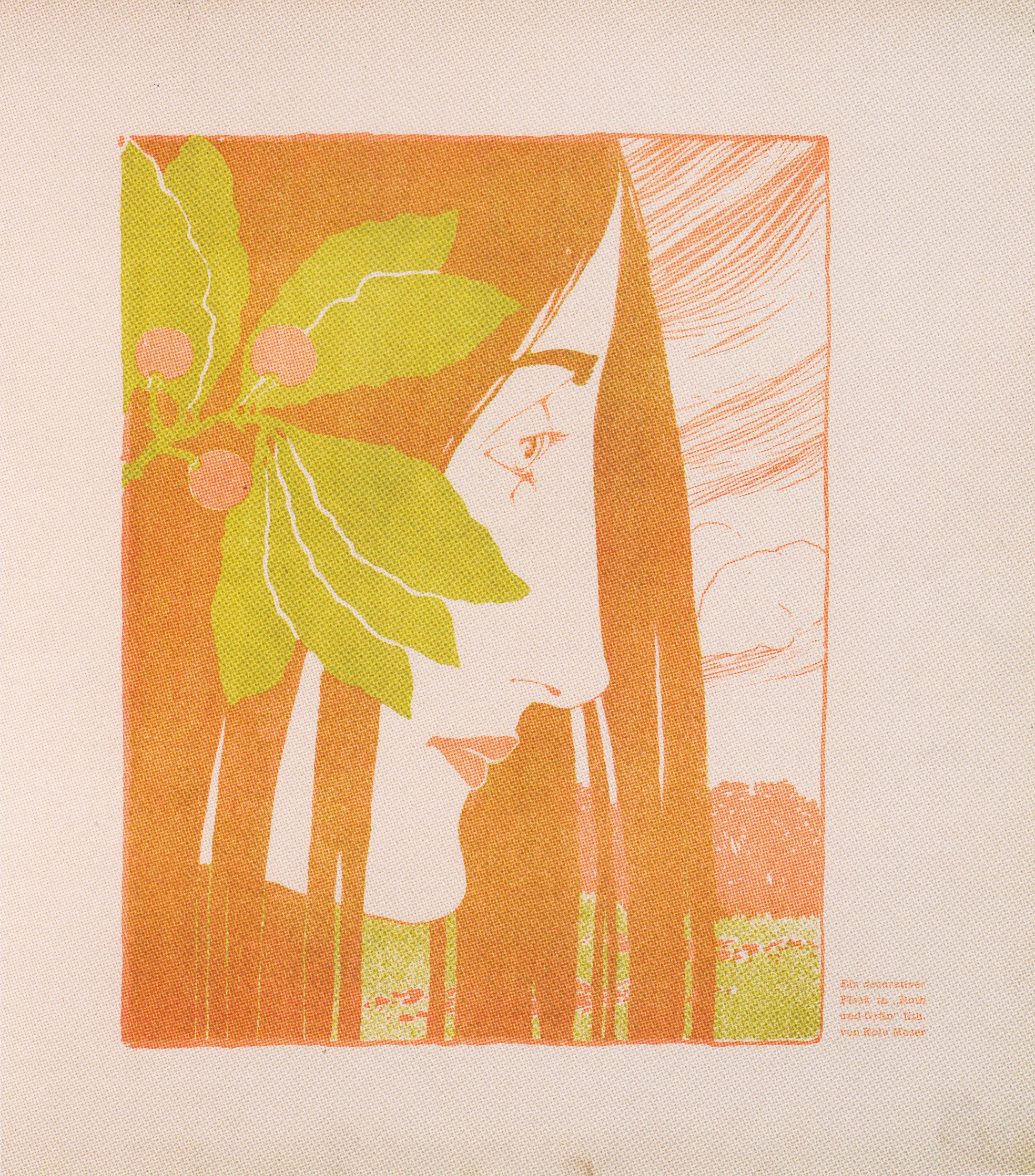
Ein decorativer Fleck in „Roth und Grün“ (1898), de Koloman Moser, litografía publicada en la revista Ver Sacrum

Vinculada al simbolismo se encuentra la escuela de Pont-Aven, cuyos artistas tuvieron una especial predilección por la litografía. En esa localidad bretona se reunieron entre 1888 y 1894 una serie de artistas liderados por Paul Gauguin, que desarrollaron un estilo heredero del postimpresionismo con tendencia al primitivismo y gusto por lo exótico, con variadas influencias que van desde el arte medieval hasta el arte japonés. Desarrollaron un estilo llamado sintetismo, caracterizado por la búsqueda de la simplificación formal y el recurso a la memoria frente a la pintura copiada del natural. Gauguin y Émile Bernard realizaron durante esta época diversas zincografías, que fueron expuestas en la exposición Peintures du Groupe Impressionniste et Synthétiste organizada en el Café Volpini de París en 1889. Gauguin presentó once zincografías (Dessins lithographiques) y Bernard seis (Les bretonneries), en las que muestran paisajes y gentes de Bretaña de estilo sintetista. Otros miembros del grupo que practicaron el grabado fueron Armand Seguin, Maxime Maufra y Roderic O'Conor. Posteriormente, durante su estancia en Tahití, Gauguin practicó la xilografía, a la que traspasó sus composiciones pictóricas de entonces.

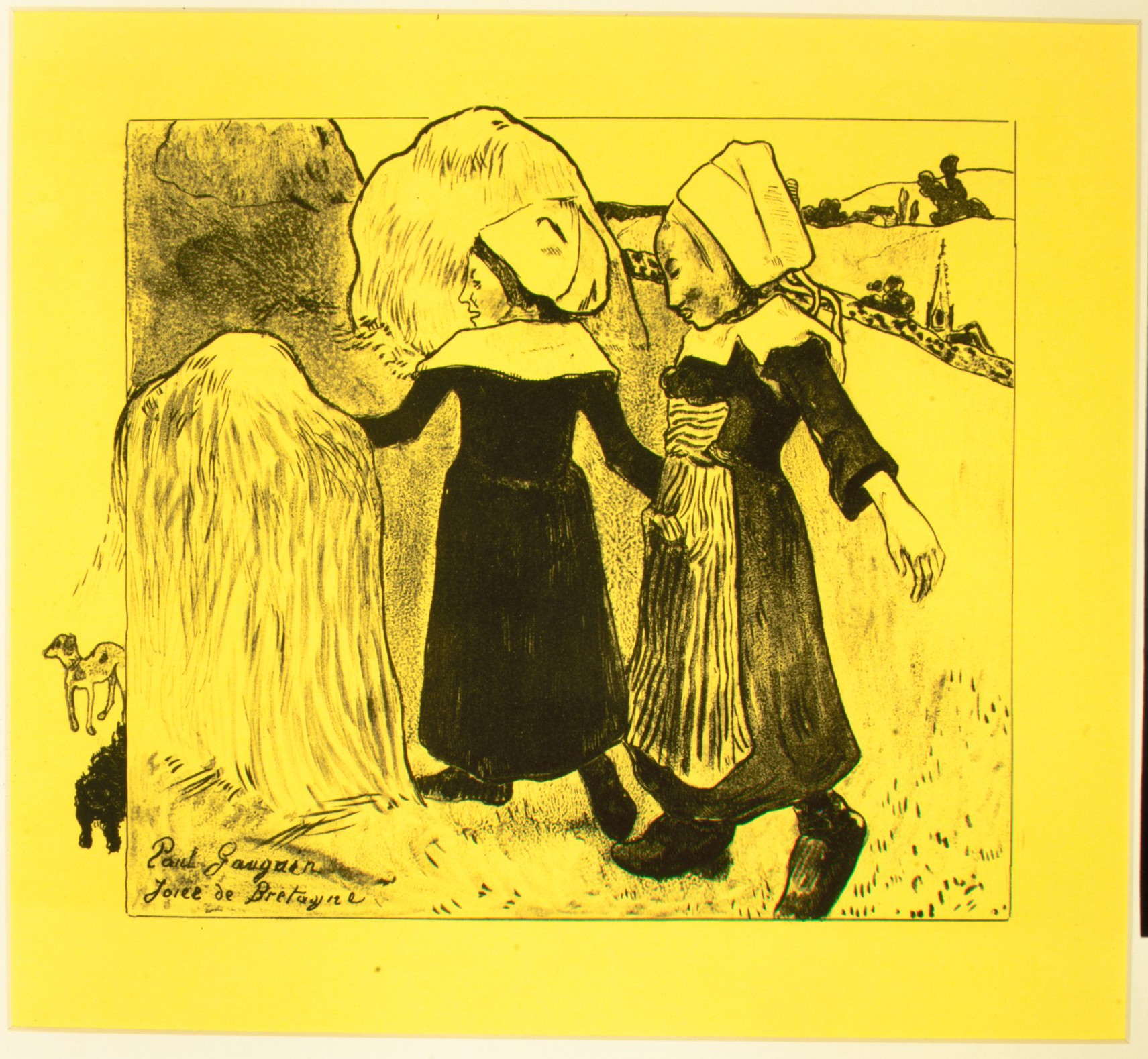
Los placeres de Bretaña (1889), zincografía de Paul Gauguin para la Exposición Volpini

Gauguin y el grupo de Pont-Aven influyeron en los Nabis, un grupo de artistas activo en París en los años 1890, que destacó por un cromatismo intenso de fuerte expresividad. Algunos de sus miembros practicaron el grabado, como Maurice Denis, Paul Sérusier, Édouard Vuillard, Pierre Bonnard y Félix Vallotton. Denis fue pintor, ilustrador, litógrafo y escenógrafo, así como crítico de arte. Influido por Ingres y Puvis de Chavannes, además de Gauguin y el grupo de Pont-Aven, y con ciertas reminiscencias a William Blake y la pintura prerrafaelita, desarrolló una obra de marcado sentimentalismo que denota una concepción de la vida naturalista y piadosa. Ilustró libros como Respuesta de la pastora al pastor de Édouard Dujardin, Cordura de Paul Verlaine, Imitación de Cristo de Tomás de Kempis o Viaje de Urien de André Gide. Bonnard fue pintor, ilustrador y litógrafo. Era un excelente dibujante, con figuras de contorno suave que expresan con delicadeza los más sutiles movimientos. Junto con Vuillard, desarrolló una temática centrada en un tipo de imágenes de atmósfera social que reflejaban la vida cotidiana en escenas generalmente de interior, un estilo definido por los críticos como «intimismo». Vuillard fue también pintor y litógrafo y, como su amigo Bonnard, su obra se centró en el intimismo. Aficionado a la fotografía, la utilizó en ocasiones como punto de partida para sus composiciones. El suizo Vallotton se inició en la xilografía, con cierta tendencia modernista. Su obra se caracteriza por el erotismo y el humor negro, con desnudos de composición plana en los que se denota la influencia del arte japonés y rostros que parecen máscaras.

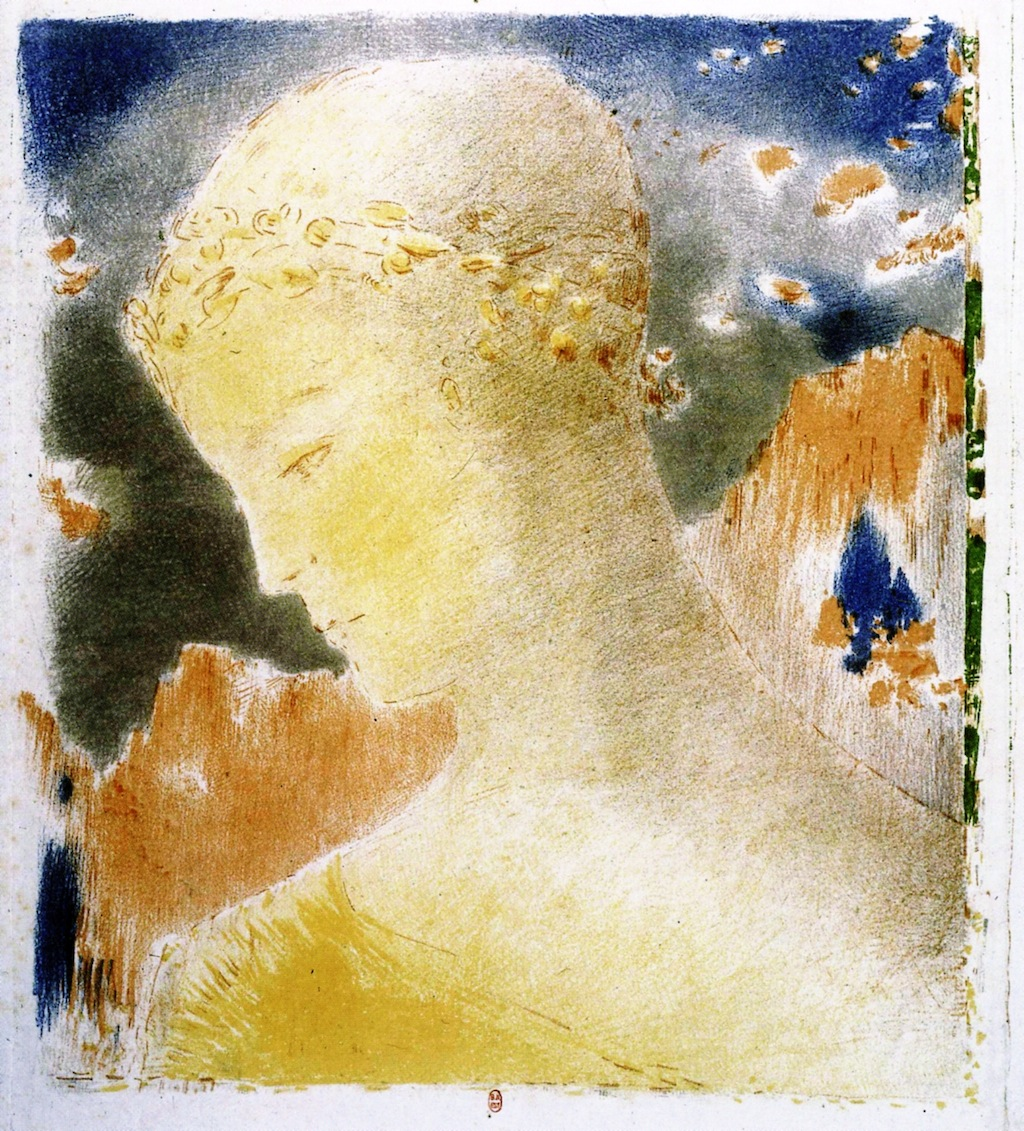
Béatrice (1897), de Odilon Redon, Biblioteca Nacional de Francia, París

En Francia, uno de los principales artistas simbolistas fue Odilon Redon, que desarrolló una temática fantástica y onírica, influida por la literatura de Edgar Allan Poe, que antecedió en buena medida al surrealismo. Hasta los cincuenta años trabajó casi exclusivamente mediante dibujo al carboncillo y litografía, aunque luego se manifestó como excelente colorista tanto al óleo como al pastel, con un estilo basado en un suave dibujo y un colorido de aspecto fosforescente. Ilustró numerosas obras de escritores simbolistas, como Edgar Allan Poe o La tentación de san Antonio de Gustave Flaubert (1886).
En Bélgica se desarrolló una notable escuela simbolista, en la que destacan Félicien Rops y James Ensor. Rops fue un pintor y artista gráfico de gran imaginación, con predilección por una temática centrada en lo fantástico y lo sobrenatural, la perversidad y el erotismo. Ilustró libros de Baudelaire, Mallarmé y Barbey d'Aurevilly. Presidió la Sociedad Internacional de Aguafortistas fundada en 1875. Ensor tuvo preferencia por temas populares, traduciéndolo en escenas enigmáticas e irreverentes, de carácter absurdo y burlesco, con un sentido del humor ácido y corrosivo, centrado en figuras de vagabundos, borrachos, esqueletos, máscaras y escenas de carnaval. Practicó el aguafuerte, con cierta influencia de Rembrandt, especialmente en los claroscuros, con un trazo rápido y cursivo (Catedral, 1886; Farola, 1888; Baños de Ostende, 1899).

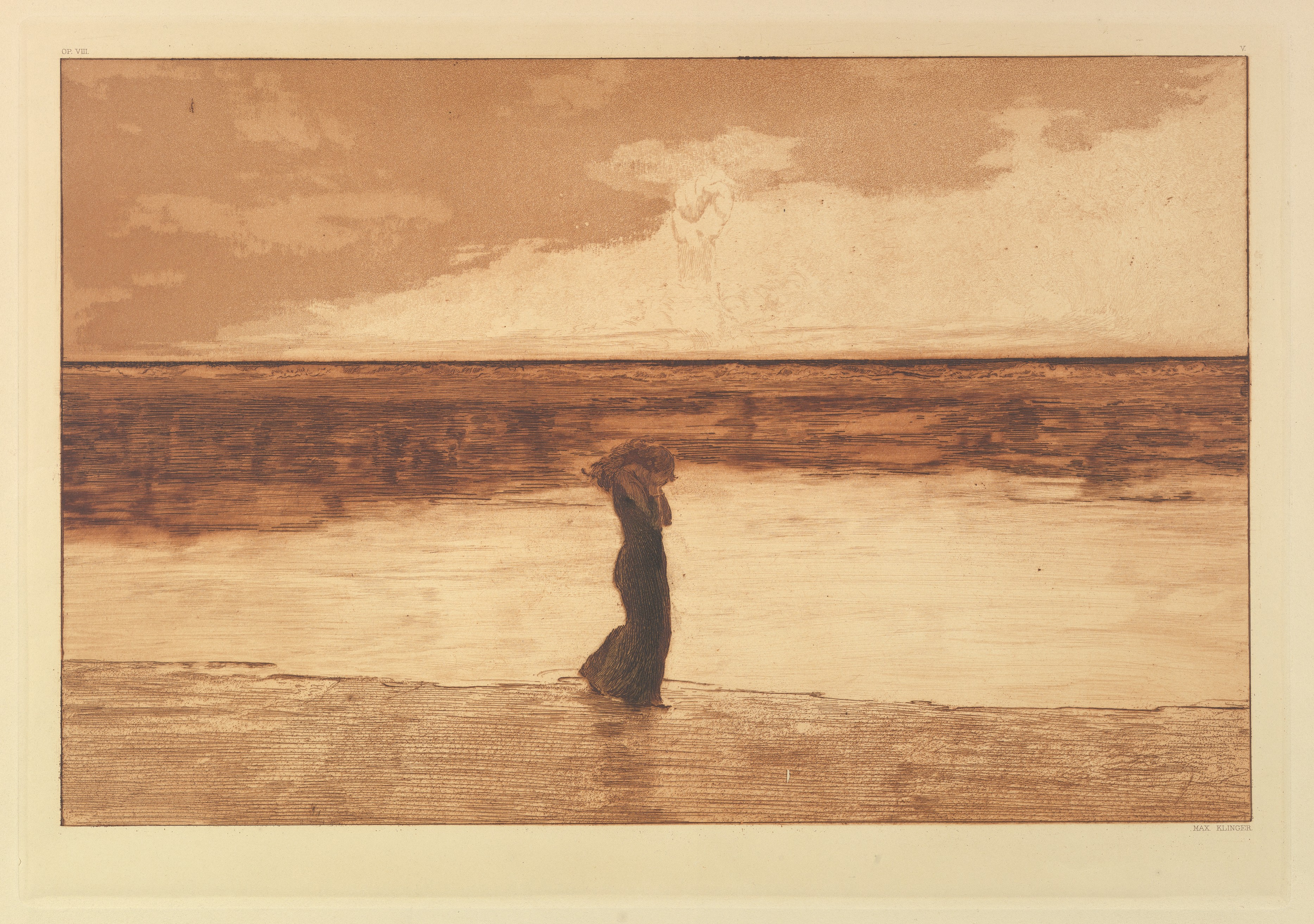
Estampa de la serie Una vida (1884–1898), de Max Klinger, Museo Metropolitano de Arte, Nueva York

En Alemania destaca la labor de Max Klinger. En su obra se aprecia la influencia de Goya y Rembrandt, y se percibe la atracción por lo fantástico e inquietante. De gran complejidad técnica y estilística, su obra está plagada de fantasía y alusiones simbólicas. Como artista gráfico fue un gran innovador, especialmente al aguafuerte, en un estilo que antecede al surrealismo, como se denota en su serie Un guante (1881), centrada en el fetichismo. La principal innovación de Klinger fue la introducción de series narrativas —a las que denominaba opus—, en las que narraba una historia a través de sucesivas estampas; algunos ejemplos serían: Eva y el futuro (1880), Cupido y Psique (1880), Intermedios (1881), Dramas (1883), Una vida (1884), Un amor (1887), Muerte (1889 y 1898-1909) y Fantasía de Brahms (1894). En sus obras combinó aguafuerte, aguatinta, punta seca, buril y litografía. De Goya tomó el modelado en función de la luz, una luz de efectos dramáticos que articula las escenas. También introdujo una nueva forma de organizar el espacio enfatizando motivos concretos de la imagen, así como enmarcando las imágenes con una serie de líneas entrelazadas a modo de arabesco. Su temática se centra en temas vitales como el amor y la muerte, con gran dosis de fantasía. Fue autor también de un tratado sobre arte gráfico, Malerei und Zeichnung (1891). Aquí defiende, por ejemplo, la idoneidad del grabado como mejor medio de expresión de la fantasía y la imaginación, del mundo del subconsciente.
Franz von Stuck fue pintor, grabador, escultor y arquitecto, uno de los fundadores de la Secesión de Múnich. Desarrolló un estilo decorativo próximo al modernismo, aunque por su temática es más simbolista, con un erotismo de tórrida sensualidad que refleja un concepto de la mujer como personificación de la perversidad.

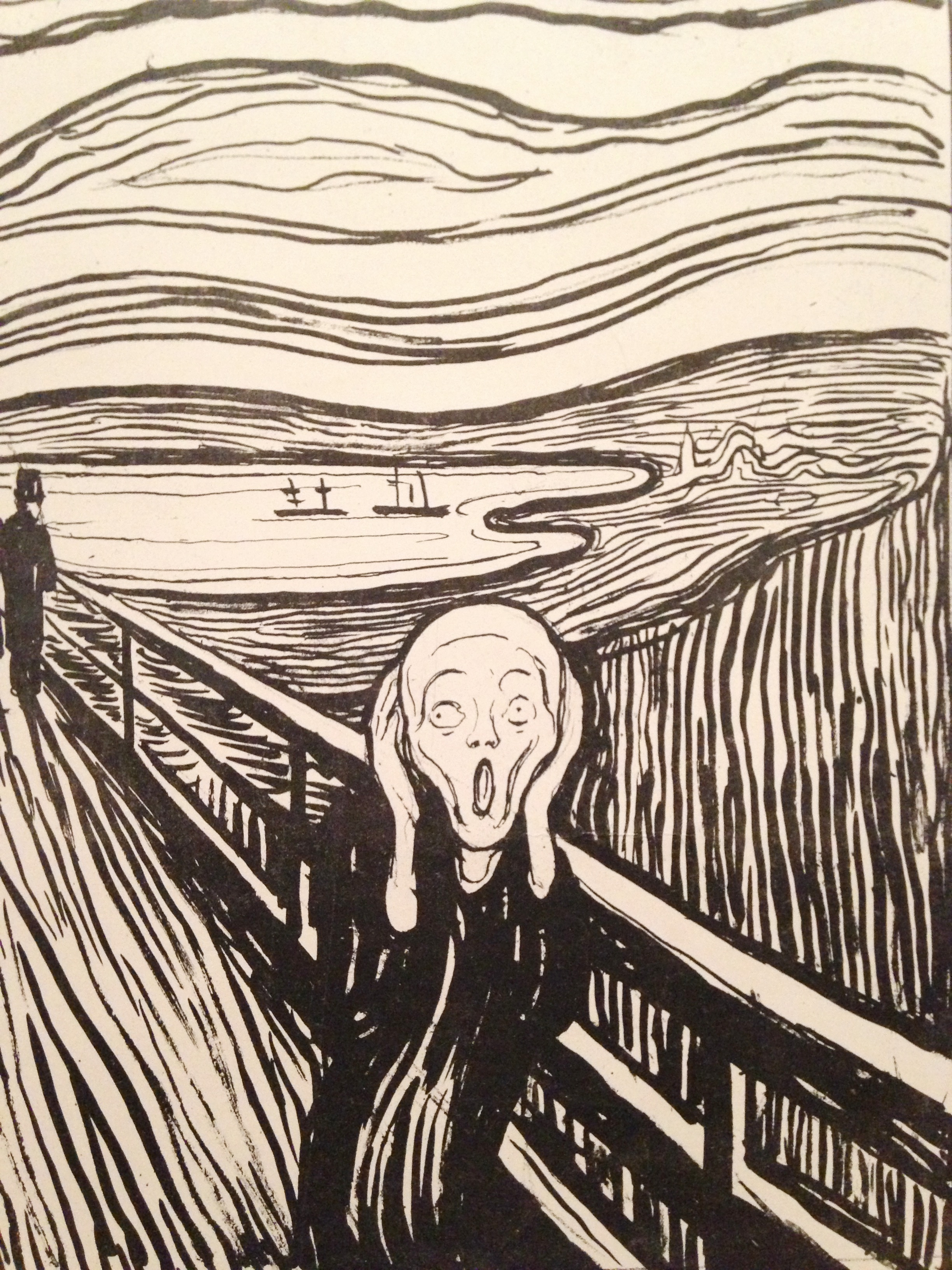
El grito (1895), de Edvard Munch, versión litográfica del cuadro homónimo

El noruego Edvard Munch fue también un gran artista gráfico. Creó en su obra un universo personal que refleja sus angustias existenciales, en las que se denota la influencia de la filosofía nietzscheana. Su obra gira en torno a sus obsesiones personales respecto al amor y el sexo, así como su concepción de la sociedad como un medio hostil y opresivo. En su obra gráfica recibió la influencia directa de Klinger, especialmente en sus temáticas angustiosas y obsesivas, en sus preocupaciones existenciales. Se inició en el aguafuerte en 1892, durante una estancia en Berlín, cuyo resultado fue la llamada Carpeta Meier-Graefe, publicada en 1894. Entre 1895 y 1897 residió en París, donde se puso al corriente de las últimas novedades técnicas y recibió la inlfuencia de Manet, Toulouse-Lautrec, Van Gogh, Gauguin y Whistler, así como los simbolistas Rops y Redon. Trabajó entonces, además del aguafuerte, el aguatinta, la punta seca, la litografía y la autografía, y experimentó con la manera negra en planchas de zinc y la entalladura en madera. En 1895 se reprodujo en La Revue Blanche una reproducción litográfica de su famosa obra El grito. Durante su estancia parisina abordó el tema del cabaré, habitual en el ambiente postimpresionista, al estilo de Degas y Toulouse-Lautrec; y realizó algunos programas para el Théâtre de l'Œuvre (Peer Gynt, 1896; John Gabriel Borkman, 1897). Tras su regreso a Noruega vivió unos años de penuria económica, mitigada gracias a la venta de su producción gráfica. Nunca numeró sus ediciones, reservándose el derecho a realizar más tiradas en función de la demanda. Por lo general, en grabado siguió los mismos esquemas compositivos que en sus pinturas, caracterizados por un fuerte contraste entre el primer plano y el fondo, utilizando en ocasiones el escorzo. Entre sus obras cabe citar: Madonna (1894-1895), Can-can (1895), Autorretrato con brazo de esqueleto (1895), Melancolía I (1896), Angustia (1896), Claro de luna (1896), La niña enferma (1896) y El beso (1897). La obra de Munch entroncó con el expresionismo de principios del siglo XX, del que fue considerado uno de sus principales maestros.
En Reino Unido cabe citar a Aubrey Vincent Beardsley, que fue principalmente dibujante, caracterizado por un estilo de línea sinuosa muy próximo al modernismo, aunque se considera simbolista por la elección de sus temas, a menudo de fuerte contenido erótico. Su dibujo estaba influido por la pintura de vasijas griegas, con un estilo decorativo y algo perverso, rítmico y elegante, frívolo y con tendencia a lo grotesco. Sus temas favoritos fueron también algunos de los más recurrentes del simbolismo: la femme fatale, el ciclo artúrico y el universo artístico wagneriano. En 1891 ilustró el libro Salomé de Oscar Wilde. Walter Crane fue pintor, ilustrador, tipógrafo y diseñador de cerámica, vidrieras, textiles, joyas y carteles. Se inició artísticamente en el estilo prerrafaelita, con influencia del romántico William Blake, cuyo estilo basado en líneas vibrantes y arabescos influyó poderosamente en el modernismo y simbolismo inglés. También fueron decisivos en su obra el Quattrocento florentino y la xilografía japonesa. Se centró en los temas literarios y mitológicos, con un lenguaje de símbolos de corte fabuloso y onírico.
En España cabe destacar en esta época la obra de: Rogelio de Egusquiza, autor de aguafuertes de temas wagnerianos; Alexandre de Riquer se dedicó sobre todo a la ilustración de libros y al diseño de ex-libris; Mariano Fortuny y Madrazo también realizó escenas wagnerianas, así como imágenes de Venecia, pero no de sus vistas monumentales, sino de sus pequeños rincones y escenas cotidianas. Cabe destacar el modernismo catalán, desarrollado por artistas como Santiago Rusiñol y Ramón Casas, que desarrollaron un estilo mezcla de naturalismo y simbolismo, y que fueron autores de grabados y carteles de gran calidad. Hermenegildo Anglada Camarasa se instaló en Francia, donde realizó algunos grabados —generalmente retratos— de trazo dinámico. Joaquim Sunyer desarrolló un estilo de contornos expresivos y atmósferas evocadoras, que recalcó con impresiones en color (En el Moulin Rouge, 1899).

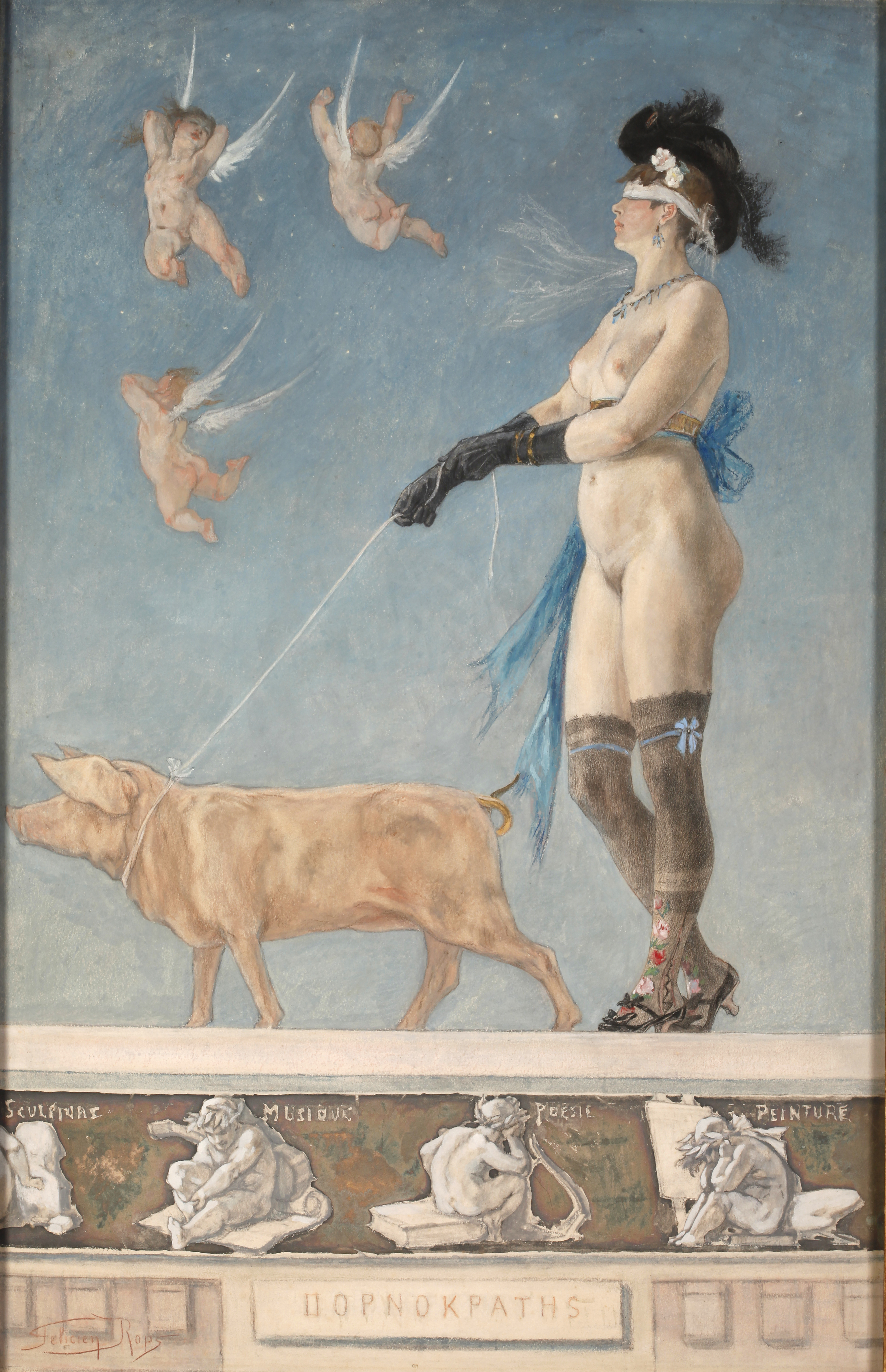
Pornokratès (1878), de Félicien Rops, colección Mabille, Rhode-Saint-Genèse
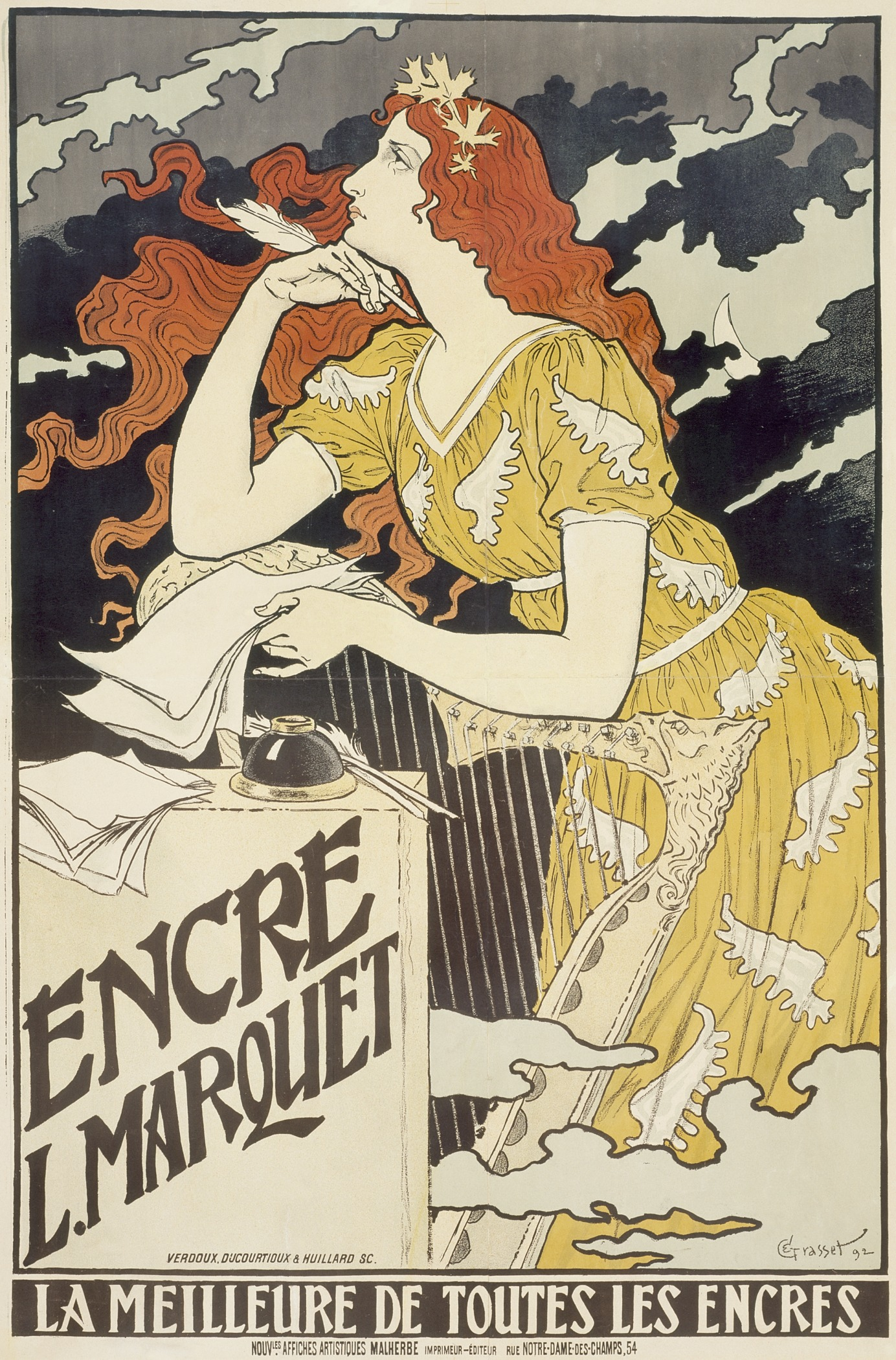
Encre L. Marquet (1892), de Eugène Grasset, Museo de Arte del Condado de Los Ángeles
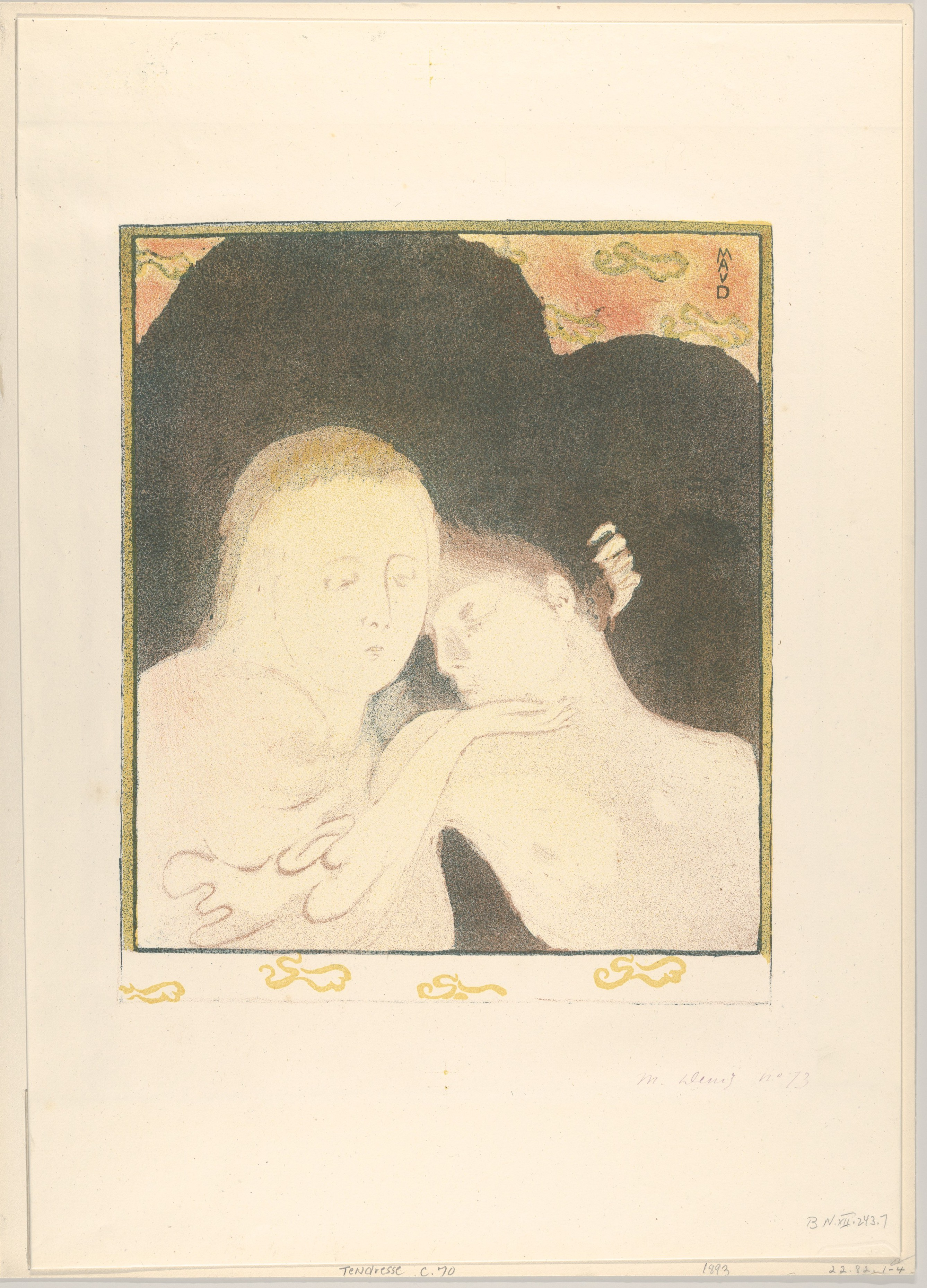
Madeleine (Deux têtes) (Tendresse) (1893), de Maurice Denis, Museo Metropolitano de Arte, Nueva York
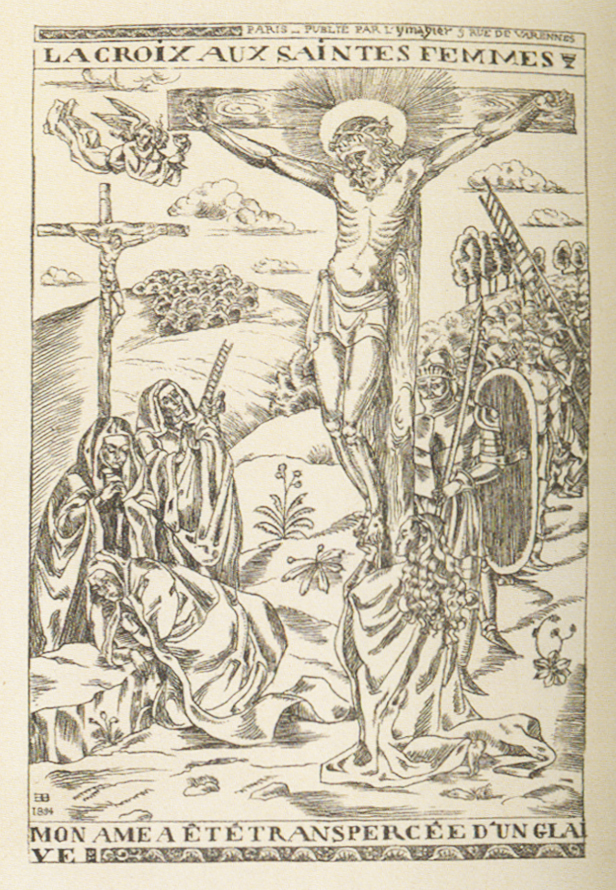
La crois aux saintes femmes (1894), de Émile Bernard Musée des Beaux-Arts de Pont-Aven
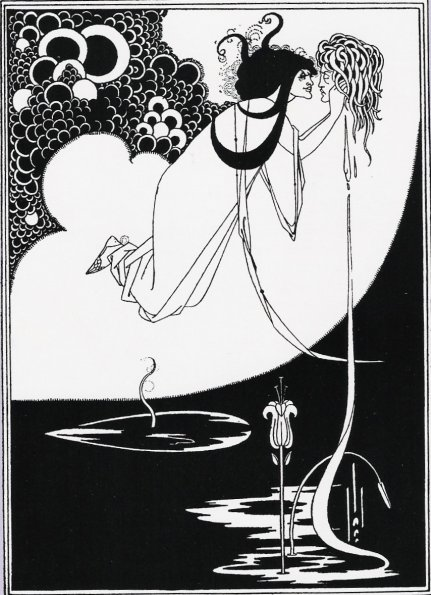
Ilustración de Salomé de Oscar Wilde (1894), de Aubrey Beardsley
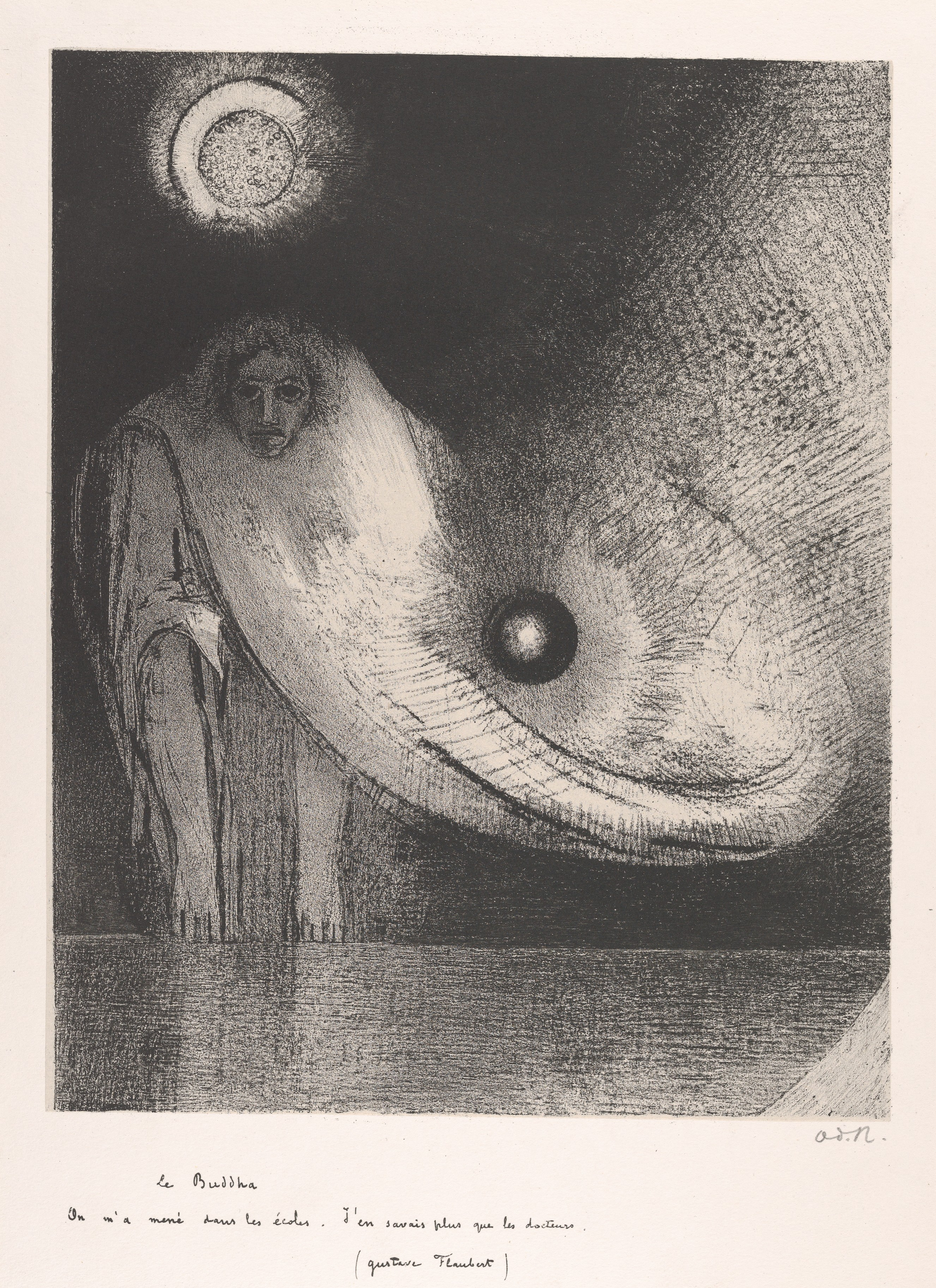
Buda (1895), de Odilon Redon, Museo Metropolitano de Arte, Nueva York
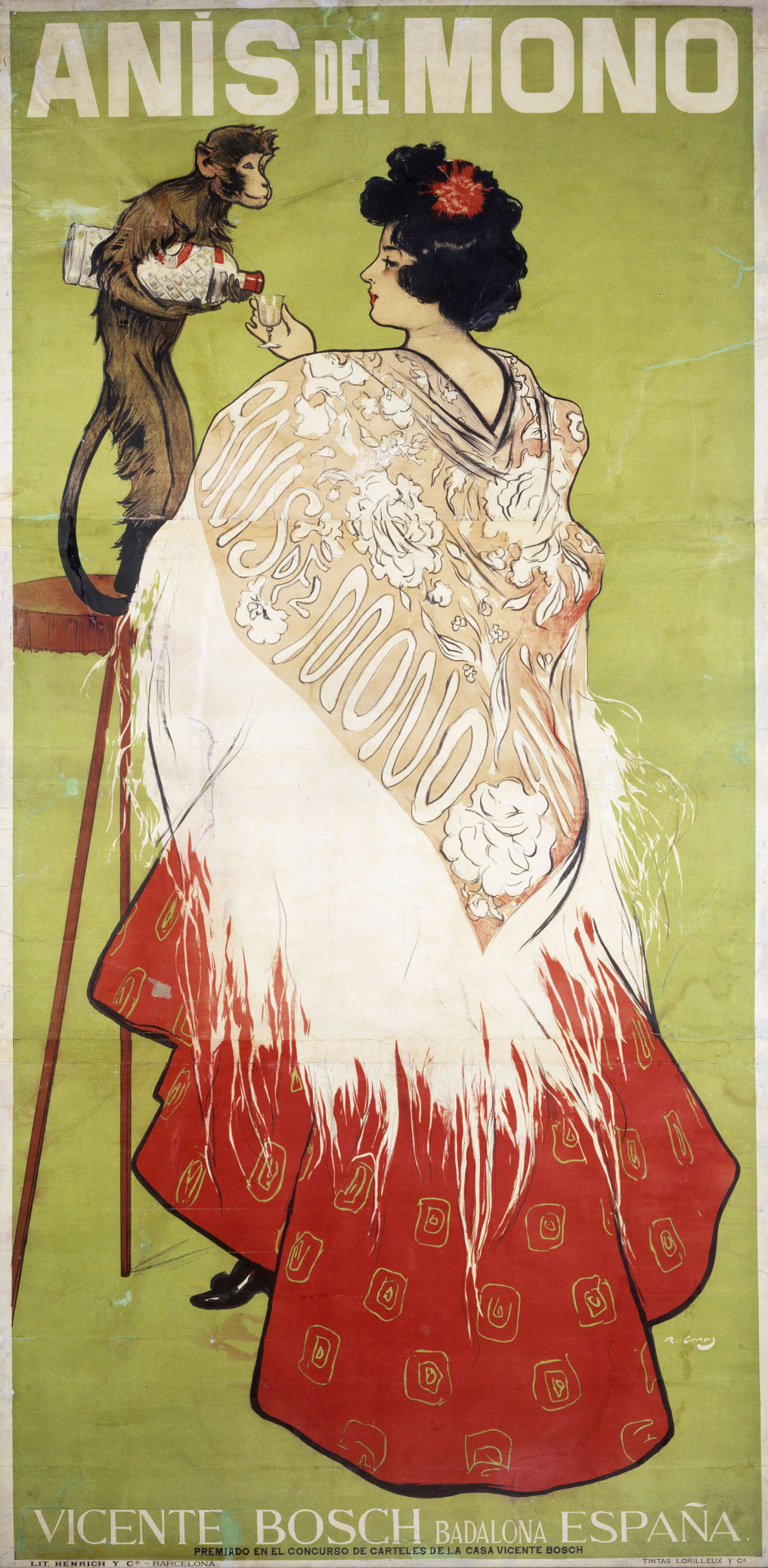
Anís del Mono (1898), de Ramón Casas, Museo Nacional de Arte de Cataluña, Barcelona
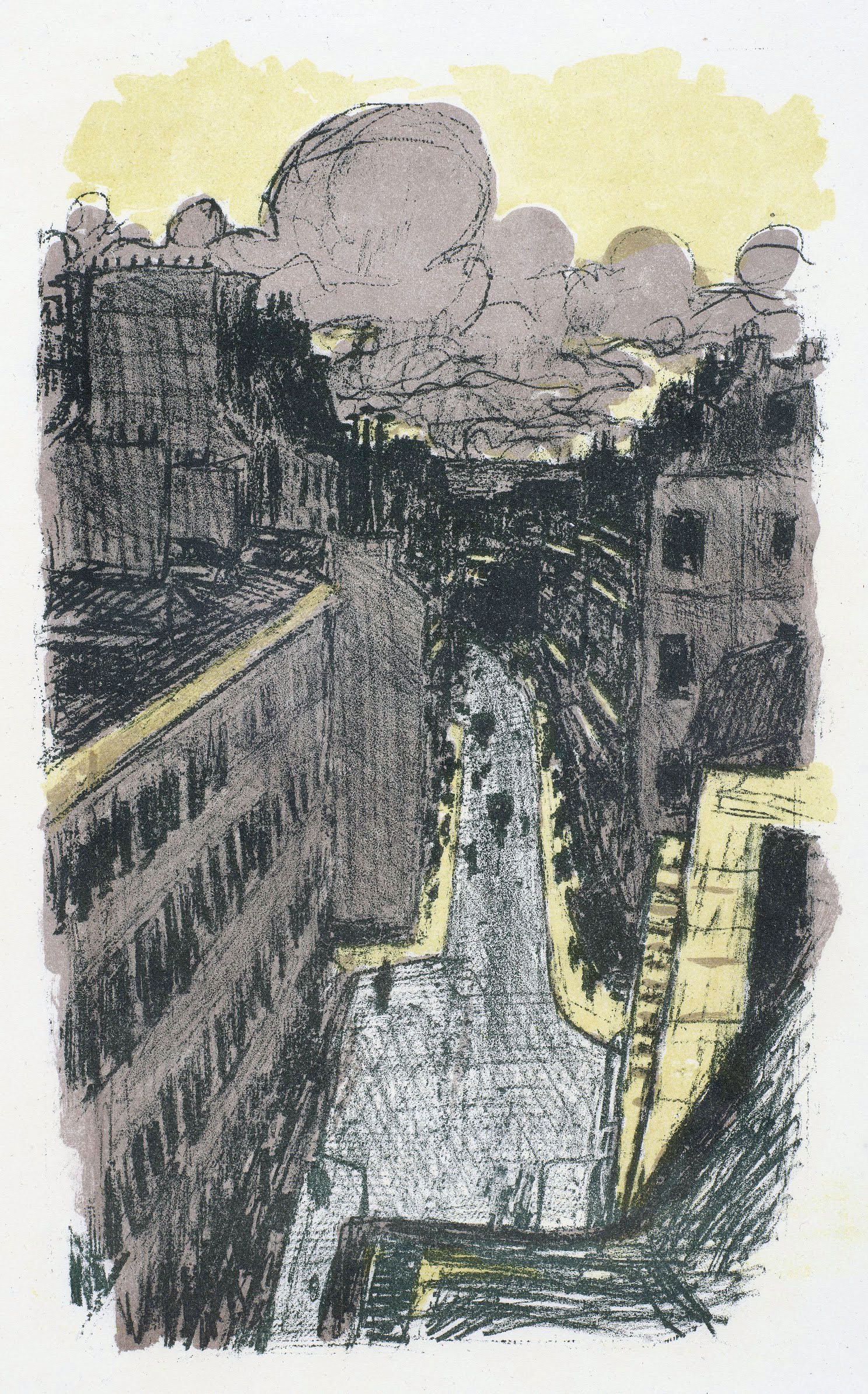
Rue vue d'en haut, de la serie Quelques aspects de la vie de Paris (1899), de Pierre Bonnard
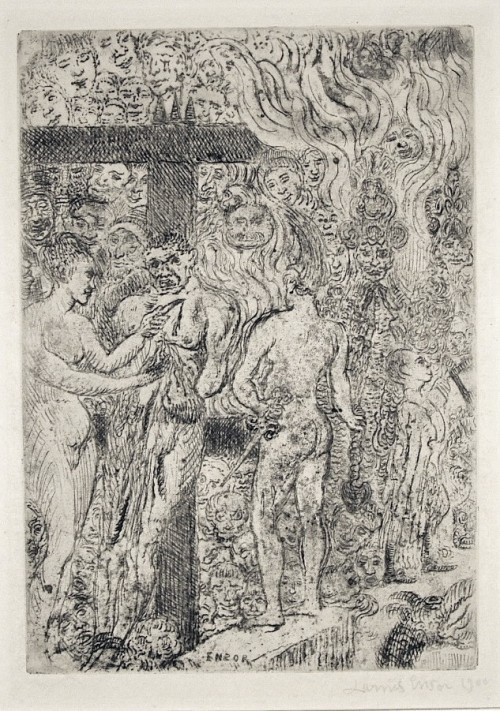
La Reine Parysatis ecorchant un eunuque (1900), de James Ensor
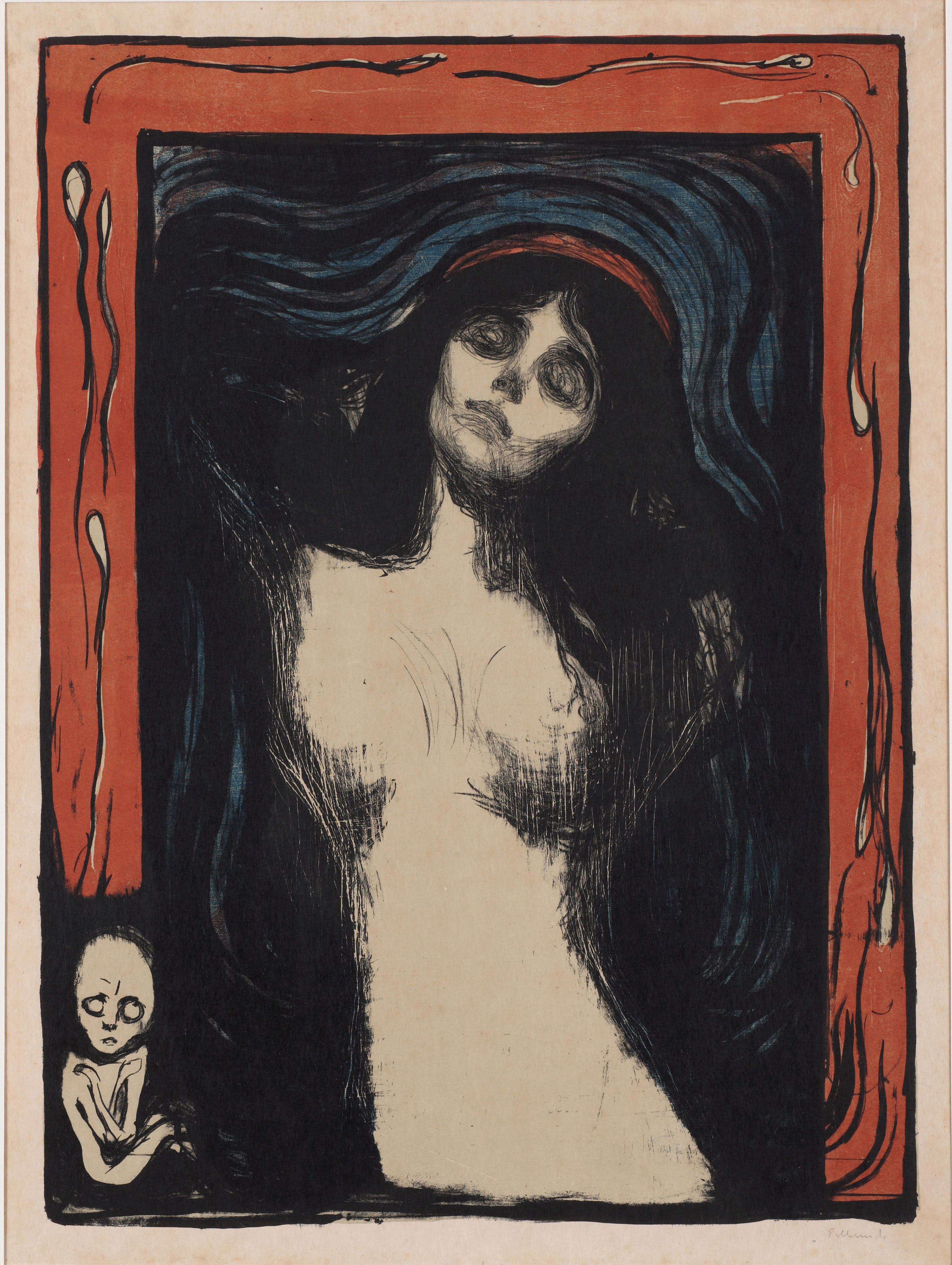
Madonna (1902), de Edvard Munch, Museo de Arte Ohara, Kurashiki

## Grabado contemporáneo en Japón

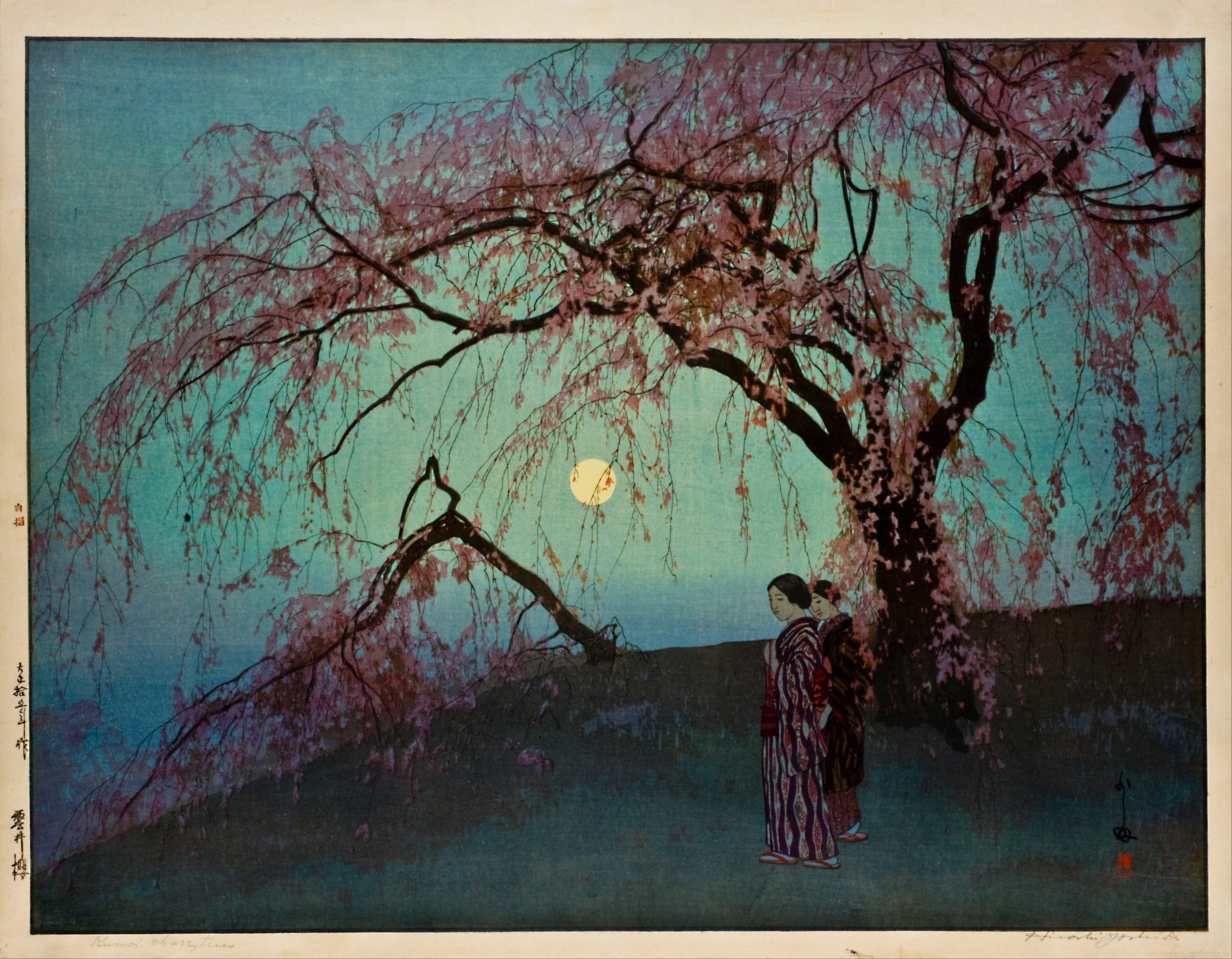
Cerezos de Kumoi (1920), de Hiroshi Yoshida, Museo de Arte de Toledo, Toledo (Ohio)

Con la entrada en la modernidad, en Japón se dio una renovación del grabado en madera, el hanga. Tras la muerte de Hiroshige en 1858 el ukiyo-e prácticamente desapareció. Sus últimas manifestaciones corresponden a Goyō Hashiguchi, quien muestra ya una clara influencia occidental en el realismo y el tratamiento plástico de sus imágenes. Con la entrada en el siglo XX, los artistas que practicaban el grabado evolucionaron a un estilo más acorde con el gusto moderno nipón. Uno de sus primeros exponentes fue Hiroshi Yoshida, autor de paisajes influidos por la acuarela inglesa decimonónica. En 1918 se fundó el Nippon Sōsaku Hanga Kyōkai (Asociación de Artistas Grabadores del Japón), un grupo de artistas que sintetizaron la pintura tradicional japonesa con la nueva estética occidental. Entre sus miembros destacan Kōshirō Onchi, Un'ichi Hiratsuka y Shikō Munakata. El primero, influido por Vasili Kandinski, fue el primero en realizar grabados abstractos, de estilo sin embargo netamente oriental por su cromatismo de tonos suaves y por su lirismo e imaginación. Hiratsuka fue más tradicional en técnica y elección de temas, con preferencia por la monocromía blanco-negro, en temáticas que van desde el budismo hasta paisajes y escenas populares, en las que combinaba métodos tradicionales con efectos modernos. Munakata destacó por una obra original, personal y expresiva, de sello inconfundible. Se centró también en temas budistas, generalmente también monocromos, pero con un estilo libre, desenfadado, con un aspecto descuidado pero de gran vitalidad.

## SigloXX

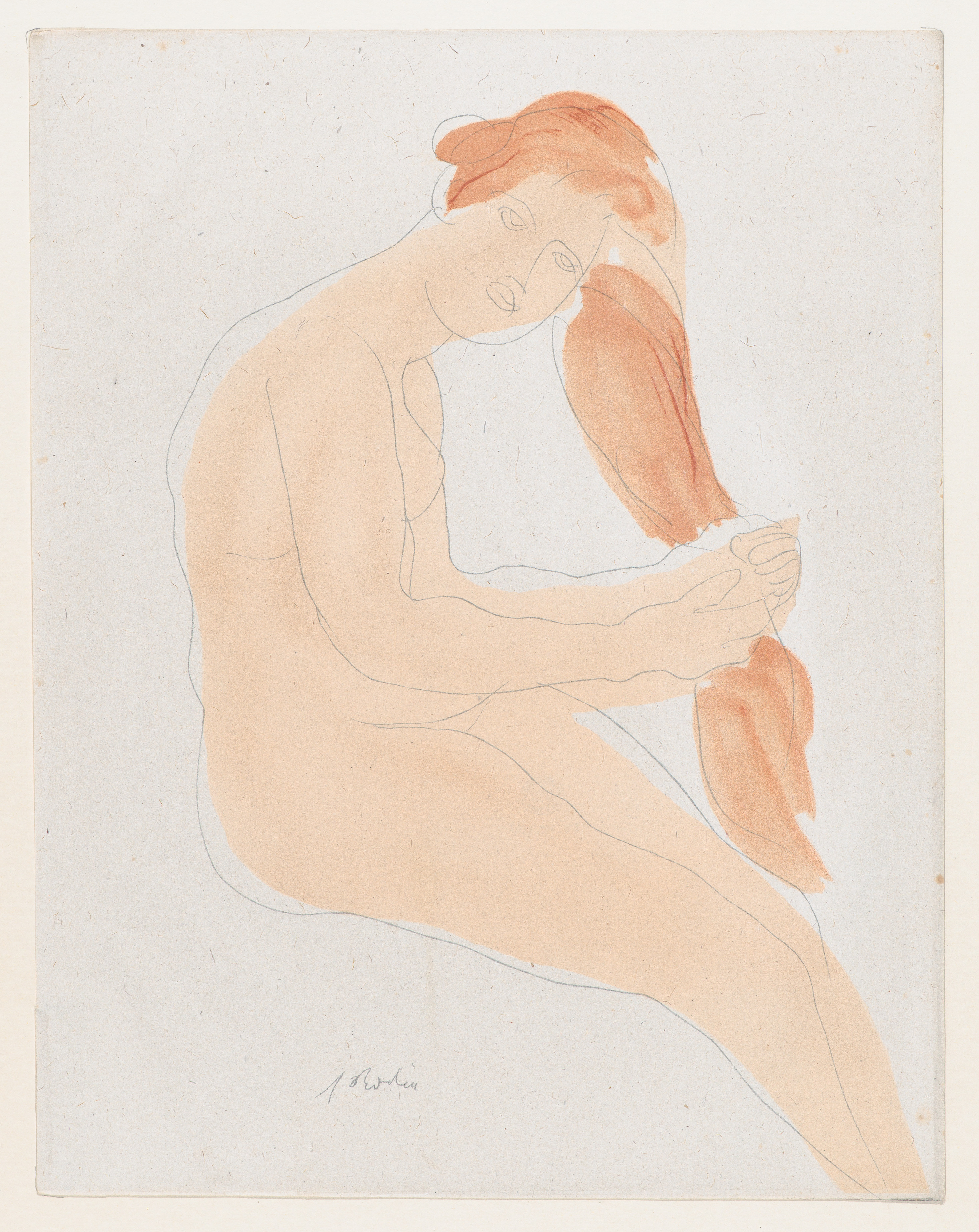
Avec des gestes lents et charmants, Clara lissa l'or roux de ses cheveux... (1902), de Auguste Rodin, estampada por Auguste Clot, Museo Metropolitano de Arte, Nueva York

El arte del siglo XX padeció una profunda transformación: en una sociedad más materialista, más consumista, el arte se dirigía a los sentidos, no al intelecto. Surgieron los movimientos de vanguardia, que pretendían integrar el arte en la sociedad mediante una mayor interrelación entre artista y espectador, ya que es este último el que interpreta la obra, pudiendo descubrir significados que el artista ni conocía.
Los métodos gráficos más empleados fueron la xilografía, la litografía, el aguafuerte y la serigrafía, y se desarrollaron nuevas técnicas como el aguatinta al color. También surgió la impresión ófset, que revolucionó el arte gráfico. El ófset es un procedimiento similar a la litografía, consistente en aplicar una tinta sobre una plancha metálica, generalmente de aluminio. Fue el producto en paralelo de dos inventores: en 1875, el británico Robert Barclay desarrolló una versión para impresión en metales (estaño) y, en 1903, el estadounidense Ira Washington Rubel lo adaptó para la impresión sobre papel.

### Vanguardias

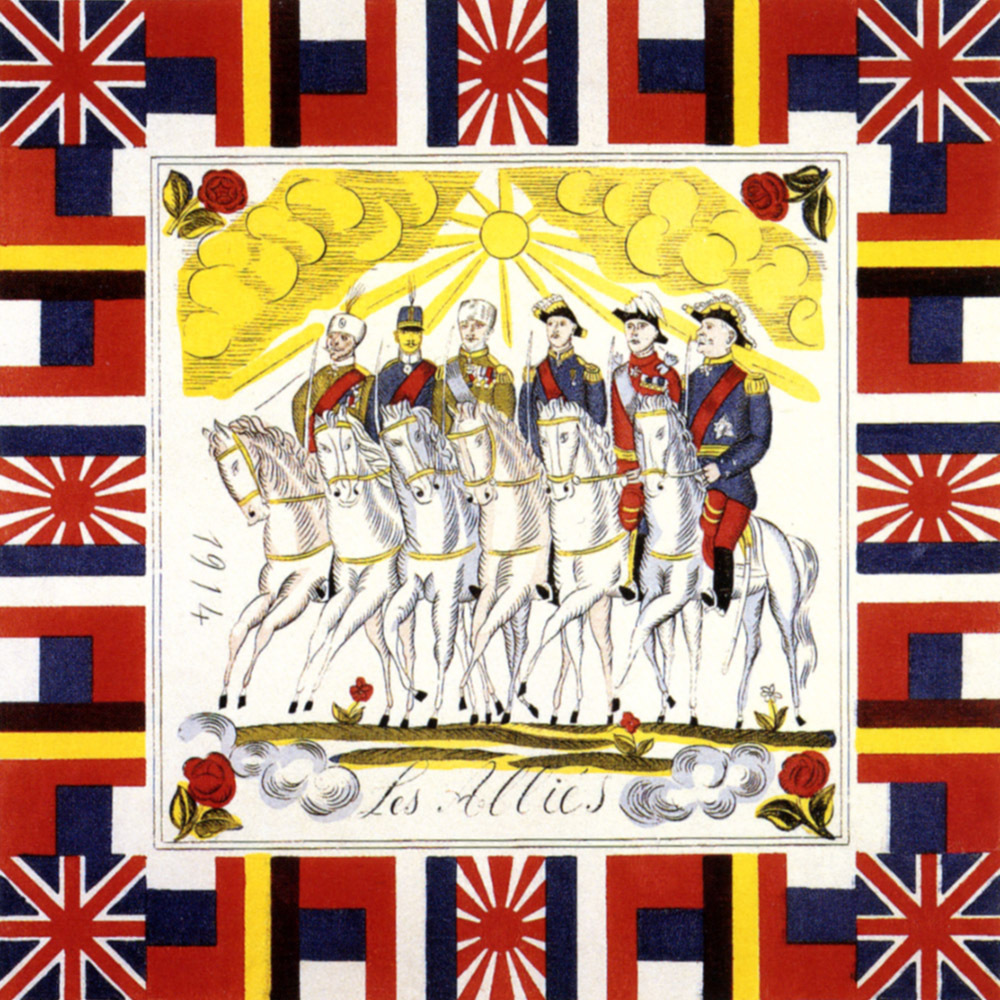
Los Aliados (1914), de Raoul Dufy, Centro Pompidou, París

En la transición de siglo cabe destacar la labor promotora del marchante y galerista Ambroise Vollard. En 1890 abrió una galería en París, donde expuso la obra de artistas como Paul Gauguin, Henri Matisse, Paul Cézanne o Pierre-Auguste Renoir. En 1901 organizó la primera exposición de obras de Pablo Picasso. Vollard se preocupó especialmente de promocionar la obra de artistas marginales, artistas rechazados por los salones oficiales. Verdadero amante de las estampas, su éxito en la venta de cuadros le permitió subvencionar la edición de grabados por mero afán personal, ya que raramente le proporcionaba beneficios. También se preocupó por la calidad de las producciones, procurando siempre contar con los mejores materiales y los mejores técnicos: para la litografía confió especialmente en Blanchard, para la xilografía en Tony Beltrand y para el acerado en Louis Fort. Entre sus colaboradores destaca Auguste Clot, un experto estampador que supo mantenerse a la sombra de los artistas pero cuya labor técnica fue indispensable para lograr las cotas de calidad de los álbumes editados por Vollard, con el que colaboró durante treinta años.
La mayor parte de la producción de Vollard se centró en ediciones limitadas para coleccionistas, realizadas por los mejores artistas del momento. Sus primeras ediciones se basaron en estampas compradas a artistas que ya habían sido tiradas o publicadas, por ejemplo las zincografías de Gauguin expuestas en el Café Volpini en 1889, que estampó de nuevo Clot en 1894. Pero desde entonces se dedicó sobre todo al encargo directo a artistas para que le proporcionasen estampas: tal fue el caso de su primer álbum, Quelques Aspects de la Vie de Paris, de Pierre Bonnard, realizado en 1895 en el taller de Clot, del que se publicaron cien ejemplares numerados y firmados por el artista. Al año siguiente editó L'Album des peintres-graveurs, en el que participaron artistas como Albert Besnard, Jacques Émile Blanche, Pierre Bonnard, Maurice Denis, Henri Fantin-Latour, Armand Guillaumin, Hermann-Paul, Edvard Munch, Odilon Redon, Pierre-Auguste Renoir, József Rippl-Rónai, Théo van Rysselberghe, Jan Toorop, Félix Vallotton y Édouard Vuillard. En el segundo álbum, de 1897, repitieron alguno de estos artistas, y participaron por primera vez Edmond Aman-Jean, Eugène Carrière, Paul Cézanne, Georges de Feure, Eugène Grasset, Henri Martin, Lucien Pissarro, Pierre Puvis de Chavannes, Auguste Rodin, Ker-Xavier Roussel, Alfred Sisley, Henri de Toulouse-Lautrec y James McNeill Whistler.
Otro campo de edición para Vollard fue el libro ilustrado para bibliófilos, de los que impulsó veintidós proyectos entre 1900 y 1939. Vollard siempre seleccionaba al artista, al que en ocasiones dejaba seleccionar el texto que le gustaría ilustrar. Su primera edición fue Parallèlement de Paul Verlaine, ilustrado por Pierre Bonnard, que fue un fracaso comercial, al igual que la siguiente, Dafnis y Cloe, también de Bonnard. Realizados en litografía, para la siguiente edición optó por la xilografía, más apreciada por los coleccionistas: Imitación de Cristo, ilustrado por Maurice Denis, sí fue un éxito de venta. Entre sus siguientes ediciones destacan: Les Amours de Pierre de Ronsard (1915, Émile Bernard), Les Fleurs du mal de Charles Baudelaire (1916, Bernard), Œuvres de maistre François Villon (1919, Bernard), Les Petites Fleurs de Saint François (1928, Bernard), Les âmes mortes de Nikolái Gógol (1924-1925, Marc Chagall), Les Fables de La Fontaine (1926-1931, Chagall), La Belle Enfant ou L'Amour à quarante ans de Eugène Montfort (1930, Raoul Dufy), L'Ancien Testament (1931-1939, Chagall).

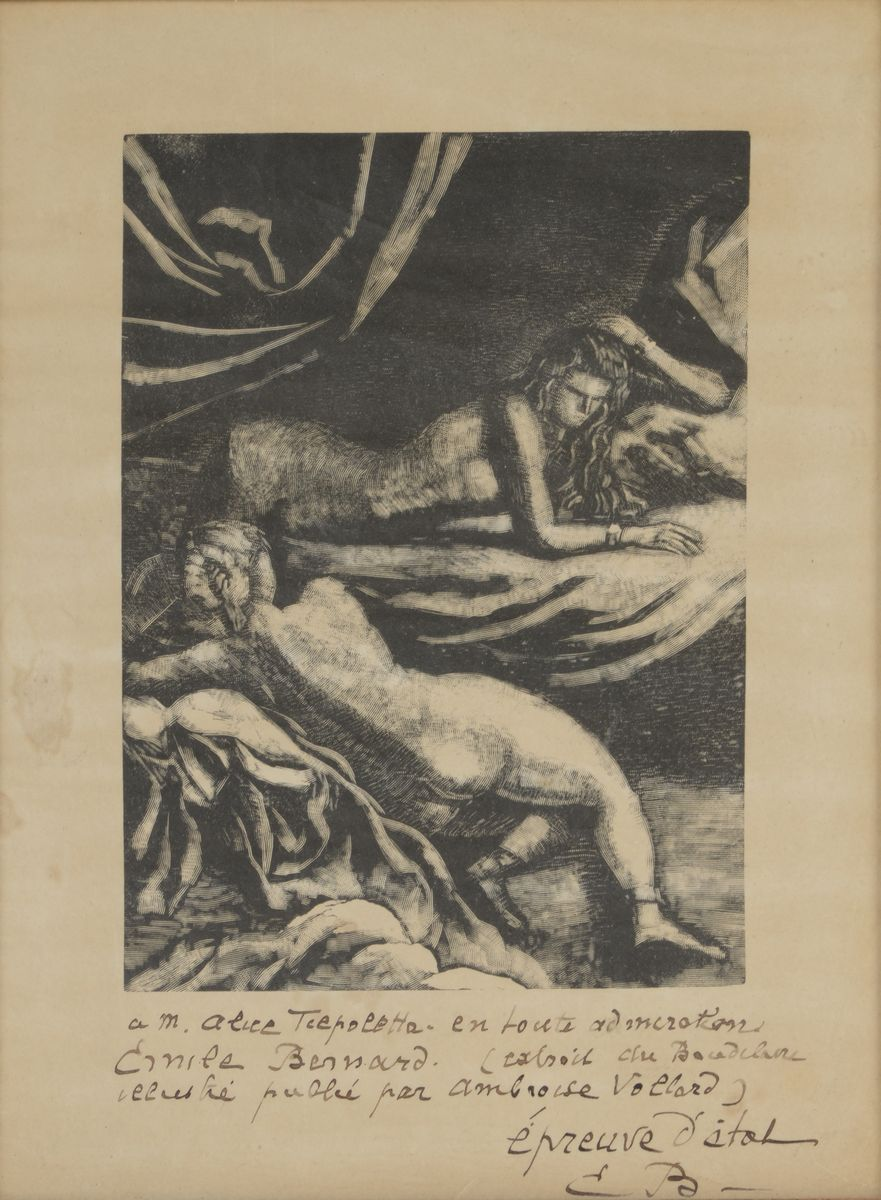
Ilustración para Les Fleurs du mal de Charles Baudelaire (1916), de Émile Bernard

Durante la Primera Guerra Mundial, debido a la dificultad para encontrar materiales de calidad, tuvo que recurrir al fotograbado para algunas de sus ediciones. Aun así, consiguió unos productos de calidad, sobre todo gracias a la colaboración en la vertiente artística de Georges Rouault. La primera colaboración de Vollard con este artista se produjo en 1912, cuando Rouault le ofreció editar un Miserere en el que estaba trabajando; Vollard se lo compró a cambio de ilustrar un libro escrito por el propio marchante, Les Réincarnations du Père Ubu, que no vería la luz hasta 1932. El Miserere (1916-1927) es una de las series de grabados más originales y creativas del siglo XX, en la que el artista combinó diversas técnicas: el dibujo se trasladó a planchas de cobre mediante heliograbado, sobre las cuales actuó Rouault mediante ácido y herramientas de aguafuerte, consiguiendo unos tonos y valores únicos en la historia del grabado. El resultado final no satisfizo sin embargo a Vollard, quien lo consideró invendible; Rouault tuvo que pleitear con sus herederos para conseguir las planchas, y la serie fue publicada finalmente en 1948. En los años 1920, Vollard retomó la edición de estampas originales, publicando obras de Georges Braque, Marc Chagall, Raoul Dufy, Jules Flandrin, Tsuguharu Foujita, Aristide Maillol y Maurice de Vlaminck. Sus últimas dos ediciones, antes de su muerte, fueron de obras de Rouault: Cirque de l'étoile filante (1938) y Passioné (1939).
El mejor fruto editorial de Vollard fue sin duda su colaboración con Pablo Picasso, que dio origen a la mejor serie de grabados realizada en la centuria: la Suite Vollard. Picasso se inició en el grabado en Barcelona, donde en 1899 realizó El zurdo, obra que no le satisfizo plenamente. Continuó su labor gráfica en París, donde recibió la influencia de Toulouse-Lautrec, como se denota en su cartel para Els Quatre Gats o sus ilustraciones para las revistas Joventut y Catalunya Artística. En 1904, instalado en Montmartre, realizó La comida frugal, una composición original que elaboró en plancha de cobre, donde retrata la miseria de una pareja pobre. Al año siguiente elaboró la serie de Saltimbanquis, uno de sus motivos favoritos del período rosa, un conjunto de catorce estampas que editó Vollard en 1913. Desde entonces y hasta 1920 solo grabó esporádicamente y por encargo, sobre todo de amigos suyos, como los Poemas de André Salmon (1905), el Saint Matorel de Max Jacob (109-1910) —ya en estilo cubista— y El sitio de Jerusalén, también de Jacob (1914). En 1922 realizó una serie de Bañistas, publicada por Marcel Guiat.

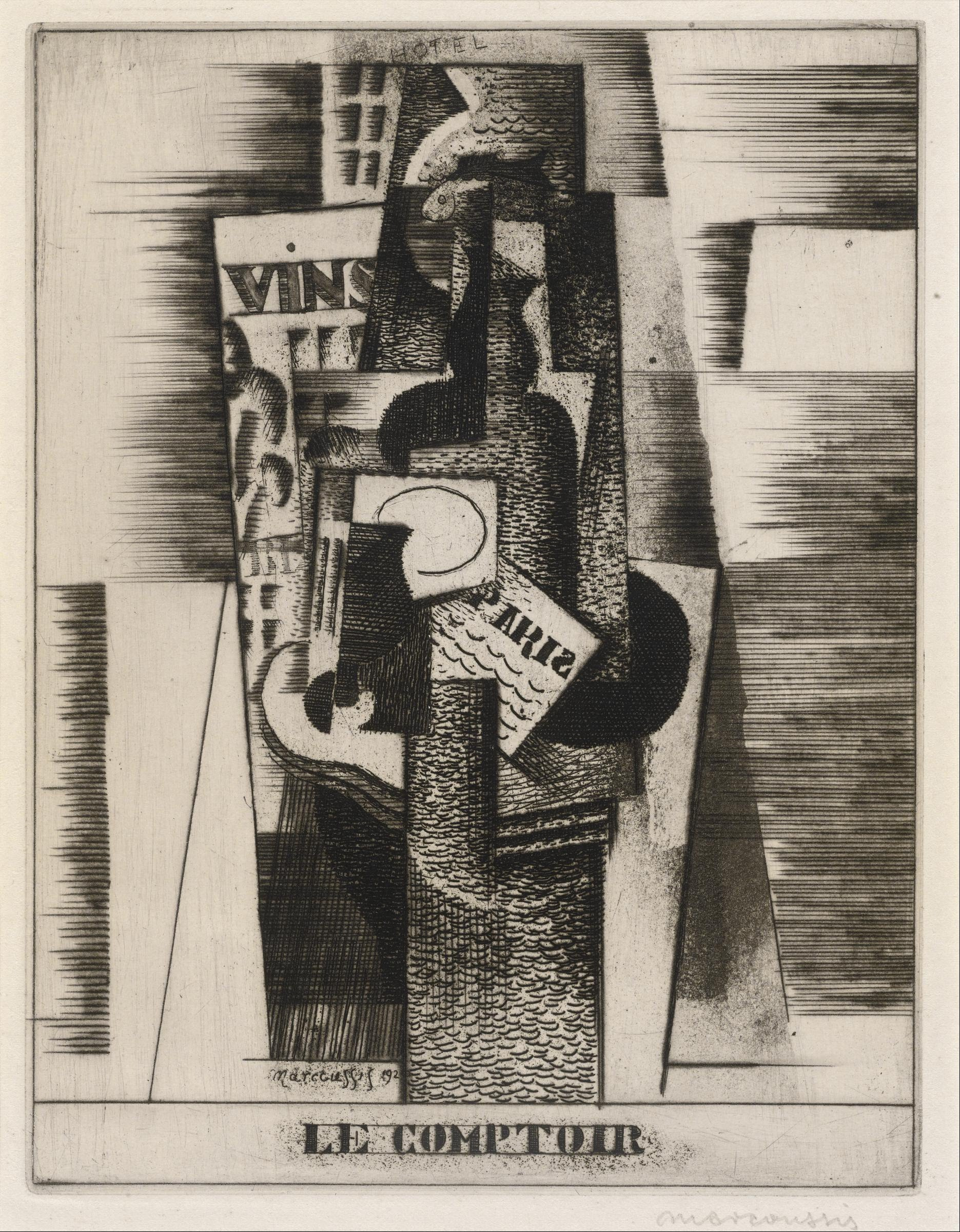
Le Comptoir (1920-1922), de Louis Marcoussis, Museo de Bellas Artes de Houston

En los años 1920 se estrechó la relación de Picasso con Vollard: una serie de aguafuertes realizados por Picasso en 1927 sobre el tema del artista y su modelo la adquirió el marchante para ilustrar La obra maestra desconocida de Honoré de Balzac, publicada en 1931. Fue entonces cuando Vollard le encargó una serie de láminas que el artista realizó entre 1930 y 1937, y que se publicó en 1939: la Suite Vollard. Es un conjunto de cien estampas —la mayoría aguafuertes y alguna punta seca— de temática diversa, dividido en varias secuencias; la más grande (unas cuarenta) giran en torno al tema El taller del escultor, centradas en la relación entre un escultor, su modelo y su obra, una referencia autobiográfica en que la modelo es Marie-Thérèse Walter, su pareja de entonces; otro grupo gira en torno al tema de La violación, mientras que hay varios dedicados a la figura de El Minotauro, entre los que destaca Minotauro ciego en la oscuridad, considerado uno de los mejores de la serie; hay también tres retratos de Vollard. Paralelamente, en 1931 ilustró para el editor Albert Skira Las Metamorfosis de Ovidio. En 1935 realizó La minotauromaquia, un aguafuerte en lámina de cobre, donde retoma la figura del minotauro; está considerada uno de los precedentes estilísticos del Guernica. Entre 1936 y 1937 ilustró la Historia natural de Buffon (publicado en 1942), de nuevo por encargo de Vollard, un conjunto de treinta y un aguafuertes al azúcar, de estilo realista. En 1937 realizó Sueño y mentira de Franco, un conjunto de dieciocho pequeñas imágenes a modo de viñetas grabado en dos planchas de cobre, como denuncia contra la Guerra civil española y contra Francisco Franco; se tiraron mil ejemplares, que se vendieron en el Pabellón de la República Española de la Exposición Internacional de París de ese año.
Tras unos años de inactividad gráfica, pasada la Segunda Guerra Mundial se aficionó a la litografía, generalmente sobre plancha de zinc. Entre 1945 y 1951 realizó varios retratos de Françoise Gilot, su nueva pareja, madre de sus hijos Claude y Paloma. En esta época abordó también temas como los faunos, las palomas y las naturalezas muertas, así como varias versiones de la Susana en el baño de Cranach. Entre sus obras de esos años destacan: La mujer sentada y la mujer dormida (1947), Retrato de Góngora (1947), Los faunos músicos (1948) y su célebre Paloma (1949), que se tomó como logotipo del Congreso Mundial de la Paz. Desde 1955, su relación con Jacqueline Roque, su segunda esposa, le llevó a un giro estilístico, por el que retornó a la deformación expresionista y a la temática grotesca y erótica. Volvió su afición por los toros y, en 1957, ilustró la vida del torero Pepe-Hillo, trabajando entonces preferentemente al linóleo. En 1966 retornó al aguafuerte, con una temática cada vez más marcadamente sexual, en que las mujeres son figuras enormes y gordas. Entre 1970 y 1971 realizó una serie de 156 estampas para la galería Leiris, generalmente de mujeres tumbadas y hombres que las observan.

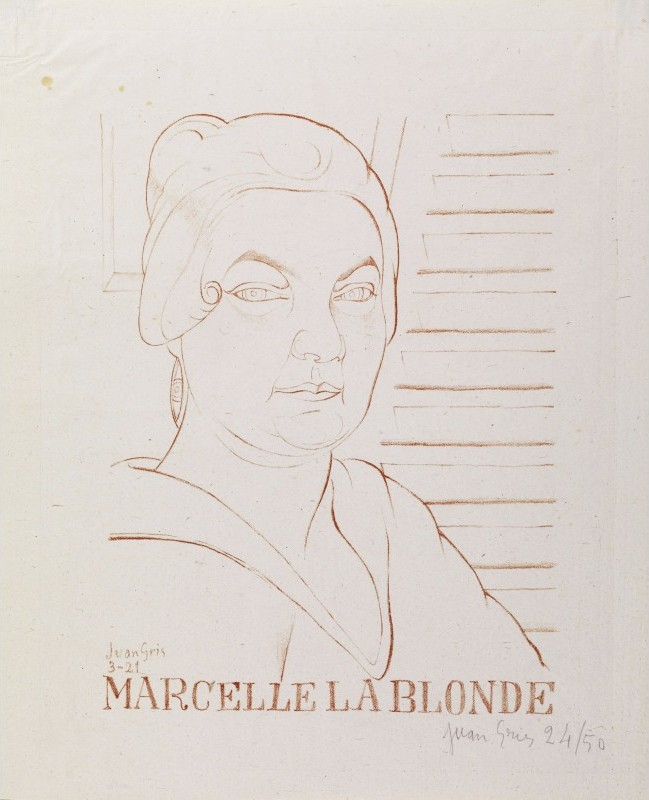
Marcelle la Blonde (1921), de Juan Gris

Picasso fue el representante más destacado del cubismo, un movimiento basado en la deformación de la realidad mediante la destrucción de la perspectiva espacial de origen renacentista, a través de una organización del espacio de acuerdo con una trama geométrica, con visión simultánea de los objetos y una gama de colores fríos y apagados. Los miembros de este grupo aportaron una nueva concepción de la obra de arte, gracias a la introducción del collage. Otros exponentes de este movimiento en el ámbito gráfico fueron Georges Braque, Juan Gris, Louis Marcoussis y Jacques Villon. Braque fue junto con Picasso el padre del cubismo. Su acercamiento al grabado fue tardío, una vez superado ya el cubismo y en un estilo neoclásico, como se percibe en sus aguafuertes para la Teogonía de Hesíodo (1931). El español Juan Gris se inició en el dibujo humorístico en revistas como Le Charivari y Le Cri de Paris. En 1912 se pasó al cubismo, con un estilo ortodoxo pero de fuerte personalidad. Realizó treinta y cuatro litografías y aguafuertes, en composiciones similares a su obra pictórica. Ilustró varios libros: Ne coupez pas, Mademoiselle, ou les erreurs des P.T.T. de Max Jacob (1920), Mouchoir des nuages de Tristan Tzara (1925), A Book concluding with as a wife has a cow a love story de Gertrude Stein (1925) y Denise de Raymond Radiguet (1926). También hizo algunos retratos en litografía (Marcelle la Brunette, Marcelle la Blonde, Jean el músico). Marcoussis pasó por el impresionismo y el fauvismo antes de llegar al cubismo. Virtuoso del dibujo, trabajó como caricaturista en varios periódicos. Empezó a grabar en 1912, pero se dedicó más intensamente a ello entre 1930 y 1940: Aurelia de Gérard de Nerval (1930), Tablas de salvación (1931), Alcoholes de Apollinaire (1934-1935), más un centenar de retratos (Gertrude Stein, 1934; Miró, 1938). Villon, hermano de Marcel Duchamp, fue iniciado en el grabado a los seis años por su abuelo, Émile Nicolle. Dotado para el dibujo, trabajó para varios periódicos y revistas. Desde 1899 grabó para el editor Edmond Sagot; entre sus primeras obras destacan las series Baño de Minnie (1907) y Desnudos (1909-1910). Ya en época cubista realizó su Equilibrista (1913), uno de los mejores grabados de este estilo. En 1920 realizó el Tablero de ajedrez, una reproducción del cuadro homónimo. Al año siguiente ilustró las Arquitecturas de Paul Valéry. Entre 1923 y 1930 grabó para poder subsistir reproducciones de obras de Picasso, Matisse, Cézanne, Renoir y Van Gogh. En 1939 su grabado Tres órdenes dio paso a una serie de paisajes, entre los que destacan su serie de los Huertos (1940-1941). Posteriormente son de destacar Cuarto de buey (1941) y Globo celeste (1944).

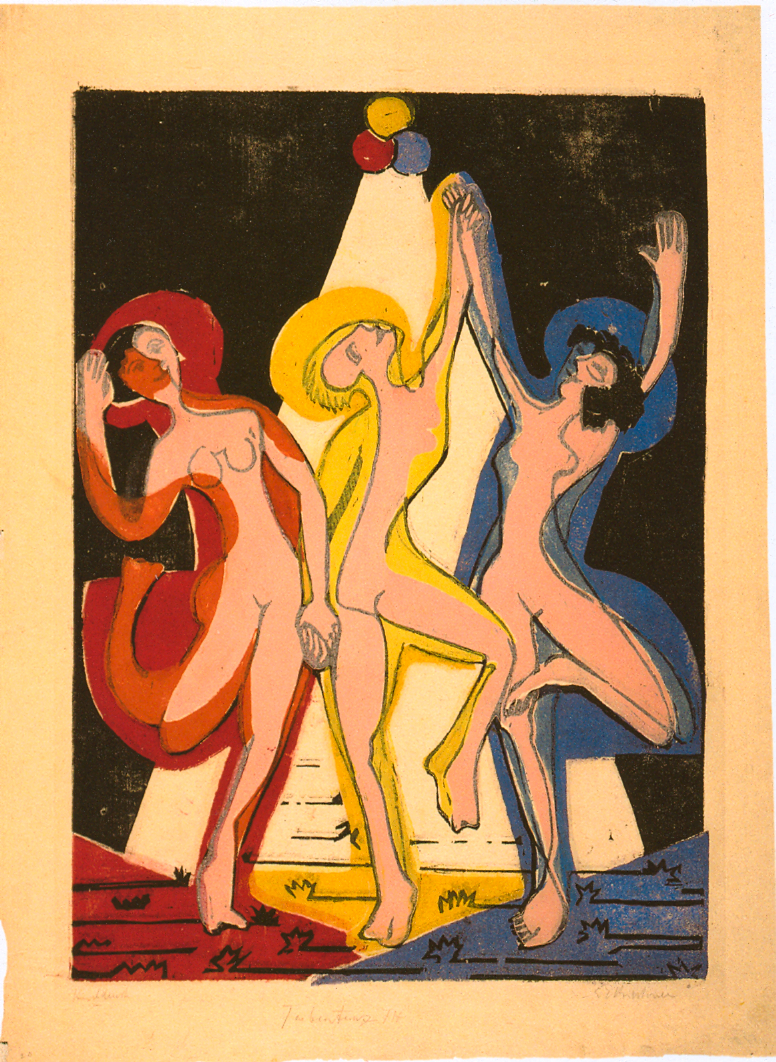
Farbentanz (1933), de Ernst Ludwig Kirchner, Städel Museum, Fráncfort

El cubismo fue una de las primeras vanguardias, junto al fauvismo y el expresionismo. El fauvismo supuso una experimentación en el terreno del color, que era concebido de modo subjetivo y personal, al que aplicaban valores emotivos y expresivos, independientes respecto a la naturaleza. Para estos artistas los colores debían generar emociones, a través de una gama cromática subjetiva y de factura brillante. Entre sus filas destacó Henri Matisse, quien practicó la litografía, generalmente con la colaboración del estampador Auguste Clot. Entre 1906 y 1913 realizó una serie de litografías en las que denota la influencia de Rodin, con un lenguaje lineal, fluido y elegante. Otros exponentes fueron André Derain, Raoul Dufy y Maurice de Vlaminck. Derain grabó sobre todo en madera, en ilustración de libros como el Encantador pudriéndose de Apollinaire (1909), Les Œuvres burlesques et mystiques de Frère Matorel, mort au couvent de Barcelone de Max Jacob (1912), Monte de Piedad de André Breton (1916) y Heliogábalo de Antonin Artaud (1934). Dufy se inició en la xilografía (Bestiario de Orfeo de Apollinaire, 1910), para pasarse a la litografía tras la Primera Guerra Mundial (La Belle Enfant ou L'Amour à quarante ans de Eugène Montfort, 1930, para el editor Vollard). Vlaminck, de formación autodidacta, realizó xilografías y litografías, con un estilo similar a sus pinturas, de difícil clasificación cronológica, ya que nunca las fechaba.
El expresionismo surgió en Alemania. Como reacción al impresionismo, los expresionistas defendían un arte más personal e intuitivo, donde predominase la visión interior del artista —la «expresión»— frente a la plasmación de la realidad —la «impresión»—. En sus obras reflejaban  una temática personal e intimista con gusto por lo fantástico, deformando la realidad para acentuar el carácter expresivo de la obra. Fue un movimiento ecléctico, con múltiples tendencias en su seno y una diversa variedad de influencias, desde el postimpresionismo y el simbolismo hasta el fauvismo y el cubismo, así como algunas tendencias anicónicas que desembocarían en el arte abstracto (Kandinski).

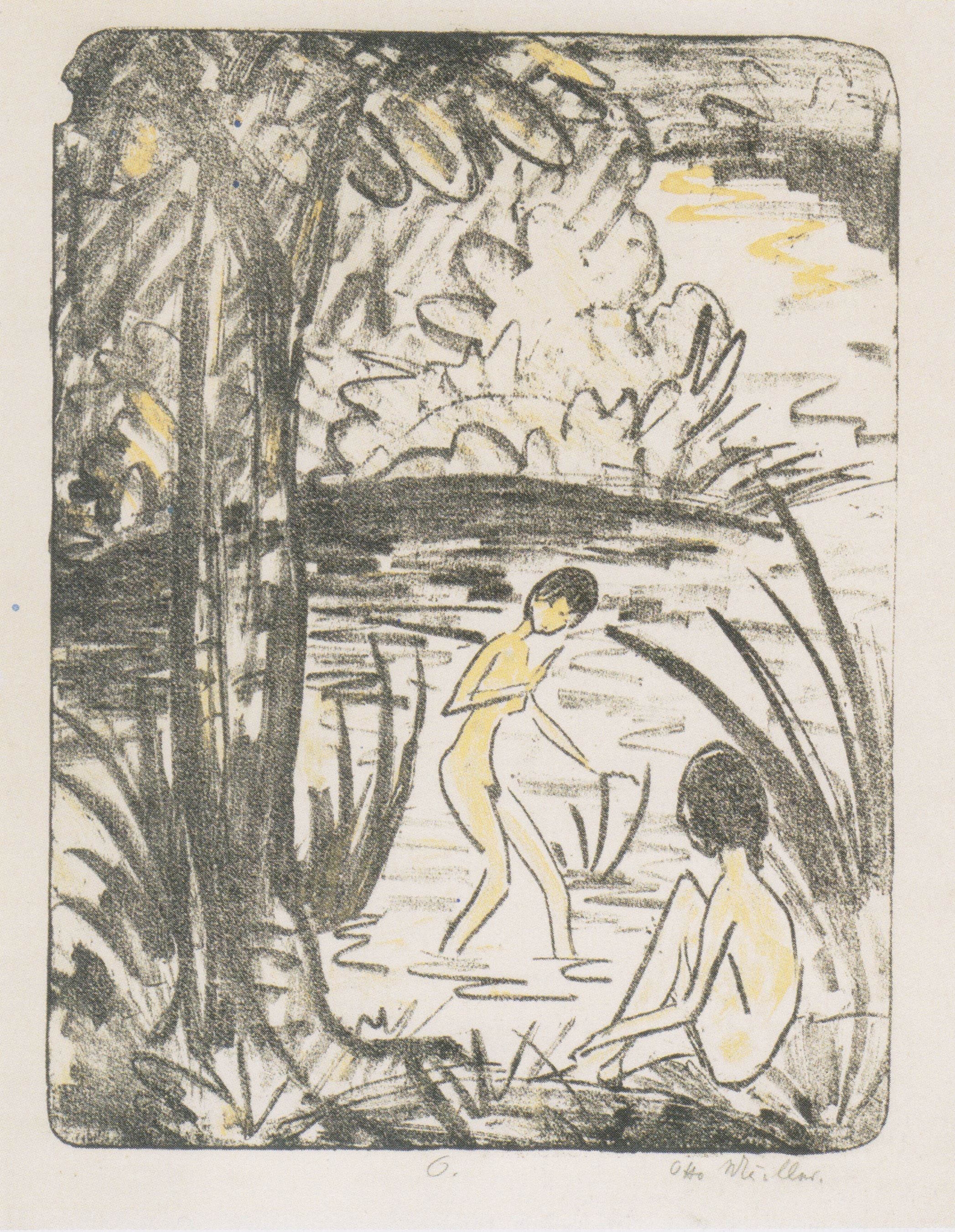
Sitzende und Badende mit Baum (1914-1918), de Otto Mueller

Su primer referente fue el grupo Die Brücke, fundado en Dresde en 1905 por Ernst Ludwig Kirchner, Fritz Bleyl, Erich Heckel y Karl Schmidt-Rottluff; posteriormente se incorporaron Emil Nolde, Max Pechstein y Otto Mueller. Influidos por el gótico alemán —Kirchner estudió profundamente las xilografías de Durero—, el arte africano, el Arts and Crafts, el Jugendstil, los Nabis y artistas como Van Gogh, Gauguin y Munch, les interesaba un tipo de temática centrada en la vida y la naturaleza, reflejada de forma espontánea e instintiva, por lo que sus principales temas son el desnudo —sea en interior o exterior—, así como escenas de circo y music-hall, donde encuentran la máxima intensidad que pueden extraer a la vida. Die Brücke otorgó especial importancia a las obras gráficas: su principal medio de expresión fue la xilografía, técnica que les permitía plasmar su concepción del arte de una manera directa, dejando un aspecto inacabado, bruto, salvaje, cercano al primitivismo que tanto admiraban. Estos grabados en madera presentan superficies irregulares, que no disimulan y aprovechan de forma expresiva, aplicando manchas de color y destacando la sinuosidad de las formas. También utilizaron la litografía, el aguatinta y el aguafuerte, que suelen ser de un reducido cromatismo y simplificación estilística.

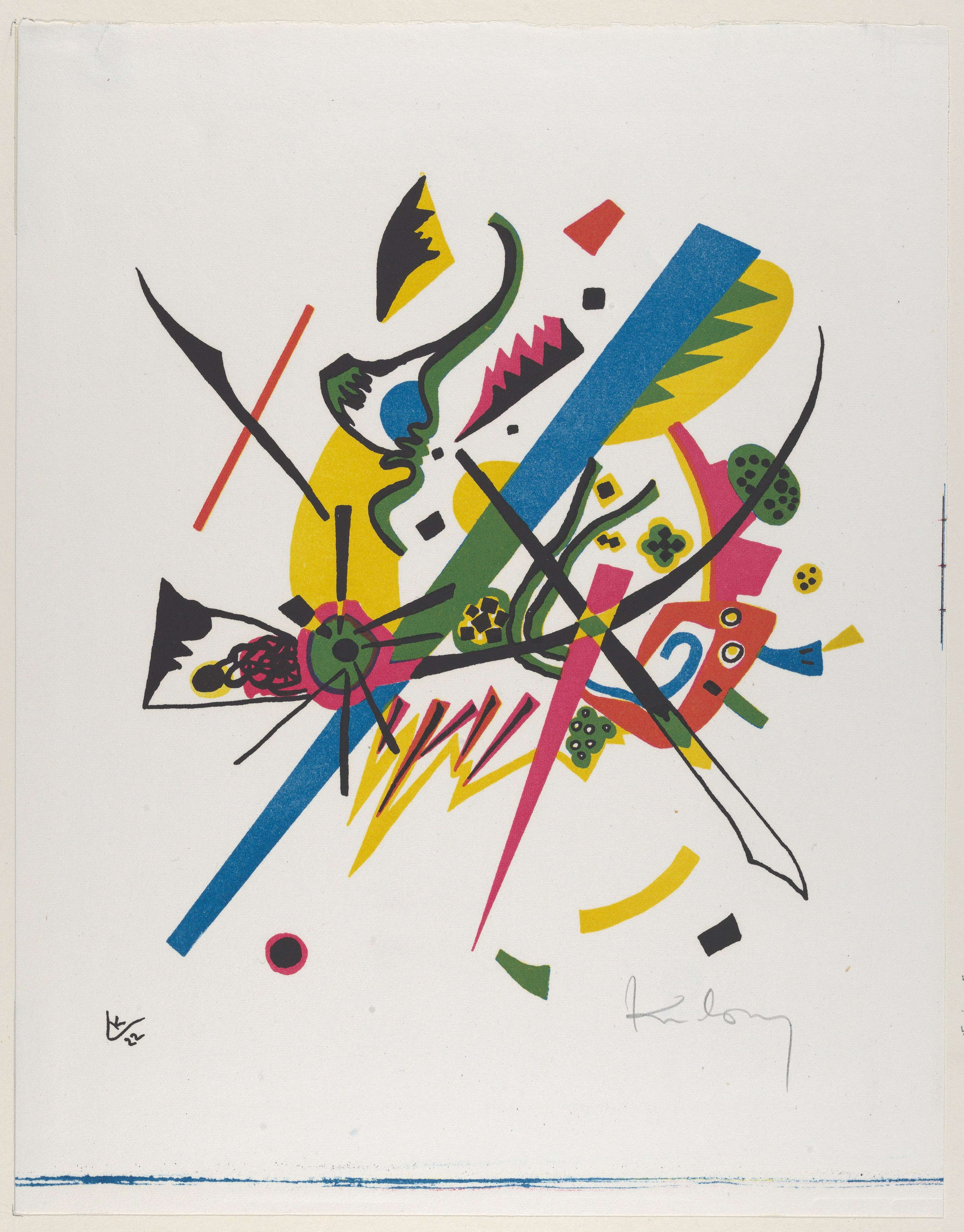
Pequeños mundos I (1922), de Vasili Kandinski, Museo Metropolitano de Arte, Nueva York

Su principal exponente fue Kirchner, un artista temperamental que dejó una de las obras gráficas más relevantes de la primera mitad del siglo. Sus primeras obras denotan la influencia de la estampa japonesa y de Félix Vallotton: El hombre y la mujer (1904), Bañistas (1906). En 1915 ilustró el Peter Schlemihl de Chamisso. Autor prolífico, dejó 971 xilografías, 665 aguafuertes y 458 litografías, sobre todo paisajes, desnudos, retratos y autorretratos, así como una considerable producción de contenido netamente erótico.
La segunda fase del expresionismo alemán fue el grupo Der Blaue Reiter, fundado en Múnich en 1911, donde se agrupaban una serie de artistas que más que un sello estilístico común compartían una determinada visión del arte, en la que imperaba la libertad creadora del artista y la expresión personal y subjetiva de sus obras. Su principal exponente en el arte gráfico fue Vasili Kandinski, un artista ruso iniciado en el Jugendstil y que, desde 1908, fue evolucionando hacia la abstracción, en cuadros donde la importancia de la obra residía en la forma y el color, creando planos pictóricos por confrontación de colores. Practicó sobre todo la xilografía y la litografía, generalmente coloreadas. Uno de sus primeros trabajos fue el cartel de la I Exposición del grupo Phalanx en 1901, una asocicación de artistas que había fundado en Múnich. Le siguieron xilografías como La cantante (1903), Despedida (1903) y La noche (1903). Entre 1908 y 1912 escribió diversos textos líricos que editó acompañados de xilografías (Sonidos, 1913). En 1909 realizó también las series xilográficas Poemas sin palabras y Xilografías. En 1911 escribió y editó De lo espititual en el arte, un libro teórico que acompañó de ilustraciones en xilografía, ya cercanas a la abstracción. Entre finales de 1915 y comienzos de 1916 elaboró en Estocolmo una serie de aguafuertes de tono grotesco, que expuso en la galería Gummeson. En su estancia en Rusia, hasta 1921, continuó con esta técnica. De vuelta a Alemania, donde fue profesor de la Bauhaus, realizó la serie Pequeños mundos (1922), compuesta por doce estampas (litografías, xilografías y aguafuertes) que emulan su universo pictórico. También teorizó sobre el grabado en Punto y línea sobre el plano (1926), donde postuló que cada una de las tres principales técnicas gráficas tienen características específicas tanto a nivel formal como sociológico.

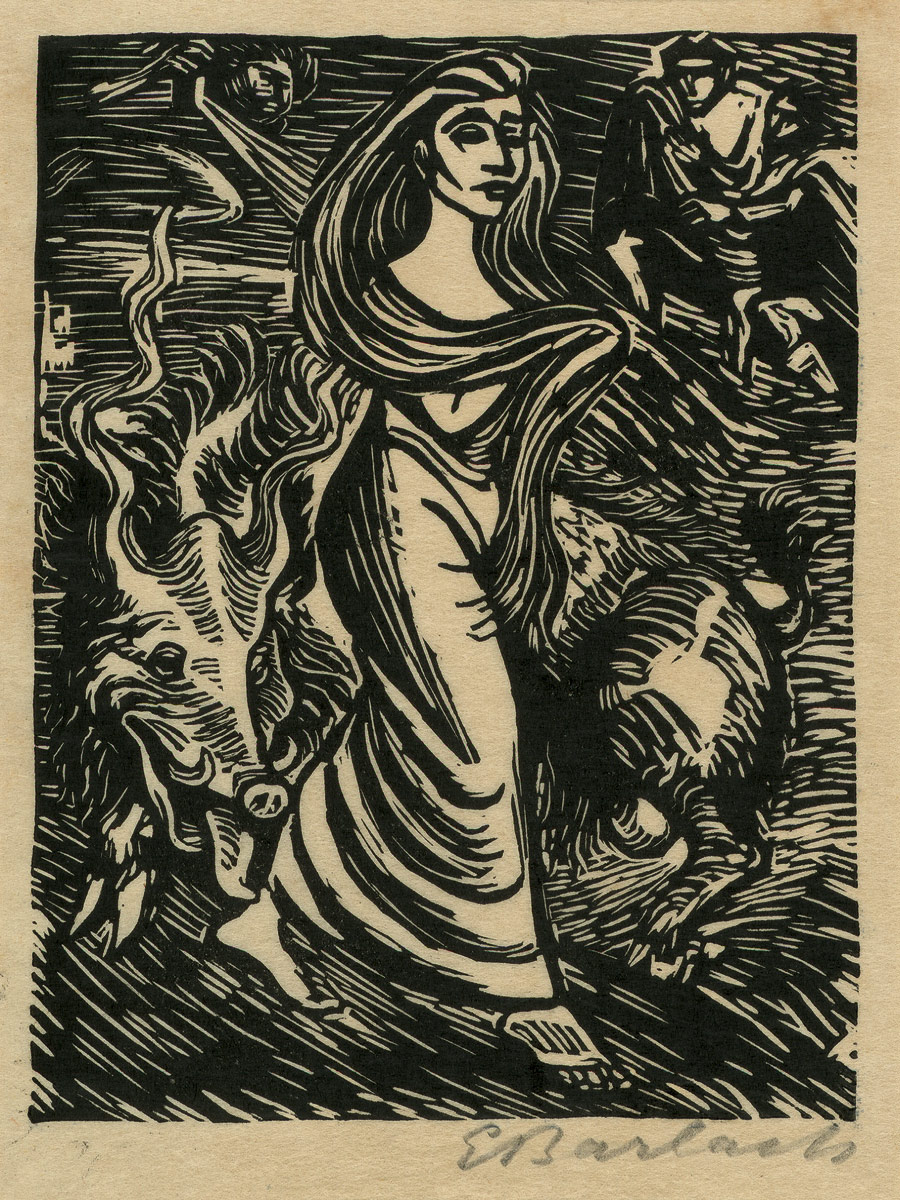
Estampa de la serie La noche de Walpurgis (1923), de Ernst Barlach

Otro miembro de Der Blaue Reiter fue Franz Marc, un artista prematuramente fallecido en la contienda mundial. Interesado especialmente en la representación de animales, con los cuales simbolizaba la comunión con la naturaleza, dejó sesenta y tres grabados, realizados entre 1908 y 1916. Cabe citar también al escultor Ernst Barlach, que fue también grabador y dramaturgo. Su obra gráfica se extendió de 1910 a 1930, en litografía y xilografía: en la primera técnica ilustró sus propios dramas (Der Tote Tag, 1912; Der arme Vetter, 1919), mientras que en la segunda elaboró imágenes más estilizadas (Der Kopf, 1919; Walpurgisnacht, 1923; Lied an die Freude, 1927). En Austria destacó Oskar Kokoschka, un expresionista de inspiración personal, autor de series litográficas como Niños que sueñan (1908), Rey Lear (1963), Odisea (1963-1965), Saúl y David (1966-1968) y Troyanas (1971-1972).

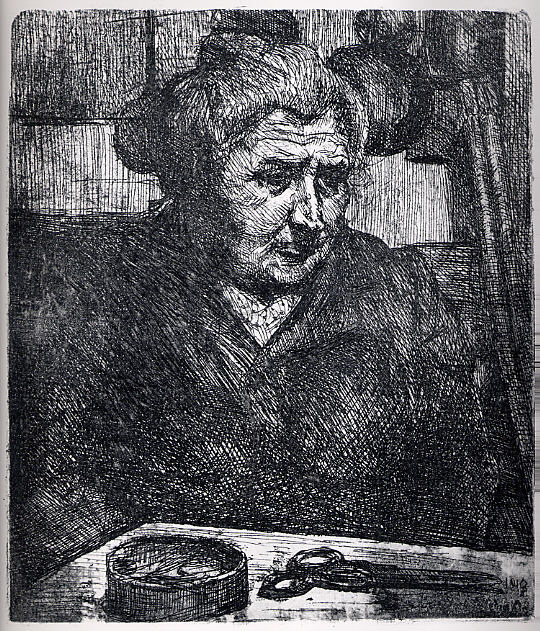
La madre del artista (1910), de Umberto Boccioni, Museo Metropolitano de Arte, Nueva York

La siguiente vanguardia que surgió fue el futurismo, un movimiento de origen italiano que exaltó los valores del progreso técnico e industrial del siglo XX y destacó aspectos de la realidad como el movimiento, la velocidad y la simultaneidad de la acción. Sus principales representantes, Umberto Boccioni, Giacomo Balla, Gino Severini y Carlo Carrà, practicaron el grabado muy ocasionalmente. Cabe destacar en el ámbito gráfico a Giorgio Morandi, un artista adscrito solo temporalmente al futurismo y de evolución personal. Se centró sobre todo en la representación de objetos —a menudo naturalezas muertas—, en un estilo que combinaba clasicismo y cubismo, con cierta influencia cézanniana. Trabajaba al aguafuerte, donde demostró un gran dominio técnico, con el que consiguió efectos de una realidad atemporal, casi mágica. En Italia cabe mencionar al Gruppo Romano Incisori Artisti (Grupo Romano Grabadores Artistas), surgido en 1921 por iniciativa de Federico Hermanin y que agrupó a unos veinticinco artistas de estilos diversos que expusieron colectivamente en varios certámenes artísticos italianos.
En Rusia surgió hacia 1915 el suprematismo, un estilo de corte abstracto basado en formas geométricas fundamentales, sobre todo el cuadrado y el círculo, con una gama cromática restringida, especialmente el blanco y el negro. Uno de sus exponentes fue El Lissitzky, arquitecto, pintor, diseñador, fotógrafo y tipógrafo, creador de los prounen («Proyectos para la afirmación de lo nuevo»), un tipo de diseño abstracto geométrico que pretendía ser una síntesis entre pintura y arquitectura, que desarrolló en pinturas, grabados y dibujos.

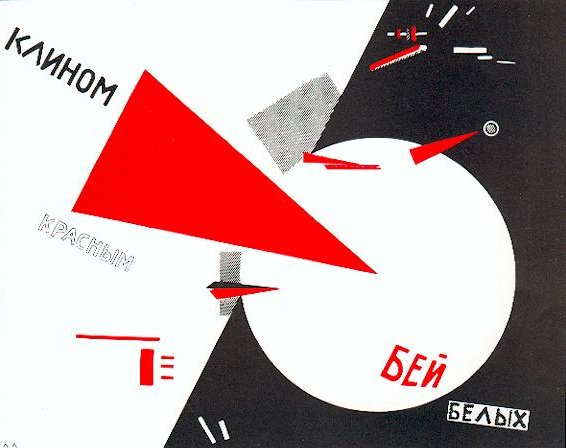
Golpead a los blancos con la cuña roja (1919), de El Lissitzky

El siguiente de los nuevos estilos fue el dadaísmo, un movimiento de reacción a los desastres de la Primera Guerra Mundial, que supuso un planteamiento radical del concepto de arte, que pierde cualquier componente basado en la lógica y la razón, y reivindica la duda, el azar, lo absurdo de la existencia. Esto se tradujo en un lenguaje subversivo, donde se cuestionaban tanto las temáticas como las técnicas tradicionales del arte, experimentando con nuevos materiales y nuevas formas de composición, como el collage, el fotomontaje y los ready-made. Entre sus representantes se encuentra Jean Arp, pintor, escultor y poeta, uno de los fundadores del movimiento en Zúrich. En 1916 ilustró los 25 poemas de Tristan Tzara y realizó la serie xilográfica Estudios de simetría, de corte abstracto. Desde entonces continuó elaborando aguafuertes y, sobre todo, xilografías, con un estilo sobrio en la talla y nítido en la tinta, con imágenes que se mueven entre la abstracción y la morfología. También ilustró sus propios textos: Velero en el bosque (1957), 1, rue Gabrielle (1958), Hacia el blanco infinito (1960). También destacó Kurt Schwitters, quien realizó en 1923 una serie de seis litografías de su obra Merz, en edición numerada de cincuenta ejemplares. La elaboró en papeles de distintos colores, por lo que obtuvo una cierta apariencia de collage. Otro exponente fue Christian Schad, colaborador de la revista Sirius, para la que realizaba una xilografía por número, y para cuya editorial creó un cuaderno de diez xilografías en 1915.

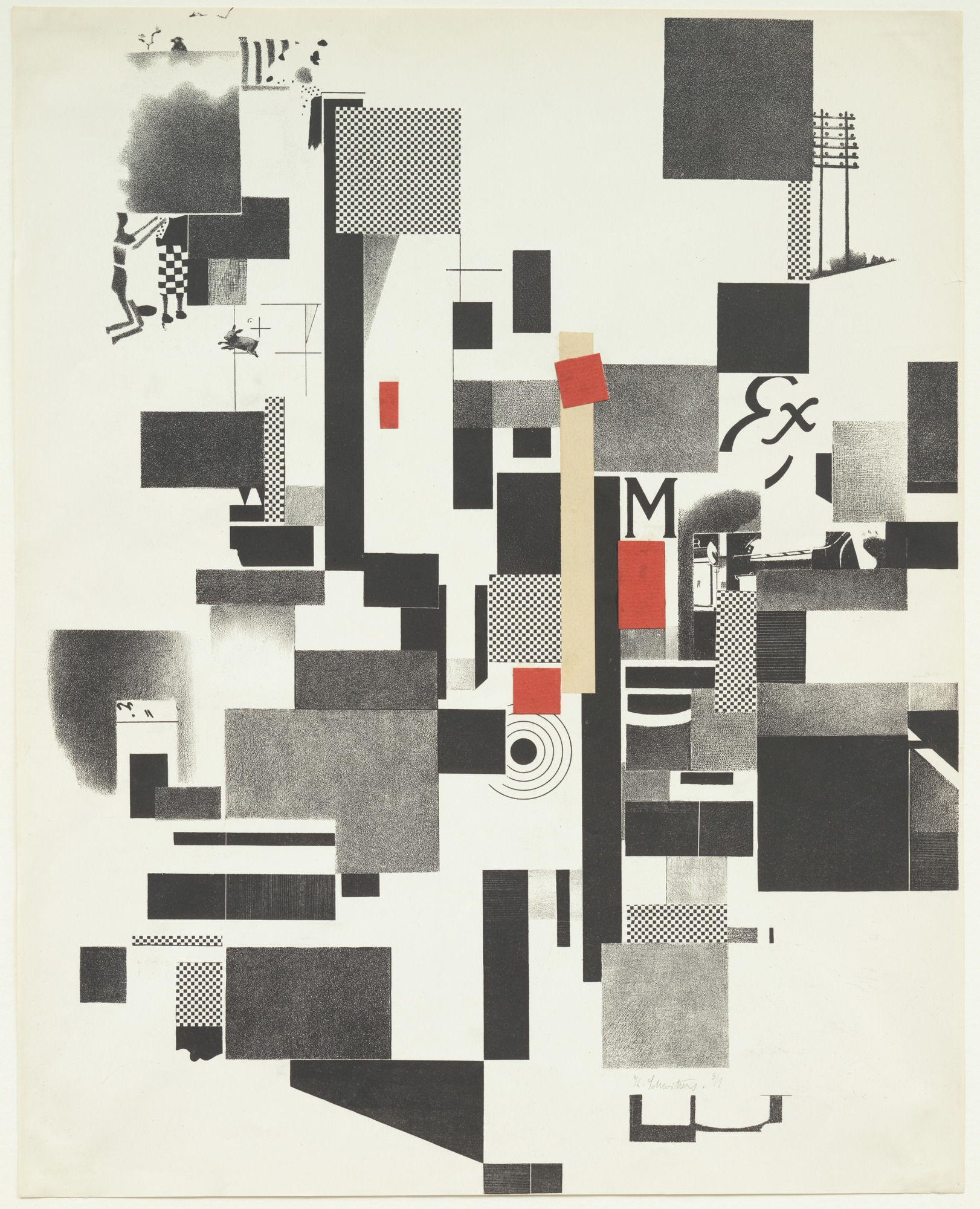
Merz 3 (1923), de Kurt Schwitters, Museum of Modern Art, Nueva York

En Alemania surgió tras la Primera Guerra Mundial el grupo Neue Sachlichkeit (Nueva Objetividad), el cual, como movimiento de reacción frente al expresionismo, retornó a la figuración realista y a la plasmación objetiva de la realidad circundante, con un marcado componente social y reivindicativo. Sus principales representantes fueron Otto Dix, George Grosz y Max Beckmann. Dix denunció en sus obras la brutalidad de la guerra y la depravación de una sociedad decadente. En su serie de aguafuertes La guerra (1924) realizó un poderoso alegato antibelicista, con imágenes crudas de intenso realismo. Grosz trabajó de caricaturista antes de la guerra, por lo que su estilo refleja las propiedades de ese género, marcado por la linealidad. Sus imágenes denuncian la hipocresía social, con figuras feas y caricaturescas, generalmente de perfil. Fue autor de las series Gott mit uns (1920) y Ecce homo (1923), en las que retrató «una sociedad dominada por los galones, la levita, la sotana y la caja fuerte». Beckmann mostró una fuerte influencia del gótico alemán. En 1909 realizó la serie litográfica La vuelta de Eurídice, pero poco después se pasó a la punta seca (Pequeño autorretrato, 1912). Durante la contienda realizó una serie de grabados en los que mostraba el drama de la guerra: Declaración de guerra (1914), Granada (1915). Tras el conflicto bélico siguió una línea realista en la que continuaba mostrando el dramatismo bélico, como en la serie litográfica Viaje berlinés (1922). Realizó entonces retratos, bodegones, paisajes, desnudos y temas circenses (Funámbulo, 1921). En 1947 se estableció en Estados Unidos, donde evolucionó a un estilo personal de corte simbólico y onírico (Día y sueño, 1946).

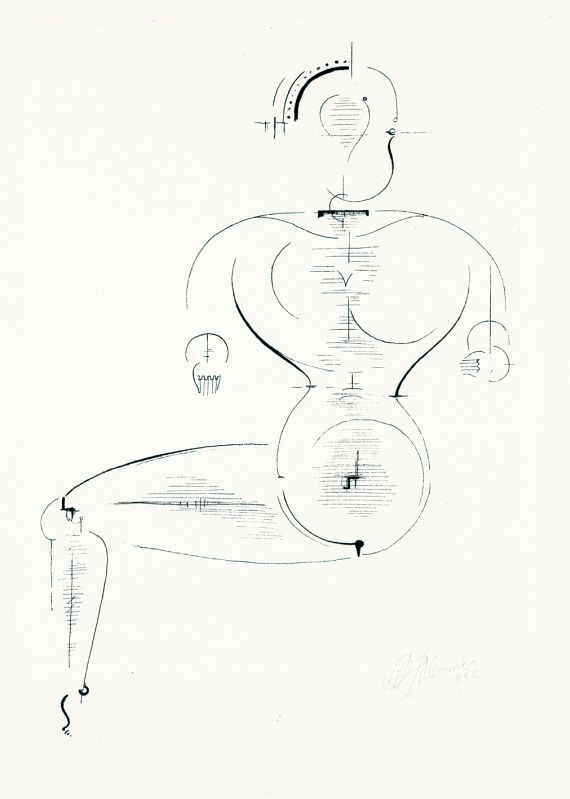
Figur H 2 (Figur von der Seite) (1922), de Oskar Schlemmer

En este país es de reseñar también la Escuela de la Bauhaus, fundada en 1919 por Walter Gropius, quien asumió la dirección de la Escuela de Artes y Oficios de Weimar y la reorientó hacia un programa de estudios multidisciplinar que atendía tanto la arquitectura como el diseño y las artes decorativas; los estudiantes de la escuela aprendían teorías de la forma y del diseño, así como talleres de piedra, madera, metal, barro, vidrio, tejido y pintura. La escuela se trasladó a Dessau en 1925 y a Berlín en 1932, hasta que al año siguiente fue cerrada por la dirección del centro ante el acoso sistemático al que eran sometidos por las autoridades nazis. En la escuela había también un taller de grabado, dirigido entre 1919 y 1924 por Lyonel Feininger, un artista estadounidense afincado en Alemania. En sus inicios trabajó de caricaturista, con un estilo modernista inspirado en Beardsley, Toulouse-Lautrec y Steinlen. También transitó por el cubismo, el expresionismo y el futurismo. Trabajó sobre todo en xilografía, técnica que influyó en la organización espacial de su producción pictórica. Su estilo se caracteriza por el uso de amplias masas negras y líneas cortas e irregulares, en configuraciones paralelas o convergentes que crean los volúmenes. Realizó diversas series, entre las que destaca Zwölf Holzschinitte (1923). Tras la clausura de la Bauhaus volvió a su país, donde practicó el litograbado, especialmente en paisajes: Manhattan II (1951), Dorfkirche (1954). Otro profesor que practicó el grabado fue Josef Albers, encargado del curso preparatorio y del taller de pintura sobre vidrio de la escuela. Practicó la xilografía, la litografía, la punta seca y el linóleo, con una evolución estilística que va desde el expresionismo hasta una abstracción de influencia constructivista, en la que otorgaba todo el protagonismo a la línea recta y a un cromatismo en blanco y negro. Instalado posteriormente en Estados Unidos, donde fue profesor en el Black Mountain College y la Universidad de Yale, realizó allí su serie Structural Constellations (1953-1958). Otro docente fue Oskar Schlemmer, director sucesivamente de los talleres de escultura en piedra, pintura mural y teatro. Tras pasar fugazmente por el expresionismo y el cubismo evolucionó hacia la abstracción, con imágenes en que reduce la figura humana a esquemas lineales, dentro de una composición geométrica. El taller de grabado de la Bauhaus elaboró en 1921 un cartapacio en cinco entregas con obras de los profesores de la Bauhaus, así como artistas alemanes, italianos y rusos. También hacía obras por encargo y numerosos artistas ajenos a la escuela imprimían allí sus trabajos. En 1923 fundaron también una editorial, que entre otras obras publicó el libro para la exposición de la Bauhaus de ese año.

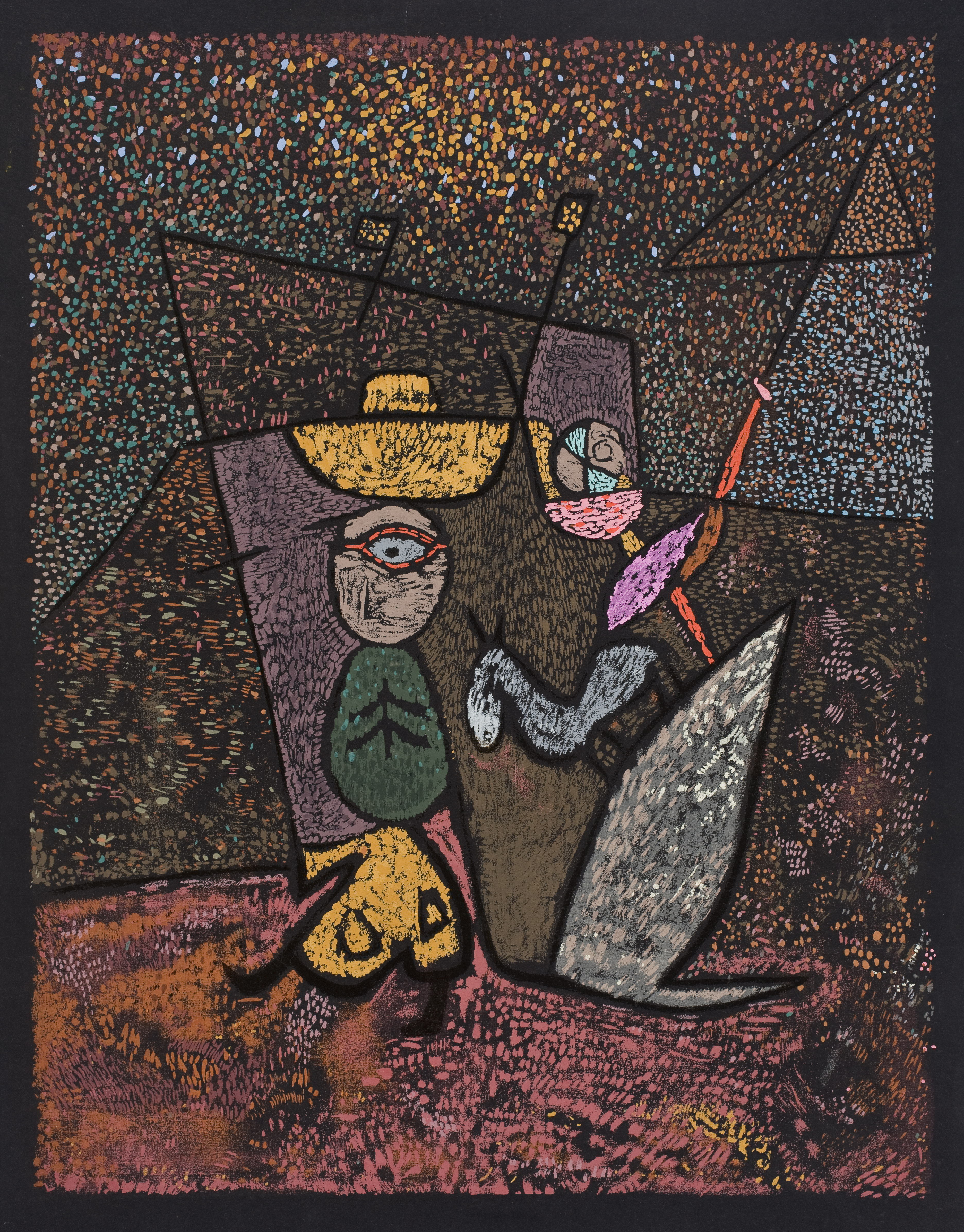
Circo ambulante (1940), de Paul Klee, Museo de Arte de São Paulo

Entre los años 1920 y 1940 se desarrolló el surrealismo, un movimiento que puso un especial énfasis en la imaginación, la fantasía y el mundo de los sueños, con una fuerte influencia del psicoanálisis, con una tendencia figurativa y otra abstracta. Uno de sus máximos exponentes fue Salvador Dalí, que evolucionó desde una fase de formación en que probó diversos estilos (impresionismo, futurismo, cubismo, fauvismo) hasta un surrealismo figurativo fuertemente influido por la psicología freudiana. En el terreno gráfico se dedicó preferentemente a la ilustración de libros, como Los cantos de Maldoror del conde de Lautréamont (1934), Don Quijote de Cervantes (1957) y la Divina Comedia de Dante (1960). En 1957 versionó Los caprichos de Goya. También es de destacar su Tauromaquia surrealista, de 1976.
Joan Miró practicó especialmente la litografía, ya que buscaba el resultado más parecido a la pintura —se solía decir de él que «pintaba como grababa y grababa como pintaba»—. Destaca especialmente su serie Barcelona (1944), una versión gráfica de su serie pictórica Constelaciones, un conjunto de cincuenta litografías en las que recreó su mundo personal, con imágenes generalmente abstractas en las que ocasionalmente se perciben figuras humanas o animales, así como algunos de sus motivos habituales como estrellas y pájaros. El conjunto destaca por su esencia dramática, motivada por el pesimismo del artista frente a la guerra. También ilustró libros de bibliófilo: Parler seul de Tristan Tzara (1948-1950), À toute épreuve de Paul Éluard (1958, Le miroir de l'homme par les bêtes de André Frénaud (1972), Oda a Joan Miró de Joan Brossa (1973).
Otros artistas surrealistas que practicaron el grabado fueron Paul Klee, Max Ernst, André Masson e Yves Tanguy. Klee se inició en el Jugendstil y fue miembro del grupo expresionista Der Blaue Reiter, antes de desembocar en el surrealismo. Recreó en su obra un mundo fantástico e irónico, cercano al de los niños o los locos. En sus composiciones le interesaban especialmenten aspectos como el color, la luz, el tiempo y el movimiento. Trabajó sobre todo en litografía: Sommeil d'hiver (1938), Tête d'enfant (1939). Ernst pasó por el expresionismo, el dadaísmo y el surrealismo, con una obra original de fuerte personalidad. Sus primeros grabados (1911-1912), al linóleo, son afines al grupo Die Brücke. En su etapa dadaísta elaboró la serie litográfica Fiat modes, pereat ars (1919), donde muestra la influencia del metafísico Giorgio De Chirico. Más adelante practicó otras técnicas como el collage, el fotomontaje y el frottage. Cabe destacar su novela-collage Une semaine de bonté (1933), grabada en xilografía, en un estilo realista cargado de humor y erotismo, con cierta influencia goyesca. Masson se inició en el cubismo hasta desembocar en un surrealismo marcado por el automatismo gráfico. Ilustró libros como la Justine del marqués de Sade (1928) y Martinica, encantadora de serpientes de André Breton (1941), así como diversas obras de Mallarmé, Coleridge y Malraux. Tanguy se caracterizó por un tipo de imágenes en llanuras desérticas de horizonte infinito y luz lechosa pobladas por seres biomórficos, las cuales traspasó a su obra gráfica. Cabe citar también al escultor Henry Moore, que fue también dibujante y grabador. En 1931 realizó la serie xilográfica Figuras esculpidas. Durante la Segunda Guerra Mundial, en que fue nombrado War Artist («artista de guerra»), realizó una serie de dibujos sobre refugios que traspasó a litografías. En 1969 realizó veintiocho puntas secas inspiradas en el cráneo de un elefante, al partir del cual recreaba cuevas, paisajes y arquitecturas imaginarios, que denotan la influencia de Piranesi. Adscrito de forma tardía al surrealismo, el cubano Wifredo Lam realizó litografías en las que fusionaba este estilo con ciertas tendencias cubistas.

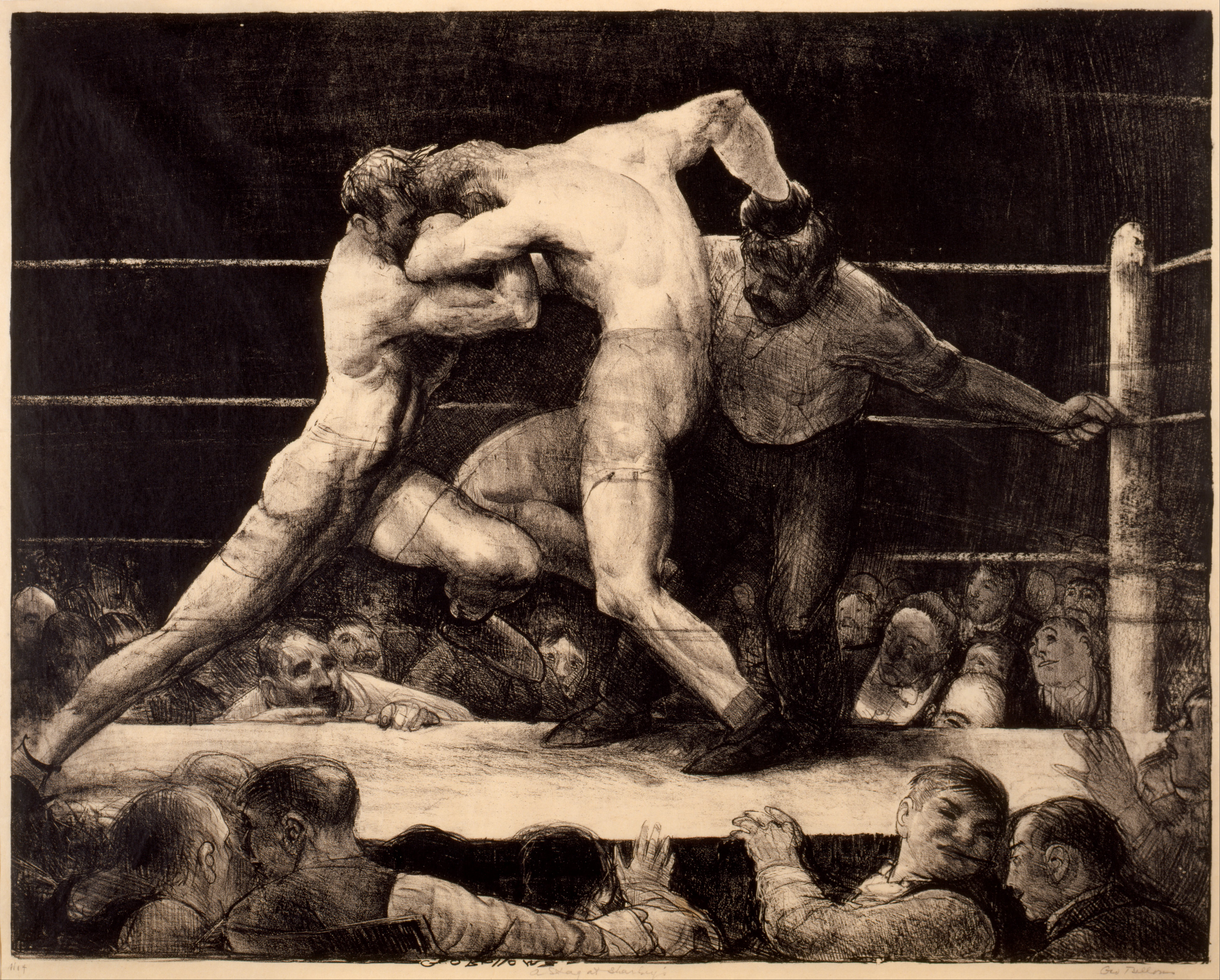
A Stag at Sharkey's (1917), de George Wesley Bellows, Museo de Arte de Indianápolis

En el período de entreguerras surgió en Francia la denominada Escuela de París, un grupo heterodoxo de artistas vinculados a diversos estilos artísticos como el postimpresionismo, el expresionismo, el cubismo y el surrealismo. El término engloba a una gran variedad de artistas, tanto franceses como extranjeros que residían en la capital francesa en el intervalo entre las dos guerras mundiales. En el terreno gráfico destacó Marc Chagall, de origen ruso, quien desarrolló un estilo que denota influencias fauvistas y cubistas, aunque interpretadas de forma personal, con una obra de tono onírico e intenso cromatismo. Se inició en el grabado ya con treinta y seis años, con las ilustraciones para la autobiografía de Paul Cassirer Mein Leben (1923), veintiséis aguafuertes y puntas secas. Ya establecido en París, realizó diversos encargos para el editor Vollard: Les âmes mortes de Nikolái Gógol (1924-1925), Les Fables de La Fontaine (1926-1931), L'Ancien Testament (1931-1939). Exiliado en Estados Unidos entre 1941 y 1948, realizó aquí la serie litográfica Four Tales from the Arabian Nights. De regreso a Francia, elaboró varias series de litografías: Dafnis y Cloe (1961), Circo (1967), En la tierra de los dioses (1967); así como aguafuertes, aguatintas, monotipos y la serie xilográfica Poemas (1968). En esta escuela cabe citar también a: Louis Jou, se dedicó a la xilografía destinada a la ilustración de libros en ediciones de lujo; André Dunoyer de Segonzac se dedicó a la calcografía, en la que fue un autor prolífico (1600 planchas), su principal obra fue la ilustración de las Geórgicas de Virgilio (1947); Luc-Albert Moreau destacó en la litografía; en el cartelismo destacaron Paul Colin, Jean Carlou y Cassandre, que renovaron y modernizaron el género.

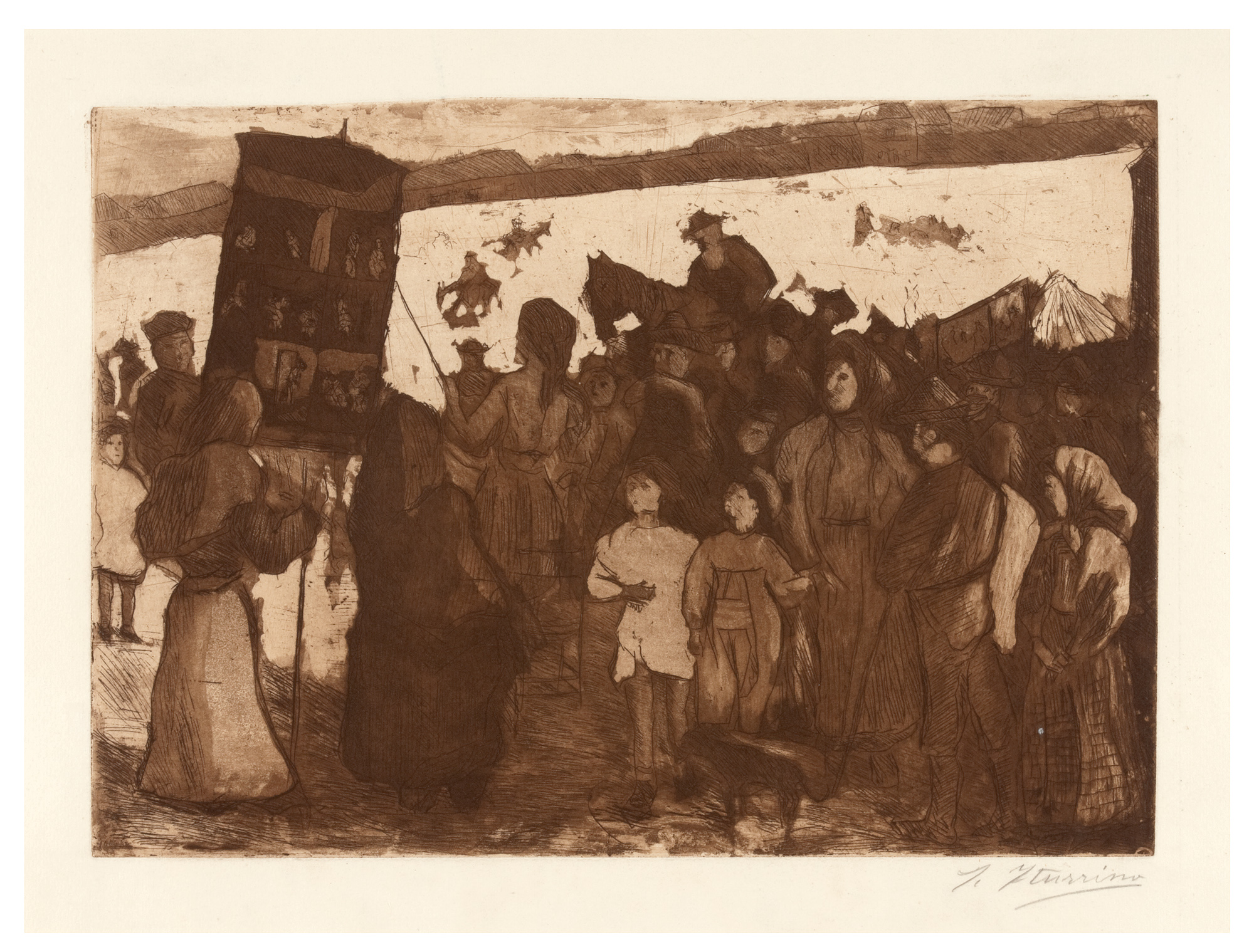
La cantante de las muchedumbres (c. 1910), de Francisco Iturrino, colección Gelonch-Viladegut, Lérida

En los años 1930 empezó a generalizarse el uso del ófset para la impresión artística. El pionero fue el pintor francés afincado en Estados Unidos Louis Henri Jean Charlot, quien en 1933 publicó en Los Ángeles su Picture book en treinta y dos litografías sobre plancha de zinc estampadas en ófset. El estampador fue Lynton Kistler, quien trabajó para muchos artistas modernos, al que se sumó Albert Carman en Nueva York. Poco después llegó al Reino Unido, donde fue practicado por Barnett Freedman, Paul Nash y John Piper. Estos artistas popularizaron el ófset en los años 1930 y 1940, en tiradas ilimitadas y a bajo coste, hecho que en cambio produjo un cierto descrédito de esta técnica, considerada inferior en calidad artística a las técnicas artesanales de grabado.
En Estados Unidos cabe destacar también la labor de John French Sloan, pintor y grabador de la escuela Ashcan, una tendencia de estilo realista caracterizada por sus escenas de género urbano. Realizó preferentemente escenas de la vida cotidiana neoyorquina, preocupándose sobre todo en la descripción objetiva, sin valoraciones críticas o morales, aunque en ocasiones con cierto componente dramático. Un buen ejemplo es su aguafuerte Ventanas en la noche (1910). A la misma escuela perteneció George Wesley Bellows, autor de escenas urbanas de Nueva York, con preferencia por imágenes de boxeo y béisbol. Se dedicó a la litografía, técnica en la que ilustró varios libros, especialmente de H. G. Wells. Edward Hopper fue representante del llamado realismo americano o American Scene, con escenas urbanas de personajes anónimos y solitarios. En sus inicios trabajó como ilustrador para subsistir, período en el que se enmarcan sus series de aguafuertes Night Shadows (1921) y Train and bathers (1930).
En la España de las primeras décadas, aparte de la obra de grandes artistas como Picasso, Dalí y Miró, conviene recordar a: Carlos Verger, pintor, cartelista y grabador, autor de reproducciones y obras originales, como Beethoven, Carmen, Lavanderas y Foro Romano; Ricardo Baroja practicó el aguafuerte y el aguatinta con influencia goyesca, autor de paisajes y temas populares; Francisco Iturrino, de estilo fauvista, se centró en imágenes de desnudos, caballos y jardines, con cierta influencia de Regoyos; Xavier Nogués, de estilo novecentista, fue un notable aguafortista, con una cierta vena satírica y caricaturesca, destacando entre sus obras la ilustración de El sombrero de tres picos de Pedro Antonio de Alarcón; Daniel Vázquez Díaz, a caballo entre el realismo y el cubismo, realizó aguafuertes y litografías sobre la Primera Guerra Mundial, así como paisajes y escenas sociales; José Gutiérrez-Solana, vinculado al expresionismo, aunó el arte tradicional con el contemporáneo, con un estilo áspero y dramático, centrado en temas sórdidos y lúgubres inspirados en la España negra (personajes populares, procesiones, corridas de toros); Antoni Clavé fue pintor, escultor, grabador y escenógrafo, y practicó por igual la litografía, el aguafuerte y el aguatinta, generalmente en ilustración de libros (Lettres d'Espagne de Prosper Mérimée, 1943; Cándido de Voltaire, 1948; Gargantúade François Rabelais, 1950). En 1910 se fundó la Sociedad de Grabadores Españoles. Algunos artistas de esta sociedad crearon en 1928 el grupo Los Veinticuatro, que tres años más tarde pasó a denominarse Agrupación Española de Artistas Grabadores. Gracias a su iniciativa se creó durante la Segunda República la Escuela Libre de Grabado y Estampación.

### Últimas tendencias

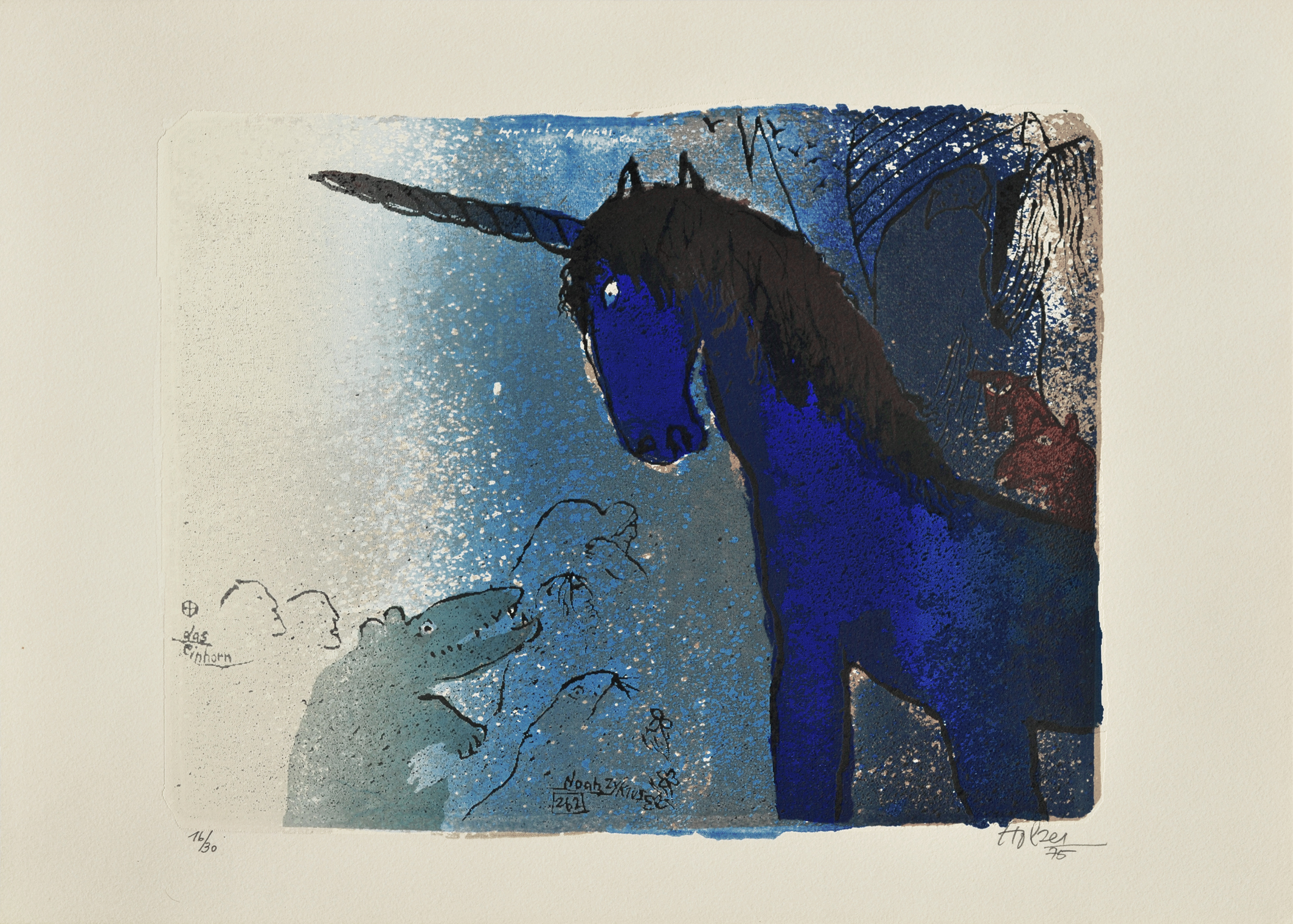
El unicornio (1975), serigrafía de Adi Holzer

Tras la Segunda Guerra Mundial, las vanguardias históricas dieron paso a una nueva serie de movimientos que van desde el arte figurativo hasta el abstracto, desde el arte más tradicional hasta el arte de acción o conceptual. Uno de los primeros, en la inmediata posguerra, fue el informalismo, un conjunto de tendencias basadas en la expresividad del artista y en la renuncia a cualquier aspecto racional del arte (estructura, composición, aplicación preconcebida del color). Fue un estilo eminentemente abstracto, donde cobró relevancia el soporte material de la obra, que asumió el protagonismo por encima de cualquier temática o composición. En paralelo, en Estados Unidos se desarrolló el expresionismo abstracto —también llamado action painting—, un estilo igualmente abstracto donde destaca la gestualidad del artista.
Entre sus exponentes europeos y dentro del arte gráfico cabe nombrar a: Jean Dubuffet, un artista que combinó la abstracción con algunas referencias biomórficas y alusiones al grafiti, como en su litografía Los muros (1949); Lucio Fontana, fundador del espacialismo, creó un tipo de imágenes abstractas que denominó «conceptos espaciales», caracterizadas por su monocromatismo y por la introducción del espacio en la imagen a través de rasgados y agujereados, lo que trasladó también al grabado; y Hans Hartung, creador de un universo gráfico de corte abstracto que desarrolló de forma autodidacta, con una obra que abarca unas doscientas láminas en diversas técnicas, sobre todo calcografía y litografía. En Estados Unidos cabe reseñar a: Jackson Pollock, creador del dripping o chorreado de pintura sobre el lienzo, en composiciones generalmente abstractas, aunque también produjo obras figurativas o parcialmente figurativas en blanco y negro (Sin título, 1945, aguafuerte); Mark Rothko, de origen ruso, destacó por sus formatos rectangulares, su intenso colorido y sus contornos difuminados, que trasladó a su producción gráfica; Willem de Kooning fue uno de los pocos pintores que introdujo la figura humana en sus obras, aunque inmersa en escenas abstractas y con formas fragmentadas, como dislocadas, en espacios curvilíneos, dinámicos, con una obra gráfica centrada en el aguafuerte y la litografía, en composiciones similares a su obra pictórica.
En esta tendencia se sitúa también Antoni Tàpies, quien creó un estilo propio en el que se combinaban la tradición y la innovación dentro de un estilo abstracto pero lleno de simbolismo, que otorgaba gran relevancia al sustrato material de la obra. Se inició en el grupo Dau al Set, algunos de cuyos componentes practicaron también el grabado, como Modest Cuixart, Joan Ponç y Joan-Josep Tharrats; entre 1948 y 1956 el grupo publicó la revista homónima, que mostró algunas de sus obras. Ya en solitario, Tàpies practicó el grabado de forma secundaria a su pintura, pero dejando obras de gran calidad con técnicas diversas: practicó tanto la litografía como la calcografía y la serigrafía, así como el cliché tipográfico. En su obra destaca la serie Cataluña, en serigrafías de gran tamaño, así como ilustraciones de libros como La nuit grandissante de Jacques Dupin (1967), Air de André Bouchet (1971) y La clau del foc de Pere Gimferrer (1973).
Otro exponente del informalismo español fue Antonio Saura, uno de los fundadores del grupo El Paso (1957-1959), en el que también figuraban Manolo Millares, Rafael Canogar, Luis Feito, Juana Francés, Manuel Rivera, Martín Chirino, Manuel Viola y el escultor Pablo Serrano; todos ellos fueron creadores de estampas. Saura fue quizá el miembro más destacado, autor de obras gestuales, expresivas, de colores sobrios —preferentemente el negro y el blanco—, en imágenes donde no excluye la figuración, unas figuras deformadas semejantes a monstruos. Cabe citar también al escultor vasco Eduardo Chillida, que fue también un notable grabador, autor de unas doscientas estampas —algunas de ellas murales— e ilustraciones de libros: Les chemins des devins suivi de menerbes de André Frénaud (1966), Meditation in Kastilien de Max Hölzer (1968), Die Kunst und der Raum de Martin Heidegger (1969), Más allá de Jorge Guillén (1973), Le sujet est la clairiere de son corps de Charles Racine (1975), Adoración de José Miguel Ullán (1977). Casi toda su producción gira alrededor de la reflexión espacial sobre el plano y el volumen escultórico.
Como reacción a la abstracción informalista surgió la llamada Nueva figuración, un movimiento que recuperó el arte figurativo, con cierta influencia expresionista y con total libertad de composición. Aunque se basaban en la figuración no quiere decir que esta fuese realista, sino que podía ser deformada o esquematizada a gusto del artista. Entre sus componentes se encuentran: Francis Bacon, creador de un universo centrado en la figura humana aislada o en pequeños grupos, generalmente deformada, en espacios cerrados pero indefinidos, lo cual trasladó también al grabado; Bernard Buffet ilustró diversas publicaciones, como Los cantos de Maldoror del conde de Lautréamont (1952), La Pasión de Cristo (1954), la Voz humana de Jean Cocteau (1957), Les Voyages Fantastiques de Cyrano de Bergerac (1958) o El Infierno de Dante (1976); Lucian Freud se especializó en retratos y desnudos, con un realismo descarnado, trabajando generalmente en aguafuerte, una técnica que le permitía desarrollar sus cualidades de dibujante de forma óptima (Una pareja, Cabeza de mujer, La madre del pintor, Bella); el chileno Roberto Matta también destacó en la ilustración: Los cantos de Maldoror de Lautréamont (1938), La palabra es de Péret de Benjamin Péret (1941), Arcano 17 de André Breton (1945), Empleo del tiempo de Michel Butor (1956), Atalayas sobre blancos de Henri Michaux (1959). Los miembros del grupo CoBrA (Karel Appel, Asger Jorn, Corneille, Pierre Alechinsky, Constant Nieuwenhuys) también practicaron el grabado, sobre todo la litografía, en obras que destacan por el trazo grueso y los colores vivos.
Desde 1950 se desarrolló el arte cinético (también llamado op-art, «arte óptico»), un estilo que puso énfasis en el aspecto visual del arte, especialmente en los efectos ópticos, que eran producidos bien por ilusiones ópticas (figuras ambiguas, imágenes persistentes, efecto de moiré), bien mediante el movimiento o los juegos de luces. Era un estilo abstracto pero racional, compositivo, al contrario que el informalismo. Entre sus miembros destacan Victor Vasarely y Eusebio Sempere. Vasarely trabajó en sus inicios como creador gráfico para agencias de publicidad. Posteriormente realizó una notable obra gráfica en la que recreó su universo cinético, basado en efectos ópticos. Trabajó sobre todo en serigrafía: Chell (1949), Álbum Vasarely (1958), Álbum III (1959), Constelaciones (1967). Sempere centró su obra en los estudios de luz y las vibraciones ópticas, partiendo en ocasiones de paisajes o elementos figurativos que convierte en abstracciones de intenso lirismo. En 1969 realizó una serie de serigrafías sobre poemas de Góngora.
Un artista inclasificable que comenzó a tener éxito en los años 1950 fue M. C. Escher, que creó una obra de corte fantástico donde recreaba mundos imaginarios y objetos imposibles. Practicó la xilografía, la litografía y la mezzotinta, con unos cuatrocientos originales de los que se realizaron docenas, cientos o miles de reproducciones, según la obra. En sus imágenes se combinan conceptos geométricos y matemáticos, así como figuras de animales fantásticos y otros productos de su imaginación.
Entre los años 1960 y 1970 se produjo una revalorización de la litografía, especialmente en Estados Unidos. Influidos por el uso heterodoxo que Picasso hizo de esta técnica entre 1945 y 1950, en que dibujaba y arañaba sobre la piedra, muchos artistas trabajaron la litografía con métodos no convencionales. En 1960, June Wayne fundó en Los Ángeles el Tamarind Lithography Workshop, que marcó profundamente la producción gráfica estadounidense de esas décadas. Le siguieron otras compañías, como Universal Limited Art Editions (ULAE) y Gemini GEL. Muchos artistas trabajaron con esas empresas, como Josef Albers, Jasper Johns, Robert Rauschenberg, Robert Motherwell, Elaine de Kooning, Richard Diebenkorn, Jim Dine, Gego, Mel Ramos, Edward Ruscha, Sam Francis, Rufino Tamayo, Louise Nevelson, Philip Guston, etc.
En esos años se desarrolló en Estados Unidos el pop art, un estilo con un marcado componente de inspiración popular que tomó imágenes del mundo de la publicidad, la fotografía, el cómic y los medios de comunicación de masas. Uno de sus principales exponentes fue Andy Warhol. Solía trabajar mediante serigrafía, en series que iban desde los retratos de personajes famosos como Elvis Presley, Marilyn Monroe, Jacqueline Kennedy o Mao Tse-tung, pasando por sus truculentas series de Catástrofes, Sillas eléctricas y Disturbios raciales, hasta todo tipo de objetos, como sus series de latas de sopa Campbell o de Coca-Cola, elaborados con un colorismo chillón y estridente y una técnica pura, impersonal. Warhol escogía sus imágenes de los medios de comunicación de masas, imágenes estereotipadas, que recortaba y encuadraba para enviarlas al taller de serigrafía, donde se ampliaban, se escogía el formato y el color y se hacía la tirada, sobre papel o tela, en series no numeradas. Su obra es fría, indiferente, uniforme y mecanizada, la adecuada para una sociedad industrializada encaminada al consumo. Incluso la muerte es tratada de la misma forma distante y fría, ya que no deja de ser una imagen habitual en los medios de comunicación. Otro exponente estadounidense fue Roy Lichtenstein, que se inspiró en el cómic, con imágenes en viñetas que a menudo muestran el punteado propio de las ediciones impresas. Son imágenes triviales, casi vulgares, pero enfatizadas de tal forma que transmiten las emociones de los personajes, aunque con un aspecto frío y mecánico.
El pop art también se dio en Reino Unido, donde destacaron Richard Hamilton y David Hockney. Hamilton elaboró imágenes basadas en la cultura popular, con influencia de la publicidad, a las que otorgó un carácter crítico. Trabajó generalmente en técnicas mixtas, como su Figurín (1969-1970), un foto-ófset litográfico con serigrafía en collage, estarcido y cosméticos. Hockney se alejó en su obra del aspecto popular y comercial de sus coetáneos, con imágenes de evocación interior y componente fantástico, alusiones poéticas e irónicas, y con ciertas referencias a la caricatura y lo pintoresco.
En España, frente a la corriente informalista surgió en los años 1960 una reacción realista, que tuvo como exponente el grupo Estampa Popular, fundado en 1958 en Madrid por José García Ortega, junto al que destacaron Agustín Ibarrola y Ricardo Zamorano. Influidos por el pop art y el Nuevo realismo francés, su estilo es realista, en imágenes simples, de composición clara y sencilla, marcadas por su compromiso político antifranquista. Una escisión del anterior fue el Equipo Crónica, fundado en 1964 en Valencia por Manolo Valdés, Rafael Solbes y Juan Antonio Toledo, con un estilo realista influido por el pop art y los medios de comunicación de masas. Otros artistas españoles de estos años que practicaron el grabado fueron: Luis Gordillo, Juan Genovés, Joan Hernández Pijuan, Albert Ràfols Casamada, Josep Maria Subirachs, Eduardo Arroyo, José Hernández y Javier Mariscal.
En los años 1960 surgió la Abstracción postpictórica, un movimiento abstractizante que desembocó poco después en el minimalismo, con obras de acusada simplicidad, reducidas a un mínimo motivo. Uno de sus exponentes fue Frank Stella, autor de imágenes de diseño plano centradas en figuras geométricas, en cuya versión impresa solía emplear tintas metálicas y fluorescentes (Estrella de Persia I, 1967).
Como reacción al anterior surgió coetáneamente el hiperrealismo, un estilo caracterizado por su visión superlativa y exagerada de la realidad, que es plasmada con gran exactitud en todos sus detalles, con un aspecto casi fotográfico. Uno de sus representantes más destacados fue Chuck Close. En su Autorretrato/Tinta blanca (1978), realizó en aguafuerte y aguatinta un autorretrato suyo de aspecto fotográfico elaborado a partir de una trama cuadriculada, en la que elaboró cada cuadrícula de forma aislada a base de los tonos del aguatinta. En España cabe citar a Antonio López García, que desarrolló una obra de un realismo casi fotográfico no exento de cierto lirismo y de evocaciones de tono surrealista. Practicó sobre todo la litografía (Rosa y Membrillo, 1992).

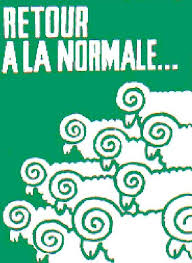
Retour à la normale, serigrafía de Hector Cattolica para el Atelier Populaire de París (1968)

También en los 1960 surgió el llamado arte de acción, diversas tendencias basadas en el acto de la creación artística, donde lo importante no es la obra en sí, sino el proceso creador, en el que además del artista interviene a menudo el público, con un gran componente de improvisación. Engloba diversas manifestaciones artísticas como el happening, la performance, el environment o la instalación. Aunque por su naturaleza no tuvo mucho reflejo en el arte gráfico, alguno de sus exponentes practicó el grabado, como Joseph Beuys, un polifacético artista alemán que fue pintor, escultor, docente y teórico del arte. Practicó el aguafuerte, el aguatinta y la litografía: Schwurhand: Kalb mit Kinder (1980), Schwurhand: Zelt und Lichtstrahl (1980), Zirkulationszeit: Meerengel 2 Robben (1982), Tränen: Frauentoroso (1985).
Desde mediados de esa década fueron apareciendo las tendencias conceptuales, centradas en la desmaterialización del arte. Incluye tendencias como el arte povera, el body art y el land art, así como el arte feminista y diversas otras manifestaciones. Por su naturaleza, esta corriente no trabajó especialmente el grabado, pero alguno de sus artistas lo utilizó para difundir sus obras, como el búlgaro Christo, autor de instalaciones medioambientales, muchas de las cuales consistían en envolver objetos o monumentos. En su obra gráfica utilizó técnicas mixtas, como el Monumento envuelto de Vittorio Emanuele (1975), donde empleó litografía y un collage de tela, fotografía, bramante, grapas y cinta adhesiva.
Durante las protestas estudiantiles del mayo del 68 surgió en el seno de la Escuela de Bellas Artes de París el Atelier Populaire («taller popular»), un grupo de estudiantes que se encargaron de la elaboración de carteles propagandísticos de sus acciones, que colocaron por toda la ciudad. Diseñaron unos trescientos cincuenta carteles, la mayoría elaborados en serigrafía, que destacaron por su impacto visual y la fuerza de sus eslóganes, y se volvieron emblemáticos de las protestas.
Desde 1975 se desarrolló el arte posmoderno, el arte propio de la posmodernidad, por oposición al denominado arte moderno. Estos artistas asumían el fracaso de los movimientos de vanguardia como el fracaso del proyecto moderno: las vanguardias pretendían eliminar la distancia entre el arte y la vida, universalizar el arte; el artista posmoderno, en cambio, es autorreferencial, el arte habla del arte, no pretenden hacer una labor social. Uno de sus exponentes con realizaciones en el arte gráfico es Eric Fischl, un artista estadounidense de estilo realista con un fuerte carácter expresivo, influido por Max Beckmann, Lucian Freud o Edward Hopper. Su temática se centró principalmente en la sexualidad, con abundantes representaciones de cuerpos desnudos, en actitudes eróticas, pero con cierto aire enigmático, angustioso, opresivo, lo cual queda enfatizado por su gama cromática apagada, grisácea, con una iluminación de extraña intensidad que acentúa el estilo expresivo de sus obras. El español Miquel Barceló ha desarrollado una obra versátil en la que se perciben múltiples influencias —entre las que destaca el arte africano—, con utilización de diversas técnicas y procedimientos artísticos, desde la pintura, la escultura y el grabado hasta la cerámica y la fundición. Ha trabajado el aguafuerte, el aguatinta, la punta seca, la litografía y la serigrafía, en obras individuales (Suite Tres Caprichos, 1988) o en ilustración de libros, como la Divina Comedia de Dante o La música callada del toreo de José Bergamín (2015).
Dentro del arte posmoderno se dieron diversos movimientos como la transvanguardia italiana o el neoexpresionismo alemán. En el primero cabe mencionar a Francesco Clemente, pintor y poeta, con influencia en su obra de Cy Twombly y del arte indio. Tanto en sus pinturas como en sus grabados combina la abstracción con la figuración. En el segundo se encuentran artistas como Georg Baselitz, Sigmar Polke y A. R. Penck. Baselitz es pintor, escultor y grabador, con una obra centrada en superar la contraposición entre la pintura figurativa y la abstracta. Uno de sus sellos distintivos es la inversión de las imágenes, que se ven boca abajo, con colores brillantes e intensos. Polke fue pintor y grabador, con influencia en su obra del pop art, con un estilo que mezcla la pintura moderna con elementos tomados de la publicidad y los medios de comunicación de masas, con cierta tendencia a lo kitsch. Penck es pintor, escultor y artista gráfico, influido por el arte primitivo desarrolló un estilo de aspecto totémico, en el que se vislumbran también influjos de Paul Klee y Jackson Pollock.
En 1992, el Comité Olímpico Internacional celebró el centenario de su fundación con la edición de una obra gráfica titulada Suite Olympic Centennial, un conjunto de cincuenta litografías elaboradas por diversos artistas de todo el mundo, entre los que se encontraban: Eduardo Chillida, Luis Gordillo, Antoni Tàpies, Sol LeWitt, Antonio López, Arman, César, Jiří Georg Dokoupil, Nam June Paik, Erró, Dennis Oppenheim, Mimmo Paladino, Corneille, Jean Tinguely, Wolf Vostell, Jesús Rafael Soto y otros representantes del panorama artístico del momento.
En las últimas décadas del siglo la revolución informática propició la aparición de una nueva técnica, la estampa digital, en la que el diseño gráfico se hace por ordenador. Esta nueva modalidad ha sido criticada por cuanto se basa casi totalmente en la tecnología informática y ha perdido, por tanto, el componente artesanal del grabado tradicional. Sin embargo, sus defensores ponen énfasis en el acto creativo, en el diseño original que marca la labor del artista. Sea como sea, con el paso de los años la estampa digital ha ido siendo aceptada por el mundo artístico en general, y muchos artistas emplean hoy día esta técnica, ya sea de forma única o híbrida con otros procedimientos gráficos. Asimismo, muchas galerías e instituciones ya cuentan con creaciones digitales entre sus fondos y colecciones. En 1998, la Calcografía Nacional de España realizó una exposición con el título La Estampa Digital, donde mostró algunas de las principales novedades de esta técnica.